# Liste des conseillers d'État de la Principauté de Neuchâtel
 (février 2025).
La mise en forme du texte ne suit pas les recommandations de Wikipédia : il faut le « wikifier ».
Les points d'amélioration suivants sont les cas les plus fréquents. Le détail des points à revoir est peut-être précisé sur la page de discussion.
- Les titres sont pré-formatés par le logiciel. Ils ne sont ni en capitales, ni en gras.
- Le texte ne doit pas être écrit en capitales (les noms de famille non plus), ni en gras, ni en italique, ni en « petit »…
- Le gras n'est utilisé que pour surligner le titre de l'article dans l'introduction, une seule fois.
- L'italique est rarement utilisé : mots en langue étrangère, titres d'œuvres, noms de bateaux, etc.
- Les citations ne sont pas en italique mais en corps de texte normal. Elles sont entourées par des guillemets français : « et ».
- Les listes à puces sont à éviter, des paragraphes rédigés étant largement préférés. Les tableaux sont à réserver à la présentation de données structurées (résultats, etc.).
- Les appels de note de bas de page (petits chiffres en exposant, introduits par l'outil «  Source ») sont à placer entre la fin de phrase et le point final[comme ça].
- Les liens internes (vers d'autres articles de Wikipédia) sont à choisir avec parcimonie. Créez des liens vers des articles approfondissant le sujet. Les termes génériques sans rapport avec le sujet sont à éviter, ainsi que les répétitions de liens vers un même terme.
- Les liens externes sont à placer uniquement dans une section « Liens externes », à la fin de l'article. Ces liens sont à choisir avec parcimonie suivant les règles définies. Si un lien sert de source à l'article, son insertion dans le texte est à faire par les notes de bas de page.
- La présentation des références doit suivre les conventions bibliographiques. Il est recommandé d'utiliser les modèles {{Ouvrage}}, {{Chapitre}}, {{Article}}, {{Lien web}} et/ou {{Bibliographie}}. Le mode d'édition visuel peut mettre en forme automatiquement les références.
- Insérer une infobox (cadre d'informations à droite) n'est pas obligatoire pour parachever la mise en page.

Pour une aide détaillée, merci de consulter Aide:Wikification.
Si vous pensez que ces points ont été résolus, vous pouvez retirer ce bandeau et améliorer la mise en forme d'un autre article.
Cette page présente la liste des conseillers d'État du canton de Neuchâtel sous le régime de la Principauté de Neuchâtel.
Pour les conseillers d'États à partir de 1848, année de proclamation de la république, on consultera la page Liste des conseillers d'État du canton de Neuchâtel.
La présente liste des conseillers d'Ancien Régime est constitué d'après les informations des notices Quellet-Soguel des Archives de l'État de Neuchâtel. Lorsqu'aucune date de démission n'est mentionnée, il est supposé que la personne est restée en fonction jusqu'à son décès.

## Principauté de Neuchâtel

### 1579
Guillaume de Merveilleux (<20.01.1560->20.07.1624), conseiller d'État (09.09.1579-?)

## 1580
Guillaume de Merveilleux (<20.01.1560->20.07.1624), conseiller d'État (09.09.1579-?)

### 1581
Guillaume de Merveilleux (<20.01.1560->20.07.1624), conseiller d'État (09.09.1579-?)

### 1582
Guillaume de Merveilleux (<20.01.1560->20.07.1624), conseiller d'État (09.09.1579-?)

### 1583
Louis Barillier (?-13.11.1599), conseiller d'État (04.10.1583-?)
Balthazard de Cressier (?-1602), conseiller d'État (06.04.1583-?)
Guillaume de Merveilleux (<20.01.1560->20.07.1624), conseiller d'État (09.09.1579-?)
Blaise Varnod (?-1588), conseiller d'État (05.02.1585 ou 16.02.1585 ou 1583-?)

### 1584
Louis Barillier (?-13.11.1599), conseiller d'État (04.10.1583-?)
Balthazard de Cressier (?-1602), conseiller d'État (06.04.1583-?)
Guillaume de Merveilleux (<20.01.1560->20.07.1624), conseiller d'État (09.09.1579-?)
Blaise Varnod (?-1588), conseiller d'État (05.02.1585 ou 16.02.1585 ou 1583-?)

### 1585
Louis Barillier (?-13.11.1599), conseiller d'État (04.10.1583-?)
Balthazard de Cressier (?-1602), conseiller d'État (06.04.1583-?)
Guillaume de Merveilleux (<20.01.1560->20.07.1624), conseiller d'État (09.09.1579-?)
Blaise Varnod (?-1588), conseiller d'État (05.02.1585 ou 16.02.1585 ou 1583-?)

### 1586
Louis Barillier (?-13.11.1599), conseiller d'État (04.10.1583-?)
Balthazard de Cressier (?-1602), conseiller d'État (06.04.1583-?)
Guillaume de Merveilleux (<20.01.1560->20.07.1624), conseiller d'État (09.09.1579-?)
Blaise Varnod (?-1588), conseiller d'État (05.02.1585 ou 16.02.1585 ou 1583-?)

### 1587
Louis Barillier (?-13.11.1599), conseiller d'État (04.10.1583-?)
Balthazard de Cressier (?-1602), conseiller d'État (06.04.1583-?)
Guillaume de Merveilleux (<20.01.1560->20.07.1624), conseiller d'État (09.09.1579-?)
Blaise Varnod (?-1588), conseiller d'État (05.02.1585 ou 16.02.1585 ou 1583-?)

### 1588
Louis Barillier (?-13.11.1599), conseiller d'État (04.10.1583-?)
Balthazard de Cressier (?-1602), conseiller d'État (06.04.1583-?)
Daniel Hory (?-31.10.1610), conseillers d'État (05.03.1588-?)
Guillaume de Merveilleux (<20.01.1560->20.07.1624), conseiller d'État (09.09.1579-?)
Blaise Varnod (?-1588), conseiller d'État (05.02.1585 ou 16.02.1585 ou 1583-?)

### 1589
Louis Barillier (?-13.11.1599), conseiller d'État (04.10.1583-?)
Balthazard de Cressier (?-1602), conseiller d'État (06.04.1583-?)
Daniel Hory (?-31.10.1610), conseillers d'État (05.03.1588-?)
Guillaume de Merveilleux (<20.01.1560->20.07.1624), conseiller d'État (09.09.1579-?)

## 1590
Louis Barillier (?-13.11.1599), conseiller d'État (04.10.1583-?)
Balthazard de Cressier (?-1602), conseiller d'État (06.04.1583-?)
Daniel Hory (?-31.10.1610), conseillers d'État (05.03.1588-?)
Guillaume de Merveilleux (<20.01.1560->20.07.1624), conseiller d'État (09.09.1579-?)

### 1591
Louis Barillier (?-13.11.1599), conseiller d'État (04.10.1583-?)
Balthazard de Cressier (?-1602), conseiller d'État (06.04.1583-?)
Daniel Hory (?-31.10.1610), conseillers d'État (05.03.1588-?)
Guillaume de Merveilleux (<20.01.1560->20.07.1624), conseiller d'État (09.09.1579-?)

### 1592
Louis Barillier (?-13.11.1599), conseiller d'État (04.10.1583-?)
Balthazard de Cressier (?-1602), conseiller d'État (06.04.1583-?)
Daniel Hory (?-31.10.1610), conseillers d'État (05.03.1588-?)
Guillaume de Merveilleux (<20.01.1560->20.07.1624), conseiller d'État (09.09.1579-?)

### 1593
Louis Barillier (?-13.11.1599), conseiller d'État (04.10.1583-?)
Balthazard de Cressier (?-1602), conseiller d'État (06.04.1583-?)
Daniel Hory (?-31.10.1610), conseillers d'État (05.03.1588-?)
Guillaume de Merveilleux (<20.01.1560->20.07.1624), conseiller d'État (09.09.1579-?)

### 1594
Louis Barillier (?-13.11.1599), conseiller d'État (04.10.1583-?)
Balthazard de Cressier (?-1602), conseiller d'État (06.04.1583-?)
Daniel Hory (?-31.10.1610), conseillers d'État (05.03.1588-?)
Guillaume de Merveilleux (<20.01.1560->20.07.1624), conseiller d'État (09.09.1579-?)

### 1595
Louis Barillier (?-13.11.1599), conseiller d'État (04.10.1583-?)
Balthazard de Cressier (?-1602), conseiller d'État (06.04.1583-?)
Daniel Hory (?-31.10.1610), conseillers d'État (05.03.1588-?)
Guillaume de Merveilleux (<20.01.1560->20.07.1624), conseiller d'État (09.09.1579-?)

### 1596
Louis Barillier (?-13.11.1599), conseiller d'État (04.10.1583-?)
Balthazard de Cressier (?-1602), conseiller d'État (06.04.1583-?)
Daniel Hory (?-31.10.1610), conseillers d'État (05.03.1588-?)
Guillaume de Merveilleux (<20.01.1560->20.07.1624), conseiller d'État (09.09.1579-?)
Jehan de Merveilleux (<20.01.1560-09.08.1615 ou 24.02.1615), conseiller d'État (11.12.1596-?)
Jehan Perrochet (1547 ou 1545-17.02.1601), conseiller d'État (08.12.1596-?)
Jehan Petter (?-13.05.1606), conseiller d'État (11.12.1596-1598)
Antoine Verdonnet (?-? après 1600), conseiller d'État (08.12.1596-?)

### 1597
Louis Barillier (?-13.11.1599), conseiller d'État (04.10.1583-?)
Balthazard de Cressier (?-1602), conseiller d'État (06.04.1583-?)
Vincent de Gleresse (?-1610 ou 1627), conseiller d'État (10.01.1597-?)
Daniel Hory (?-31.10.1610), conseillers d'État (05.03.1588-?)
Guillaume de Merveilleux (<20.01.1560->20.07.1624), conseiller d'État (09.09.1579-?)
Jehan de Merveilleux (<20.01.1560-09.08.1615 ou 24.02.1615), conseiller d'État (11.12.1596-?)
Béat Jacob de Neuchâtel (1567-13.04.1623), conseiller d'État (23.07.1597-?)
Jehan Perrochet (1547 ou 1545-17.02.1601), conseiller d'État (08.12.1596-?)
Jehan Petter (?-13.05.1606), conseiller d'État (11.12.1596-1598)
Antoine Verdonnet (?-? après 1600), conseiller d'État (08.12.1596-?)

### 1598
Louis Barillier (?-13.11.1599), conseiller d'État (04.10.1583-?)
Balthazard de Cressier (?-1602), conseiller d'État (06.04.1583-?)
Vincent de Gleresse (?-1610 ou 1627), conseiller d'État (10.01.1597-?)
Daniel Hory (?-31.10.1610), conseillers d'État (05.03.1588-?)
Guillaume de Merveilleux (<20.01.1560->20.07.1624), conseiller d'État (09.09.1579-?)
Jehan de Merveilleux (<20.01.1560-09.08.1615 ou 24.02.1615), conseiller d'État (11.12.1596-?)
Béat Jacob de Neuchâtel (1567-13.04.1623), conseiller d'État (23.07.1597-?)
Jehan Perrochet (1547 ou 1545-17.02.1601), conseiller d'État (08.12.1596-?)
Jehan Petter (?-13.05.1606), conseiller d'État (11.12.1596-1598)
Antoine Verdonnet (?-? après 1600), conseiller d'État (08.12.1596-?)

### 1599
Louis Barillier (?-13.11.1599), conseiller d'État (04.10.1583-?)
Balthazard de Cressier (?-1602), conseiller d'État (06.04.1583-?)
Vincent de Gleresse (?-1610 ou 1627), conseiller d'État (10.01.1597-?)
Daniel Hory (?-31.10.1610), conseillers d'État (05.03.1588-?)
Guillaume de Merveilleux (<20.01.1560->20.07.1624), conseiller d'État (09.09.1579-?)
Jehan de Merveilleux (<20.01.1560-09.08.1615 ou 24.02.1615), conseiller d'État (11.12.1596-?)
Béat Jacob de Neuchâtel (1567-13.04.1623), conseiller d'État (23.07.1597-?)
Jehan Perrochet (1547 ou 1545-17.02.1601), conseiller d'État (08.12.1596-?)
Antoine Verdonnet (?-? après 1600), conseiller d'État (08.12.1596-?)

### XVIIesiècle

#### 1600
Balthazard de Cressier (?-1602), conseiller d'État (06.04.1583-?)
Vincent de Gleresse (?-1610 ou 1627), conseiller d'État (10.01.1597-?)
Daniel Hory (?-31.10.1610), conseillers d'État (05.03.1588-?)
Guillaume de Merveilleux (<20.01.1560->20.07.1624), conseiller d'État (09.09.1579-?)
Jehan de Merveilleux (<20.01.1560-09.08.1615 ou 24.02.1615), conseiller d'État (11.12.1596-?)
Béat Jacob de Neuchâtel (1567-13.04.1623), conseiller d'État (23.07.1597-?)
Jehan Perrochet (1547 ou 1545-17.02.1601), conseiller d'État (08.12.1596-?)
Antoine Verdonnet (?-? après 1600), conseiller d'État (08.12.1596-?)

##### 1601
Balthazard de Cressier (?-1602), conseiller d'État (06.04.1583-?)
Vincent de Gleresse (?-1610 ou 1627), conseiller d'État (10.01.1597-?)
Daniel Hory (?-31.10.1610), conseillers d'État (05.03.1588-?)
Guillaume de Merveilleux (<20.01.1560->20.07.1624), conseiller d'État (09.09.1579-?)
Jehan de Merveilleux (<20.01.1560-09.08.1615 ou 24.02.1615), conseiller d'État (11.12.1596-?)
Béat Jacob de Neuchâtel (1567-13.04.1623), conseiller d'État (23.07.1597-?)
Jehan Perrochet (1547 ou 1545-17.02.1601), conseiller d'État (08.12.1596-?)

##### 1602
Balthazard de Cressier (?-1602), conseiller d'État (06.04.1583-?)
Vincent de Gleresse (?-1610 ou 1627), conseiller d'État (10.01.1597-?)
Daniel Hory (?-31.10.1610), conseillers d'État (05.03.1588-?)
Guillaume de Merveilleux (<20.01.1560->20.07.1624), conseiller d'État (09.09.1579-?)
Jehan de Merveilleux (<20.01.1560-09.08.1615 ou 24.02.1615), conseiller d'État (11.12.1596-?)
Béat Jacob de Neuchâtel (1567-13.04.1623), conseiller d'État (23.07.1597-?)

##### 1603
Vincent de Gleresse (?-1610 ou 1627), conseiller d'État (10.01.1597-?)
Daniel Hory (?-31.10.1610), conseillers d'État (05.03.1588-?)
Guillaume de Merveilleux (<20.01.1560->20.07.1624), conseiller d'État (09.09.1579-?)
Jehan de Merveilleux (<20.01.1560-09.08.1615 ou 24.02.1615), conseiller d'État (11.12.1596-?)
Béat Jacob de Neuchâtel (1567-13.04.1623), conseiller d'État (23.07.1597-?)

##### 1604
Vincent de Gleresse (?-1610 ou 1627), conseiller d'État (10.01.1597-?)
Daniel Hory (?-31.10.1610), conseillers d'État (05.03.1588-?)
Guillaume de Merveilleux (<20.01.1560->20.07.1624), conseiller d'État (09.09.1579-?)
Jehan de Merveilleux (<20.01.1560-09.08.1615 ou 24.02.1615), conseiller d'État (11.12.1596-?)
Béat Jacob de Neuchâtel (1567-13.04.1623), conseiller d'État (23.07.1597-?)

##### 1605
Vincent de Gleresse (?-1610 ou 1627), conseiller d'État (10.01.1597-?)
Daniel Hory (?-31.10.1610), conseillers d'État (05.03.1588-?)
Guillaume de Merveilleux (<20.01.1560->20.07.1624), conseiller d'État (09.09.1579-?)
Jehan de Merveilleux (<20.01.1560-09.08.1615 ou 24.02.1615), conseiller d'État (11.12.1596-?)
Béat Jacob de Neuchâtel (1567-13.04.1623), conseiller d'État (23.07.1597-?)

##### 1606
Vincent de Gleresse (?-1610 ou 1627), conseiller d'État (10.01.1597-?)
Daniel Hory (?-31.10.1610), conseillers d'État (05.03.1588-?)
Guillaume de Merveilleux (<20.01.1560->20.07.1624), conseiller d'État (09.09.1579-?)
Jehan de Merveilleux (<20.01.1560-09.08.1615 ou 24.02.1615), conseiller d'État (11.12.1596-?)
Béat Jacob de Neuchâtel (1567-13.04.1623), conseiller d'État (23.07.1597-?)

##### 1607
Vincent de Gleresse (?-1610 ou 1627), conseiller d'État (10.01.1597-?)
Daniel Hory (?-31.10.1610), conseillers d'État (05.03.1588-?)
Guillaume de Merveilleux (<20.01.1560->20.07.1624), conseiller d'État (09.09.1579-?)
Jehan de Merveilleux (<20.01.1560-09.08.1615 ou 24.02.1615), conseiller d'État (11.12.1596-?)
Béat Jacob de Neuchâtel (1567-13.04.1623), conseiller d'État (23.07.1597-?)
François Vallier (1588-1615), conseiller d'État  (15.10.1607 ou 01.05.1611-?)

##### 1608
Vincent de Gleresse (?-1610 ou 1627), conseiller d'État (10.01.1597-?)
Daniel Hory (?-31.10.1610), conseillers d'État (05.03.1588-?)
Guillaume de Merveilleux (<20.01.1560->20.07.1624), conseiller d'État (09.09.1579-?)
Jehan de Merveilleux (<20.01.1560-09.08.1615 ou 24.02.1615), conseiller d'État (11.12.1596-?)
Béat Jacob de Neuchâtel (1567-13.04.1623), conseiller d'État (23.07.1597-?)
François Vallier (1588-1615), conseiller d'État  (15.10.1607 ou 01.05.1611-?)

##### 1609
Vincent de Gleresse (?-1610 ou 1627), conseiller d'État (10.01.1597-?)
Daniel Hory (?-31.10.1610), conseillers d'État (05.03.1588-?)
Guillaume de Merveilleux (<20.01.1560->20.07.1624), conseiller d'État (09.09.1579-?)
Jehan de Merveilleux (<20.01.1560-09.08.1615 ou 24.02.1615), conseiller d'État (11.12.1596-?)
Béat Jacob de Neuchâtel (1567-13.04.1623), conseiller d'État (23.07.1597-?)
François Vallier (1588-1615), conseiller d'État  (15.10.1607 ou 01.05.1611-?)

#### 1610
Vincent de Gleresse (?-1610 ou 1627), conseiller d'État (10.01.1597-?)
Daniel Hory (?-31.10.1610), conseillers d'État (05.03.1588-?)
Guillaume de Merveilleux (<20.01.1560->20.07.1624), conseiller d'État (09.09.1579-?)
Jehan de Merveilleux (<20.01.1560-09.08.1615 ou 24.02.1615), conseiller d'État (11.12.1596-?)
Béat Jacob de Neuchâtel (1567-13.04.1623), conseiller d'État (23.07.1597-?)
François Vallier (1588-1615), conseiller d'État  (15.10.1607 ou 01.05.1611-?)

##### 1611
Balthasard Baillod (?-14.01.1621), conseiller d'État (01.05.1611-?)
Jonas Barillier (?-1620), conseiller d'État (27.06.1611-?)
Pétermand de Gleresse (?-1628), conseillers d'État (16.06.1611-?)
Jehan Hory (1573-08.1656), conseiller d'État (01.05.1611-1634)
Guillaume de Merveilleux (<20.01.1560->20.07.1624), conseiller d'État (09.09.1579-?)
Jehan de Merveilleux (<20.01.1560-09.08.1615 ou 24.02.1615), conseiller d'État (11.12.1596-?)
Béat Jacob de Neuchâtel (1567-13.04.1623), conseiller d'État (23.07.1597-?)
Abraham Tribolet (?-avant 18.06.1627), conseiller d'État 01.05.1611-?)
François Vallier (1588-1615), conseiller d'État  (15.10.1607 ou 01.05.1611-?)

##### 1612
Balthasard Baillod (?-14.01.1621), conseiller d'État (01.05.1611-?)
Jonas Barillier (?-1620), conseiller d'État (27.06.1611-?)
Pétermand de Gleresse (?-1628), conseillers d'État (16.06.1611-?)
Jehan Hory (1573-08.1656), conseiller d'État (01.05.1611-1634)
Guillaume de Merveilleux (<20.01.1560->20.07.1624), conseiller d'État (09.09.1579-?)
Jehan de Merveilleux (<20.01.1560-09.08.1615 ou 24.02.1615), conseiller d'État (11.12.1596-?)
Béat Jacob de Neuchâtel (1567-13.04.1623), conseiller d'État (23.07.1597-?)
Abraham Tribolet (?-avant 18.06.1627), conseiller d'État 01.05.1611-?)
François Vallier (1588-1615), conseiller d'État  (15.10.1607 ou 01.05.1611-?)

##### 1613
Balthasard Baillod (?-14.01.1621), conseiller d'État (01.05.1611-?)
Jonas Barillier (?-1620), conseiller d'État (27.06.1611-?)
Pétermand de Gleresse (?-1628), conseillers d'État (16.06.1611-?)
Jehan Hory (1573-08.1656), conseiller d'État (01.05.1611-1634)
Guillaume de Merveilleux (<20.01.1560->20.07.1624), conseiller d'État (09.09.1579-?)
Jehan de Merveilleux (<20.01.1560-09.08.1615 ou 24.02.1615), conseiller d'État (11.12.1596-?)
Béat Jacob de Neuchâtel (1567-13.04.1623), conseiller d'État (23.07.1597-?)
Abraham Tribolet (?-avant 18.06.1627), conseiller d'État 01.05.1611-?)
François Vallier (1588-1615), conseiller d'État  (15.10.1607 ou 01.05.1611-?)

##### 1614
Balthasard Baillod (?-14.01.1621), conseiller d'État (01.05.1611-?)
Jonas Barillier (?-1620), conseiller d'État (27.06.1611-?)
Pétermand de Gleresse (?-1628), conseillers d'État (16.06.1611-?)
Jehan Hory (1573-08.1656), conseiller d'État (01.05.1611-1634)
Guillaume de Merveilleux (<20.01.1560->20.07.1624), conseiller d'État (09.09.1579-?)
Jehan de Merveilleux (<20.01.1560-09.08.1615 ou 24.02.1615), conseiller d'État (11.12.1596-?)
Béat Jacob de Neuchâtel (1567-13.04.1623), conseiller d'État (23.07.1597-?)
Abraham Tribolet (?-avant 18.06.1627), conseiller d'État 01.05.1611-?)
François Vallier (1588-1615), conseiller d'État  (15.10.1607 ou 01.05.1611-?)

##### 1615
Balthasard Baillod (?-14.01.1621), conseiller d'État (01.05.1611-?)
Jonas Barillier (?-1620), conseiller d'État (27.06.1611-?)
Pétermand de Gleresse (?-1628), conseillers d'État (16.06.1611-?)
Abraham Guy (?-<07.01.1693), conseiller d'État (1615 ou 10.10.1625)
Jehan Hory (1573-08.1656), conseiller d'État (01.05.1611-1634)
Guillaume de Merveilleux (<20.01.1560->20.07.1624), conseiller d'État (09.09.1579-?)
Jehan de Merveilleux (<20.01.1560-09.08.1615 ou 24.02.1615), conseiller d'État (11.12.1596-?)
Béat Jacob de Neuchâtel (1567-13.04.1623), conseiller d'État (23.07.1597-?)
Abraham Tribolet (?-avant 18.06.1627), conseiller d'État 01.05.1611-?)
François Vallier (1588-1615), conseiller d'État  (15.10.1607 ou 01.05.1611-?)

##### 1616
Balthasard Baillod (?-14.01.1621), conseiller d'État (01.05.1611-?)
Jonas Barillier (?-1620), conseiller d'État (27.06.1611-?)
Pétermand de Gleresse (?-1628), conseillers d'État (16.06.1611-?)
Abraham Guy (?-<07.01.1693), conseiller d'État (1615 ou 10.10.1625)
Jehan Hory (1573-08.1656), conseiller d'État (01.05.1611-1634)
Guillaume de Merveilleux (<20.01.1560->20.07.1624), conseiller d'État (09.09.1579-?)
Béat Jacob de Neuchâtel (1567-13.04.1623), conseiller d'État (23.07.1597-?)
Abraham Tribolet (?-avant 18.06.1627), conseiller d'État 01.05.1611-?)

##### 1617
Balthasard Baillod (?-14.01.1621), conseiller d'État (01.05.1611-?)
Jonas Barillier (?-1620), conseiller d'État (27.06.1611-?)
Pétermand de Gleresse (?-1628), conseillers d'État (16.06.1611-?)
Abraham Guy (?-<07.01.1693), conseiller d'État (1615 ou 10.10.1625)
Jehan Hory (1573-08.1656), conseiller d'État (01.05.1611-1634)
Guillaume de Merveilleux (<20.01.1560->20.07.1624), conseiller d'État (09.09.1579-?)
Béat Jacob de Neuchâtel (1567-13.04.1623), conseiller d'État (23.07.1597-?)
Abraham Tribolet (?-avant 18.06.1627), conseiller d'État 01.05.1611-?)

##### 1618
Balthasard Baillod (?-14.01.1621), conseiller d'État (01.05.1611-?)
Jonas Barillier (?-1620), conseiller d'État (27.06.1611-?)
Pétermand de Gleresse (?-1628), conseillers d'État (16.06.1611-?)
Abraham Guy (?-<07.01.1693), conseiller d'État (1615 ou 10.10.1625)
Jehan Hory (1573-08.1656), conseiller d'État (01.05.1611-1634)
Guillaume de Merveilleux (<20.01.1560->20.07.1624), conseiller d'État (09.09.1579-?)
Béat Jacob de Neuchâtel (1567-13.04.1623), conseiller d'État (23.07.1597-?)
Abraham Tribolet (?-avant 18.06.1627), conseiller d'État 01.05.1611-?)

##### 1619
Balthasard Baillod (?-14.01.1621), conseiller d'État (01.05.1611-?)
Jonas Barillier (?-1620), conseiller d'État (27.06.1611-?)
Pétermand de Gleresse (?-1628), conseillers d'État (16.06.1611-?)
Abraham Guy (?-<07.01.1693), conseiller d'État (1615 ou 10.10.1625)
Jehan Hory (1573-08.1656), conseiller d'État (01.05.1611-1634)
Guillaume de Merveilleux (<20.01.1560->20.07.1624), conseiller d'État (09.09.1579-?)
Béat Jacob de Neuchâtel (1567-13.04.1623), conseiller d'État (23.07.1597-?)
Abraham Tribolet (?-avant 18.06.1627), conseiller d'État 01.05.1611-?)

#### 1620
Balthasard Baillod (?-14.01.1621), conseiller d'État (01.05.1611-?)
Jonas Barillier (?-1620), conseiller d'État (27.06.1611-?)
Pétermand de Gleresse (?-1628), conseillers d'État (16.06.1611-?)
Abraham Guy (?-<07.01.1693), conseiller d'État (1615 ou 10.10.1625)
Jehan Hory (1573-08.1656), conseiller d'État (01.05.1611-1634)
Guillaume de Merveilleux (<20.01.1560->20.07.1624), conseiller d'État (09.09.1579-?)
Béat Jacob de Neuchâtel (1567-13.04.1623), conseiller d'État (23.07.1597-?)
Abraham Tribolet (?-avant 18.06.1627), conseiller d'État 01.05.1611-?)

##### 1621
Balthasard Baillod (?-14.01.1621), conseiller d'État (01.05.1611-?)
Pétermand de Gleresse (?-1628), conseillers d'État (16.06.1611-?)
Abraham Guy (?-<07.01.1693), conseiller d'État (1615 ou 10.10.1625)
Jehan Hory (1573-08.1656), conseiller d'État (01.05.1611-1634)
Guillaume de Merveilleux (<20.01.1560->20.07.1624), conseiller d'État (09.09.1579-?)
Béat Jacob de Neuchâtel (1567-13.04.1623), conseiller d'État (23.07.1597-?)
Abraham Tribolet (?-avant 18.06.1627), conseiller d'État 01.05.1611-?)

##### 1622
Pétermand de Gleresse (?-1628), conseillers d'État (16.06.1611-?)
Abraham Guy (?-<07.01.1693), conseiller d'État (1615 ou 10.10.1625)
Jehan Hory (1573-08.1656), conseiller d'État (01.05.1611-1634)
Guillaume de Merveilleux (<20.01.1560->20.07.1624), conseiller d'État (09.09.1579-?)
Béat Jacob de Neuchâtel (1567-13.04.1623), conseiller d'État (23.07.1597-?)
Abraham Tribolet (?-avant 18.06.1627), conseiller d'État 01.05.1611-?)

##### 1623
Abraham Chambrier (1582 ou 1583-e. 22.01.1642), conseiller d'État (03.05.1623 ou 10.10.1625-?)
Pétermand de Gleresse (?-1628), conseillers d'État (16.06.1611-?)
Abraham Guy (?-<07.01.1693), conseiller d'État (1615 ou 10.10.1625)
Jehan Hory (1573-08.1656), conseiller d'État (01.05.1611-1634)
Guillaume de Merveilleux (<20.01.1560->20.07.1624), conseiller d'État (09.09.1579-?)
Béat Jacob de Neuchâtel (1567-13.04.1623), conseiller d'État (23.07.1597-?)
Abraham Tribolet (?-avant 18.06.1627), conseiller d'État 01.05.1611-?)

##### 1624
Abraham Chambrier (1582 ou 1583-e. 22.01.1642), conseiller d'État (03.05.1623 ou 10.10.1625-?)
Pétermand de Gleresse (?-1628), conseillers d'État (16.06.1611-?)
Abraham Guy (?-<07.01.1693), conseiller d'État (1615 ou 10.10.1625)
Jehan Hory (1573-08.1656), conseiller d'État (01.05.1611-1634)
David Merveilleux (vers 1577-28.11.1662), conseiller d'État (avant 1624 ou 20.10.1625 ou 28.09.1624-?)
Guillaume de Merveilleux (<20.01.1560->20.07.1624), conseiller d'État (09.09.1579-?)
Abraham Tribolet (?-avant 18.06.1627), conseiller d'État 01.05.1611-?)

##### 1625
Abraham Chambrier (1582 ou 1583-e. 22.01.1642), conseiller d'État (03.05.1623 ou 10.10.1625-?)
Pétermand de Gleresse (?-1628), conseillers d'État (16.06.1611-?)
Abraham Guy (?-<07.01.1693), conseiller d'État (1615 ou 10.10.1625)
Jehan Hory (1573-08.1656), conseiller d'État (01.05.1611-1634)
David Merveilleux (vers 1577-28.11.1662), conseiller d'État (avant 1624 ou 20.10.1625 ou 28.09.1624-?)
Abraham Tribolet (?-avant 18.06.1627), conseiller d'État 01.05.1611-?)

##### 1626
Abraham Chambrier (1582 ou 1583-e. 22.01.1642), conseiller d'État (03.05.1623 ou 10.10.1625-?)
Pétermand de Gleresse (?-1628), conseillers d'État (16.06.1611-?)
Abraham Guy (?-<07.01.1693), conseiller d'État (1615 ou 10.10.1625)
Jehan Guy (?-03.10.1644), conseiller d'État (04.12.1626-?)
Jehan Hory (1573-08.1656), conseiller d'État (01.05.1611-1634)
David Merveilleux (vers 1577-28.11.1662), conseiller d'État (avant 1624 ou 20.10.1625 ou 28.09.1624-?)
François Antoine de Neuchâtel (vers 1600-27.02.1642), conseiller d'État (06.04.1626-?)
Abraham Tribolet (?-avant 18.06.1627), conseiller d'État 01.05.1611-?)

##### 1627
Abraham Chambrier (1582 ou 1583-e. 22.01.1642), conseiller d'État (03.05.1623 ou 10.10.1625-?)
Pétermand de Gleresse (?-1628), conseillers d'État (16.06.1611-?)
Abraham Guy (?-<07.01.1693), conseiller d'État (1615 ou 10.10.1625)
Jehan Guy (?-03.10.1644), conseiller d'État (04.12.1626-?)
Jehan Hory (1573-08.1656), conseiller d'État (01.05.1611-1634)
David Merveilleux (vers 1577-28.11.1662), conseiller d'État (avant 1624 ou 20.10.1625 ou 28.09.1624-?)
François Antoine de Neuchâtel (vers 1600-27.02.1642), conseiller d'État (06.04.1626-?)
Abraham Tribolet (?-avant 18.06.1627), conseiller d'État 01.05.1611-?)

##### 1628
Abraham Chambrier (1582 ou 1583-e. 22.01.1642), conseiller d'État (03.05.1623 ou 10.10.1625-?)
Jaques d'Estavayer (b.10.03.1601-24.04.1664), conseiller d'État (29.10.1628-?)
Pétermand de Gleresse (?-1628), conseillers d'État (16.06.1611-?)
Abraham Guy (?-<07.01.1693), conseiller d'État (1615 ou 10.10.1625)
Jehan Guy (?-03.10.1644), conseiller d'État (04.12.1626-?)
Jehan Hory (1573-08.1656), conseiller d'État (01.05.1611-1634)
David Merveilleux (vers 1577-28.11.1662), conseiller d'État (avant 1624 ou 20.10.1625 ou 28.09.1624-?)
François Antoine de Neuchâtel (vers 1600-27.02.1642), conseiller d'État (06.04.1626-?)

##### 1629
Abraham Chambrier (1582 ou 1583-e. 22.01.1642), conseiller d'État (03.05.1623 ou 10.10.1625-?)
Jaques d'Estavayer (b.10.03.1601-24.04.1664), conseiller d'État (29.10.1628-?)
Abraham Guy (?-<07.01.1693), conseiller d'État (1615 ou 10.10.1625)
Jehan Guy (?-03.10.1644), conseiller d'État (04.12.1626-?)
Jehan Hory (1573-08.1656), conseiller d'État (01.05.1611-1634)
David Merveilleux (vers 1577-28.11.1662), conseiller d'État (avant 1624 ou 20.10.1625 ou 28.09.1624-?)
François Antoine de Neuchâtel (vers 1600-27.02.1642), conseiller d'État (06.04.1626-?)

#### 1630
Abraham Chambrier (1582 ou 1583-e. 22.01.1642), conseiller d'État (03.05.1623 ou 10.10.1625-?)
Jaques d'Estavayer (b.10.03.1601-24.04.1664), conseiller d'État (29.10.1628-?)
Abraham Guy (?-<07.01.1693), conseiller d'État (1615 ou 10.10.1625)
Jehan Guy (?-03.10.1644), conseiller d'État (04.12.1626-?)
Jehan Hory (1573-08.1656), conseiller d'État (01.05.1611-1634)
David Merveilleux (vers 1577-28.11.1662), conseiller d'État (avant 1624 ou 20.10.1625 ou 28.09.1624-?)
François Antoine de Neuchâtel (vers 1600-27.02.1642), conseiller d'État (06.04.1626-?)

##### 1631
Abraham Chambrier (1582 ou 1583-e. 22.01.1642), conseiller d'État (03.05.1623 ou 10.10.1625-?)
Jaques d'Estavayer (b.10.03.1601-24.04.1664), conseiller d'État (29.10.1628-?)
Abraham Guy (?-<07.01.1693), conseiller d'État (1615 ou 10.10.1625)
Jehan Guy (?-03.10.1644), conseiller d'État (04.12.1626-?)
Jehan Hory (1573-08.1656), conseiller d'État (01.05.1611-1634)
David Merveilleux (vers 1577-28.11.1662), conseiller d'État (avant 1624 ou 20.10.1625 ou 28.09.1624-?)
François Antoine de Neuchâtel (vers 1600-27.02.1642), conseiller d'État (06.04.1626-?)

##### 1632
Abraham Chambrier (1582 ou 1583-e. 22.01.1642), conseiller d'État (03.05.1623 ou 10.10.1625-?)
Jaques d'Estavayer (b.10.03.1601-24.04.1664), conseiller d'État (29.10.1628-?)
David Favargier (15.04.1592/27.02.1592/19.12.1593?-24.01.1649), conseiller d'État (1632 ou 1633?-?)
Abraham Guy (?-<07.01.1693), conseiller d'État (1615 ou 10.10.1625)
Jehan Guy (?-03.10.1644), conseiller d'État (04.12.1626-?)
Jehan Hory (1573-08.1656), conseiller d'État (01.05.1611-1634)
David Merveilleux (vers 1577-28.11.1662), conseiller d'État (avant 1624 ou 20.10.1625 ou 28.09.1624-?)
François Antoine de Neuchâtel (vers 1600-27.02.1642), conseiller d'État (06.04.1626-?)

##### 1633
Abraham Chambrier (1582 ou 1583-e. 22.01.1642), conseiller d'État (03.05.1623 ou 10.10.1625-?)
Jaques d'Estavayer (b.10.03.1601-24.04.1664), conseiller d'État (29.10.1628-?)
David Favargier (15.04.1592/27.02.1592/19.12.1593?-24.01.1649), conseiller d'État (1632 ou 1633?-?)
Abraham Guy (?-<07.01.1693), conseiller d'État (1615 ou 10.10.1625)
Jehan Guy (?-03.10.1644), conseiller d'État (04.12.1626-?)
Jehan Hory (1573-08.1656), conseiller d'État (01.05.1611-1634)
David Merveilleux (vers 1577-28.11.1662), conseiller d'État (avant 1624 ou 20.10.1625 ou 28.09.1624-?)
François Antoine de Neuchâtel (vers 1600-27.02.1642), conseiller d'État (06.04.1626-?)
Nicolas Tribolet (A) (1580-e. 28.01.1647 ou 1646 ou 1648), conseiller d'État (05.11.1633-?)

##### 1634
Abraham Chambrier (1582 ou 1583-e. 22.01.1642), conseiller d'État (03.05.1623 ou 10.10.1625-?)
Jaques d'Estavayer (b.10.03.1601-24.04.1664), conseiller d'État (29.10.1628-?)
David Favargier (15.04.1592/27.02.1592/19.12.1593?-24.01.1649), conseiller d'État (1632 ou 1633?-?)
Abraham Guy (?-<07.01.1693), conseiller d'État (1615 ou 10.10.1625)
Jehan Guy (?-03.10.1644), conseiller d'État (04.12.1626-?)
Jehan Hory (1573-08.1656), conseiller d'État (01.05.1611-1634)
David Merveilleux (vers 1577-28.11.1662), conseiller d'État (avant 1624 ou 20.10.1625 ou 28.09.1624-?)
François Antoine de Neuchâtel (vers 1600-27.02.1642), conseiller d'État (06.04.1626-?)
Nicolas Tribolet (A) (1580-e. 28.01.1647 ou 1646 ou 1648), conseiller d'État (05.11.1633-?)

##### 1635
Abraham Chambrier (1582 ou 1583-e. 22.01.1642), conseiller d'État (03.05.1623 ou 10.10.1625-?)
Jaques d'Estavayer (b.10.03.1601-24.04.1664), conseiller d'État (29.10.1628-?)
David Favargier (15.04.1592/27.02.1592/19.12.1593?-24.01.1649), conseiller d'État (1632 ou 1633?-?)
Abraham Guy (?-<07.01.1693), conseiller d'État (1615 ou 10.10.1625)
Jehan Guy (?-03.10.1644), conseiller d'État (04.12.1626-?)
David Merveilleux (vers 1577-28.11.1662), conseiller d'État (avant 1624 ou 20.10.1625 ou 28.09.1624-?)
François Antoine de Neuchâtel (vers 1600-27.02.1642), conseiller d'État (06.04.1626-?)
Nicolas Tribolet (A) (1580-e. 28.01.1647 ou 1646 ou 1648), conseiller d'État (05.11.1633-?)

##### 1636
Abraham Chambrier (1582 ou 1583-e. 22.01.1642), conseiller d'État (03.05.1623 ou 10.10.1625-?)
Jaques d'Estavayer (b.10.03.1601-24.04.1664), conseiller d'État (29.10.1628-?)
David Favargier (15.04.1592/27.02.1592/19.12.1593?-24.01.1649), conseiller d'État (1632 ou 1633?-?)
Abraham Guy (?-<07.01.1693), conseiller d'État (1615 ou 10.10.1625)
Jehan Guy (?-03.10.1644), conseiller d'État (04.12.1626-?)
David Merveilleux (vers 1577-28.11.1662), conseiller d'État (avant 1624 ou 20.10.1625 ou 28.09.1624-?)
François Antoine de Neuchâtel (vers 1600-27.02.1642), conseiller d'État (06.04.1626-?)
Nicolas Tribolet (A) (1580-e. 28.01.1647 ou 1646 ou 1648), conseiller d'État (05.11.1633-?)

##### 1637
Abraham Chambrier (1582 ou 1583-e. 22.01.1642), conseiller d'État (03.05.1623 ou 10.10.1625-?)
Jaques d'Estavayer (b.10.03.1601-24.04.1664), conseiller d'État (29.10.1628-?)
David Favargier (15.04.1592/27.02.1592/19.12.1593?-24.01.1649), conseiller d'État (1632 ou 1633?-?)
Abraham Guy (?-<07.01.1693), conseiller d'État (1615 ou 10.10.1625)
Jehan Guy (?-03.10.1644), conseiller d'État (04.12.1626-?)
David Merveilleux (vers 1577-28.11.1662), conseiller d'État (avant 1624 ou 20.10.1625 ou 28.09.1624-?)
François Antoine de Neuchâtel (vers 1600-27.02.1642), conseiller d'État (06.04.1626-?)
Nicolas Tribolet (A) (1580-e. 28.01.1647 ou 1646 ou 1648), conseiller d'État (05.11.1633-?)

##### 1638
Abraham Chambrier (1582 ou 1583-e. 22.01.1642), conseiller d'État (03.05.1623 ou 10.10.1625-?)
Jaques d'Estavayer (b.10.03.1601-24.04.1664), conseiller d'État (29.10.1628-?)
David Favargier (15.04.1592/27.02.1592/19.12.1593?-24.01.1649), conseiller d'État (1632 ou 1633?-?)
Abraham Guy (?-<07.01.1693), conseiller d'État (1615 ou 10.10.1625)
Jehan Guy (?-03.10.1644), conseiller d'État (04.12.1626-?)
David Merveilleux (vers 1577-28.11.1662), conseiller d'État (avant 1624 ou 20.10.1625 ou 28.09.1624-?)
François Antoine de Neuchâtel (vers 1600-27.02.1642), conseiller d'État (06.04.1626-?)
Nicolas Tribolet (A) (1580-e. 28.01.1647 ou 1646 ou 1648), conseiller d'État (05.11.1633-?)

##### 1639
Abraham Chambrier (1582 ou 1583-e. 22.01.1642), conseiller d'État (03.05.1623 ou 10.10.1625-?)
Jaques d'Estavayer (b.10.03.1601-24.04.1664), conseiller d'État (29.10.1628-?)
David Favargier (15.04.1592/27.02.1592/19.12.1593?-24.01.1649), conseiller d'État (1632 ou 1633?-?)
Abraham Guy (?-<07.01.1693), conseiller d'État (1615 ou 10.10.1625)
Jehan Guy (?-03.10.1644), conseiller d'État (04.12.1626-?)
David Merveilleux (vers 1577-28.11.1662), conseiller d'État (avant 1624 ou 20.10.1625 ou 28.09.1624-?)
François Antoine de Neuchâtel (vers 1600-27.02.1642), conseiller d'État (06.04.1626-?)
Nicolas Tribolet (A) (1580-e. 28.01.1647 ou 1646 ou 1648), conseiller d'État (05.11.1633-?)

#### 1640
Abraham Chambrier (1582 ou 1583-e. 22.01.1642), conseiller d'État (03.05.1623 ou 10.10.1625-?)
Jaques d'Estavayer (b.10.03.1601-24.04.1664), conseiller d'État (29.10.1628-?)
David Favargier (15.04.1592/27.02.1592/19.12.1593?-24.01.1649), conseiller d'État (1632 ou 1633?-?)
Abraham Guy (?-<07.01.1693), conseiller d'État (1615 ou 10.10.1625)
Jehan Guy (?-03.10.1644), conseiller d'État (04.12.1626-?)
David Merveilleux (vers 1577-28.11.1662), conseiller d'État (avant 1624 ou 20.10.1625 ou 28.09.1624-?)
François Antoine de Neuchâtel (vers 1600-27.02.1642), conseiller d'État (06.04.1626-?)
Nicolas Tribolet (A) (1580-e. 28.01.1647 ou 1646 ou 1648), conseiller d'État (05.11.1633-?)

##### 1641
Abraham Chambrier (1582 ou 1583-e. 22.01.1642), conseiller d'État (03.05.1623 ou 10.10.1625-?)
Jaques d'Estavayer (b.10.03.1601-24.04.1664), conseiller d'État (29.10.1628-?)
David Favargier (15.04.1592/27.02.1592/19.12.1593?-24.01.1649), conseiller d'État (1632 ou 1633?-?)
Abraham Guy (?-<07.01.1693), conseiller d'État (1615 ou 10.10.1625)
Jehan Guy (?-03.10.1644), conseiller d'État (04.12.1626-?)
David Merveilleux (vers 1577-28.11.1662), conseiller d'État (avant 1624 ou 20.10.1625 ou 28.09.1624-?)
François Antoine de Neuchâtel (vers 1600-27.02.1642), conseiller d'État (06.04.1626-?)
Nicolas Tribolet (A) (1580-e. 28.01.1647 ou 1646 ou 1648), conseiller d'État (05.11.1633-?)

##### 1642
Abraham Chambrier (1582 ou 1583-e. 22.01.1642), conseiller d'État (03.05.1623 ou 10.10.1625-?)
Jaques d'Estavayer (b.10.03.1601-24.04.1664), conseiller d'État (29.10.1628-?)
David Favargier (15.04.1592/27.02.1592/19.12.1593?-24.01.1649), conseiller d'État (1632 ou 1633?-?)
Abraham Guy (?-<07.01.1693), conseiller d'État (1615 ou 10.10.1625)
Jehan Guy (?-03.10.1644), conseiller d'État (04.12.1626-?)
David Merveilleux (vers 1577-28.11.1662), conseiller d'État (avant 1624 ou 20.10.1625 ou 28.09.1624-?)
François Antoine de Neuchâtel (vers 1600-27.02.1642), conseiller d'État (06.04.1626-?)
Nicolas Tribolet (A) (1580-e. 28.01.1647 ou 1646 ou 1648), conseiller d'État (05.11.1633-?)

##### 1643
Jaques d'Estavayer (b.10.03.1601-24.04.1664), conseiller d'État (29.10.1628-?)
David Favargier (15.04.1592/27.02.1592/19.12.1593?-24.01.1649), conseiller d'État (1632 ou 1633?-?)
Abraham Guy (?-<07.01.1693), conseiller d'État (1615 ou 10.10.1625)
Jehan Guy (?-03.10.1644), conseiller d'État (04.12.1626-?)
David Merveilleux (vers 1577-28.11.1662), conseiller d'État (avant 1624 ou 20.10.1625 ou 28.09.1624-?)
Nicolas Tribolet (A) (1580-e. 28.01.1647 ou 1646 ou 1648), conseiller d'État (05.11.1633-?)

##### 1644
Samuel Chambrier (A) (b. 08.11.1607-e. 14.06.1675), conseiller d'État (16 ou 18.11.1644-?)
Jaques d'Estavayer (b.10.03.1601-24.04.1664), conseiller d'État (29.10.1628-?)
David Favargier (15.04.1592/27.02.1592/19.12.1593?-24.01.1649), conseiller d'État (1632 ou 1633?-?)
Abraham Guy (?-<07.01.1693), conseiller d'État (1615 ou 10.10.1625)
Jehan Guy (?-03.10.1644), conseiller d'État (04.12.1626-?)
David Merveilleux (vers 1577-28.11.1662), conseiller d'État (avant 1624 ou 20.10.1625 ou 28.09.1624-?)
Hugues Tribolet (?-29.03.1653), conseiller d'État (18.11.1644-?)
Nicolas Tribolet (A) (1580-e. 28.01.1647 ou 1646 ou 1648), conseiller d'État (05.11.1633-?)

##### 1645
Samuel Chambrier (A) (b. 08.11.1607-e. 14.06.1675), conseiller d'État (16 ou 18.11.1644-?)
Jaques d'Estavayer (b.10.03.1601-24.04.1664), conseiller d'État (29.10.1628-?)
David Favargier (15.04.1592/27.02.1592/19.12.1593?-24.01.1649), conseiller d'État (1632 ou 1633?-?)
Abraham Guy (?-<07.01.1693), conseiller d'État (1615 ou 10.10.1625)
Pierre Guy (b. 15.07.1593-e. 21.01.1653), conseiller d'État (12.05.1645-?)
David Merveilleux (vers 1577-28.11.1662), conseiller d'État (avant 1624 ou 20.10.1625 ou 28.09.1624-?)
Hugues Tribolet (?-29.03.1653), conseiller d'État (18.11.1644-?)
Nicolas Tribolet (A) (1580-e. 28.01.1647 ou 1646 ou 1648), conseiller d'État (05.11.1633-?)

##### 1646
Samuel Chambrier (A) (b. 08.11.1607-e. 14.06.1675), conseiller d'État (16 ou 18.11.1644-?)
Jaques d'Estavayer (b.10.03.1601-24.04.1664), conseiller d'État (29.10.1628-?)
David Favargier (15.04.1592/27.02.1592/19.12.1593?-24.01.1649), conseiller d'État (1632 ou 1633?-?)
Abraham Guy (?-<07.01.1693), conseiller d'État (1615 ou 10.10.1625)
Pierre Guy (b. 15.07.1593-e. 21.01.1653), conseiller d'État (12.05.1645-?)
David Merveilleux (vers 1577-28.11.1662), conseiller d'État (avant 1624 ou 20.10.1625 ou 28.09.1624-?)
Hugues Tribolet (?-29.03.1653), conseiller d'État (18.11.1644-?)
Nicolas Tribolet (A) (1580-e. 28.01.1647 ou 1646 ou 1648), conseiller d'État (05.11.1633-?)

##### 1647
Samuel Chambrier (A) (b. 08.11.1607-e. 14.06.1675), conseiller d'État (16 ou 18.11.1644-?)
Jaques d'Estavayer (b.10.03.1601-24.04.1664), conseiller d'État (29.10.1628-?)
David Favargier (15.04.1592/27.02.1592/19.12.1593?-24.01.1649), conseiller d'État (1632 ou 1633?-?)
Abraham Guy (?-<07.01.1693), conseiller d'État (1615 ou 10.10.1625)
Pierre Guy (b. 15.07.1593-e. 21.01.1653), conseiller d'État (12.05.1645-?)
David Merveilleux (vers 1577-28.11.1662), conseiller d'État (avant 1624 ou 20.10.1625 ou 28.09.1624-?)
Hugues Tribolet (?-29.03.1653), conseiller d'État (18.11.1644-?)
Nicolas Tribolet (A) (1580-e. 28.01.1647 ou 1646 ou 1648), conseiller d'État (05.11.1633-?)

##### 1648
Samuel Chambrier (A) (b. 08.11.1607-e. 14.06.1675), conseiller d'État (16 ou 18.11.1644-?)
Jaques d'Estavayer (b.10.03.1601-24.04.1664), conseiller d'État (29.10.1628-?)
David Favargier (15.04.1592/27.02.1592/19.12.1593?-24.01.1649), conseiller d'État (1632 ou 1633?-?)
Abraham Guy (?-<07.01.1693), conseiller d'État (1615 ou 10.10.1625)
Pierre Guy (b. 15.07.1593-e. 21.01.1653), conseiller d'État (12.05.1645-?)
David Merveilleux (vers 1577-28.11.1662), conseiller d'État (avant 1624 ou 20.10.1625 ou 28.09.1624-?)
Jérémie Jaques Steinglein (?-1652), conseiller d'État (24.07.1648-17.01.1655)
Guillaume Tribolet (1584-e. 21.08.1669), conseiller d'État (24.07.1648-?)
Hugues Tribolet (?-29.03.1653), conseiller d'État (18.11.1644-?)
Nicolas Tribolet (A) (1580-e. 28.01.1647 ou 1646 ou 1648), conseiller d'État (05.11.1633-?)

##### 1649
Jean d'Affry, conseiller d'État (02.11.1649-1679)
Samuel Chambrier (A) (b. 08.11.1607-e. 14.06.1675), conseiller d'État (16 ou 18.11.1644-?)
Jaques d'Estavayer (b.10.03.1601-24.04.1664), conseiller d'État (29.10.1628-?)
David Favargier (15.04.1592/27.02.1592/19.12.1593?-24.01.1649), conseiller d'État (1632 ou 1633?-?)
Abraham Guy (?-<07.01.1693), conseiller d'État (1615 ou 10.10.1625)
Pierre Guy (b. 15.07.1593-e. 21.01.1653), conseiller d'État (12.05.1645-?)
David Merveilleux (vers 1577-28.11.1662), conseiller d'État (avant 1624 ou 20.10.1625 ou 28.09.1624-?)
Jérémie Jaques Steinglein (?-1652), conseiller d'État (24.07.1648-17.01.1655)
Guillaume Tribolet (1584-e. 21.08.1669), conseiller d'État (24.07.1648-?)
Hugues Tribolet (?-29.03.1653), conseiller d'État (18.11.1644-?)

#### 1650
Jean d'Affry, conseiller d'État (02.11.1649-1679)
Samuel Chambrier (A) (b. 08.11.1607-e. 14.06.1675), conseiller d'État (16 ou 18.11.1644-?)
Jaques d'Estavayer (b.10.03.1601-24.04.1664), conseiller d'État (29.10.1628-?)
Abraham Guy (?-<07.01.1693), conseiller d'État (1615 ou 10.10.1625)
Pierre Guy (b. 15.07.1593-e. 21.01.1653), conseiller d'État (12.05.1645-?)
David Merveilleux (vers 1577-28.11.1662), conseiller d'État (avant 1624 ou 20.10.1625 ou 28.09.1624-?)
Jérémie Jaques Steinglein (?-1652), conseiller d'État (24.07.1648-17.01.1655)
Guillaume Tribolet (1584-e. 21.08.1669), conseiller d'État (24.07.1648-?)
Hugues Tribolet (?-29.03.1653), conseiller d'État (18.11.1644-?)

##### 1651
Jean d'Affry, conseiller d'État (02.11.1649-1679)
Samuel Chambrier (A) (b. 08.11.1607-e. 14.06.1675), conseiller d'État (16 ou 18.11.1644-?)
Jaques d'Estavayer (b.10.03.1601-24.04.1664), conseiller d'État (29.10.1628-?)
Abraham Guy (?-<07.01.1693), conseiller d'État (1615 ou 10.10.1625)
Pierre Guy (b. 15.07.1593-e. 21.01.1653), conseiller d'État (12.05.1645-?)
David Merveilleux (vers 1577-28.11.1662), conseiller d'État (avant 1624 ou 20.10.1625 ou 28.09.1624-?)
Jérémie Jaques Steinglein (?-1652), conseiller d'État (24.07.1648-17.01.1655)
Guillaume Tribolet (1584-e. 21.08.1669), conseiller d'État (24.07.1648-?)
Hugues Tribolet (?-29.03.1653), conseiller d'État (18.11.1644-?)

##### 1652
Jean d'Affry, conseiller d'État (02.11.1649-1679)
Samuel Chambrier (A) (b. 08.11.1607-e. 14.06.1675), conseiller d'État (16 ou 18.11.1644-?)
Jaques d'Estavayer (b.10.03.1601-24.04.1664), conseiller d'État (29.10.1628-?)
Abraham Guy (?-<07.01.1693), conseiller d'État (1615 ou 10.10.1625)
Pierre Guy (b. 15.07.1593-e. 21.01.1653), conseiller d'État (12.05.1645-?)
David Merveilleux (vers 1577-28.11.1662), conseiller d'État (avant 1624 ou 20.10.1625 ou 28.09.1624-?)
Jérémie Jaques Steinglein (?-1652), conseiller d'État (24.07.1648-17.01.1655)
Guillaume Tribolet (1584-e. 21.08.1669), conseiller d'État (24.07.1648-?)
Hugues Tribolet (?-29.03.1653), conseiller d'État (18.11.1644-?)

##### 1653
Jean d'Affry, conseiller d'État (02.11.1649-1679)
Pierre Chambrier (A) (1604-e.06.05.1668 ou 1667), conseiller d'État (23.05.1653-?)
Samuel Chambrier (A) (b. 08.11.1607-e. 14.06.1675), conseiller d'État (16 ou 18.11.1644-?)
Jaques d'Estavayer (b.10.03.1601-24.04.1664), conseiller d'État (29.10.1628-?)
Abraham Guy (?-<07.01.1693), conseiller d'État (1615 ou 10.10.1625)
Pierre Guy (b. 15.07.1593-e. 21.01.1653), conseiller d'État (12.05.1645-?)
Henry Hory (?-07-07.12.1660 ou 1661), conseiller d'État (23.05.1653-?)
David Merveilleux (vers 1577-28.11.1662), conseiller d'État (avant 1624 ou 20.10.1625 ou 28.09.1624-?)
Jérémie Jaques Steinglein (?-1652), conseiller d'État (24.07.1648-17.01.1655)
Guillaume Tribolet (1584-e. 21.08.1669), conseiller d'État (24.07.1648-?)
Hugues Tribolet (?-29.03.1653), conseiller d'État (18.11.1644-?)

##### 1654
Jean d'Affry, conseiller d'État (02.11.1649-1679)
Pierre Chambrier (A) (1604-e.06.05.1668 ou 1667), conseiller d'État (23.05.1653-?)
Samuel Chambrier (A) (b. 08.11.1607-e. 14.06.1675), conseiller d'État (16 ou 18.11.1644-?)
Jaques d'Estavayer (b.10.03.1601-24.04.1664), conseiller d'État (29.10.1628-?)
Abraham Guy (?-<07.01.1693), conseiller d'État (1615 ou 10.10.1625)
Henry Hory (?-07-07.12.1660 ou 1661), conseiller d'État (23.05.1653-?)
David Merveilleux (vers 1577-28.11.1662), conseiller d'État (avant 1624 ou 20.10.1625 ou 28.09.1624-?)
Jérémie Jaques Steinglein (?-1652), conseiller d'État (24.07.1648-17.01.1655)
Guillaume Tribolet (1584-e. 21.08.1669), conseiller d'État (24.07.1648-?)

##### 1655
Jean d'Affry, conseiller d'État (02.11.1649-1679)
Pierre Chambrier (A) (1604-e.06.05.1668 ou 1667), conseiller d'État (23.05.1653-?)
Samuel Chambrier (A) (b. 08.11.1607-e. 14.06.1675), conseiller d'État (16 ou 18.11.1644-?)
Jaques d'Estavayer (b.10.03.1601-24.04.1664), conseiller d'État (29.10.1628-?)
Abraham Guy (?-<07.01.1693), conseiller d'État (1615 ou 10.10.1625)
Henry Hory (?-07-07.12.1660 ou 1661), conseiller d'État (23.05.1653-?)
David Merveilleux (vers 1577-28.11.1662), conseiller d'État (avant 1624 ou 20.10.1625 ou 28.09.1624-?)
Simon Merveilleux (1600-12.09.1684), conseiller d'État (17.01.1655-?)
Jérémie Jaques Steinglein (?-1652), conseiller d'État (24.07.1648-17.01.1655)
Guillaume Tribolet (1584-e. 21.08.1669), conseiller d'État (24.07.1648-?)

##### 1656
Jean d'Affry, conseiller d'État (02.11.1649-1679)
Pierre Chambrier (A) (1604-e.06.05.1668 ou 1667), conseiller d'État (23.05.1653-?)
Samuel Chambrier (A) (b. 08.11.1607-e. 14.06.1675), conseiller d'État (16 ou 18.11.1644-?)
Jaques d'Estavayer (b.10.03.1601-24.04.1664), conseiller d'État (29.10.1628-?)
Abraham Guy (?-<07.01.1693), conseiller d'État (1615 ou 10.10.1625)
Henry Hory (?-07-07.12.1660 ou 1661), conseiller d'État (23.05.1653-?)
François Marval (06.10.1596-19.05.1665 ou 1664), conseiller d'État (11.11.1656-?)
David Merveilleux (vers 1577-28.11.1662), conseiller d'État (avant 1624 ou 20.10.1625 ou 28.09.1624-?)
Simon Merveilleux (1600-12.09.1684), conseiller d'État (17.01.1655-?)
Guillaume Tribolet (1584-e. 21.08.1669), conseiller d'État (24.07.1648-?)

##### 1657
Jean d'Affry, conseiller d'État (02.11.1649-1679)
Pierre Chambrier (A) (1604-e.06.05.1668 ou 1667), conseiller d'État (23.05.1653-?)
Samuel Chambrier (A) (b. 08.11.1607-e. 14.06.1675), conseiller d'État (16 ou 18.11.1644-?)
Jaques d'Estavayer (b.10.03.1601-24.04.1664), conseiller d'État (29.10.1628-?)
Urs d'Estavayer (b. 23.10.1610-29.08.1678), conseiller d'État (06.10.1657-?)
Abraham Guy (?-<07.01.1693), conseiller d'État (1615 ou 10.10.1625)
Henry Hory (?-07-07.12.1660 ou 1661), conseiller d'État (23.05.1653-?)
François Marval (06.10.1596-19.05.1665 ou 1664), conseiller d'État (11.11.1656-?)
David Merveilleux (vers 1577-28.11.1662), conseiller d'État (avant 1624 ou 20.10.1625 ou 28.09.1624-?)
Simon Merveilleux (1600-12.09.1684), conseiller d'État (17.01.1655-?)
Guillaume Tribolet (1584-e. 21.08.1669), conseiller d'État (24.07.1648-?)

##### 1658
Jean d'Affry, conseiller d'État (02.11.1649-1679)
Pierre Chambrier (A) (1604-e.06.05.1668 ou 1667), conseiller d'État (23.05.1653-?)
Samuel Chambrier (A) (b. 08.11.1607-e. 14.06.1675), conseiller d'État (16 ou 18.11.1644-?)
Jaques d'Estavayer (b.10.03.1601-24.04.1664), conseiller d'État (29.10.1628-?)
Urs d'Estavayer (b. 23.10.1610-29.08.1678), conseiller d'État (06.10.1657-?)
Abraham Guy (?-<07.01.1693), conseiller d'État (1615 ou 10.10.1625)
Henry Hory (?-07-07.12.1660 ou 1661), conseiller d'État (23.05.1653-?)
François Marval (06.10.1596-19.05.1665 ou 1664), conseiller d'État (11.11.1656-?)
David Merveilleux (vers 1577-28.11.1662), conseiller d'État (avant 1624 ou 20.10.1625 ou 28.09.1624-?)
Simon Merveilleux (1600-12.09.1684), conseiller d'État (17.01.1655-?)
Guillaume Tribolet (1584-e. 21.08.1669), conseiller d'État (24.07.1648-?)

##### 1659
Jean d'Affry, conseiller d'État (02.11.1649-1679)
Pierre Chambrier (A) (1604-e.06.05.1668 ou 1667), conseiller d'État (23.05.1653-?)
Samuel Chambrier (A) (b. 08.11.1607-e. 14.06.1675), conseiller d'État (16 ou 18.11.1644-?)
Jaques d'Estavayer (b.10.03.1601-24.04.1664), conseiller d'État (29.10.1628-?)
Urs d'Estavayer (b. 23.10.1610-29.08.1678), conseiller d'État (06.10.1657-?)
Abraham Guy (?-<07.01.1693), conseiller d'État (1615 ou 10.10.1625)
Henry Hory (?-07-07.12.1660 ou 1661), conseiller d'État (23.05.1653-?)
François Marval (06.10.1596-19.05.1665 ou 1664), conseiller d'État (11.11.1656-?)
David Merveilleux (vers 1577-28.11.1662), conseiller d'État (avant 1624 ou 20.10.1625 ou 28.09.1624-?)
Simon Merveilleux (1600-12.09.1684), conseiller d'État (17.01.1655-?)
Guillaume Tribolet (1584-e. 21.08.1669), conseiller d'État (24.07.1648-?)

#### 1660
Jean d'Affry, conseiller d'État (02.11.1649-1679)
Pierre Chambrier (A) (1604-e.06.05.1668 ou 1667), conseiller d'État (23.05.1653-?)
Samuel Chambrier (A) (b. 08.11.1607-e. 14.06.1675), conseiller d'État (16 ou 18.11.1644-?)
Jaques d'Estavayer (b.10.03.1601-24.04.1664), conseiller d'État (29.10.1628-?)
Urs d'Estavayer (b. 23.10.1610-29.08.1678), conseiller d'État (06.10.1657-?)
Abraham Guy (?-<07.01.1693), conseiller d'État (1615 ou 10.10.1625)
Henry Hory (?-07-07.12.1660 ou 1661), conseiller d'État (23.05.1653-?)
François Marval (06.10.1596-19.05.1665 ou 1664), conseiller d'État (11.11.1656-?)
David Merveilleux (vers 1577-28.11.1662), conseiller d'État (avant 1624 ou 20.10.1625 ou 28.09.1624-?)
Simon Merveilleux (1600-12.09.1684), conseiller d'État (17.01.1655-?)
Guillaume Tribolet (1584-e. 21.08.1669), conseiller d'État (24.07.1648-?)

##### 1661
Jean d'Affry, conseiller d'État (02.11.1649-1679)
Pierre Chambrier (A) (1604-e.06.05.1668 ou 1667), conseiller d'État (23.05.1653-?)
Samuel Chambrier (A) (b. 08.11.1607-e. 14.06.1675), conseiller d'État (16 ou 18.11.1644-?)
Jaques d'Estavayer (b.10.03.1601-24.04.1664), conseiller d'État (29.10.1628-?)
Urs d'Estavayer (b. 23.10.1610-29.08.1678), conseiller d'État (06.10.1657-?)
Abraham Guy (?-<07.01.1693), conseiller d'État (1615 ou 10.10.1625)
Henry Hory (?-07-07.12.1660 ou 1661), conseiller d'État (23.05.1653-?)
François Marval (06.10.1596-19.05.1665 ou 1664), conseiller d'État (11.11.1656-?)
David Merveilleux (vers 1577-28.11.1662), conseiller d'État (avant 1624 ou 20.10.1625 ou 28.09.1624-?)
Simon Merveilleux (1600-12.09.1684), conseiller d'État (17.01.1655-?)
Guillaume Tribolet (1584-e. 21.08.1669), conseiller d'État (24.07.1648-?)
George de Montmollin (B) (?.09.1628-11.11.1703), conseiller d'État (23.04.1661-21.07.1679/24.07.1682-06.02.1693)

##### 1662
Jean d'Affry, conseiller d'État (02.11.1649-1679)
Pierre Chambrier (A) (1604-e.06.05.1668 ou 1667), conseiller d'État (23.05.1653-?)
Samuel Chambrier (A) (b. 08.11.1607-e. 14.06.1675), conseiller d'État (16 ou 18.11.1644-?)
Jaques d'Estavayer (b.10.03.1601-24.04.1664), conseiller d'État (29.10.1628-?)
Urs d'Estavayer (b. 23.10.1610-29.08.1678), conseiller d'État (06.10.1657-?)
Abraham Guy (?-<07.01.1693), conseiller d'État (1615 ou 10.10.1625)
François Marval (06.10.1596-19.05.1665 ou 1664), conseiller d'État (11.11.1656-?)
David Merveilleux (vers 1577-28.11.1662), conseiller d'État (avant 1624 ou 20.10.1625 ou 28.09.1624-?)
Simon Merveilleux (1600-12.09.1684), conseiller d'État (17.01.1655-?)
Guillaume Tribolet (1584-e. 21.08.1669), conseiller d'État (24.07.1648-?)
George de Montmollin (B) (?.09.1628-11.11.1703), conseiller d'État (23.04.1661-21.07.1679/24.07.1682-06.02.1693)

##### 1663
Jean d'Affry, conseiller d'État (02.11.1649-1679)
Jean Frédéric Brun (vers 1620-30.07.1678), conseiller d'État (13.01.1663-?)
Pierre Chambrier (A) (1604-e.06.05.1668 ou 1667), conseiller d'État (23.05.1653-?)
Samuel Chambrier (A) (b. 08.11.1607-e. 14.06.1675), conseiller d'État (16 ou 18.11.1644-?)
François Louis Blaise d'Estavayer (28.12.1639-01.11.1692), conseiller d'État (30.06.1663-06.1670/30.06.1679-26.07.1682)
Jaques d'Estavayer (b.10.03.1601-24.04.1664), conseiller d'État (29.10.1628-?)
Urs d'Estavayer (b. 23.10.1610-29.08.1678), conseiller d'État (06.10.1657-?)
Abraham Guy (?-<07.01.1693), conseiller d'État (1615 ou 10.10.1625)
François Marval (06.10.1596-19.05.1665 ou 1664), conseiller d'État (11.11.1656-?)
Simon Merveilleux (1600-12.09.1684), conseiller d'État (17.01.1655-?)
Guillaume Tribolet (1584-e. 21.08.1669), conseiller d'État (24.07.1648-?)
George de Montmollin (B) (?.09.1628-11.11.1703), conseiller d'État (23.04.1661-21.07.1679/24.07.1682-06.02.1693)

##### 1664
Jean d'Affry, conseiller d'État (02.11.1649-1679)
Jean Frédéric Brun (vers 1620-30.07.1678), conseiller d'État (13.01.1663-?)
Pierre Chambrier (A) (1604-e.06.05.1668 ou 1667), conseiller d'État (23.05.1653-?)
Samuel Chambrier (A) (b. 08.11.1607-e. 14.06.1675), conseiller d'État (16 ou 18.11.1644-?)
François Louis Blaise d'Estavayer (28.12.1639-01.11.1692), conseiller d'État (30.06.1663-06.1670/30.06.1679-26.07.1682)
Jaques d'Estavayer (b.10.03.1601-24.04.1664), conseiller d'État (29.10.1628-?)
Urs d'Estavayer (b. 23.10.1610-29.08.1678), conseiller d'État (06.10.1657-?)
Abraham Guy (?-<07.01.1693), conseiller d'État (1615 ou 10.10.1625)
François Marval (06.10.1596-19.05.1665 ou 1664), conseiller d'État (11.11.1656-?)
Simon Merveilleux (1600-12.09.1684), conseiller d'État (17.01.1655-?)
Guillaume Tribolet (1584-e. 21.08.1669), conseiller d'État (24.07.1648-?)
George de Montmollin (B) (?.09.1628-11.11.1703), conseiller d'État (23.04.1661-21.07.1679/24.07.1682-06.02.1693)

##### 1665
Jean d'Affry, conseiller d'État (02.11.1649-1679)
Jean Frédéric Brun (vers 1620-30.07.1678), conseiller d'État (13.01.1663-?)
Pierre Chambrier (A) (1604-e.06.05.1668 ou 1667), conseiller d'État (23.05.1653-?)
Samuel Chambrier (A) (b. 08.11.1607-e. 14.06.1675), conseiller d'État (16 ou 18.11.1644-?)
François Louis Blaise d'Estavayer (28.12.1639-01.11.1692), conseiller d'État (30.06.1663-06.1670/30.06.1679-26.07.1682)
Urs d'Estavayer (b. 23.10.1610-29.08.1678), conseiller d'État (06.10.1657-?)
Abraham Guy (?-<07.01.1693), conseiller d'État (1615 ou 10.10.1625)
François Marval (06.10.1596-19.05.1665 ou 1664), conseiller d'État (11.11.1656-?)
Simon Merveilleux (1600-12.09.1684), conseiller d'État (17.01.1655-?)
Guillaume Tribolet (1584-e. 21.08.1669), conseiller d'État (24.07.1648-?)
George de Montmollin (B) (?.09.1628-11.11.1703), conseiller d'État (23.04.1661-21.07.1679/24.07.1682-06.02.1693)

##### 1666
Jean d'Affry, conseiller d'État (02.11.1649-1679)
Jean Frédéric Brun (vers 1620-30.07.1678), conseiller d'État (13.01.1663-?)
Pierre Chambrier (A) (1604-e.06.05.1668 ou 1667), conseiller d'État (23.05.1653-?)
Samuel Chambrier (A) (b. 08.11.1607-e. 14.06.1675), conseiller d'État (16 ou 18.11.1644-?)
François Louis Blaise d'Estavayer (28.12.1639-01.11.1692), conseiller d'État (30.06.1663-06.1670/30.06.1679-26.07.1682)
Urs d'Estavayer (b. 23.10.1610-29.08.1678), conseiller d'État (06.10.1657-?)
Abraham Guy (?-<07.01.1693), conseiller d'État (1615 ou 10.10.1625)
David Merveilleux (B) (vers 1612-13.09.1684), conseiller d'État (27.11.1666-?)
Simon Merveilleux (1600-12.09.1684), conseiller d'État (17.01.1655-?)
Guillaume Tribolet (1584-e. 21.08.1669), conseiller d'État (24.07.1648-?)
George de Montmollin (B) (?.09.1628-11.11.1703), conseiller d'État (23.04.1661-21.07.1679/24.07.1682-06.02.1693)

##### 1667
Jean d'Affry, conseiller d'État (02.11.1649-1679)
Jean Frédéric Brun (vers 1620-30.07.1678), conseiller d'État (13.01.1663-?)
Pierre Chambrier (A) (1604-e.06.05.1668 ou 1667), conseiller d'État (23.05.1653-?)
Samuel Chambrier (A) (b. 08.11.1607-e. 14.06.1675), conseiller d'État (16 ou 18.11.1644-?)
François Louis Blaise d'Estavayer (28.12.1639-01.11.1692), conseiller d'État (30.06.1663-06.1670/30.06.1679-26.07.1682)
Urs d'Estavayer (b. 23.10.1610-29.08.1678), conseiller d'État (06.10.1657-?)
Abraham Guy (?-<07.01.1693), conseiller d'État (1615 ou 10.10.1625)
David Merveilleux (B) (vers 1612-13.09.1684), conseiller d'État (27.11.1666-?)
Simon Merveilleux (1600-12.09.1684), conseiller d'État (17.01.1655-?)
Guillaume Tribolet (1584-e. 21.08.1669), conseiller d'État (24.07.1648-?)
George de Montmollin (B) (?.09.1628-11.11.1703), conseiller d'État (23.04.1661-21.07.1679/24.07.1682-06.02.1693)

##### 1668
François Pierre d'Affry (1620-1690), conseiller d'État (29.07.1668-06.1679/1683-1686)
Jean d'Affry, conseiller d'État (02.11.1649-1679)
Jean Frédéric Brun (vers 1620-30.07.1678), conseiller d'État (13.01.1663-?)
Pierre Chambrier (A) (1604-e.06.05.1668 ou 1667), conseiller d'État (23.05.1653-?)
Samuel Chambrier (A) (b. 08.11.1607-e. 14.06.1675), conseiller d'État (16 ou 18.11.1644-?)
Ignace Ervoi, conseiller d'État (26.05.1668-?)
François Louis Blaise d'Estavayer (28.12.1639-01.11.1692), conseiller d'État (30.06.1663-06.1670/30.06.1679-26.07.1682)
Urs d'Estavayer (b. 23.10.1610-29.08.1678), conseiller d'État (06.10.1657-?)
Abraham Guy (?-<07.01.1693), conseiller d'État (1615 ou 10.10.1625)
Louis Guy (?-e. 01.07.1712), conseiller d'État (26.05.1668-1709)
David Merveilleux (B) (vers 1612-13.09.1684), conseiller d'État (27.11.1666-?)
Simon Merveilleux (1600-12.09.1684), conseiller d'État (17.01.1655-?)
Guillaume Tribolet (1584-e. 21.08.1669), conseiller d'État (24.07.1648-?)
George de Montmollin (B) (?.09.1628-11.11.1703), conseiller d'État (23.04.1661-21.07.1679/24.07.1682-06.02.1693)

##### 1669
François Pierre d'Affry (1620-1690), conseiller d'État (29.07.1668-06.1679/1683-1686)
Jean d'Affry, conseiller d'État (02.11.1649-1679)
Jean Frédéric Brun (vers 1620-30.07.1678), conseiller d'État (13.01.1663-?)
Samuel Chambrier (A) (b. 08.11.1607-e. 14.06.1675), conseiller d'État (16 ou 18.11.1644-?)
François Louis Blaise d'Estavayer (28.12.1639-01.11.1692), conseiller d'État (30.06.1663-06.1670/30.06.1679-26.07.1682)
Urs d'Estavayer (b. 23.10.1610-29.08.1678), conseiller d'État (06.10.1657-?)
Abraham Guy (?-<07.01.1693), conseiller d'État (1615 ou 10.10.1625)
Louis Guy (?-e. 01.07.1712), conseiller d'État (26.05.1668-1709)
David Merveilleux (B) (vers 1612-13.09.1684), conseiller d'État (27.11.1666-?)
Simon Merveilleux (1600-12.09.1684), conseiller d'État (17.01.1655-?)
Guillaume Tribolet (1584-e. 21.08.1669), conseiller d'État (24.07.1648-?)
George de Montmollin (B) (?.09.1628-11.11.1703), conseiller d'État (23.04.1661-21.07.1679/24.07.1682-06.02.1693)

#### 1670
François Pierre d'Affry (1620-1690), conseiller d'État (29.07.1668-06.1679/1683-1686)
Jean d'Affry, conseiller d'État (02.11.1649-1679)
Jean Frédéric Brun (vers 1620-30.07.1678), conseiller d'État (13.01.1663-?)
Samuel Chambrier (A) (b. 08.11.1607-e. 14.06.1675), conseiller d'État (16 ou 18.11.1644-?)
François Louis Blaise d'Estavayer (28.12.1639-01.11.1692), conseiller d'État (30.06.1663-06.1670/30.06.1679-26.07.1682)
Urs d'Estavayer (b. 23.10.1610-29.08.1678), conseiller d'État (06.10.1657-?)
Abraham Guy (?-<07.01.1693), conseiller d'État (1615 ou 10.10.1625)
Louis Guy (?-e. 01.07.1712), conseiller d'État (26.05.1668-1709)
David Merveilleux (B) (vers 1612-13.09.1684), conseiller d'État (27.11.1666-?)
Simon Merveilleux (1600-12.09.1684), conseiller d'État (17.01.1655-?)
George de Montmollin (B) (?.09.1628-11.11.1703), conseiller d'État (23.04.1661-21.07.1679/24.07.1682-06.02.1693)

##### 1671
François Pierre d'Affry (1620-1690), conseiller d'État (29.07.1668-06.1679/1683-1686)
Jean d'Affry, conseiller d'État (02.11.1649-1679)
Jean Frédéric Brun (vers 1620-30.07.1678), conseiller d'État (13.01.1663-?)
Samuel Chambrier (A) (b. 08.11.1607-e. 14.06.1675), conseiller d'État (16 ou 18.11.1644-?)
Urs d'Estavayer (b. 23.10.1610-29.08.1678), conseiller d'État (06.10.1657-?)
Abraham Guy (?-<07.01.1693), conseiller d'État (1615 ou 10.10.1625)
Louis Guy (?-e. 01.07.1712), conseiller d'État (26.05.1668-1709)
David Merveilleux (B) (vers 1612-13.09.1684), conseiller d'État (27.11.1666-?)
Simon Merveilleux (1600-12.09.1684), conseiller d'État (17.01.1655-?)
George de Montmollin (B) (?.09.1628-11.11.1703), conseiller d'État (23.04.1661-21.07.1679/24.07.1682-06.02.1693)

##### 1672
François Pierre d'Affry (1620-1690), conseiller d'État (29.07.1668-06.1679/1683-1686)
Jean d'Affry, conseiller d'État (02.11.1649-1679)
Jean Frédéric Brun (vers 1620-30.07.1678), conseiller d'État (13.01.1663-?)
Samuel Chambrier (A) (b. 08.11.1607-e. 14.06.1675), conseiller d'État (16 ou 18.11.1644-?)
Urs d'Estavayer (b. 23.10.1610-29.08.1678), conseiller d'État (06.10.1657-?)
Abraham Guy (?-<07.01.1693), conseiller d'État (1615 ou 10.10.1625)
Louis Guy (?-e. 01.07.1712), conseiller d'État (26.05.1668-1709)
David Merveilleux (B) (vers 1612-13.09.1684), conseiller d'État (27.11.1666-?)
Simon Merveilleux (1600-12.09.1684), conseiller d'État (17.01.1655-?)
George de Montmollin (B) (?.09.1628-11.11.1703), conseiller d'État (23.04.1661-21.07.1679/24.07.1682-06.02.1693)

##### 1673
François Pierre d'Affry (1620-1690), conseiller d'État (29.07.1668-06.1679/1683-1686)
Jean d'Affry, conseiller d'État (02.11.1649-1679)
Jean Frédéric Brun (vers 1620-30.07.1678), conseiller d'État (13.01.1663-?)
Abraham Chambrier (B) (1626 ou 1631-e. 14.07.1699), conseiller d'État (17.06.1673-?)
Samuel Chambrier (A) (b. 08.11.1607-e. 14.06.1675), conseiller d'État (16 ou 18.11.1644-?)
George de Diesbach, conseiller d'État (19.06.1673-?)
Urs d'Estavayer (b. 23.10.1610-29.08.1678), conseiller d'État (06.10.1657-?)
Abraham Guy (?-<07.01.1693), conseiller d'État (1615 ou 10.10.1625)
Louis Guy (?-e. 01.07.1712), conseiller d'État (26.05.1668-1709)
David Merveilleux (B) (vers 1612-13.09.1684), conseiller d'État (27.11.1666-?)
Simon Merveilleux (1600-12.09.1684), conseiller d'État (17.01.1655-?)
Jean Jacques Sandoz (1626 ou 1621-05.12.1711), conseiller d'État 17.06.1673-?)
George de Montmollin (B) (?.09.1628-11.11.1703), conseiller d'État (23.04.1661-21.07.1679/24.07.1682-06.02.1693)

##### 1674
François Pierre d'Affry (1620-1690), conseiller d'État (29.07.1668-06.1679/1683-1686)
Jean d'Affry, conseiller d'État (02.11.1649-1679)
Jean Frédéric Brun (vers 1620-30.07.1678), conseiller d'État (13.01.1663-?)
Abraham Chambrier (B) (1626 ou 1631-e. 14.07.1699), conseiller d'État (17.06.1673-?)
Samuel Chambrier (A) (b. 08.11.1607-e. 14.06.1675), conseiller d'État (16 ou 18.11.1644-?)
Urs d'Estavayer (b. 23.10.1610-29.08.1678), conseiller d'État (06.10.1657-?)
Abraham Guy (?-<07.01.1693), conseiller d'État (1615 ou 10.10.1625)
Louis Guy (?-e. 01.07.1712), conseiller d'État (26.05.1668-1709)
David Merveilleux (B) (vers 1612-13.09.1684), conseiller d'État (27.11.1666-?)
Simon Merveilleux (1600-12.09.1684), conseiller d'État (17.01.1655-?)
Jean Jacques Sandoz (1626 ou 1621-05.12.1711), conseiller d'État 17.06.1673-?)
George de Montmollin (B) (?.09.1628-11.11.1703), conseiller d'État (23.04.1661-21.07.1679/24.07.1682-06.02.1693)

##### 1675
François Pierre d'Affry (1620-1690), conseiller d'État (29.07.1668-06.1679/1683-1686)
Jean d'Affry, conseiller d'État (02.11.1649-1679)
Jean Frédéric Brun (vers 1620-30.07.1678), conseiller d'État (13.01.1663-?)
Abraham Chambrier (B) (1626 ou 1631-e. 14.07.1699), conseiller d'État (17.06.1673-?)
Samuel Chambrier (A) (b. 08.11.1607-e. 14.06.1675), conseiller d'État (16 ou 18.11.1644-?)
Urs d'Estavayer (b. 23.10.1610-29.08.1678), conseiller d'État (06.10.1657-?)
Abraham Guy (?-<07.01.1693), conseiller d'État (1615 ou 10.10.1625)
Louis Guy (?-e. 01.07.1712), conseiller d'État (26.05.1668-1709)
David Merveilleux (B) (vers 1612-13.09.1684), conseiller d'État (27.11.1666-?)
Simon Merveilleux (1600-12.09.1684), conseiller d'État (17.01.1655-?)
Jean Jacques Sandoz (1626 ou 1621-05.12.1711), conseiller d'État 17.06.1673-?)
George de Montmollin (B) (?.09.1628-11.11.1703), conseiller d'État (23.04.1661-21.07.1679/24.07.1682-06.02.1693)

##### 1676
François Pierre d'Affry (1620-1690), conseiller d'État (29.07.1668-06.1679/1683-1686)
Jean d'Affry, conseiller d'État (02.11.1649-1679)
Jean Frédéric Brun (vers 1620-30.07.1678), conseiller d'État (13.01.1663-?)
Abraham Chambrier (B) (1626 ou 1631-e. 14.07.1699), conseiller d'État (17.06.1673-?)
Urs d'Estavayer (b. 23.10.1610-29.08.1678), conseiller d'État (06.10.1657-?)
Abraham Guy (?-<07.01.1693), conseiller d'État (1615 ou 10.10.1625)
Louis Guy (?-e. 01.07.1712), conseiller d'État (26.05.1668-1709)
David Merveilleux (B) (vers 1612-13.09.1684), conseiller d'État (27.11.1666-?)
Simon Merveilleux (1600-12.09.1684), conseiller d'État (17.01.1655-?)
Jean Jacques Sandoz (1626 ou 1621-05.12.1711), conseiller d'État 17.06.1673-?)
George de Montmollin (B) (?.09.1628-11.11.1703), conseiller d'État (23.04.1661-21.07.1679/24.07.1682-06.02.1693)

##### 1677
François Pierre d'Affry (1620-1690), conseiller d'État (29.07.1668-06.1679/1683-1686)
Jean d'Affry, conseiller d'État (02.11.1649-1679)
Jean Frédéric Brun (vers 1620-30.07.1678), conseiller d'État (13.01.1663-?)
Abraham Chambrier (B) (1626 ou 1631-e. 14.07.1699), conseiller d'État (17.06.1673-?)
Urs d'Estavayer (b. 23.10.1610-29.08.1678), conseiller d'État (06.10.1657-?)
Abraham Guy (?-<07.01.1693), conseiller d'État (1615 ou 10.10.1625)
Louis Guy (?-e. 01.07.1712), conseiller d'État (26.05.1668-1709)
David Merveilleux (B) (vers 1612-13.09.1684), conseiller d'État (27.11.1666-?)
Simon Merveilleux (1600-12.09.1684), conseiller d'État (17.01.1655-?)
Jean Jacques Sandoz (1626 ou 1621-05.12.1711), conseiller d'État 17.06.1673-?)
George de Montmollin (B) (?.09.1628-11.11.1703), conseiller d'État (23.04.1661-21.07.1679/24.07.1682-06.02.1693)

##### 1678
François Pierre d'Affry (1620-1690), conseiller d'État (29.07.1668-06.1679/1683-1686)
Jean d'Affry, conseiller d'État (02.11.1649-1679)
Jean Frédéric Brun (vers 1620-30.07.1678), conseiller d'État (13.01.1663-?)
Jean Henry Brun (17.06.1649-31.12.1715), conseiller d'État (03.09.1678-1694 / 1708-1715)
Abraham Chambrier (B) (1626 ou 1631-e. 14.07.1699), conseiller d'État (17.06.1673-?)
Urs d'Estavayer (b. 23.10.1610-29.08.1678), conseiller d'État (06.10.1657-?)
Abraham Guy (?-<07.01.1693), conseiller d'État (1615 ou 10.10.1625)
Louis Guy (?-e. 01.07.1712), conseiller d'État (26.05.1668-1709)
Jonas Hory (vers 1640-e. 25.11.1726), conseiller d'État (01.10.1678-?)
David Merveilleux (B) (vers 1612-13.09.1684), conseiller d'État (27.11.1666-?)
Simon Merveilleux (1600-12.09.1684), conseiller d'État (17.01.1655-?)
Jean Jacques Sandoz (1626 ou 1621-05.12.1711), conseiller d'État 17.06.1673-?)
George de Montmollin (B) (?.09.1628-11.11.1703), conseiller d'État (23.04.1661-21.07.1679/24.07.1682-06.02.1693)

##### 1679
Jean d'Affry, conseiller d'État (02.11.1649-1679)
Jean Henry Brun (17.06.1649-31.12.1715), conseiller d'État (03.09.1678-1694 / 1708-1715)
Abraham Chambrier (B) (1626 ou 1631-e. 14.07.1699), conseiller d'État (17.06.1673-?)
François Louis Blaise d'Estavayer (28.12.1639-01.11.1692), conseiller d'État (30.06.1663-06.1670/30.06.1679-26.07.1682)
Abraham Guy (?-<07.01.1693), conseiller d'État (1615 ou 10.10.1625)
Louis Guy (?-e. 01.07.1712), conseiller d'État (26.05.1668-1709)
Jonas Hory (vers 1640-e. 25.11.1726), conseiller d'État (01.10.1678-?)
David Merveilleux (B) (vers 1612-13.09.1684), conseiller d'État (27.11.1666-?)
Simon Merveilleux (1600-12.09.1684), conseiller d'État (17.01.1655-?)
David Petitpierre (?-03.06.1705), conseiller d'État (28.10.1679-1682/22.03.1694-?)
Jean Jacques Sandoz (1626 ou 1621-05.12.1711), conseiller d'État 17.06.1673-?)
George de Montmollin (B) (?.09.1628-11.11.1703), conseiller d'État (23.04.1661-21.07.1679/24.07.1682-06.02.1693)

#### 1680
Jean Henry Brun (17.06.1649-31.12.1715), conseiller d'État (03.09.1678-1694 / 1708-1715)
Abraham Chambrier (B) (1626 ou 1631-e. 14.07.1699), conseiller d'État (17.06.1673-?)
Simon Chevalier (B) (?-e. 08.10.1711), conseiller d'État (20-28.05.1680-1682/22-26.03.1694-?)
François Louis Blaise d'Estavayer (28.12.1639-01.11.1692), conseiller d'État (30.06.1663-06.1670/30.06.1679-26.07.1682)
Abraham Guy (?-<07.01.1693), conseiller d'État (1615 ou 10.10.1625)
Louis Guy (?-e. 01.07.1712), conseiller d'État (26.05.1668-1709)
Jonas Hory (vers 1640-e. 25.11.1726), conseiller d'État (01.10.1678-?)
David Merveilleux (B) (vers 1612-13.09.1684), conseiller d'État (27.11.1666-?)
Simon Merveilleux (1600-12.09.1684), conseiller d'État (17.01.1655-?)
David Petitpierre (?-03.06.1705), conseiller d'État (28.10.1679-1682/22.03.1694-?)
Jean Jacques Sandoz (1626 ou 1621-05.12.1711), conseiller d'État 17.06.1673-?)

##### 1681
Jean Henry Brun (17.06.1649-31.12.1715), conseiller d'État (03.09.1678-1694 / 1708-1715)
Abraham Chambrier (B) (1626 ou 1631-e. 14.07.1699), conseiller d'État (17.06.1673-?)
Simon Chevalier (B) (?-e. 08.10.1711), conseiller d'État (20-28.05.1680-1682/22-26.03.1694-?)
François Louis Blaise d'Estavayer (28.12.1639-01.11.1692), conseiller d'État (30.06.1663-06.1670/30.06.1679-26.07.1682)
Abraham Guy (?-<07.01.1693), conseiller d'État (1615 ou 10.10.1625)
Louis Guy (?-e. 01.07.1712), conseiller d'État (26.05.1668-1709)
Jonas Hory (vers 1640-e. 25.11.1726), conseiller d'État (01.10.1678-?)
David Merveilleux (B) (vers 1612-13.09.1684), conseiller d'État (27.11.1666-?)
Simon Merveilleux (1600-12.09.1684), conseiller d'État (17.01.1655-?)
David Petitpierre (?-03.06.1705), conseiller d'État (28.10.1679-1682/22.03.1694-?)
Jean Jacques Sandoz (1626 ou 1621-05.12.1711), conseiller d'État 17.06.1673-?)

##### 1682
Jean Henry Brun (17.06.1649-31.12.1715), conseiller d'État (03.09.1678-1694 / 1708-1715)
Abraham Chambrier (B) (1626 ou 1631-e. 14.07.1699), conseiller d'État (17.06.1673-?)
Simon Chevalier (B) (?-e. 08.10.1711), conseiller d'État (20-28.05.1680-1682/22-26.03.1694-?)
François Louis Blaise d'Estavayer (28.12.1639-01.11.1692), conseiller d'État (30.06.1663-06.1670/30.06.1679-26.07.1682)
Abraham Guy (?-<07.01.1693), conseiller d'État (1615 ou 10.10.1625)
Louis Guy (?-e. 01.07.1712), conseiller d'État (26.05.1668-1709)
Jonas Hory (vers 1640-e. 25.11.1726), conseiller d'État (01.10.1678-?)
David Merveilleux (B) (vers 1612-13.09.1684), conseiller d'État (27.11.1666-?)
Simon Merveilleux (1600-12.09.1684), conseiller d'État (17.01.1655-?)
David Petitpierre (?-03.06.1705), conseiller d'État (28.10.1679-1682/22.03.1694-?)
Jean Jacques Sandoz (1626 ou 1621-05.12.1711), conseiller d'État 17.06.1673-?)
George de Montmollin (B) (?.09.1628-11.11.1703), conseiller d'État (23.04.1661-21.07.1679/24.07.1682-06.02.1693)

##### 1683
Jean Henry Brun (17.06.1649-31.12.1715), conseiller d'État (03.09.1678-1694 / 1708-1715)
Abraham Chambrier (B) (1626 ou 1631-e. 14.07.1699), conseiller d'État (17.06.1673-?)
Abraham Guy (?-<07.01.1693), conseiller d'État (1615 ou 10.10.1625)
Louis Guy (?-e. 01.07.1712), conseiller d'État (26.05.1668-1709)
Jonas Hory (vers 1640-e. 25.11.1726), conseiller d'État (01.10.1678-?)
David Merveilleux (B) (vers 1612-13.09.1684), conseiller d'État (27.11.1666-?)
Simon Merveilleux (1600-12.09.1684), conseiller d'État (17.01.1655-?)
Jean Jacques Sandoz (1626 ou 1621-05.12.1711), conseiller d'État 17.06.1673-?)
George de Montmollin (B) (?.09.1628-11.11.1703), conseiller d'État (23.04.1661-21.07.1679/24.07.1682-06.02.1693)

##### 1684
Jean Henry Brun (17.06.1649-31.12.1715), conseiller d'État (03.09.1678-1694 / 1708-1715)
Abraham Chambrier (B) (1626 ou 1631-e. 14.07.1699), conseiller d'État (17.06.1673-?)
Abraham Guy (?-<07.01.1693), conseiller d'État (1615 ou 10.10.1625)
Louis Guy (?-e. 01.07.1712), conseiller d'État (26.05.1668-1709)
Jonas Hory (vers 1640-e. 25.11.1726), conseiller d'État (01.10.1678-?)
David Merveilleux (B) (vers 1612-13.09.1684), conseiller d'État (27.11.1666-?)
Simon Merveilleux (1600-12.09.1684), conseiller d'État (17.01.1655-?)
Jean Jacques Sandoz (1626 ou 1621-05.12.1711), conseiller d'État 17.06.1673-?)
George de Montmollin (B) (?.09.1628-11.11.1703), conseiller d'État (23.04.1661-21.07.1679/24.07.1682-06.02.1693)

##### 1685
Jean Henry Brun (17.06.1649-31.12.1715), conseiller d'État (03.09.1678-1694 / 1708-1715)
Jean Henry Chaillet (11.04.1640-1690), conseiller d'État (27.01.1685-1690)
Abraham Chambrier (B) (1626 ou 1631-e. 14.07.1699), conseiller d'État (17.06.1673-?)
Samuel Gaudot (vers 1623-e. 29.10.1693), conseiller d'État (27.01.1685-?)
Abraham Guy (?-<07.01.1693), conseiller d'État (1615 ou 10.10.1625)
Louis Guy (?-e. 01.07.1712), conseiller d'État (26.05.1668-1709)
Jonas Hory (vers 1640-e. 25.11.1726), conseiller d'État (01.10.1678-?)
Jean de Montmollin (1634-e. 05.02.1696), conseiller d'État (27.01.1685-1696)
Jean Jacques Sandoz (1626 ou 1621-05.12.1711), conseiller d'État 17.06.1673-?)
George de Montmollin (B) (?.09.1628-11.11.1703), conseiller d'État (23.04.1661-21.07.1679/24.07.1682-06.02.1693)

##### 1686
Jean Henry Brun (17.06.1649-31.12.1715), conseiller d'État (03.09.1678-1694 / 1708-1715)
Jean Henry Chaillet (11.04.1640-1690), conseiller d'État (27.01.1685-1690)
Abraham Chambrier (B) (1626 ou 1631-e. 14.07.1699), conseiller d'État (17.06.1673-?)
Samuel Gaudot (vers 1623-e. 29.10.1693), conseiller d'État (27.01.1685-?)
Abraham Guy (?-<07.01.1693), conseiller d'État (1615 ou 10.10.1625)
Louis Guy (?-e. 01.07.1712), conseiller d'État (26.05.1668-1709)
Jonas Hory (vers 1640-e. 25.11.1726), conseiller d'État (01.10.1678-?)
Jean de Montmollin (1634-e. 05.02.1696), conseiller d'État (27.01.1685-1696)
Jean Jacques Sandoz (1626 ou 1621-05.12.1711), conseiller d'État 17.06.1673-?)
George de Montmollin (B) (?.09.1628-11.11.1703), conseiller d'État (23.04.1661-21.07.1679/24.07.1682-06.02.1693)

##### 1687
Jean Henry Brun (17.06.1649-31.12.1715), conseiller d'État (03.09.1678-1694 / 1708-1715)
Jean Henry Chaillet (11.04.1640-1690), conseiller d'État (27.01.1685-1690)
Abraham Chambrier (B) (1626 ou 1631-e. 14.07.1699), conseiller d'État (17.06.1673-?)
Samuel Gaudot (vers 1623-e. 29.10.1693), conseiller d'État (27.01.1685-?)
Abraham Guy (?-<07.01.1693), conseiller d'État (1615 ou 10.10.1625)
Louis Guy (?-e. 01.07.1712), conseiller d'État (26.05.1668-1709)
Jonas Hory (vers 1640-e. 25.11.1726), conseiller d'État (01.10.1678-?)
Jean de Montmollin (1634-e. 05.02.1696), conseiller d'État (27.01.1685-1696)
Jean Jacques Sandoz (1626 ou 1621-05.12.1711), conseiller d'État 17.06.1673-?)
George de Montmollin (B) (?.09.1628-11.11.1703), conseiller d'État (23.04.1661-21.07.1679/24.07.1682-06.02.1693)

##### 1688
Jean Henry Brun (17.06.1649-31.12.1715), conseiller d'État (03.09.1678-1694 / 1708-1715)
Jean Henry Chaillet (11.04.1640-1690), conseiller d'État (27.01.1685-1690)
Abraham Chambrier (B) (1626 ou 1631-e. 14.07.1699), conseiller d'État (17.06.1673-?)
Samuel Gaudot (vers 1623-e. 29.10.1693), conseiller d'État (27.01.1685-?)
Abraham Guy (?-<07.01.1693), conseiller d'État (1615 ou 10.10.1625)
Louis Guy (?-e. 01.07.1712), conseiller d'État (26.05.1668-1709)
Jonas Hory (vers 1640-e. 25.11.1726), conseiller d'État (01.10.1678-?)
Jean de Montmollin (1634-e. 05.02.1696), conseiller d'État (27.01.1685-1696)
Jean Jacques Sandoz (1626 ou 1621-05.12.1711), conseiller d'État 17.06.1673-?)
Henry Tribolet (1625 ou 1635-02.1688 ou 1689), conseiller d'État (02.06.1668-?)
George de Montmollin (B) (?.09.1628-11.11.1703), conseiller d'État (23.04.1661-21.07.1679/24.07.1682-06.02.1693)

##### 1689
Jean Bergeon (vers 1641-e. 27.04.1694), conseiller d'État (03.06.1689-?)
Jean Henry Brun (17.06.1649-31.12.1715), conseiller d'État (03.09.1678-1694 / 1708-1715)
Jean Henry Chaillet (11.04.1640-1690), conseiller d'État (27.01.1685-1690)
Abraham Chambrier (B) (1626 ou 1631-e. 14.07.1699), conseiller d'État (17.06.1673-?)
Samuel Gaudot (vers 1623-e. 29.10.1693), conseiller d'État (27.01.1685-?)
Abraham Guy (?-<07.01.1693), conseiller d'État (1615 ou 10.10.1625)
Louis Guy (?-e. 01.07.1712), conseiller d'État (26.05.1668-1709)
Jonas Hory (vers 1640-e. 25.11.1726), conseiller d'État (01.10.1678-?)
Jean de Montmollin (1634-e. 05.02.1696), conseiller d'État (27.01.1685-1696)
Jean Jacques Sandoz (1626 ou 1621-05.12.1711), conseiller d'État 17.06.1673-?)
Henry Tribolet (1625 ou 1635-02.1688 ou 1689), conseiller d'État (02.06.1668-?)
George de Montmollin (B) (?.09.1628-11.11.1703), conseiller d'État (23.04.1661-21.07.1679/24.07.1682-06.02.1693)

#### 1690
Jean Bergeon (vers 1641-e. 27.04.1694), conseiller d'État (03.06.1689-?)
Jean Henry Brun (17.06.1649-31.12.1715), conseiller d'État (03.09.1678-1694 / 1708-1715)
Jean Henry Chaillet (11.04.1640-1690), conseiller d'État (27.01.1685-1690)
Abraham Chambrier (B) (1626 ou 1631-e. 14.07.1699), conseiller d'État (17.06.1673-?)
Samuel Gaudot (vers 1623-e. 29.10.1693), conseiller d'État (27.01.1685-?)
Abraham Guy (?-<07.01.1693), conseiller d'État (1615 ou 10.10.1625)
Louis Guy (?-e. 01.07.1712), conseiller d'État (26.05.1668-1709)
Jonas Hory (vers 1640-e. 25.11.1726), conseiller d'État (01.10.1678-?)
Jean de Montmollin (1634-e. 05.02.1696), conseiller d'État (27.01.1685-1696)
Jean Jacques Sandoz (1626 ou 1621-05.12.1711), conseiller d'État 17.06.1673-?)
George de Montmollin (B) (?.09.1628-11.11.1703), conseiller d'État (23.04.1661-21.07.1679/24.07.1682-06.02.1693)

##### 1691
Jean Bergeon (vers 1641-e. 27.04.1694), conseiller d'État (03.06.1689-?)
Brun Jean Henry (17.06.1649-31.12.1715), conseiller d'État (03.09.1678-1694 / 1708-1715)
Abraham Chambrier (B) (1626 ou 1631-e. 14.07.1699), conseiller d'État (17.06.1673-?)
Samuel Gaudot (vers 1623-e. 29.10.1693), conseiller d'État (27.01.1685-?)
Abraham Guy (?-<07.01.1693), conseiller d'État (1615 ou 10.10.1625)
Louis Guy (?-e. 01.07.1712), conseiller d'État (26.05.1668-1709)
Jonas Hory (vers 1640-e. 25.11.1726), conseiller d'État (01.10.1678-?)
Jean de Montmollin (1634-e. 05.02.1696), conseiller d'État (27.01.1685-1696)
Jean Jacques Sandoz (1626 ou 1621-05.12.1711), conseiller d'État 17.06.1673-?)
George de Montmollin (B) (?.09.1628-11.11.1703), conseiller d'État (23.04.1661-21.07.1679/24.07.1682-06.02.1693)

##### 1692
Jean Bergeon (vers 1641-e. 27.04.1694), conseiller d'État (03.06.1689-?)
Brun Jean Henry (17.06.1649-31.12.1715), conseiller d'État (03.09.1678-1694 / 1708-1715)
Abraham Chambrier (B) (1626 ou 1631-e. 14.07.1699), conseiller d'État (17.06.1673-?)
Samuel Gaudot (vers 1623-e. 29.10.1693), conseiller d'État (27.01.1685-?)
Abraham Guy (?-<07.01.1693), conseiller d'État (1615 ou 10.10.1625)
Louis Guy (?-e. 01.07.1712), conseiller d'État (26.05.1668-1709)
Jonas Hory (vers 1640-e. 25.11.1726), conseiller d'État (01.10.1678-?)
Jean de Montmollin (1634-e. 05.02.1696), conseiller d'État (27.01.1685-1696)
Jean Jacques Sandoz (1626 ou 1621-05.12.1711), conseiller d'État 17.06.1673-?)
George de Montmollin (B) (?.09.1628-11.11.1703), conseiller d'État (23.04.1661-21.07.1679/24.07.1682-06.02.1693)

##### 1693
Jean Bergeon (vers 1641-e. 27.04.1694), conseiller d'État (03.06.1689-?)
Brun Jean Henry (17.06.1649-31.12.1715), conseiller d'État (03.09.1678-1694 / 1708-1715)
Abraham Chambrier (B) (1626 ou 1631-e. 14.07.1699), conseiller d'État (17.06.1673-?)
Samuel Gaudot (vers 1623-e. 29.10.1693), conseiller d'État (27.01.1685-?)
Abraham Guy (?-<07.01.1693), conseiller d'État (1615 ou 10.10.1625)
Louis Guy (?-e. 01.07.1712), conseiller d'État (26.05.1668-1709)
Jonas Hory (vers 1640-e. 25.11.1726), conseiller d'État (01.10.1678-?)
Jean de Montmollin (1634-e. 05.02.1696), conseiller d'État (27.01.1685-1696)
Jean Jacques Sandoz (1626 ou 1621-05.12.1711), conseiller d'État 17.06.1673-?)
George de Montmollin (B) (?.09.1628-11.11.1703), conseiller d'État (23.04.1661-21.07.1679/24.07.1682-06.02.1693)

##### 1694
Jean Bergeon (vers 1641-e. 27.04.1694), conseiller d'État (03.06.1689-?)
Brun Jean Henry (17.06.1649-31.12.1715), conseiller d'État (03.09.1678-1694 / 1708-1715)
Abraham Chambrier (B) (1626 ou 1631-e. 14.07.1699), conseiller d'État (17.06.1673-?)
Samuel Chambrier (B) (1641-14.10.1719), conseiller d'État (26.03.1694-?)
Simon Chevalier (B) (?-e. 08.10.1711), conseiller d'État (20-28.05.1680-1682/22-26.03.1694-?)
François Henri d'Estavayer (07.02.1673-08.07.1749), conseiller d'État (13.03.1694-03.11.1707)
Henri François d'Estavayer (b. 28.04.1649-12.04.1703), conseiller d'État (15.05.1694-?)
Louis Guy (?-e. 01.07.1712), conseiller d'État (26.05.1668-1709)
Jonas Hory (vers 1640-e. 25.11.1726), conseiller d'État (01.10.1678-?)
Samuel Marval (A) (11.04.1643-e. 08.02.1733), conseiller d'État (09.5.1694-?)
Jean de Montmollin (1634-e. 05.02.1696), conseiller d'État (27.01.1685-1696)
David Petitpierre (?-03.06.1705), conseiller d'État (28.10.1679-1682/22.03.1694-?)
Jean Jacques Sandoz (1626 ou 1621-05.12.1711), conseiller d'État 17.06.1673-?)

##### 1695
Abraham Chambrier (B) (1626 ou 1631-e. 14.07.1699), conseiller d'État (17.06.1673-?)
Samuel Chambrier (B) (1641-14.10.1719), conseiller d'État (26.03.1694-?)
Simon Chevalier (B) (?-e. 08.10.1711), conseiller d'État (20-28.05.1680-1682/22-26.03.1694-?)
François Henri d'Estavayer (07.02.1673-08.07.1749), conseiller d'État (13.03.1694-03.11.1707)
Henri François d'Estavayer (b. 28.04.1649-12.04.1703), conseiller d'État (15.05.1694-?)
Louis Guy (?-e. 01.07.1712), conseiller d'État (26.05.1668-1709)
Jonas Hory (vers 1640-e. 25.11.1726), conseiller d'État (01.10.1678-?)
Samuel Marval (A) (11.04.1643-e. 08.02.1733), conseiller d'État (09.5.1694-?)
Jean de Montmollin (1634-e. 05.02.1696), conseiller d'État (27.01.1685-1696)
David Petitpierre (?-03.06.1705), conseiller d'État (28.10.1679-1682/22.03.1694-?)
Jean Jacques Sandoz (1626 ou 1621-05.12.1711), conseiller d'État 17.06.1673-?)

##### 1696
Abraham Chambrier (B) (1626 ou 1631-e. 14.07.1699), conseiller d'État (17.06.1673-?)
Samuel Chambrier (B) (1641-14.10.1719), conseiller d'État (26.03.1694-?)
Simon Chevalier (B) (?-e. 08.10.1711), conseiller d'État (20-28.05.1680-1682/22-26.03.1694-?)
François Henri d'Estavayer (07.02.1673-08.07.1749), conseiller d'État (13.03.1694-03.11.1707)
Henri François d'Estavayer (b. 28.04.1649-12.04.1703), conseiller d'État (15.05.1694-?)
Louis Guy (?-e. 01.07.1712), conseiller d'État (26.05.1668-1709)
Jonas Hory (vers 1640-e. 25.11.1726), conseiller d'État (01.10.1678-?)
Samuel Marval (A) (11.04.1643-e. 08.02.1733), conseiller d'État (09.5.1694-?)
Jean de Montmollin (1634-e. 05.02.1696), conseiller d'État (27.01.1685-1696)
David Petitpierre (?-03.06.1705), conseiller d'État (28.10.1679-1682/22.03.1694-?)
Jean Jacques Sandoz (1626 ou 1621-05.12.1711), conseiller d'État 17.06.1673-?)

##### 1697
Abraham Chambrier (B) (1626 ou 1631-e. 14.07.1699), conseiller d'État (17.06.1673-?)
Samuel Chambrier (B) (1641-14.10.1719), conseiller d'État (26.03.1694-?)
Simon Chevalier (B) (?-e. 08.10.1711), conseiller d'État (20-28.05.1680-1682/22-26.03.1694-?)
François Henri d'Estavayer (07.02.1673-08.07.1749), conseiller d'État (13.03.1694-03.11.1707)
Henri François d'Estavayer (b. 28.04.1649-12.04.1703), conseiller d'État (15.05.1694-?)
Louis Guy (?-e. 01.07.1712), conseiller d'État (26.05.1668-1709)
Jonas Hory (vers 1640-e. 25.11.1726), conseiller d'État (01.10.1678-?)
Samuel Marval (A) (11.04.1643-e. 08.02.1733), conseiller d'État (09.5.1694-?)
David Petitpierre (?-03.06.1705), conseiller d'État (28.10.1679-1682/22.03.1694-?)
Jean Jacques Sandoz (1626 ou 1621-05.12.1711), conseiller d'État 17.06.1673-?)

##### 1698
Abraham Chambrier (B) (1626 ou 1631-e. 14.07.1699), conseiller d'État (17.06.1673-?)
Samuel Chambrier (B) (1641-14.10.1719), conseiller d'État (26.03.1694-?)
Simon Chevalier (B) (?-e. 08.10.1711), conseiller d'État (20-28.05.1680-1682/22-26.03.1694-?)
François Henri d'Estavayer (07.02.1673-08.07.1749), conseiller d'État (13.03.1694-03.11.1707)
Henri François d'Estavayer (b. 28.04.1649-12.04.1703), conseiller d'État (15.05.1694-?)
Louis Guy (?-e. 01.07.1712), conseiller d'État (26.05.1668-1709)
Jonas Hory (vers 1640-e. 25.11.1726), conseiller d'État (01.10.1678-?)
Samuel Marval (A) (11.04.1643-e. 08.02.1733), conseiller d'État (09.5.1694-?)
David Petitpierre (?-03.06.1705), conseiller d'État (28.10.1679-1682/22.03.1694-?)
Jean Jacques Sandoz (1626 ou 1621-05.12.1711), conseiller d'État 17.06.1673-?)

##### 1699
Abraham Chambrier (B) (1626 ou 1631-e. 14.07.1699), conseiller d'État (17.06.1673-?)
Samuel Chambrier (B) (1641-14.10.1719), conseiller d'État (26.03.1694-?)
Simon Chevalier (B) (?-e. 08.10.1711), conseiller d'État (20-28.05.1680-1682/22-26.03.1694-?)
François Henri d'Estavayer (07.02.1673-08.07.1749), conseiller d'État (13.03.1694-03.11.1707)
Henri François d'Estavayer (b. 28.04.1649-12.04.1703), conseiller d'État (15.05.1694-?)
Louis Guy (?-e. 01.07.1712), conseiller d'État (26.05.1668-1709)
Jonas Hory (vers 1640-e. 25.11.1726), conseiller d'État (01.10.1678-?)
Samuel Marval (A) (11.04.1643-e. 08.02.1733), conseiller d'État (09.5.1694-?)
David Petitpierre (?-03.06.1705), conseiller d'État (28.10.1679-1682/22.03.1694-?)
Jean Jacques Sandoz (1626 ou 1621-05.12.1711), conseiller d'État 17.06.1673-?)

### XVIIIesiècle

#### 1700
Samuel Chambrier (B) (1641-14.10.1719), conseiller d'État (26.03.1694-?)
Simon Chevalier (B) (?-e. 08.10.1711), conseiller d'État (20-28.05.1680-1682/22-26.03.1694-?)
François Henri d'Estavayer (07.02.1673-08.07.1749), conseiller d'État (13.03.1694-03.11.1707)
Henri François d'Estavayer (b. 28.04.1649-12.04.1703), conseiller d'État (15.05.1694-?)
Louis Guy (?-e. 01.07.1712), conseiller d'État (26.05.1668-1709)
Jonas Hory (vers 1640-e. 25.11.1726), conseiller d'État (01.10.1678-?)
Samuel Marval (A) (11.04.1643-e. 08.02.1733), conseiller d'État (09.5.1694-?)
David Petitpierre (?-03.06.1705), conseiller d'État (28.10.1679-1682/22.03.1694-?)
Jean Jacques Sandoz (1626 ou 1621-05.12.1711), conseiller d'État 17.06.1673-?)

##### 1701
Josué Bedaulx (?-1720), conseiller d'État (09.02.1701-?)
François Chambrier (08.05.1663-13.05.1730), conseiller d'État (09.02.1701-1725/1726-?)
Samuel Chambrier (B) (1641-14.10.1719), conseiller d'État (26.03.1694-?)
Simon Chevalier (B) (?-e. 08.10.1711), conseiller d'État (20-28.05.1680-1682/22-26.03.1694-?)
François Henri d'Estavayer (07.02.1673-08.07.1749), conseiller d'État (13.03.1694-03.11.1707)
Henri François d'Estavayer (b. 28.04.1649-12.04.1703), conseiller d'État (15.05.1694-?)
Louis Guy (?-e. 01.07.1712), conseiller d'État (26.05.1668-1709)
Jonas Hory (vers 1640-e. 25.11.1726), conseiller d'État (01.10.1678-?)
Samuel Marval (A) (11.04.1643-e. 08.02.1733), conseiller d'État (09.5.1694-?)
David Petitpierre (?-03.06.1705), conseiller d'État (28.10.1679-1682/22.03.1694-?)
Jean Jacques Sandoz (1626 ou 1621-05.12.1711), conseiller d'État 17.06.1673-?)
Nicolas Tribolet (b. 18.02.1649-09 ou 13.05.1733), conseiller d'État (09.02.1701-?)

##### 1702
Josué Bedaulx (?-1720), conseiller d'État (09.02.1701-?)
François Chambrier (08.05.1663-13.05.1730), conseiller d'État (09.02.1701-1725/1726-?)
Samuel Chambrier (B) (1641-14.10.1719), conseiller d'État (26.03.1694-?)
Simon Chevalier (B) (?-e. 08.10.1711), conseiller d'État (20-28.05.1680-1682/22-26.03.1694-?)
François Henri d'Estavayer (07.02.1673-08.07.1749), conseiller d'État (13.03.1694-03.11.1707)
Henri François d'Estavayer (b. 28.04.1649-12.04.1703), conseiller d'État (15.05.1694-?)
Louis Guy (?-e. 01.07.1712), conseiller d'État (26.05.1668-1709)
Jonas Hory (vers 1640-e. 25.11.1726), conseiller d'État (01.10.1678-?)
Samuel Marval (A) (11.04.1643-e. 08.02.1733), conseiller d'État (09.5.1694-?)
David Petitpierre (?-03.06.1705), conseiller d'État (28.10.1679-1682/22.03.1694-?)
Jean Jacques Sandoz (1626 ou 1621-05.12.1711), conseiller d'État 17.06.1673-?)
Nicolas Tribolet (b. 18.02.1649-09 ou 13.05.1733), conseiller d'État (09.02.1701-?)

##### 1703
Josué Bedaulx (?-1720), conseiller d'État (09.02.1701-?)
François Chambrier (08.05.1663-13.05.1730), conseiller d'État (09.02.1701-1725/1726-?)
Samuel Chambrier (B) (1641-14.10.1719), conseiller d'État (26.03.1694-?)
Simon Chevalier (B) (?-e. 08.10.1711), conseiller d'État (20-28.05.1680-1682/22-26.03.1694-?)
François Henri d'Estavayer (07.02.1673-08.07.1749), conseiller d'État (13.03.1694-03.11.1707)
Henri François d'Estavayer (b. 28.04.1649-12.04.1703), conseiller d'État (15.05.1694-?)
Louis Guy (?-e. 01.07.1712), conseiller d'État (26.05.1668-1709)
Jonas Hory (vers 1640-e. 25.11.1726), conseiller d'État (01.10.1678-?)
Claude-François Huguenin (b.01.12.1657-21.02.1720), conseiller d'État (14.04.1703-?)
Samuel Marval (A) (11.04.1643-e. 08.02.1733), conseiller d'État (09.5.1694-?)
David Petitpierre (?-03.06.1705), conseiller d'État (28.10.1679-1682/22.03.1694-?)
Jean Jacques Sandoz (1626 ou 1621-05.12.1711), conseiller d'État 17.06.1673-?)
Nicolas Tribolet (b. 18.02.1649-09 ou 13.05.1733), conseiller d'État (09.02.1701-?)

##### 1704
Josué Bedaulx (?-1720), conseiller d'État (09.02.1701-?)
François Chambrier (08.05.1663-13.05.1730), conseiller d'État (09.02.1701-1725/1726-?)
Samuel Chambrier (B) (1641-14.10.1719), conseiller d'État (26.03.1694-?)
Simon Chevalier (B) (?-e. 08.10.1711), conseiller d'État (20-28.05.1680-1682/22-26.03.1694-?)
François Henri d'Estavayer (07.02.1673-08.07.1749), conseiller d'État (13.03.1694-03.11.1707)
Louis Guy (?-e. 01.07.1712), conseiller d'État (26.05.1668-1709)
Jonas Hory (vers 1640-e. 25.11.1726), conseiller d'État (01.10.1678-?)
Claude-François Huguenin (b.01.12.1657-21.02.1720), conseiller d'État (14.04.1703-?)
Samuel Marval (A) (11.04.1643-e. 08.02.1733), conseiller d'État (09.5.1694-?)
David Petitpierre (?-03.06.1705), conseiller d'État (28.10.1679-1682/22.03.1694-?)
Jean Jacques Sandoz (1626 ou 1621-05.12.1711), conseiller d'État 17.06.1673-?)
Nicolas Tribolet (b. 18.02.1649-09 ou 13.05.1733), conseiller d'État (09.02.1701-?)

##### 1705
Josué Bedaulx (?-1720), conseiller d'État (09.02.1701-?)
François Chambrier (08.05.1663-13.05.1730), conseiller d'État (09.02.1701-1725/1726-?)
Jonas Chambrier (b. 08.09.1661-e.09.06.1743), conseiller d'État (16.12.1705-?)
Samuel Chambrier (B) (1641-14.10.1719), conseiller d'État (26.03.1694-?)
Simon Chevalier (B) (?-e. 08.10.1711), conseiller d'État (20-28.05.1680-1682/22-26.03.1694-?)
François Henri d'Estavayer (07.02.1673-08.07.1749), conseiller d'État (13.03.1694-03.11.1707)
Louis Guy (?-e. 01.07.1712), conseiller d'État (26.05.1668-1709)
Jonas Hory (vers 1640-e. 25.11.1726), conseiller d'État (01.10.1678-?)
Claude-François Huguenin (b.01.12.1657-21.02.1720), conseiller d'État (14.04.1703-?)
Samuel Marval (A) (11.04.1643-e. 08.02.1733), conseiller d'État (09.5.1694-?)
David Petitpierre (?-03.06.1705), conseiller d'État (28.10.1679-1682/22.03.1694-?)
Jean Jacques Sandoz (1626 ou 1621-05.12.1711), conseiller d'État 17.06.1673-?)
Nicolas Tribolet (b. 18.02.1649-09 ou 13.05.1733), conseiller d'État (09.02.1701-?)

##### 1706
Josué Bedaulx (?-1720), conseiller d'État (09.02.1701-?)
François Chambrier (08.05.1663-13.05.1730), conseiller d'État (09.02.1701-1725/1726-?)
Jonas Chambrier (b. 08.09.1661-e.09.06.1743), conseiller d'État (16.12.1705-?)
Samuel Chambrier (B) (1641-14.10.1719), conseiller d'État (26.03.1694-?)
Simon Chevalier (B) (?-e. 08.10.1711), conseiller d'État (20-28.05.1680-1682/22-26.03.1694-?)
François Henri d'Estavayer (07.02.1673-08.07.1749), conseiller d'État (13.03.1694-03.11.1707)
Jaques Philippe d'Estavayer (b. 30.11.1653-16.03.1737), conseiller d'État (02.02.1706-?)
Louis Guy (?-e. 01.07.1712), conseiller d'État (26.05.1668-1709)
Jonas Hory (vers 1640-e. 25.11.1726), conseiller d'État (01.10.1678-?)
Claude-François Huguenin (b.01.12.1657-21.02.1720), conseiller d'État (14.04.1703-?)
Samuel Marval (A) (11.04.1643-e. 08.02.1733), conseiller d'État (09.5.1694-?)
Jean Jacques Sandoz (1626 ou 1621-05.12.1711), conseiller d'État 17.06.1673-?)
Nicolas Tribolet (b. 18.02.1649-09 ou 13.05.1733), conseiller d'État (09.02.1701-?)

##### 1707
Josué Bedaulx (?-1720), conseiller d'État (09.02.1701-?)
François Chambrier (08.05.1663-13.05.1730), conseiller d'État (09.02.1701-1725/1726-?)
Jonas Chambrier (b. 08.09.1661-e.09.06.1743), conseiller d'État (16.12.1705-?)
Samuel Chambrier (B) (1641-14.10.1719), conseiller d'État (26.03.1694-?)
Simon Chevalier (B) (?-e. 08.10.1711), conseiller d'État (20-28.05.1680-1682/22-26.03.1694-?)
François Henri d'Estavayer (07.02.1673-08.07.1749), conseiller d'État (13.03.1694-03.11.1707)
Jaques Philippe d'Estavayer (b. 30.11.1653-16.03.1737), conseiller d'État (02.02.1706-?)
Pierre d'Estavayer (10.10 ou 09.1675-25.04.1719), conseiller d'État (1707-?)
Louis Guy (?-e. 01.07.1712), conseiller d'État (26.05.1668-1709)
Jonas Hory (vers 1640-e. 25.11.1726), conseiller d'État (01.10.1678-?)
Claude-François Huguenin (b.01.12.1657-21.02.1720), conseiller d'État (14.04.1703-?)
Samuel Marval (A) (11.04.1643-e. 08.02.1733), conseiller d'État (09.5.1694-?)
Jean Jacques Sandoz (1626 ou 1621-05.12.1711), conseiller d'État 17.06.1673-?)
Nicolas Tribolet (b. 18.02.1649-09 ou 13.05.1733), conseiller d'État (09.02.1701-?)

##### 1708
Josué Bedaulx (?-1720), conseiller d'État (09.02.1701-?)
Jean Henry Brun (17.06.1649-31.12.1715), conseiller d'État (03.09.1678-1694 / 1708-1715)
François Chambrier (08.05.1663-13.05.1730), conseiller d'État (09.02.1701-1725/1726-?)
Jonas Chambrier (b. 08.09.1661-e.09.06.1743), conseiller d'État (16.12.1705-?)
Samuel Chambrier (B) (1641-14.10.1719), conseiller d'État (26.03.1694-?)
Simon Chevalier (B) (?-e. 08.10.1711), conseiller d'État (20-28.05.1680-1682/22-26.03.1694-?)
Pierre d'Estavayer (10.10 ou 09.1675-25.04.1719), conseiller d'État (1707-?)
Louis Guy (?-e. 01.07.1712), conseiller d'État (26.05.1668-1709)
Jonas Hory (vers 1640-e. 25.11.1726), conseiller d'État (01.10.1678-?)
Claude-François Huguenin (b.01.12.1657-21.02.1720), conseiller d'État (14.04.1703-?)
Samuel Marval (A) (11.04.1643-e. 08.02.1733), conseiller d'État (09.5.1694-?)
Jean Jacques Sandoz (1626 ou 1621-05.12.1711), conseiller d'État 17.06.1673-?)
Nicolas Tribolet (b. 18.02.1649-09 ou 13.05.1733), conseiller d'État (09.02.1701-?)

##### 1709
Josué Bedaulx (?-1720), conseiller d'État (09.02.1701-?)
Abram Brandt (?-e. 02.01.1721), conseiller d'État (14.05.1709-?)
Jean Henry Brun (17.06.1649-31.12.1715), conseiller d'État (03.09.1678-1694 / 1708-1715)
David Bullot (b. 24.01.1658-e. 06.08.1729), conseiller d'État (14.05.1709-?)
Benoist Chambrier (b. 21.01.1655-e. 05.10.1719), conseiller d'État (13.05.1709/27.01.1711-?)
François Chambrier (08.05.1663-13.05.1730), conseiller d'État (09.02.1701-1725/1726-?)
Frédéric Chambrier (b. 13.09.1663-05.08.1746), conseiller d'État (14.05.1709-?)
Jonas Chambrier (b. 08.09.1661-e.09.06.1743), conseiller d'État (16.12.1705-?)
Pierre Chambrier (B) (05.09.1659-22.06.1744), conseiller d'État (04.04.1709-15.09.1727)
Samuel Chambrier (B) (1641-14.10.1719), conseiller d'État (26.03.1694-?)
Simon Chevalier (B) (?-e. 08.10.1711), conseiller d'État (20-28.05.1680-1682/22-26.03.1694-?)
Jaques Philippe d'Estavayer (b. 30.11.1653-16.03.1737), conseiller d'État (02.02.1706-?)
Pierre d'Estavayer (10.10 ou 09.1675-25.04.1719), conseiller d'État (1707-?)
Josué Gaudot (1666-e. 24.07.1751), conseiller d'État (14.05.1709-?)
Louis Guy (?-e. 01.07.1712), conseiller d'État (26.05.1668-1709)
Jonas Hory (vers 1640-e. 25.11.1726), conseiller d'État (01.10.1678-?)
Claude-François Huguenin (b.01.12.1657-21.02.1720), conseiller d'État (14.04.1703-?)
Pierre JeanJaquet (vers 1650-01.04.1713), conseiller d'État (22.05.1709-?)
Samuel Marval (A) (11.04.1643-e. 08.02.1733), conseiller d'État (09.5.1694-?)
Samuel Merveilleux (15.09.1661-07.01.1743), conseiller d'État (22.05.1709-1727)
Estienne Meuron (1675-e.07.01.1750), conseiller d'État (14.05.1709-?)
Emer de Montmollin (A) (1664-24.01.1714), conseiller d'État (22.05.1709-?)
Jean Henry de Montmollin (A) (01.11.1671-e. 16.09.1725), conseiller d'État (13.05.1709-?)
Jonas Pierre de Montmollin (1656-e. 30.08.1732 ou 03.04.1732), conseiller d'État (14.05.1709-?)
Abraham Petitpierre (b. 28.07.1667-08.08.1738), conseiller d'État (14.05.1709-?)
Henry Petitpierre (b. 30.08.1665-e. 23.06.1716), conseiller d'État (22.05.1709-?)
Samuel Pury (A) (08.12.1675-08.03.1752), conseiller d'État (14.05.1709-?)
Jean Jacques Sandoz (1626 ou 1621-05.12.1711), conseiller d'État 17.06.1673-?)
Nicolas Tribolet (b. 18.02.1649-09 ou 13.05.1733), conseiller d'État (09.02.1701-?)
Jonas-Pierre Tribolet-Hardy (05.11.1668-07.07.1722), conseiller d'État (27.05.1709-?)

#### 1710
Josué Bedaulx (?-1720), conseiller d'État (09.02.1701-?)
Abram Brandt (?-e. 02.01.1721), conseiller d'État (14.05.1709-?)
Jean Henry Brun (17.06.1649-31.12.1715), conseiller d'État (03.09.1678-1694 / 1708-1715)
David Bullot (b. 24.01.1658-e. 06.08.1729), conseiller d'État (14.05.1709-?)
Benoist Chambrier (b. 21.01.1655-e. 05.10.1719), conseiller d'État (13.05.1709/27.01.1711-?)
François Chambrier (08.05.1663-13.05.1730), conseiller d'État (09.02.1701-1725/1726-?)
Frédéric Chambrier (b. 13.09.1663-05.08.1746), conseiller d'État (14.05.1709-?)
Jonas Chambrier (b. 08.09.1661-e.09.06.1743), conseiller d'État (16.12.1705-?)
Pierre Chambrier (B) (05.09.1659-22.06.1744), conseiller d'État (04.04.1709-15.09.1727)
Samuel Chambrier (B) (1641-14.10.1719), conseiller d'État (26.03.1694-?)
Simon Chevalier (B) (?-e. 08.10.1711), conseiller d'État (20-28.05.1680-1682/22-26.03.1694-?)
Jaques Philippe d'Estavayer (b. 30.11.1653-16.03.1737), conseiller d'État (02.02.1706-?)
Pierre d'Estavayer (10.10 ou 09.1675-25.04.1719), conseiller d'État (1707-?)
Josué Gaudot (1666-e. 24.07.1751), conseiller d'État (14.05.1709-?)
Jonas Hory (vers 1640-e. 25.11.1726), conseiller d'État (01.10.1678-?)
Claude-François Huguenin (b.01.12.1657-21.02.1720), conseiller d'État (14.04.1703-?)
Pierre JeanJaquet (vers 1650-01.04.1713), conseiller d'État (22.05.1709-?)
Samuel Marval (A) (11.04.1643-e. 08.02.1733), conseiller d'État (09.5.1694-?)
Samuel Merveilleux (15.09.1661-07.01.1743), conseiller d'État (22.05.1709-1727)
Estienne Meuron (1675-e.07.01.1750), conseiller d'État (14.05.1709-?)
Emer de Montmollin (A) (1664-24.01.1714), conseiller d'État (22.05.1709-?)
Jean Henry de Montmollin (A) (01.11.1671-e. 16.09.1725), conseiller d'État (13.05.1709-?)
Jonas Pierre de Montmollin (1656-e. 30.08.1732 ou 03.04.1732), conseiller d'État (14.05.1709-?)
Abraham Petitpierre (b. 28.07.1667-08.08.1738), conseiller d'État (14.05.1709-?)
Henry Petitpierre (b. 30.08.1665-e. 23.06.1716), conseiller d'État (22.05.1709-?)
Samuel Pury (A) (08.12.1675-08.03.1752), conseiller d'État (14.05.1709-?)
Jean Jacques Sandoz (1626 ou 1621-05.12.1711), conseiller d'État 17.06.1673-?)
Nicolas Tribolet (b. 18.02.1649-09 ou 13.05.1733), conseiller d'État (09.02.1701-?)
Jonas-Pierre Tribolet-Hardy (05.11.1668-07.07.1722), conseiller d'État (27.05.1709-?)

##### 1711
Josué Bedaulx (?-1720), conseiller d'État (09.02.1701-?)
Abram Brandt (?-e. 02.01.1721), conseiller d'État (14.05.1709-?)
Jean Henry Brun (17.06.1649-31.12.1715), conseiller d'État (03.09.1678-1694 / 1708-1715)
David Bullot (b. 24.01.1658-e. 06.08.1729), conseiller d'État (14.05.1709-?)
Benoist Chambrier (b. 21.01.1655-e. 05.10.1719), conseiller d'État (13.05.1709/27.01.1711-?)
François Chambrier (08.05.1663-13.05.1730), conseiller d'État (09.02.1701-1725/1726-?)
Frédéric Chambrier (b. 13.09.1663-05.08.1746), conseiller d'État (14.05.1709-?)
Jonas Chambrier (b. 08.09.1661-e.09.06.1743), conseiller d'État (16.12.1705-?)
Pierre Chambrier (B) (05.09.1659-22.06.1744), conseiller d'État (04.04.1709-15.09.1727)
Samuel Chambrier (B) (1641-14.10.1719), conseiller d'État (26.03.1694-?)
Simon Chevalier (B) (?-e. 08.10.1711), conseiller d'État (20-28.05.1680-1682/22-26.03.1694-?)
Jaques Philippe d'Estavayer (b. 30.11.1653-16.03.1737), conseiller d'État (02.02.1706-?)
Pierre d'Estavayer (10.10 ou 09.1675-25.04.1719), conseiller d'État (1707-?)
Josué Gaudot (1666-e. 24.07.1751), conseiller d'État (14.05.1709-?)
Jonas Hory (vers 1640-e. 25.11.1726), conseiller d'État (01.10.1678-?)
Claude-François Huguenin (b.01.12.1657-21.02.1720), conseiller d'État (14.04.1703-?)
Pierre JeanJaquet (vers 1650-01.04.1713), conseiller d'État (22.05.1709-?)
Samuel Marval (A) (11.04.1643-e. 08.02.1733), conseiller d'État (09.5.1694-?)
Samuel Merveilleux (15.09.1661-07.01.1743), conseiller d'État (22.05.1709-1727)
Estienne Meuron (1675-e.07.01.1750), conseiller d'État (14.05.1709-?)
Emer de Montmollin (A) (1664-24.01.1714), conseiller d'État (22.05.1709-?)
Jean Henry de Montmollin (A) (01.11.1671-e. 16.09.1725), conseiller d'État (13.05.1709-?)
Jonas Pierre de Montmollin (1656-e. 30.08.1732 ou 03.04.1732), conseiller d'État (14.05.1709-?)
Abraham Petitpierre (b. 28.07.1667-08.08.1738), conseiller d'État (14.05.1709-?)
Henry Petitpierre (b. 30.08.1665-e. 23.06.1716), conseiller d'État (22.05.1709-?)
Samuel Pury (A) (08.12.1675-08.03.1752), conseiller d'État (14.05.1709-?)
Jean Jacques Sandoz (1626 ou 1621-05.12.1711), conseiller d'État 17.06.1673-?)
Nicolas Tribolet (b. 18.02.1649-09 ou 13.05.1733), conseiller d'État (09.02.1701-?)
Jonas-Pierre Tribolet-Hardy (05.11.1668-07.07.1722), conseiller d'État (27.05.1709-?)

##### 1712
Josué Bedaulx (?-1720), conseiller d'État (09.02.1701-?)
Abram Brandt (?-e. 02.01.1721), conseiller d'État (14.05.1709-?)
Jean Henry Brun (17.06.1649-31.12.1715), conseiller d'État (03.09.1678-1694 / 1708-1715)
David Bullot (b. 24.01.1658-e. 06.08.1729), conseiller d'État (14.05.1709-?)
Benoist Chambrier (b. 21.01.1655-e. 05.10.1719), conseiller d'État (13.05.1709/27.01.1711-?)
François Chambrier (08.05.1663-13.05.1730), conseiller d'État (09.02.1701-1725/1726-?)
Frédéric Chambrier (b. 13.09.1663-05.08.1746), conseiller d'État (14.05.1709-?)
Jonas Chambrier (b. 08.09.1661-e.09.06.1743), conseiller d'État (16.12.1705-?)
Pierre Chambrier (B) (05.09.1659-22.06.1744), conseiller d'État (04.04.1709-15.09.1727)
Samuel Chambrier (B) (1641-14.10.1719), conseiller d'État (26.03.1694-?)
Jaques Philippe d'Estavayer (b. 30.11.1653-16.03.1737), conseiller d'État (02.02.1706-?)
Pierre d'Estavayer (10.10 ou 09.1675-25.04.1719), conseiller d'État (1707-?)
Josué Gaudot (1666-e. 24.07.1751), conseiller d'État (14.05.1709-?)
Jonas Hory (vers 1640-e. 25.11.1726), conseiller d'État (01.10.1678-?)
Claude-François Huguenin (b.01.12.1657-21.02.1720), conseiller d'État (14.04.1703-?)
Pierre JeanJaquet (vers 1650-01.04.1713), conseiller d'État (22.05.1709-?)
Samuel Marval (A) (11.04.1643-e. 08.02.1733), conseiller d'État (09.5.1694-?)
Samuel Merveilleux (15.09.1661-07.01.1743), conseiller d'État (22.05.1709-1727)
Estienne Meuron (1675-e.07.01.1750), conseiller d'État (14.05.1709-?)
Emer de Montmollin (A) (1664-24.01.1714), conseiller d'État (22.05.1709-?)
Jean Henry de Montmollin (A) (01.11.1671-e. 16.09.1725), conseiller d'État (13.05.1709-?)
Jonas Pierre de Montmollin (1656-e. 30.08.1732 ou 03.04.1732), conseiller d'État (14.05.1709-?)
Abraham Petitpierre (b. 28.07.1667-08.08.1738), conseiller d'État (14.05.1709-?)
Henry Petitpierre (b. 30.08.1665-e. 23.06.1716), conseiller d'État (22.05.1709-?)
Samuel Pury (A) (08.12.1675-08.03.1752), conseiller d'État (14.05.1709-?)
Nicolas Tribolet (b. 18.02.1649-09 ou 13.05.1733), conseiller d'État (09.02.1701-?)
Jonas-Pierre Tribolet-Hardy (05.11.1668-07.07.1722), conseiller d'État (27.05.1709-?)

##### 1713
Josué Bedaulx (?-1720), conseiller d'État (09.02.1701-?)
Abram Brandt (?-e. 02.01.1721), conseiller d'État (14.05.1709-?)
Jean Henry Brun (17.06.1649-31.12.1715), conseiller d'État (03.09.1678-1694 / 1708-1715)
David Bullot (b. 24.01.1658-e. 06.08.1729), conseiller d'État (14.05.1709-?)
Benoist Chambrier (b. 21.01.1655-e. 05.10.1719), conseiller d'État (13.05.1709/27.01.1711-?)
François Chambrier (08.05.1663-13.05.1730), conseiller d'État (09.02.1701-1725/1726-?)
Frédéric Chambrier (b. 13.09.1663-05.08.1746), conseiller d'État (14.05.1709-?)
Jonas Chambrier (b. 08.09.1661-e.09.06.1743), conseiller d'État (16.12.1705-?)
Pierre Chambrier (B) (05.09.1659-22.06.1744), conseiller d'État (04.04.1709-15.09.1727)
Samuel Chambrier (B) (1641-14.10.1719), conseiller d'État (26.03.1694-?)
Jaques Philippe d'Estavayer (b. 30.11.1653-16.03.1737), conseiller d'État (02.02.1706-?)
Pierre d'Estavayer (10.10 ou 09.1675-25.04.1719), conseiller d'État (1707-?)
Josué Gaudot (1666-e. 24.07.1751), conseiller d'État (14.05.1709-?)
Jonas Hory (vers 1640-e. 25.11.1726), conseiller d'État (01.10.1678-?)
Claude-François Huguenin (b.01.12.1657-21.02.1720), conseiller d'État (14.04.1703-?)
Pierre JeanJaquet (vers 1650-01.04.1713), conseiller d'État (22.05.1709-?)
Samuel Marval (A) (11.04.1643-e. 08.02.1733), conseiller d'État (09.5.1694-?)
Samuel Merveilleux (15.09.1661-07.01.1743), conseiller d'État (22.05.1709-1727)
Estienne Meuron (1675-e.07.01.1750), conseiller d'État (14.05.1709-?)
Emer de Montmollin (A) (1664-24.01.1714), conseiller d'État (22.05.1709-?)
Jean Henry de Montmollin (A) (01.11.1671-e. 16.09.1725), conseiller d'État (13.05.1709-?)
Jonas Pierre de Montmollin (1656-e. 30.08.1732 ou 03.04.1732), conseiller d'État (14.05.1709-?)
Abraham Petitpierre (b. 28.07.1667-08.08.1738), conseiller d'État (14.05.1709-?)
Henry Petitpierre (b. 30.08.1665-e. 23.06.1716), conseiller d'État (22.05.1709-?)
Samuel Pury (A) (08.12.1675-08.03.1752), conseiller d'État (14.05.1709-?)
Nicolas Tribolet (b. 18.02.1649-09 ou 13.05.1733), conseiller d'État (09.02.1701-?)
Jonas-Pierre Tribolet-Hardy (05.11.1668-07.07.1722), conseiller d'État (27.05.1709-?)

##### 1714
Josué Bedaulx (?-1720), conseiller d'État (09.02.1701-?)
Abram Brandt (?-e. 02.01.1721), conseiller d'État (14.05.1709-?)
Jean Henry Brun (17.06.1649-31.12.1715), conseiller d'État (03.09.1678-1694 / 1708-1715)
David Bullot (b. 24.01.1658-e. 06.08.1729), conseiller d'État (14.05.1709-?)
Ferdinand Chaillet (b. 29.01.1678-e. 25.06.1724), conseiller d'État (09.07.1714-?)
Benoist Chambrier (b. 21.01.1655-e. 05.10.1719), conseiller d'État (13.05.1709/27.01.1711-?)
François Chambrier (08.05.1663-13.05.1730), conseiller d'État (09.02.1701-1725/1726-?)
Frédéric Chambrier (b. 13.09.1663-05.08.1746), conseiller d'État (14.05.1709-?)
Jonas Chambrier (b. 08.09.1661-e.09.06.1743), conseiller d'État (16.12.1705-?)
Pierre Chambrier (B) (05.09.1659-22.06.1744), conseiller d'État (04.04.1709-15.09.1727)
Samuel Chambrier (B) (1641-14.10.1719), conseiller d'État (26.03.1694-?)
Jaques Philippe d'Estavayer (b. 30.11.1653-16.03.1737), conseiller d'État (02.02.1706-?)
Pierre d'Estavayer (10.10 ou 09.1675-25.04.1719), conseiller d'État (1707-?)
Josué Gaudot (1666-e. 24.07.1751), conseiller d'État (14.05.1709-?)
Jonas Hory (vers 1640-e. 25.11.1726), conseiller d'État (01.10.1678-?)
Claude-François Huguenin (b.01.12.1657-21.02.1720), conseiller d'État (14.04.1703-?)
Samuel Marval (A) (11.04.1643-e. 08.02.1733), conseiller d'État (09.5.1694-?)
Samuel Merveilleux (15.09.1661-07.01.1743), conseiller d'État (22.05.1709-1727)
Estienne Meuron (1675-e.07.01.1750), conseiller d'État (14.05.1709-?)
Emer de Montmollin (A) (1664-24.01.1714), conseiller d'État (22.05.1709-?)
Jean Henry de Montmollin (A) (01.11.1671-e. 16.09.1725), conseiller d'État (13.05.1709-?)
Jonas de Montmollin (1676-31.12.1741), conseiller d'État (17.07.1714-?)
Jonas Pierre de Montmollin (1656-e. 30.08.1732 ou 03.04.1732), conseiller d'État (14.05.1709-?)
Abraham Petitpierre (b. 28.07.1667-08.08.1738), conseiller d'État (14.05.1709-?)
Henry Petitpierre (b. 30.08.1665-e. 23.06.1716), conseiller d'État (22.05.1709-?)
David Pury (A) (b. 15.03.1663-e. 28.03.1748), conseiller d'État (17.07.1714-06.06.1747)
Samuel Pury (A) (08.12.1675-08.03.1752), conseiller d'État (14.05.1709-?)
Nicolas Tribolet (b. 18.02.1649-09 ou 13.05.1733), conseiller d'État (09.02.1701-?)
Jonas-Pierre Tribolet-Hardy (05.11.1668-07.07.1722), conseiller d'État (27.05.1709-?)

##### 1715
Josué Bedaulx (?-1720), conseiller d'État (09.02.1701-?)
Abram Brandt (?-e. 02.01.1721), conseiller d'État (14.05.1709-?)
Jean Henry Brun (17.06.1649-31.12.1715), conseiller d'État (03.09.1678-1694 / 1708-1715)
David Bullot (b. 24.01.1658-e. 06.08.1729), conseiller d'État (14.05.1709-?)
Ferdinand Chaillet (b. 29.01.1678-e. 25.06.1724), conseiller d'État (09.07.1714-?)
Benoist Chambrier (b. 21.01.1655-e. 05.10.1719), conseiller d'État (13.05.1709/27.01.1711-?)
François Chambrier (08.05.1663-13.05.1730), conseiller d'État (09.02.1701-1725/1726-?)
Frédéric Chambrier (b. 13.09.1663-05.08.1746), conseiller d'État (14.05.1709-?)
Jonas Chambrier (b. 08.09.1661-e.09.06.1743), conseiller d'État (16.12.1705-?)
Pierre Chambrier (B) (05.09.1659-22.06.1744), conseiller d'État (04.04.1709-15.09.1727)
Samuel Chambrier (B) (1641-14.10.1719), conseiller d'État (26.03.1694-?)
Jaques Philippe d'Estavayer (b. 30.11.1653-16.03.1737), conseiller d'État (02.02.1706-?)
Pierre d'Estavayer (10.10 ou 09.1675-25.04.1719), conseiller d'État (1707-?)
Josué Gaudot (1666-e. 24.07.1751), conseiller d'État (14.05.1709-?)
Jonas Hory (vers 1640-e. 25.11.1726), conseiller d'État (01.10.1678-?)
Claude-François Huguenin (b.01.12.1657-21.02.1720), conseiller d'État (14.04.1703-?)
Samuel Marval (A) (11.04.1643-e. 08.02.1733), conseiller d'État (09.5.1694-?)
Samuel Merveilleux (15.09.1661-07.01.1743), conseiller d'État (22.05.1709-1727)
Estienne Meuron (1675-e.07.01.1750), conseiller d'État (14.05.1709-?)
Jean Henry de Montmollin (A) (01.11.1671-e. 16.09.1725), conseiller d'État (13.05.1709-?)
Jonas de Montmollin (1676-31.12.1741), conseiller d'État (17.07.1714-?)
Jonas Pierre de Montmollin (1656-e. 30.08.1732 ou 03.04.1732), conseiller d'État (14.05.1709-?)
Abraham Petitpierre (b. 28.07.1667-08.08.1738), conseiller d'État (14.05.1709-?)
Henry Petitpierre (b. 30.08.1665-e. 23.06.1716), conseiller d'État (22.05.1709-?)
David Pury (A) (b. 15.03.1663-e. 28.03.1748), conseiller d'État (17.07.1714-06.06.1747)
Samuel Pury (A) (08.12.1675-08.03.1752), conseiller d'État (14.05.1709-?)
Nicolas Tribolet (b. 18.02.1649-09 ou 13.05.1733), conseiller d'État (09.02.1701-?)
Jonas-Pierre Tribolet-Hardy (05.11.1668-07.07.1722), conseiller d'État (27.05.1709-?)

##### 1716
Josué Bedaulx (?-1720), conseiller d'État (09.02.1701-?)
Abram Brandt (?-e. 02.01.1721), conseiller d'État (14.05.1709-?)
David Bullot (b. 24.01.1658-e. 06.08.1729), conseiller d'État (14.05.1709-?)
Ferdinand Chaillet (b. 29.01.1678-e. 25.06.1724), conseiller d'État (09.07.1714-?)
Benoist Chambrier (b. 21.01.1655-e. 05.10.1719), conseiller d'État (13.05.1709/27.01.1711-?)
François Chambrier (08.05.1663-13.05.1730), conseiller d'État (09.02.1701-1725/1726-?)
Frédéric Chambrier (b. 13.09.1663-05.08.1746), conseiller d'État (14.05.1709-?)
Jonas Chambrier (b. 08.09.1661-e.09.06.1743), conseiller d'État (16.12.1705-?)
Pierre Chambrier (B) (05.09.1659-22.06.1744), conseiller d'État (04.04.1709-15.09.1727)
Samuel Chambrier (B) (1641-14.10.1719), conseiller d'État (26.03.1694-?)
Jaques Philippe d'Estavayer (b. 30.11.1653-16.03.1737), conseiller d'État (02.02.1706-?)
Pierre d'Estavayer (10.10 ou 09.1675-25.04.1719), conseiller d'État (1707-?)
Josué Gaudot (1666-e. 24.07.1751), conseiller d'État (14.05.1709-?)
Jonas Hory (vers 1640-e. 25.11.1726), conseiller d'État (01.10.1678-?)
Claude-François Huguenin (b.01.12.1657-21.02.1720), conseiller d'État (14.04.1703-?)
Samuel Marval (A) (11.04.1643-e. 08.02.1733), conseiller d'État (09.5.1694-?)
Samuel Merveilleux (15.09.1661-07.01.1743), conseiller d'État (22.05.1709-1727)
Estienne Meuron (1675-e.07.01.1750), conseiller d'État (14.05.1709-?)
Jean Henry de Montmollin (A) (01.11.1671-e. 16.09.1725), conseiller d'État (13.05.1709-?)
Jonas de Montmollin (1676-31.12.1741), conseiller d'État (17.07.1714-?)
Jonas Pierre de Montmollin (1656-e. 30.08.1732 ou 03.04.1732), conseiller d'État (14.05.1709-?)
Abraham Petitpierre (b. 28.07.1667-08.08.1738), conseiller d'État (14.05.1709-?)
Henry Petitpierre (b. 30.08.1665-e. 23.06.1716), conseiller d'État (22.05.1709-?)
David Pury (A) (b. 15.03.1663-e. 28.03.1748), conseiller d'État (17.07.1714-06.06.1747)
Samuel Pury (A) (08.12.1675-08.03.1752), conseiller d'État (14.05.1709-?)
Nicolas Tribolet (b. 18.02.1649-09 ou 13.05.1733), conseiller d'État (09.02.1701-?)
Jonas-Pierre Tribolet-Hardy (05.11.1668-07.07.1722), conseiller d'État (27.05.1709-?)

##### 1717
Josué Bedaulx (?-1720), conseiller d'État (09.02.1701-?)
Abram Brandt (?-e. 02.01.1721), conseiller d'État (14.05.1709-?)
David Bullot (b. 24.01.1658-e. 06.08.1729), conseiller d'État (14.05.1709-?)
Ferdinand Chaillet (b. 29.01.1678-e. 25.06.1724), conseiller d'État (09.07.1714-?)
Benoist Chambrier (b. 21.01.1655-e. 05.10.1719), conseiller d'État (13.05.1709/27.01.1711-?)
François Chambrier (08.05.1663-13.05.1730), conseiller d'État (09.02.1701-1725/1726-?)
Frédéric Chambrier (b. 13.09.1663-05.08.1746), conseiller d'État (14.05.1709-?)
Jonas Chambrier (b. 08.09.1661-e.09.06.1743), conseiller d'État (16.12.1705-?)
Pierre Chambrier (B) (05.09.1659-22.06.1744), conseiller d'État (04.04.1709-15.09.1727)
Samuel Chambrier (B) (1641-14.10.1719), conseiller d'État (26.03.1694-?)
Jaques Philippe d'Estavayer (b. 30.11.1653-16.03.1737), conseiller d'État (02.02.1706-?)
Pierre d'Estavayer (10.10 ou 09.1675-25.04.1719), conseiller d'État (1707-?)
Josué Gaudot (1666-e. 24.07.1751), conseiller d'État (14.05.1709-?)
Jonas Hory (vers 1640-e. 25.11.1726), conseiller d'État (01.10.1678-?)
Claude-François Huguenin (b.01.12.1657-21.02.1720), conseiller d'État (14.04.1703-?)
Samuel Marval (A) (11.04.1643-e. 08.02.1733), conseiller d'État (09.5.1694-?)
Samuel Merveilleux (15.09.1661-07.01.1743), conseiller d'État (22.05.1709-1727)
Estienne Meuron (1675-e.07.01.1750), conseiller d'État (14.05.1709-?)
Jean Henry de Montmollin (A) (01.11.1671-e. 16.09.1725), conseiller d'État (13.05.1709-?)
Jonas de Montmollin (1676-31.12.1741), conseiller d'État (17.07.1714-?)
Jonas Pierre de Montmollin (1656-e. 30.08.1732 ou 03.04.1732), conseiller d'État (14.05.1709-?)
Abraham Petitpierre (b. 28.07.1667-08.08.1738), conseiller d'État (14.05.1709-?)
David Pury (A) (b. 15.03.1663-e. 28.03.1748), conseiller d'État (17.07.1714-06.06.1747)
Samuel Pury (A) (08.12.1675-08.03.1752), conseiller d'État (14.05.1709-?)
Nicolas Tribolet (b. 18.02.1649-09 ou 13.05.1733), conseiller d'État (09.02.1701-?)
Jonas-Pierre Tribolet-Hardy (05.11.1668-07.07.1722), conseiller d'État (27.05.1709-?)

##### 1718
Josué Bedaulx (?-1720), conseiller d'État (09.02.1701-?)
Abram Brandt (?-e. 02.01.1721), conseiller d'État (14.05.1709-?)
David Bullot (b. 24.01.1658-e. 06.08.1729), conseiller d'État (14.05.1709-?)
Ferdinand Chaillet (b. 29.01.1678-e. 25.06.1724), conseiller d'État (09.07.1714-?)
Benoist Chambrier (b. 21.01.1655-e. 05.10.1719), conseiller d'État (13.05.1709/27.01.1711-?)
François Chambrier (08.05.1663-13.05.1730), conseiller d'État (09.02.1701-1725/1726-?)
Frédéric Chambrier (b. 13.09.1663-05.08.1746), conseiller d'État (14.05.1709-?)
Jonas Chambrier (b. 08.09.1661-e.09.06.1743), conseiller d'État (16.12.1705-?)
Pierre Chambrier (B) (05.09.1659-22.06.1744), conseiller d'État (04.04.1709-15.09.1727)
Samuel Chambrier (B) (1641-14.10.1719), conseiller d'État (26.03.1694-?)
Jaques Philippe d'Estavayer (b. 30.11.1653-16.03.1737), conseiller d'État (02.02.1706-?)
Pierre d'Estavayer (10.10 ou 09.1675-25.04.1719), conseiller d'État (1707-?)
Josué Gaudot (1666-e. 24.07.1751), conseiller d'État (14.05.1709-?)
Jonas Hory (vers 1640-e. 25.11.1726), conseiller d'État (01.10.1678-?)
Claude-François Huguenin (b.01.12.1657-21.02.1720), conseiller d'État (14.04.1703-?)
Samuel Marval (A) (11.04.1643-e. 08.02.1733), conseiller d'État (09.5.1694-?)
Samuel Merveilleux (15.09.1661-07.01.1743), conseiller d'État (22.05.1709-1727)
Estienne Meuron (1675-e.07.01.1750), conseiller d'État (14.05.1709-?)
Jean Henry de Montmollin (A) (01.11.1671-e. 16.09.1725), conseiller d'État (13.05.1709-?)
Jonas de Montmollin (1676-31.12.1741), conseiller d'État (17.07.1714-?)
Jonas Pierre de Montmollin (1656-e. 30.08.1732 ou 03.04.1732), conseiller d'État (14.05.1709-?)
Abraham Petitpierre (b. 28.07.1667-08.08.1738), conseiller d'État (14.05.1709-?)
David Pury (A) (b. 15.03.1663-e. 28.03.1748), conseiller d'État (17.07.1714-06.06.1747)
Samuel Pury (A) (08.12.1675-08.03.1752), conseiller d'État (14.05.1709-?)
Nicolas Tribolet (b. 18.02.1649-09 ou 13.05.1733), conseiller d'État (09.02.1701-?)
Jonas-Pierre Tribolet-Hardy (05.11.1668-07.07.1722), conseiller d'État (27.05.1709-?)

##### 1719
Josué Bedaulx (?-1720), conseiller d'État (09.02.1701-?)
Abram Brandt (?-e. 02.01.1721), conseiller d'État (14.05.1709-?)
David Bullot (b. 24.01.1658-e. 06.08.1729), conseiller d'État (14.05.1709-?)
Ferdinand Chaillet (b. 29.01.1678-e. 25.06.1724), conseiller d'État (09.07.1714-?)
Benoist Chambrier (b. 21.01.1655-e. 05.10.1719), conseiller d'État (13.05.1709/27.01.1711-?)
François Chambrier (08.05.1663-13.05.1730), conseiller d'État (09.02.1701-1725/1726-?)
Frédéric Chambrier (b. 13.09.1663-05.08.1746), conseiller d'État (14.05.1709-?)
Jonas Chambrier (b. 08.09.1661-e.09.06.1743), conseiller d'État (16.12.1705-?)
Pierre Chambrier (B) (05.09.1659-22.06.1744), conseiller d'État (04.04.1709-15.09.1727)
Samuel Chambrier (B) (1641-14.10.1719), conseiller d'État (26.03.1694-?)
Jaques Philippe d'Estavayer (b. 30.11.1653-16.03.1737), conseiller d'État (02.02.1706-?)
Pierre d'Estavayer (10.10 ou 09.1675-25.04.1719), conseiller d'État (1707-?)
Josué Gaudot (1666-e. 24.07.1751), conseiller d'État (14.05.1709-?)
Jonas Hory (vers 1640-e. 25.11.1726), conseiller d'État (01.10.1678-?)
Claude-François Huguenin (b.01.12.1657-21.02.1720), conseiller d'État (14.04.1703-?)
Samuel Marval (A) (11.04.1643-e. 08.02.1733), conseiller d'État (09.5.1694-?)
Samuel Merveilleux (15.09.1661-07.01.1743), conseiller d'État (22.05.1709-1727)
Estienne Meuron (1675-e.07.01.1750), conseiller d'État (14.05.1709-?)
Jean Henry de Montmollin (A) (01.11.1671-e. 16.09.1725), conseiller d'État (13.05.1709-?)
Jonas de Montmollin (1676-31.12.1741), conseiller d'État (17.07.1714-?)
Jonas Pierre de Montmollin (1656-e. 30.08.1732 ou 03.04.1732), conseiller d'État (14.05.1709-?)
Abraham Petitpierre (b. 28.07.1667-08.08.1738), conseiller d'État (14.05.1709-?)
David Pury (A) (b. 15.03.1663-e. 28.03.1748), conseiller d'État (17.07.1714-06.06.1747)
Samuel Pury (A) (08.12.1675-08.03.1752), conseiller d'État (14.05.1709-?)
Nicolas Tribolet (b. 18.02.1649-09 ou 13.05.1733), conseiller d'État (09.02.1701-?)
Jonas-Pierre Tribolet-Hardy (05.11.1668-07.07.1722), conseiller d'État (27.05.1709-?)

#### 1720
Josué Bedaulx (?-1720), conseiller d'État (09.02.1701-?)
Abram Brandt (?-e. 02.01.1721), conseiller d'État (14.05.1709-?)
David Bullot (b. 24.01.1658-e. 06.08.1729), conseiller d'État (14.05.1709-?)
Ferdinand Chaillet (b. 29.01.1678-e. 25.06.1724), conseiller d'État (09.07.1714-?)
François Chambrier (08.05.1663-13.05.1730), conseiller d'État (09.02.1701-1725/1726-?)
Frédéric Chambrier (b. 13.09.1663-05.08.1746), conseiller d'État (14.05.1709-?)
Jonas Chambrier (b. 08.09.1661-e.09.06.1743), conseiller d'État (16.12.1705-?)
Pierre Chambrier (B) (05.09.1659-22.06.1744), conseiller d'État (04.04.1709-15.09.1727)
Jaques Philippe d'Estavayer (b. 30.11.1653-16.03.1737), conseiller d'État (02.02.1706-?)
Josué Gaudot (1666-e. 24.07.1751), conseiller d'État (14.05.1709-?)
Jonas Hory (vers 1640-e. 25.11.1726), conseiller d'État (01.10.1678-?)
Claude-François Huguenin (b.01.12.1657-21.02.1720), conseiller d'État (14.04.1703-?)
Samuel Marval (A) (11.04.1643-e. 08.02.1733), conseiller d'État (09.5.1694-?)
Samuel Merveilleux (15.09.1661-07.01.1743), conseiller d'État (22.05.1709-1727)
Estienne Meuron (1675-e.07.01.1750), conseiller d'État (14.05.1709-?)
Jean Henry de Montmollin (A) (01.11.1671-e. 16.09.1725), conseiller d'État (13.05.1709-?)
Jonas de Montmollin (1676-31.12.1741), conseiller d'État (17.07.1714-?)
Jonas Pierre de Montmollin (1656-e. 30.08.1732 ou 03.04.1732), conseiller d'État (14.05.1709-?)
Abraham Petitpierre (b. 28.07.1667-08.08.1738), conseiller d'État (14.05.1709-?)
David Pury (A) (b. 15.03.1663-e. 28.03.1748), conseiller d'État (17.07.1714-06.06.1747)
Samuel Pury (A) (08.12.1675-08.03.1752), conseiller d'État (14.05.1709-?)
Nicolas Tribolet (b. 18.02.1649-09 ou 13.05.1733), conseiller d'État (09.02.1701-?)
Jonas-Pierre Tribolet-Hardy (05.11.1668-07.07.1722), conseiller d'État (27.05.1709-?)

##### 1721
Abram Brandt (?-e. 02.01.1721), conseiller d'État (14.05.1709-?)
David Bullot (b. 24.01.1658-e. 06.08.1729), conseiller d'État (14.05.1709-?)
Ferdinand Chaillet (b. 29.01.1678-e. 25.06.1724), conseiller d'État (09.07.1714-?)
François Chambrier (08.05.1663-13.05.1730), conseiller d'État (09.02.1701-1725/1726-?)
Frédéric Chambrier (b. 13.09.1663-05.08.1746), conseiller d'État (14.05.1709-?)
Jean Chambrier (b. 31.07.1686-16 ou 26.06.1751), conseiller d'État (11.08.1721-?)
Jonas Chambrier (b. 08.09.1661-e.09.06.1743), conseiller d'État (16.12.1705-?)
Pierre Chambrier (B) (05.09.1659-22.06.1744), conseiller d'État (04.04.1709-15.09.1727)
Jaques Philippe d'Estavayer (b. 30.11.1653-16.03.1737), conseiller d'État (02.02.1706-?)
Josué Gaudot (1666-e. 24.07.1751), conseiller d'État (14.05.1709-?)
Jonas Hory (vers 1640-e. 25.11.1726), conseiller d'État (01.10.1678-?)
Samuel Marval (A) (11.04.1643-e. 08.02.1733), conseiller d'État (09.5.1694-?)
Samuel Merveilleux (15.09.1661-07.01.1743), conseiller d'État (22.05.1709-1727)
Estienne Meuron (1675-e.07.01.1750), conseiller d'État (14.05.1709-?)
Jean Henry de Montmollin (A) (01.11.1671-e. 16.09.1725), conseiller d'État (13.05.1709-?)
Jonas de Montmollin (1676-31.12.1741), conseiller d'État (17.07.1714-?)
Jonas Pierre de Montmollin (1656-e. 30.08.1732 ou 03.04.1732), conseiller d'État (14.05.1709-?)
Abraham Petitpierre (b. 28.07.1667-08.08.1738), conseiller d'État (14.05.1709-?)
David Pury (A) (b. 15.03.1663-e. 28.03.1748), conseiller d'État (17.07.1714-06.06.1747)
Samuel Pury (A) (08.12.1675-08.03.1752), conseiller d'État (14.05.1709-?)
Nicolas Tribolet (b. 18.02.1649-09 ou 13.05.1733), conseiller d'État (09.02.1701-?)
Jonas-Pierre Tribolet-Hardy (05.11.1668-07.07.1722), conseiller d'État (27.05.1709-?)

##### 1722
David Bullot (b. 24.01.1658-e. 06.08.1729), conseiller d'État (14.05.1709-?)
Ferdinand Chaillet (b. 29.01.1678-e. 25.06.1724), conseiller d'État (09.07.1714-?)
Jean Frédéric Chaillet (b. 25.04.1686-31.01.1754), conseiller d'État (29.12.1722-?)
François Chambrier (08.05.1663-13.05.1730), conseiller d'État (09.02.1701-1725/1726-?)
Frédéric Chambrier (b. 13.09.1663-05.08.1746), conseiller d'État (14.05.1709-?)
Jean Chambrier (b. 31.07.1686-16 ou 26.06.1751), conseiller d'État (11.08.1721-?)
Jonas Chambrier (b. 08.09.1661-e.09.06.1743), conseiller d'État (16.12.1705-?)
Pierre Chambrier (B) (05.09.1659-22.06.1744), conseiller d'État (04.04.1709-15.09.1727)
Jaques Philippe d'Estavayer (b. 30.11.1653-16.03.1737), conseiller d'État (02.02.1706-?)
Josué Gaudot (1666-e. 24.07.1751), conseiller d'État (14.05.1709-?)
Jonas Hory (vers 1640-e. 25.11.1726), conseiller d'État (01.10.1678-?)
Samuel Marval (A) (11.04.1643-e. 08.02.1733), conseiller d'État (09.5.1694-?)
Samuel Merveilleux (15.09.1661-07.01.1743), conseiller d'État (22.05.1709-1727)
Estienne Meuron (1675-e.07.01.1750), conseiller d'État (14.05.1709-?)
Jean Henry de Montmollin (A) (01.11.1671-e. 16.09.1725), conseiller d'État (13.05.1709-?)
Jonas de Montmollin (1676-31.12.1741), conseiller d'État (17.07.1714-?)
Jonas Pierre de Montmollin (1656-e. 30.08.1732 ou 03.04.1732), conseiller d'État (14.05.1709-?)
Abraham Petitpierre (b. 28.07.1667-08.08.1738), conseiller d'État (14.05.1709-?)
David Pury (A) (b. 15.03.1663-e. 28.03.1748), conseiller d'État (17.07.1714-06.06.1747)
Samuel Pury (A) (08.12.1675-08.03.1752), conseiller d'État (14.05.1709-?)
Nicolas Tribolet (b. 18.02.1649-09 ou 13.05.1733), conseiller d'État (09.02.1701-?)
Jonas-Pierre Tribolet-Hardy (05.11.1668-07.07.1722), conseiller d'État (27.05.1709-?)

##### 1723
David Bullot (b. 24.01.1658-e. 06.08.1729), conseiller d'État (14.05.1709-?)
Ferdinand Chaillet (b. 29.01.1678-e. 25.06.1724), conseiller d'État (09.07.1714-?)
Jean Frédéric Chaillet (b. 25.04.1686-31.01.1754), conseiller d'État (29.12.1722-?)
François Chambrier (08.05.1663-13.05.1730), conseiller d'État (09.02.1701-1725/1726-?)
Frédéric Chambrier (b. 13.09.1663-05.08.1746), conseiller d'État (14.05.1709-?)
Jean Chambrier (b. 31.07.1686-16 ou 26.06.1751), conseiller d'État (11.08.1721-?)
Jonas Chambrier (b. 08.09.1661-e.09.06.1743), conseiller d'État (16.12.1705-?)
Pierre Chambrier (B) (05.09.1659-22.06.1744), conseiller d'État (04.04.1709-15.09.1727)
Jaques Philippe d'Estavayer (b. 30.11.1653-16.03.1737), conseiller d'État (02.02.1706-?)
Josué Gaudot (1666-e. 24.07.1751), conseiller d'État (14.05.1709-?)
Jonas Hory (vers 1640-e. 25.11.1726), conseiller d'État (01.10.1678-?)
Samuel Marval (A) (11.04.1643-e. 08.02.1733), conseiller d'État (09.5.1694-?)
Samuel Merveilleux (15.09.1661-07.01.1743), conseiller d'État (22.05.1709-1727)
Estienne Meuron (1675-e.07.01.1750), conseiller d'État (14.05.1709-?)
Jean Henry de Montmollin (A) (01.11.1671-e. 16.09.1725), conseiller d'État (13.05.1709-?)
Jonas de Montmollin (1676-31.12.1741), conseiller d'État (17.07.1714-?)
Jonas Pierre de Montmollin (1656-e. 30.08.1732 ou 03.04.1732), conseiller d'État (14.05.1709-?)
Abraham Petitpierre (b. 28.07.1667-08.08.1738), conseiller d'État (14.05.1709-?)
David Pury (A) (b. 15.03.1663-e. 28.03.1748), conseiller d'État (17.07.1714-06.06.1747)
Samuel Pury (A) (08.12.1675-08.03.1752), conseiller d'État (14.05.1709-?)
Nicolas Tribolet (b. 18.02.1649-09 ou 13.05.1733), conseiller d'État (09.02.1701-?)

##### 1724
David Bullot (b. 24.01.1658-e. 06.08.1729), conseiller d'État (14.05.1709-?)
Ferdinand Chaillet (b. 29.01.1678-e. 25.06.1724), conseiller d'État (09.07.1714-?)
Jean Frédéric Chaillet (b. 25.04.1686-31.01.1754), conseiller d'État (29.12.1722-?)
François Chambrier (08.05.1663-13.05.1730), conseiller d'État (09.02.1701-1725/1726-?)
Frédéric Chambrier (b. 13.09.1663-05.08.1746), conseiller d'État (14.05.1709-?)
Jean Chambrier (b. 31.07.1686-16 ou 26.06.1751), conseiller d'État (11.08.1721-?)
Jonas Chambrier (b. 08.09.1661-e.09.06.1743), conseiller d'État (16.12.1705-?)
Pierre Chambrier (B) (05.09.1659-22.06.1744), conseiller d'État (04.04.1709-15.09.1727)
Jaques Philippe d'Estavayer (b. 30.11.1653-16.03.1737), conseiller d'État (02.02.1706-?)
Josué Gaudot (1666-e. 24.07.1751), conseiller d'État (14.05.1709-?)
Jonas Hory (vers 1640-e. 25.11.1726), conseiller d'État (01.10.1678-?)
Samuel Marval (A) (11.04.1643-e. 08.02.1733), conseiller d'État (09.5.1694-?)
Samuel Merveilleux (15.09.1661-07.01.1743), conseiller d'État (22.05.1709-1727)
Estienne Meuron (1675-e.07.01.1750), conseiller d'État (14.05.1709-?)
Jean Henry de Montmollin (A) (01.11.1671-e. 16.09.1725), conseiller d'État (13.05.1709-?)
Jonas de Montmollin (1676-31.12.1741), conseiller d'État (17.07.1714-?)
Jonas Pierre de Montmollin (1656-e. 30.08.1732 ou 03.04.1732), conseiller d'État (14.05.1709-?)
Abraham Petitpierre (b. 28.07.1667-08.08.1738), conseiller d'État (14.05.1709-?)
David Pury (A) (b. 15.03.1663-e. 28.03.1748), conseiller d'État (17.07.1714-06.06.1747)
Samuel Pury (A) (08.12.1675-08.03.1752), conseiller d'État (14.05.1709-?)
David Tribolet (08.12.1683-19.05.1754), conseiller d'État (03.07.1724-?)
Nicolas Tribolet (b. 18.02.1649-09 ou 13.05.1733), conseiller d'État (09.02.1701-?)

##### 1725
David Bullot (b. 24.01.1658-e. 06.08.1729), conseiller d'État (14.05.1709-?)
Jean Frédéric Chaillet (b. 25.04.1686-31.01.1754), conseiller d'État (29.12.1722-?)
François Chambrier (08.05.1663-13.05.1730), conseiller d'État (09.02.1701-1725/1726-?)
Frédéric Chambrier (b. 13.09.1663-05.08.1746), conseiller d'État (14.05.1709-?)
Jean Chambrier (b. 31.07.1686-16 ou 26.06.1751), conseiller d'État (11.08.1721-?)
Jonas Chambrier (b. 08.09.1661-e.09.06.1743), conseiller d'État (16.12.1705-?)
Pierre Chambrier (B) (05.09.1659-22.06.1744), conseiller d'État (04.04.1709-15.09.1727)
Simon Chevalier (A) (b. 04.09.1674 ou 1676 ou 1677-02.07.1736), conseiller d'État (24.04 ou 13.03.1725-?)
Jaques Philippe d'Estavayer (b. 30.11.1653-16.03.1737), conseiller d'État (02.02.1706-?)
Josué Gaudot (1666-e. 24.07.1751), conseiller d'État (14.05.1709-?)
Charles François Guy (1673-e. 18.04.1757), conseiller d'État 24.04.1725-?)
Jonas Hory (vers 1640-e. 25.11.1726), conseiller d'État (01.10.1678-?)
Samuel Marval (A) (11.04.1643-e. 08.02.1733), conseiller d'État (09.5.1694-?)
Samuel Merveilleux (15.09.1661-07.01.1743), conseiller d'État (22.05.1709-1727)
Estienne Meuron (1675-e.07.01.1750), conseiller d'État (14.05.1709-?)
Jean Henry de Montmollin (A) (01.11.1671-e. 16.09.1725), conseiller d'État (13.05.1709-?)
Jonas de Montmollin (1676-31.12.1741), conseiller d'État (17.07.1714-?)
Jonas Pierre de Montmollin (1656-e. 30.08.1732 ou 03.04.1732), conseiller d'État (14.05.1709-?)
Abraham Petitpierre (b. 28.07.1667-08.08.1738), conseiller d'État (14.05.1709-?)
Abraham Pury (A) (1678-13.04.1769), conseiller d'État (03.02.1725-?)
David Pury (A) (b. 15.03.1663-e. 28.03.1748), conseiller d'État (17.07.1714-06.06.1747)
Samuel Pury (A) (08.12.1675-08.03.1752), conseiller d'État (14.05.1709-?)
François Antoine Rougemont (A) (b. 12.12.1675-e. 12.03.1761), conseiller d'État (24.04.1725-24.04.1758)
David Tribolet (08.12.1683-19.05.1754), conseiller d'État (03.07.1724-?)
Nicolas Tribolet (b. 18.02.1649-09 ou 13.05.1733), conseiller d'État (09.02.1701-?)

##### 1726
David Bullot (b. 24.01.1658-e. 06.08.1729), conseiller d'État (14.05.1709-?)
Jean Frédéric Chaillet (b. 25.04.1686-31.01.1754), conseiller d'État (29.12.1722-?)
François Chambrier (08.05.1663-13.05.1730), conseiller d'État (09.02.1701-1725/1726-?)
Frédéric Chambrier (b. 13.09.1663-05.08.1746), conseiller d'État (14.05.1709-?)
Jean Chambrier (b. 31.07.1686-16 ou 26.06.1751), conseiller d'État (11.08.1721-?)
Jonas Chambrier (b. 08.09.1661-e.09.06.1743), conseiller d'État (16.12.1705-?)
Pierre Chambrier (B) (05.09.1659-22.06.1744), conseiller d'État (04.04.1709-15.09.1727)
Simon Chevalier (A) (b. 04.09.1674 ou 1676 ou 1677-02.07.1736), conseiller d'État (24.04 ou 13.03.1725-?)
Jaques Philippe d'Estavayer (b. 30.11.1653-16.03.1737), conseiller d'État (02.02.1706-?)
Josué Gaudot (1666-e. 24.07.1751), conseiller d'État (14.05.1709-?)
Charles François Guy (1673-e. 18.04.1757), conseiller d'État 24.04.1725-?)
Jonas Hory (vers 1640-e. 25.11.1726), conseiller d'État (01.10.1678-?)
Samuel Marval (A) (11.04.1643-e. 08.02.1733), conseiller d'État (09.5.1694-?)
Samuel Merveilleux (15.09.1661-07.01.1743), conseiller d'État (22.05.1709-1727)
Estienne Meuron (1675-e.07.01.1750), conseiller d'État (14.05.1709-?)
Jonas de Montmollin (1676-31.12.1741), conseiller d'État (17.07.1714-?)
Jonas Pierre de Montmollin (1656-e. 30.08.1732 ou 03.04.1732), conseiller d'État (14.05.1709-?)
Abraham Petitpierre (b. 28.07.1667-08.08.1738), conseiller d'État (14.05.1709-?)
Abraham Pury (A) (1678-13.04.1769), conseiller d'État (03.02.1725-?)
David Pury (A) (b. 15.03.1663-e. 28.03.1748), conseiller d'État (17.07.1714-06.06.1747)
Samuel Pury (A) (08.12.1675-08.03.1752), conseiller d'État (14.05.1709-?)
François Antoine Rougemont (A) (b. 12.12.1675-e. 12.03.1761), conseiller d'État (24.04.1725-24.04.1758)
David Tribolet (08.12.1683-19.05.1754), conseiller d'État (03.07.1724-?)
Nicolas Tribolet (b. 18.02.1649-09 ou 13.05.1733), conseiller d'État (09.02.1701-?)

##### 1727
Jean Pierre Brun (17.08.1681-14.06.1757), conseiller d'État (15.09.1727-?)
David Bullot (b. 24.01.1658-e. 06.08.1729), conseiller d'État (14.05.1709-?)
Jean Frédéric Chaillet (b. 25.04.1686-31.01.1754), conseiller d'État (29.12.1722-?)
François Chambrier (08.05.1663-13.05.1730), conseiller d'État (09.02.1701-1725/1726-?)
Frédéric Chambrier (b. 13.09.1663-05.08.1746), conseiller d'État (14.05.1709-?)
Jean Chambrier (b. 31.07.1686-16 ou 26.06.1751), conseiller d'État (11.08.1721-?)
Jonas Chambrier (b. 08.09.1661-e.09.06.1743), conseiller d'État (16.12.1705-?)
Josué Chambrier (21.11.1686-e. 09.09.1763), conseiller d'État (15.09.1727-?)
Pierre Chambrier (B) (05.09.1659-22.06.1744), conseiller d'État (04.04.1709-15.09.1727)
Samuel Chambrier (C) (1690-18.07.1736), conseiller d'État (08.04.1727-?)
Simon Chevalier (A) (b. 04.09.1674 ou 1676 ou 1677-02.07.1736), conseiller d'État (24.04 ou 13.03.1725-?)
Jaques Philippe d'Estavayer (b. 30.11.1653-16.03.1737), conseiller d'État (02.02.1706-?)
Josué Gaudot (1666-e. 24.07.1751), conseiller d'État (14.05.1709-?)
Charles François Guy (1673-e. 18.04.1757), conseiller d'État 24.04.1725-?)
Samuel Marval (A) (11.04.1643-e. 08.02.1733), conseiller d'État (09.5.1694-?)
Guillaume Merveilleux (1691-07.01.1755), conseiller d'État (14.04-23.12.1727-?)
Samuel Merveilleux (15.09.1661-07.01.1743), conseiller d'État (22.05.1709-1727)
Estienne Meuron (1675-e.07.01.1750), conseiller d'État (14.05.1709-?)
Henry de Montmollin (1680-17.02.1747), conseiller d'État (15.09.1727-?)
Jonas de Montmollin (1676-31.12.1741), conseiller d'État (17.07.1714-?)
Jonas Pierre de Montmollin (1656-e. 30.08.1732 ou 03.04.1732), conseiller d'État (14.05.1709-?)
Samuel Osterwald (b. 03.11.1692-24.12.1769), conseiller d'État (21.07.1727-?)
Abraham Petitpierre (b. 28.07.1667-08.08.1738), conseiller d'État (14.05.1709-?)
Abraham Pury (A) (1678-13.04.1769), conseiller d'État (03.02.1725-?)
David Pury (A) (b. 15.03.1663-e. 28.03.1748), conseiller d'État (17.07.1714-06.06.1747)
Samuel Pury (A) (08.12.1675-08.03.1752), conseiller d'État (14.05.1709-?)
Henry Nicolas Rognon (b. 22.08.1686-22.01.1741), conseiller d'État (15.09.1727-?)
François Antoine Rougemont (A) (b. 12.12.1675-e. 12.03.1761), conseiller d'État (24.04.1725-24.04.1758)
François Sandoz (1692-07.03.1779), conseiller d'État (15.09.1727-30.10.1775)
David Tribolet (08.12.1683-19.05.1754), conseiller d'État (03.07.1724-?)
Nicolas Tribolet (b. 18.02.1649-09 ou 13.05.1733), conseiller d'État (09.02.1701-?)

##### 1728
Jean Pierre Brun (17.08.1681-14.06.1757), conseiller d'État (15.09.1727-?)
David Bullot (b. 24.01.1658-e. 06.08.1729), conseiller d'État (14.05.1709-?)
Jean Frédéric Chaillet (b. 25.04.1686-31.01.1754), conseiller d'État (29.12.1722-?)
François Chambrier (08.05.1663-13.05.1730), conseiller d'État (09.02.1701-1725/1726-?)
Frédéric Chambrier (b. 13.09.1663-05.08.1746), conseiller d'État (14.05.1709-?)
Jean Chambrier (b. 31.07.1686-16 ou 26.06.1751), conseiller d'État (11.08.1721-?)
Jonas Chambrier (b. 08.09.1661-e.09.06.1743), conseiller d'État (16.12.1705-?)
Josué Chambrier (21.11.1686-e. 09.09.1763), conseiller d'État (15.09.1727-?)
Samuel Chambrier (C) (1690-18.07.1736), conseiller d'État (08.04.1727-?)
Simon Chevalier (A) (b. 04.09.1674 ou 1676 ou 1677-02.07.1736), conseiller d'État (24.04 ou 13.03.1725-?)
Jaques Philippe d'Estavayer (b. 30.11.1653-16.03.1737), conseiller d'État (02.02.1706-?)
Josué Gaudot (1666-e. 24.07.1751), conseiller d'État (14.05.1709-?)
Charles François Guy (1673-e. 18.04.1757), conseiller d'État 24.04.1725-?)
Samuel Marval (A) (11.04.1643-e. 08.02.1733), conseiller d'État (09.5.1694-?)
Guillaume Merveilleux (1691-07.01.1755), conseiller d'État (14.04-23.12.1727-?)
Estienne Meuron (1675-e.07.01.1750), conseiller d'État (14.05.1709-?)
Henry de Montmollin (1680-17.02.1747), conseiller d'État (15.09.1727-?)
Jonas de Montmollin (1676-31.12.1741), conseiller d'État (17.07.1714-?)
Jonas Pierre de Montmollin (1656-e. 30.08.1732 ou 03.04.1732), conseiller d'État (14.05.1709-?)
Samuel Osterwald (b. 03.11.1692-24.12.1769), conseiller d'État (21.07.1727-?)
Abraham Petitpierre (b. 28.07.1667-08.08.1738), conseiller d'État (14.05.1709-?)
Abraham Pury (A) (1678-13.04.1769), conseiller d'État (03.02.1725-?)
David Pury (A) (b. 15.03.1663-e. 28.03.1748), conseiller d'État (17.07.1714-06.06.1747)
Samuel Pury (A) (08.12.1675-08.03.1752), conseiller d'État (14.05.1709-?)
Henry Nicolas Rognon (b. 22.08.1686-22.01.1741), conseiller d'État (15.09.1727-?)
François Antoine Rougemont (A) (b. 12.12.1675-e. 12.03.1761), conseiller d'État (24.04.1725-24.04.1758)
François Sandoz (1692-07.03.1779), conseiller d'État (15.09.1727-30.10.1775)
David Tribolet (08.12.1683-19.05.1754), conseiller d'État (03.07.1724-?)
Nicolas Tribolet (b. 18.02.1649-09 ou 13.05.1733), conseiller d'État (09.02.1701-?)

##### 1729
Jean Pierre Brun (17.08.1681-14.06.1757), conseiller d'État (15.09.1727-?)
David Bullot (b. 24.01.1658-e. 06.08.1729), conseiller d'État (14.05.1709-?)
Jean Frédéric Chaillet (b. 25.04.1686-31.01.1754), conseiller d'État (29.12.1722-?)
François Chambrier (08.05.1663-13.05.1730), conseiller d'État (09.02.1701-1725/1726-?)
Frédéric Chambrier (b. 13.09.1663-05.08.1746), conseiller d'État (14.05.1709-?)
Jean Chambrier (b. 31.07.1686-16 ou 26.06.1751), conseiller d'État (11.08.1721-?)
Jonas Chambrier (b. 08.09.1661-e.09.06.1743), conseiller d'État (16.12.1705-?)
Josué Chambrier (21.11.1686-e. 09.09.1763), conseiller d'État (15.09.1727-?)
Samuel Chambrier (C) (1690-18.07.1736), conseiller d'État (08.04.1727-?)
Simon Chevalier (A) (b. 04.09.1674 ou 1676 ou 1677-02.07.1736), conseiller d'État (24.04 ou 13.03.1725-?)
Jean Jacques Du Pasquier (<1693 ou 1698-15.02.1741), conseiller d'État (15.03 ou 29.11.1729-1733/1737-1741)
Jaques Philippe d'Estavayer (b. 30.11.1653-16.03.1737), conseiller d'État (02.02.1706-?)
Josué Gaudot (1666-e. 24.07.1751), conseiller d'État (14.05.1709-?)
Charles François Guy (1673-e. 18.04.1757), conseiller d'État 24.04.1725-?)
Samuel Marval (A) (11.04.1643-e. 08.02.1733), conseiller d'État (09.5.1694-?)
Guillaume Merveilleux (1691-07.01.1755), conseiller d'État (14.04-23.12.1727-?)
Estienne Meuron (1675-e.07.01.1750), conseiller d'État (14.05.1709-?)
Henry de Montmollin (1680-17.02.1747), conseiller d'État (15.09.1727-?)
Jonas de Montmollin (1676-31.12.1741), conseiller d'État (17.07.1714-?)
Jonas Pierre de Montmollin (1656-e. 30.08.1732 ou 03.04.1732), conseiller d'État (14.05.1709-?)
Samuel Osterwald (b. 03.11.1692-24.12.1769), conseiller d'État (21.07.1727-?)
Abraham Petitpierre (b. 28.07.1667-08.08.1738), conseiller d'État (14.05.1709-?)
Abraham Pury (A) (1678-13.04.1769), conseiller d'État (03.02.1725-?)
David Pury (A) (b. 15.03.1663-e. 28.03.1748), conseiller d'État (17.07.1714-06.06.1747)
Samuel Pury (A) (08.12.1675-08.03.1752), conseiller d'État (14.05.1709-?)
Henry Nicolas Rognon (b. 22.08.1686-22.01.1741), conseiller d'État (15.09.1727-?)
François Antoine Rougemont (A) (b. 12.12.1675-e. 12.03.1761), conseiller d'État (24.04.1725-24.04.1758)
François Sandoz (1692-07.03.1779), conseiller d'État (15.09.1727-30.10.1775)
David Tribolet (08.12.1683-19.05.1754), conseiller d'État (03.07.1724-?)
Nicolas Tribolet (b. 18.02.1649-09 ou 13.05.1733), conseiller d'État (09.02.1701-?)

#### 1730
Jean Pierre Brun (17.08.1681-14.06.1757), conseiller d'État (15.09.1727-?)
Jean Frédéric Chaillet (b. 25.04.1686-31.01.1754), conseiller d'État (29.12.1722-?)
François Chambrier (08.05.1663-13.05.1730), conseiller d'État (09.02.1701-1725/1726-?)
Frédéric Chambrier (b. 13.09.1663-05.08.1746), conseiller d'État (14.05.1709-?)
Jean Chambrier (b. 31.07.1686-16 ou 26.06.1751), conseiller d'État (11.08.1721-?)
Jonas Chambrier (b. 08.09.1661-e.09.06.1743), conseiller d'État (16.12.1705-?)
Josué Chambrier (21.11.1686-e. 09.09.1763), conseiller d'État (15.09.1727-?)
Samuel Chambrier (C) (1690-18.07.1736), conseiller d'État (08.04.1727-?)
Simon Chevalier (A) (b. 04.09.1674 ou 1676 ou 1677-02.07.1736), conseiller d'État (24.04 ou 13.03.1725-?)
Frédéric Depierre (b. 07.09.1687-14.08.1746), conseiller d'État (31.07.1730-?)
Jean Jacques Du Pasquier (<1693 ou 1698-15.02.1741), conseiller d'État (15.03 ou 29.11.1729-1733/1737-1741)
Jaques Philippe d'Estavayer (b. 30.11.1653-16.03.1737), conseiller d'État (02.02.1706-?)
David Gaudot (b. 15.01.1696-e. 09.01.1746), conseiller d'État (31.07.1730-?)
Josué Gaudot (1666-e. 24.07.1751), conseiller d'État (14.05.1709-?)
Charles François Guy (1673-e. 18.04.1757), conseiller d'État (24.04.1725-?)
Abraham d'Ivernois (05.08.1683-18.12.1753), conseiller d'État (27.03.1730-?)
Samuel Marval (A) (11.04.1643-e. 08.02.1733), conseiller d'État (09.5.1694-?)
Guillaume Merveilleux (1691-07.01.1755), conseiller d'État (14.04-23.12.1727-?)
Estienne Meuron (1675-e.07.01.1750), conseiller d'État (14.05.1709-?)
Henry de Montmollin (1680-17.02.1747), conseiller d'État (15.09.1727-?)
Jonas de Montmollin (1676-31.12.1741), conseiller d'État (17.07.1714-?)
Jonas Pierre de Montmollin (1656-e. 30.08.1732 ou 03.04.1732), conseiller d'État (14.05.1709-?)
Samuel Osterwald (b. 03.11.1692-24.12.1769), conseiller d'État (21.07.1727-?)
Abraham Petitpierre (b. 28.07.1667-08.08.1738), conseiller d'État (14.05.1709-?)
Abraham Pury (A) (1678-13.04.1769), conseiller d'État (03.02.1725-?)
David Pury (A) (b. 15.03.1663-e. 28.03.1748), conseiller d'État (17.07.1714-06.06.1747)
Samuel Pury (A) (08.12.1675-08.03.1752), conseiller d'État (14.05.1709-?)
Henry Nicolas Rognon (b. 22.08.1686-22.01.1741), conseiller d'État (15.09.1727-?)
François Antoine Rougemont (A) (b. 12.12.1675-e. 12.03.1761), conseiller d'État (24.04.1725-24.04.1758)
François Sandoz (1692-07.03.1779), conseiller d'État (15.09.1727-30.10.1775)
David Tribolet (08.12.1683-19.05.1754), conseiller d'État (03.07.1724-?)
Nicolas Tribolet (b. 18.02.1649-09 ou 13.05.1733), conseiller d'État (09.02.1701-?)

##### 1731
Jean Pierre Brun (17.08.1681-14.06.1757), conseiller d'État (15.09.1727-?)
Jean Frédéric Chaillet (b. 25.04.1686-31.01.1754), conseiller d'État (29.12.1722-?)
Frédéric Chambrier (b. 13.09.1663-05.08.1746), conseiller d'État (14.05.1709-?)
Jean Chambrier (b. 31.07.1686-16 ou 26.06.1751), conseiller d'État (11.08.1721-?)
Jonas Chambrier (b. 08.09.1661-e.09.06.1743), conseiller d'État (16.12.1705-?)
Josué Chambrier (21.11.1686-e. 09.09.1763), conseiller d'État (15.09.1727-?)
Samuel Chambrier (C) (1690-18.07.1736), conseiller d'État (08.04.1727-?)
Simon Chevalier (A) (b. 04.09.1674 ou 1676 ou 1677-02.07.1736), conseiller d'État (24.04 ou 13.03.1725-?)
Frédéric Depierre (b. 07.09.1687-14.08.1746), conseiller d'État (31.07.1730-?)
Jean Jacques Du Pasquier (<1693 ou 1698-15.02.1741), conseiller d'État (15.03 ou 29.11.1729-1733/1737-1741)
Jaques Philippe d'Estavayer (b. 30.11.1653-16.03.1737), conseiller d'État (02.02.1706-?)
David Gaudot (b. 15.01.1696-e. 09.01.1746), conseiller d'État (31.07.1730-?)
Josué Gaudot (1666-e. 24.07.1751), conseiller d'État (14.05.1709-?)
Charles François Guy (1673-e. 18.04.1757), conseiller d'État (24.04.1725-?)
Abraham d'Ivernois (05.08.1683-18.12.1753), conseiller d'État (27.03.1730-?)
Samuel Marval (A) (11.04.1643-e. 08.02.1733), conseiller d'État (09.5.1694-?)
Guillaume Merveilleux (1691-07.01.1755), conseiller d'État (14.04-23.12.1727-?)
Estienne Meuron (1675-e.07.01.1750), conseiller d'État (14.05.1709-?)
Henry de Montmollin (1680-17.02.1747), conseiller d'État (15.09.1727-?)
Jonas de Montmollin (1676-31.12.1741), conseiller d'État (17.07.1714-?)
Jonas Pierre de Montmollin (1656-e. 30.08.1732 ou 03.04.1732), conseiller d'État (14.05.1709-?)
Samuel Osterwald (b. 03.11.1692-24.12.1769), conseiller d'État (21.07.1727-?)
Abraham Petitpierre (b. 28.07.1667-08.08.1738), conseiller d'État (14.05.1709-?)
Abraham Pury (A) (1678-13.04.1769), conseiller d'État (03.02.1725-?)
David Pury (A) (b. 15.03.1663-e. 28.03.1748), conseiller d'État (17.07.1714-06.06.1747)
Samuel Pury (A) (08.12.1675-08.03.1752), conseiller d'État (14.05.1709-?)
Henry Nicolas Rognon (b. 22.08.1686-22.01.1741), conseiller d'État (15.09.1727-?)
François Antoine Rougemont (A) (b. 12.12.1675-e. 12.03.1761), conseiller d'État (24.04.1725-24.04.1758)
François Sandoz (1692-07.03.1779), conseiller d'État (15.09.1727-30.10.1775)
David Tribolet (08.12.1683-19.05.1754), conseiller d'État (03.07.1724-?)
Nicolas Tribolet (b. 18.02.1649-09 ou 13.05.1733), conseiller d'État (09.02.1701-?)

##### 1732
Jean Pierre Brun (17.08.1681-14.06.1757), conseiller d'État (15.09.1727-?)
Jean Frédéric Chaillet (b. 25.04.1686-31.01.1754), conseiller d'État (29.12.1722-?)
Frédéric Chambrier (b. 13.09.1663-05.08.1746), conseiller d'État (14.05.1709-?)
Jean Chambrier (b. 31.07.1686-16 ou 26.06.1751), conseiller d'État (11.08.1721-?)
Jonas Chambrier (b. 08.09.1661-e.09.06.1743), conseiller d'État (16.12.1705-?)
Josué Chambrier (21.11.1686-e. 09.09.1763), conseiller d'État (15.09.1727-?)
Samuel Chambrier (C) (1690-18.07.1736), conseiller d'État (08.04.1727-?)
Simon Chevalier (A) (b. 04.09.1674 ou 1676 ou 1677-02.07.1736), conseiller d'État (24.04 ou 13.03.1725-?)
Frédéric Depierre (b. 07.09.1687-14.08.1746), conseiller d'État (31.07.1730-?)
Jean Jacques Du Pasquier (<1693 ou 1698-15.02.1741), conseiller d'État (15.03 ou 29.11.1729-1733/1737-1741)
Jaques Philippe d'Estavayer (b. 30.11.1653-16.03.1737), conseiller d'État (02.02.1706-?)
David Gaudot (b. 15.01.1696-e. 09.01.1746), conseiller d'État (31.07.1730-?)
Josué Gaudot (1666-e. 24.07.1751), conseiller d'État (14.05.1709-?)
Charles François Guy (1673-e. 18.04.1757), conseiller d'État (24.04.1725-?)
Abraham d'Ivernois (05.08.1683-18.12.1753), conseiller d'État (27.03.1730-?)
Samuel Marval (A) (11.04.1643-e. 08.02.1733), conseiller d'État (09.5.1694-?)
Guillaume Merveilleux (1691-07.01.1755), conseiller d'État (14.04-23.12.1727-?)
Estienne Meuron (1675-e.07.01.1750), conseiller d'État (14.05.1709-?)
Henry de Montmollin (1680-17.02.1747), conseiller d'État (15.09.1727-?)
Jonas de Montmollin (1676-31.12.1741), conseiller d'État (17.07.1714-?)
Jonas Pierre de Montmollin (1656-e. 30.08.1732 ou 03.04.1732), conseiller d'État (14.05.1709-?)
Samuel Osterwald (b. 03.11.1692-24.12.1769), conseiller d'État (21.07.1727-?)
Abraham Petitpierre (b. 28.07.1667-08.08.1738), conseiller d'État (14.05.1709-?)
Abraham Pury (A) (1678-13.04.1769), conseiller d'État (03.02.1725-?)
David Pury (A) (b. 15.03.1663-e. 28.03.1748), conseiller d'État (17.07.1714-06.06.1747)
Samuel Pury (A) (08.12.1675-08.03.1752), conseiller d'État (14.05.1709-?)
Henry Nicolas Rognon (b. 22.08.1686-22.01.1741), conseiller d'État (15.09.1727-?)
François Antoine Rougemont (A) (b. 12.12.1675-e. 12.03.1761), conseiller d'État (24.04.1725-24.04.1758)
François Sandoz (1692-07.03.1779), conseiller d'État (15.09.1727-30.10.1775)
David Tribolet (08.12.1683-19.05.1754), conseiller d'État (03.07.1724-?)
Nicolas Tribolet (b. 18.02.1649-09 ou 13.05.1733), conseiller d'État (09.02.1701-?)

##### 1733
Jean Pierre Brun (17.08.1681-14.06.1757), conseiller d'État (15.09.1727-?)
Jean Frédéric Chaillet (b. 25.04.1686-31.01.1754), conseiller d'État (29.12.1722-?)
Frédéric Chambrier (b. 13.09.1663-05.08.1746), conseiller d'État (14.05.1709-?)
Jean Chambrier (b. 31.07.1686-16 ou 26.06.1751), conseiller d'État (11.08.1721-?)
Jonas Chambrier (b. 08.09.1661-e.09.06.1743), conseiller d'État (16.12.1705-?)
Josué Chambrier (21.11.1686-e. 09.09.1763), conseiller d'État (15.09.1727-?)
Samuel Chambrier (C) (1690-18.07.1736), conseiller d'État (08.04.1727-?)
Simon Chevalier (A) (b. 04.09.1674 ou 1676 ou 1677-02.07.1736), conseiller d'État (24.04 ou 13.03.1725-?)
Frédéric Depierre (b. 07.09.1687-14.08.1746), conseiller d'État (31.07.1730-?)
Jean Jacques Du Pasquier (<1693 ou 1698-15.02.1741), conseiller d'État (15.03 ou 29.11.1729-1733/1737-1741)
Jaques Philippe d'Estavayer (b. 30.11.1653-16.03.1737), conseiller d'État (02.02.1706-?)
David Gaudot (b. 15.01.1696-e. 09.01.1746), conseiller d'État (31.07.1730-?)
Josué Gaudot (1666-e. 24.07.1751), conseiller d'État (14.05.1709-?)
Charles François Guy (1673-e. 18.04.1757), conseiller d'État (24.04.1725-?)
Abraham d'Ivernois (05.08.1683-18.12.1753), conseiller d'État (27.03.1730-?)
Samuel Marval (A) (11.04.1643-e. 08.02.1733), conseiller d'État (09.5.1694-?)
Guillaume Merveilleux (1691-07.01.1755), conseiller d'État (14.04-23.12.1727-?)
Estienne Meuron (1675-e.07.01.1750), conseiller d'État (14.05.1709-?)
Henry de Montmollin (1680-17.02.1747), conseiller d'État (15.09.1727-?)
Jonas de Montmollin (1676-31.12.1741), conseiller d'État (17.07.1714-?)
Samuel Osterwald (b. 03.11.1692-24.12.1769), conseiller d'État (21.07.1727-?)
Abraham Petitpierre (b. 28.07.1667-08.08.1738), conseiller d'État (14.05.1709-?)
Abraham Pury (A) (1678-13.04.1769), conseiller d'État (03.02.1725-?)
David Pury (A) (b. 15.03.1663-e. 28.03.1748), conseiller d'État (17.07.1714-06.06.1747)
Samuel Pury (A) (08.12.1675-08.03.1752), conseiller d'État (14.05.1709-?)
Henry Nicolas Rognon (b. 22.08.1686-22.01.1741), conseiller d'État (15.09.1727-?)
François Antoine Rougemont (A) (b. 12.12.1675-e. 12.03.1761), conseiller d'État (24.04.1725-24.04.1758)
François Sandoz (1692-07.03.1779), conseiller d'État (15.09.1727-30.10.1775)
David Tribolet (08.12.1683-19.05.1754), conseiller d'État (03.07.1724-?)
Nicolas Tribolet (b. 18.02.1649-09 ou 13.05.1733), conseiller d'État (09.02.1701-?)

##### 1734
Jean Pierre Brun (17.08.1681-14.06.1757), conseiller d'État (15.09.1727-?)
Jean Frédéric Chaillet (b. 25.04.1686-31.01.1754), conseiller d'État (29.12.1722-?)
Frédéric Chambrier (b. 13.09.1663-05.08.1746), conseiller d'État (14.05.1709-?)
Jean Chambrier (b. 31.07.1686-16 ou 26.06.1751), conseiller d'État (11.08.1721-?)
Jonas Chambrier (b. 08.09.1661-e.09.06.1743), conseiller d'État (16.12.1705-?)
Josué Chambrier (21.11.1686-e. 09.09.1763), conseiller d'État (15.09.1727-?)
Samuel Chambrier (C) (1690-18.07.1736), conseiller d'État (08.04.1727-?)
Simon Chevalier (A) (b. 04.09.1674 ou 1676 ou 1677-02.07.1736), conseiller d'État (24.04 ou 13.03.1725-?)
Frédéric Depierre (b. 07.09.1687-14.08.1746), conseiller d'État (31.07.1730-?)
Jaques Philippe d'Estavayer (b. 30.11.1653-16.03.1737), conseiller d'État (02.02.1706-?)
David Gaudot (b. 15.01.1696-e. 09.01.1746), conseiller d'État (31.07.1730-?)
Josué Gaudot (1666-e. 24.07.1751), conseiller d'État (14.05.1709-?)
Charles François Guy (1673-e. 18.04.1757), conseiller d'État (24.04.1725-?)
Abraham d'Ivernois (05.08.1683-18.12.1753), conseiller d'État (27.03.1730-?)
Guillaume Merveilleux (1691-07.01.1755), conseiller d'État (14.04-23.12.1727-?)
Estienne Meuron (1675-e.07.01.1750), conseiller d'État (14.05.1709-?)
Henry de Montmollin (1680-17.02.1747), conseiller d'État (15.09.1727-?)
Jonas de Montmollin (1676-31.12.1741), conseiller d'État (17.07.1714-?)
Samuel Osterwald (b. 03.11.1692-24.12.1769), conseiller d'État (21.07.1727-?)
Abraham Petitpierre (b. 28.07.1667-08.08.1738), conseiller d'État (14.05.1709-?)
Abraham Pury (A) (1678-13.04.1769), conseiller d'État (03.02.1725-?)
David Pury (A) (b. 15.03.1663-e. 28.03.1748), conseiller d'État (17.07.1714-06.06.1747)
Samuel Pury (A) (08.12.1675-08.03.1752), conseiller d'État (14.05.1709-?)
Henry Nicolas Rognon (b. 22.08.1686-22.01.1741), conseiller d'État (15.09.1727-?)
François Antoine Rougemont (A) (b. 12.12.1675-e. 12.03.1761), conseiller d'État (24.04.1725-24.04.1758)
François Sandoz (1692-07.03.1779), conseiller d'État (15.09.1727-30.10.1775)
David Tribolet (08.12.1683-19.05.1754), conseiller d'État (03.07.1724-?)

##### 1735
Jean Pierre Brun (17.08.1681-14.06.1757), conseiller d'État (15.09.1727-?)
Jean Frédéric Chaillet (b. 25.04.1686-31.01.1754), conseiller d'État (29.12.1722-?)
Frédéric Chambrier (b. 13.09.1663-05.08.1746), conseiller d'État (14.05.1709-?)
Jean Chambrier (b. 31.07.1686-16 ou 26.06.1751), conseiller d'État (11.08.1721-?)
Jonas Chambrier (b. 08.09.1661-e.09.06.1743), conseiller d'État (16.12.1705-?)
Josué Chambrier (21.11.1686-e. 09.09.1763), conseiller d'État (15.09.1727-?)
Samuel Chambrier (C) (1690-18.07.1736), conseiller d'État (08.04.1727-?)
Simon Chevalier (A) (b. 04.09.1674 ou 1676 ou 1677-02.07.1736), conseiller d'État (24.04 ou 13.03.1725-?)
Frédéric Depierre (b. 07.09.1687-14.08.1746), conseiller d'État (31.07.1730-?)
Jaques Philippe d'Estavayer (b. 30.11.1653-16.03.1737), conseiller d'État (02.02.1706-?)
David Gaudot (b. 15.01.1696-e. 09.01.1746), conseiller d'État (31.07.1730-?)
Josué Gaudot (1666-e. 24.07.1751), conseiller d'État (14.05.1709-?)
Charles François Guy (1673-e. 18.04.1757), conseiller d'État (24.04.1725-?)
Abraham d'Ivernois (05.08.1683-18.12.1753), conseiller d'État (27.03.1730-?)
Guillaume Merveilleux (1691-07.01.1755), conseiller d'État (14.04-23.12.1727-?)
Estienne Meuron (1675-e.07.01.1750), conseiller d'État (14.05.1709-?)
Henry de Montmollin (1680-17.02.1747), conseiller d'État (15.09.1727-?)
Jonas de Montmollin (1676-31.12.1741), conseiller d'État (17.07.1714-?)
Samuel Osterwald (b. 03.11.1692-24.12.1769), conseiller d'État (21.07.1727-?)
Abraham Petitpierre (b. 28.07.1667-08.08.1738), conseiller d'État (14.05.1709-?)
Abraham Pury (A) (1678-13.04.1769), conseiller d'État (03.02.1725-?)
David Pury (A) (b. 15.03.1663-e. 28.03.1748), conseiller d'État (17.07.1714-06.06.1747)
Samuel Pury (A) (08.12.1675-08.03.1752), conseiller d'État (14.05.1709-?)
Henry Nicolas Rognon (b. 22.08.1686-22.01.1741), conseiller d'État (15.09.1727-?)
François Antoine Rougemont (A) (b. 12.12.1675-e. 12.03.1761), conseiller d'État (24.04.1725-24.04.1758)
François Sandoz (1692-07.03.1779), conseiller d'État (15.09.1727-30.10.1775)
David Tribolet (08.12.1683-19.05.1754), conseiller d'État (03.07.1724-?)

##### 1736
Jean Pierre Brun (17.08.1681-14.06.1757), conseiller d'État (15.09.1727-?)
Jean Frédéric Chaillet (b. 25.04.1686-31.01.1754), conseiller d'État (29.12.1722-?)
Frédéric Chambrier (b. 13.09.1663-05.08.1746), conseiller d'État (14.05.1709-?)
Jean Chambrier (b. 31.07.1686-16 ou 26.06.1751), conseiller d'État (11.08.1721-?)
Jonas Chambrier (b. 08.09.1661-e.09.06.1743), conseiller d'État (16.12.1705-?)
Josué Chambrier (21.11.1686-e. 09.09.1763), conseiller d'État (15.09.1727-?)
Samuel Chambrier (C) (1690-18.07.1736), conseiller d'État (08.04.1727-?)
Simon Chevalier (A) (b. 04.09.1674 ou 1676 ou 1677-02.07.1736), conseiller d'État (24.04 ou 13.03.1725-?)
Frédéric Depierre (b. 07.09.1687-14.08.1746), conseiller d'État (31.07.1730-?)
Jaques Philippe d'Estavayer (b. 30.11.1653-16.03.1737), conseiller d'État (02.02.1706-?)
David Gaudot (b. 15.01.1696-e. 09.01.1746), conseiller d'État (31.07.1730-?)
Josué Gaudot (1666-e. 24.07.1751), conseiller d'État (14.05.1709-?)
Charles François Guy (1673-e. 18.04.1757), conseiller d'État (24.04.1725-?)
Abraham d'Ivernois (05.08.1683-18.12.1753), conseiller d'État (27.03.1730-?)
Guillaume Merveilleux (1691-07.01.1755), conseiller d'État (14.04-23.12.1727-?)
Estienne Meuron (1675-e.07.01.1750), conseiller d'État (14.05.1709-?)
Henry de Montmollin (1680-17.02.1747), conseiller d'État (15.09.1727-?)
Jonas de Montmollin (1676-31.12.1741), conseiller d'État (17.07.1714-?)
Samuel Osterwald (b. 03.11.1692-24.12.1769), conseiller d'État (21.07.1727-?)
Abraham Petitpierre (b. 28.07.1667-08.08.1738), conseiller d'État (14.05.1709-?)
Abraham Pury (A) (1678-13.04.1769), conseiller d'État (03.02.1725-?)
David Pury (A) (b. 15.03.1663-e. 28.03.1748), conseiller d'État (17.07.1714-06.06.1747)
Samuel Pury (A) (08.12.1675-08.03.1752), conseiller d'État (14.05.1709-?)
Henry Nicolas Rognon (b. 22.08.1686-22.01.1741), conseiller d'État (15.09.1727-?)
François Antoine Rougemont (A) (b. 12.12.1675-e. 12.03.1761), conseiller d'État (24.04.1725-24.04.1758)
François Sandoz (1692-07.03.1779), conseiller d'État (15.09.1727-30.10.1775)
David Tribolet (08.12.1683-19.05.1754), conseiller d'État (03.07.1724-?)

##### 1737
Jean Frédéric Brun (?-e. 04.10.1747), conseiller d'État (02.08.1737-?)
Jean Pierre Brun (17.08.1681-14.06.1757), conseiller d'État (15.09.1727-?)
Jean Frédéric Chaillet (b. 25.04.1686-31.01.1754), conseiller d'État (29.12.1722-?)
Frédéric Chambrier (b. 13.09.1663-05.08.1746), conseiller d'État (14.05.1709-?)
Jean Chambrier (b. 31.07.1686-16 ou 26.06.1751), conseiller d'État (11.08.1721-?)
Jonas Chambrier (b. 08.09.1661-e.09.06.1743), conseiller d'État (16.12.1705-?)
Josué Chambrier (21.11.1686-e. 09.09.1763), conseiller d'État (15.09.1727-?)
Pierre Chambrier (C) (b. 22.05.1695-23.03.1774), conseiller d'État (06.05.1737-?)
Frédéric Depierre (b. 07.09.1687-14.08.1746), conseiller d'État (31.07.1730-?)
Jean Jacques Du Pasquier (<1693 ou 1698-15.02.1741), conseiller d'État (15.03 ou 29.11.1729-1733/1737-1741)
Jaques Philippe d'Estavayer (b. 30.11.1653-16.03.1737), conseiller d'État (02.02.1706-?)
David Gaudot (b. 15.01.1696-e. 09.01.1746), conseiller d'État (31.07.1730-?)
Josué Gaudot (1666-e. 24.07.1751), conseiller d'État (14.05.1709-?)
Charles François Guy (1673-e. 18.04.1757), conseiller d'État (24.04.1725-?)
Abraham d'Ivernois (05.08.1683-18.12.1753), conseiller d'État (27.03.1730-?)
Guillaume Merveilleux (1691-07.01.1755), conseiller d'État (14.04-23.12.1727-?)
Estienne Meuron (1675-e.07.01.1750), conseiller d'État (14.05.1709-?)
Henry de Montmollin (1680-17.02.1747), conseiller d'État (15.09.1727-?)
Jonas de Montmollin (1676-31.12.1741), conseiller d'État (17.07.1714-?)
Samuel Osterwald (b. 03.11.1692-24.12.1769), conseiller d'État (21.07.1727-?)
Abraham Petitpierre (b. 28.07.1667-08.08.1738), conseiller d'État (14.05.1709-?)
Abraham Pury (A) (1678-13.04.1769), conseiller d'État (03.02.1725-?)
David Pury (A) (b. 15.03.1663-e. 28.03.1748), conseiller d'État (17.07.1714-06.06.1747)
Samuel Pury (A) (08.12.1675-08.03.1752), conseiller d'État (14.05.1709-?)
Henry Nicolas Rognon (b. 22.08.1686-22.01.1741), conseiller d'État (15.09.1727-?)
François Antoine Rougemont (A) (b. 12.12.1675-e. 12.03.1761), conseiller d'État (24.04.1725-24.04.1758)
Henry Roy (?-e. 28.09.1743), conseiller d'État (06.05.1737-?)
Simon Roy (b. 15.10.1699-12.06.1758), conseiller d'État (02.08.1737-?)
François Sandoz (1692-07.03.1779), conseiller d'État (15.09.1727-30.10.1775)
David Tribolet (08.12.1683-19.05.1754), conseiller d'État (03.07.1724-?)

##### 1738
Jean Frédéric Brun (?-e. 04.10.1747), conseiller d'État (02.08.1737-?)
Jean Pierre Brun (17.08.1681-14.06.1757), conseiller d'État (15.09.1727-?)
Jean Frédéric Chaillet (b. 25.04.1686-31.01.1754), conseiller d'État (29.12.1722-?)
Daniel Chambrier (b. 18.09.1708-e. 13.12.1793), conseiller d'État (11.11.1738-?)
Frédéric Chambrier (b. 13.09.1663-05.08.1746), conseiller d'État (14.05.1709-?)
Jean Chambrier (b. 31.07.1686-16 ou 26.06.1751), conseiller d'État (11.08.1721-?)
Jonas Chambrier (b. 08.09.1661-e.09.06.1743), conseiller d'État (16.12.1705-?)
Josué Chambrier (21.11.1686-e. 09.09.1763), conseiller d'État (15.09.1727-?)
Pierre Chambrier (C) (b. 22.05.1695-23.03.1774), conseiller d'État (06.05.1737-?)
Frédéric Depierre (b. 07.09.1687-14.08.1746), conseiller d'État (31.07.1730-?)
Jean Jacques Du Pasquier (<1693 ou 1698-15.02.1741), conseiller d'État (15.03 ou 29.11.1729-1733/1737-1741)
David Gaudot (b. 15.01.1696-e. 09.01.1746), conseiller d'État (31.07.1730-?)
Josué Gaudot (1666-e. 24.07.1751), conseiller d'État (14.05.1709-?)
Charles François Guy (1673-e. 18.04.1757), conseiller d'État (24.04.1725-?)
Abraham d'Ivernois (05.08.1683-18.12.1753), conseiller d'État (27.03.1730-?)
Guillaume Merveilleux (1691-07.01.1755), conseiller d'État (14.04-23.12.1727-?)
Estienne Meuron (1675-e.07.01.1750), conseiller d'État (14.05.1709-?)
Henry de Montmollin (1680-17.02.1747), conseiller d'État (15.09.1727-?)
Jean Henry de Montmollin (B) (b. 31.10.1703-e. 14.04.1750), conseiller d'État (19.01.1738-?)
Jonas de Montmollin (1676-31.12.1741), conseiller d'État (17.07.1714-?)
Samuel Osterwald (b. 03.11.1692-24.12.1769), conseiller d'État (21.07.1727-?)
Abraham Petitpierre (b. 28.07.1667-08.08.1738), conseiller d'État (14.05.1709-?)
Abraham Pury (A) (1678-13.04.1769), conseiller d'État (03.02.1725-?)
David Pury (A) (b. 15.03.1663-e. 28.03.1748), conseiller d'État (17.07.1714-06.06.1747)
Samuel Pury (A) (08.12.1675-08.03.1752), conseiller d'État (14.05.1709-?)
Henry Nicolas Rognon (b. 22.08.1686-22.01.1741), conseiller d'État (15.09.1727-?)
François Antoine Rougemont (A) (b. 12.12.1675-e. 12.03.1761), conseiller d'État (24.04.1725-24.04.1758)
Henry Roy (?-e. 28.09.1743), conseiller d'État (06.05.1737-?)
Simon Roy (b. 15.10.1699-12.06.1758), conseiller d'État (02.08.1737-?)
François Sandoz (1692-07.03.1779), conseiller d'État (15.09.1727-30.10.1775)
Jean Henry Sandoz-Rollin (b. 20.01.1698-26.10.1753), conseiller d'État (17.06.1738-?)
David Tribolet (08.12.1683-19.05.1754), conseiller d'État (03.07.1724-?)

##### 1739
Jean Frédéric Brun (?-e. 04.10.1747), conseiller d'État (02.08.1737-?)
Jean Pierre Brun (17.08.1681-14.06.1757), conseiller d'État (15.09.1727-?)
Jean Frédéric Chaillet (b. 25.04.1686-31.01.1754), conseiller d'État (29.12.1722-?)
Daniel Chambrier (b. 18.09.1708-e. 13.12.1793), conseiller d'État (11.11.1738-?)
Frédéric Chambrier (b. 13.09.1663-05.08.1746), conseiller d'État (14.05.1709-?)
Jean Chambrier (b. 31.07.1686-16 ou 26.06.1751), conseiller d'État (11.08.1721-?)
Jonas Chambrier (b. 08.09.1661-e.09.06.1743), conseiller d'État (16.12.1705-?)
Josué Chambrier (21.11.1686-e. 09.09.1763), conseiller d'État (15.09.1727-?)
Pierre Chambrier (C) (b. 22.05.1695-23.03.1774), conseiller d'État (06.05.1737-?)
Frédéric Depierre (b. 07.09.1687-14.08.1746), conseiller d'État (31.07.1730-?)
Jean Jacques Du Pasquier (<1693 ou 1698-15.02.1741), conseiller d'État (15.03 ou 29.11.1729-1733/1737-1741)
David Gaudot (b. 15.01.1696-e. 09.01.1746), conseiller d'État (31.07.1730-?)
Josué Gaudot (1666-e. 24.07.1751), conseiller d'État (14.05.1709-?)
Charles François Guy (1673-e. 18.04.1757), conseiller d'État (24.04.1725-?)
Abraham d'Ivernois (05.08.1683-18.12.1753), conseiller d'État (27.03.1730-?)
Guillaume Merveilleux (1691-07.01.1755), conseiller d'État (14.04-23.12.1727-?)
Estienne Meuron (1675-e.07.01.1750), conseiller d'État (14.05.1709-?)
Samuel Meuron (A) (b. 04.10.1703-04.04.1777), conseiller d'État (26.05.1739-?)
Henry de Montmollin (1680-17.02.1747), conseiller d'État (15.09.1727-?)
Jean Henry de Montmollin (B) (b. 31.10.1703-e. 14.04.1750), conseiller d'État (19.01.1738-?)
Jonas de Montmollin (1676-31.12.1741), conseiller d'État (17.07.1714-?)
Samuel Osterwald (b. 03.11.1692-24.12.1769), conseiller d'État (21.07.1727-?)
Abraham Pury (A) (1678-13.04.1769), conseiller d'État (03.02.1725-?)
David Pury (A) (b. 15.03.1663-e. 28.03.1748), conseiller d'État (17.07.1714-06.06.1747)
Samuel Pury (A) (08.12.1675-08.03.1752), conseiller d'État (14.05.1709-?)
Henry Nicolas Rognon (b. 22.08.1686-22.01.1741), conseiller d'État (15.09.1727-?)
François Antoine Rougemont (A) (b. 12.12.1675-e. 12.03.1761), conseiller d'État (24.04.1725-24.04.1758)
Henry Roy (?-e. 28.09.1743), conseiller d'État (06.05.1737-?)
Simon Roy (b. 15.10.1699-12.06.1758), conseiller d'État (02.08.1737-?)
François Sandoz (1692-07.03.1779), conseiller d'État (15.09.1727-30.10.1775)
Jean Henry Sandoz-Rollin (b. 20.01.1698-26.10.1753), conseiller d'État (17.06.1738-?)
David Tribolet (08.12.1683-19.05.1754), conseiller d'État (03.07.1724-?)

#### 1740
Jean Frédéric Brun (?-e. 04.10.1747), conseiller d'État (02.08.1737-?)
Jean Pierre Brun (17.08.1681-14.06.1757), conseiller d'État (15.09.1727-?)
Jean Frédéric Chaillet (b. 25.04.1686-31.01.1754), conseiller d'État (29.12.1722-?)
Daniel Chambrier (b. 18.09.1708-e. 13.12.1793), conseiller d'État (11.11.1738-?)
Frédéric Chambrier (b. 13.09.1663-05.08.1746), conseiller d'État (14.05.1709-?)
Jean Chambrier (b. 31.07.1686-16 ou 26.06.1751), conseiller d'État (11.08.1721-?)
Jonas Chambrier (b. 08.09.1661-e.09.06.1743), conseiller d'État (16.12.1705-?)
Josué Chambrier (21.11.1686-e. 09.09.1763), conseiller d'État (15.09.1727-?)
Pierre Chambrier (C) (b. 22.05.1695-23.03.1774), conseiller d'État (06.05.1737-?)
Frédéric Depierre (b. 07.09.1687-14.08.1746), conseiller d'État (31.07.1730-?)
Jean Jacques Du Pasquier (<1693 ou 1698-15.02.1741), conseiller d'État (15.03 ou 29.11.1729-1733/1737-1741)
David Gaudot (b. 15.01.1696-e. 09.01.1746), conseiller d'État (31.07.1730-?)
Josué Gaudot (1666-e. 24.07.1751), conseiller d'État (14.05.1709-?)
Charles François Guy (1673-e. 18.04.1757), conseiller d'État (24.04.1725-?)
Abraham d'Ivernois (05.08.1683-18.12.1753), conseiller d'État (27.03.1730-?)
Samuel Marval (B) (04.06.1707-29.01.1797), conseiller d'État (20.06.1740-?)
Guillaume Merveilleux (1691-07.01.1755), conseiller d'État (14.04-23.12.1727-?)
Estienne Meuron (1675-e.07.01.1750), conseiller d'État (14.05.1709-?)
Samuel Meuron (A) (b. 04.10.1703-04.04.1777), conseiller d'État (26.05.1739-?)
Henry de Montmollin (1680-17.02.1747), conseiller d'État (15.09.1727-?)
Jean Henry de Montmollin (B) (b. 31.10.1703-e. 14.04.1750), conseiller d'État (19.01.1738-?)
Jonas de Montmollin (1676-31.12.1741), conseiller d'État (17.07.1714-?)
Samuel Osterwald (b. 03.11.1692-24.12.1769), conseiller d'État (21.07.1727-?)
Abraham Pury (A) (1678-13.04.1769), conseiller d'État (03.02.1725-?)
David Pury (A) (b. 15.03.1663-e. 28.03.1748), conseiller d'État (17.07.1714-06.06.1747)
Samuel Pury (A) (08.12.1675-08.03.1752), conseiller d'État (14.05.1709-?)
Henry Nicolas Rognon (b. 22.08.1686-22.01.1741), conseiller d'État (15.09.1727-?)
François Antoine Rougemont (A) (b. 12.12.1675-e. 12.03.1761), conseiller d'État (24.04.1725-24.04.1758)
Henry Roy (?-e. 28.09.1743), conseiller d'État (06.05.1737-?)
Simon Roy (b. 15.10.1699-12.06.1758), conseiller d'État (02.08.1737-?)
François Sandoz (1692-07.03.1779), conseiller d'État (15.09.1727-30.10.1775)
Jean Henry Sandoz-Rollin (b. 20.01.1698-26.10.1753), conseiller d'État (17.06.1738-?)
David Tribolet (08.12.1683-19.05.1754), conseiller d'État (03.07.1724-?)

##### 1741
Jean Frédéric Brun (?-e. 04.10.1747), conseiller d'État (02.08.1737-?)
Jean Pierre Brun (17.08.1681-14.06.1757), conseiller d'État (15.09.1727-?)
Jean Frédéric Chaillet (b. 25.04.1686-31.01.1754), conseiller d'État (29.12.1722-?)
Daniel Chambrier (b. 18.09.1708-e. 13.12.1793), conseiller d'État (11.11.1738-?)
Frédéric Chambrier (b. 13.09.1663-05.08.1746), conseiller d'État (14.05.1709-?)
Jean Chambrier (b. 31.07.1686-16 ou 26.06.1751), conseiller d'État (11.08.1721-?)
Jonas Chambrier (b. 08.09.1661-e.09.06.1743), conseiller d'État (16.12.1705-?)
Josué Chambrier (21.11.1686-e. 09.09.1763), conseiller d'État (15.09.1727-?)
Pierre Chambrier (C) (b. 22.05.1695-23.03.1774), conseiller d'État (06.05.1737-?)
Frédéric Depierre (b. 07.09.1687-14.08.1746), conseiller d'État (31.07.1730-?)
Jean Jacques Du Pasquier (<1693 ou 1698-15.02.1741), conseiller d'État (15.03 ou 29.11.1729-1733/1737-1741)
David Gaudot (b. 15.01.1696-e. 09.01.1746), conseiller d'État (31.07.1730-?)
Josué Gaudot (1666-e. 24.07.1751), conseiller d'État (14.05.1709-?)
Charles François Guy (1673-e. 18.04.1757), conseiller d'État (24.04.1725-?)
Abraham d'Ivernois (05.08.1683-18.12.1753), conseiller d'État (27.03.1730-?)
Samuel Marval (B) (04.06.1707-29.01.1797), conseiller d'État (20.06.1740-?)
Guillaume Merveilleux (1691-07.01.1755), conseiller d'État (14.04-23.12.1727-?)
Estienne Meuron (1675-e.07.01.1750), conseiller d'État (14.05.1709-?)
Samuel Meuron (A) (b. 04.10.1703-04.04.1777), conseiller d'État (26.05.1739-?)
Henry de Montmollin (1680-17.02.1747), conseiller d'État (15.09.1727-?)
Jean Henry de Montmollin (B) (b. 31.10.1703-e. 14.04.1750), conseiller d'État (19.01.1738-?)
Jonas de Montmollin (1676-31.12.1741), conseiller d'État (17.07.1714-?)
Samuel Osterwald (b. 03.11.1692-24.12.1769), conseiller d'État (21.07.1727-?)
Abraham Pury (A) (1678-13.04.1769), conseiller d'État (03.02.1725-?)
David Pury (A) (b. 15.03.1663-e. 28.03.1748), conseiller d'État (17.07.1714-06.06.1747)
Samuel Pury (A) (08.12.1675-08.03.1752), conseiller d'État (14.05.1709-?)
Henry Nicolas Rognon (b. 22.08.1686-22.01.1741), conseiller d'État (15.09.1727-?)
François Antoine Rougemont (A) (b. 12.12.1675-e. 12.03.1761), conseiller d'État (24.04.1725-24.04.1758)
Henry Roy (?-e. 28.09.1743), conseiller d'État (06.05.1737-?)
Simon Roy (b. 15.10.1699-12.06.1758), conseiller d'État (02.08.1737-?)
François Sandoz (1692-07.03.1779), conseiller d'État (15.09.1727-30.10.1775)
Jean Henry Sandoz-Rollin (b. 20.01.1698-26.10.1753), conseiller d'État (17.06.1738-?)
David Tribolet (08.12.1683-19.05.1754), conseiller d'État (03.07.1724-?)

##### 1742
Jean Frédéric Brun (?-e. 04.10.1747), conseiller d'État (02.08.1737-?)
Jean Pierre Brun (17.08.1681-14.06.1757), conseiller d'État (15.09.1727-?)
Jean Frédéric Chaillet (b. 25.04.1686-31.01.1754), conseiller d'État (29.12.1722-?)
Daniel Chambrier (b. 18.09.1708-e. 13.12.1793), conseiller d'État (11.11.1738-?)
Frédéric Chambrier (b. 13.09.1663-05.08.1746), conseiller d'État (14.05.1709-?)
Jean Chambrier (b. 31.07.1686-16 ou 26.06.1751), conseiller d'État (11.08.1721-?)
Jonas Chambrier (b. 08.09.1661-e.09.06.1743), conseiller d'État (16.12.1705-?)
Josué Chambrier (21.11.1686-e. 09.09.1763), conseiller d'État (15.09.1727-?)
Pierre Chambrier (C) (b. 22.05.1695-23.03.1774), conseiller d'État (06.05.1737-?)
Frédéric Depierre (b. 07.09.1687-14.08.1746), conseiller d'État (31.07.1730-?)
David Gaudot (b. 15.01.1696-e. 09.01.1746), conseiller d'État (31.07.1730-?)
Josué Gaudot (1666-e. 24.07.1751), conseiller d'État (14.05.1709-?)
Charles François Guy (1673-e. 18.04.1757), conseiller d'État (24.04.1725-?)
Abraham d'Ivernois (05.08.1683-18.12.1753), conseiller d'État (27.03.1730-?)
Samuel Marval (B) (04.06.1707-29.01.1797), conseiller d'État (20.06.1740-?)
Guillaume Merveilleux (1691-07.01.1755), conseiller d'État (14.04-23.12.1727-?)
Estienne Meuron (1675-e.07.01.1750), conseiller d'État (14.05.1709-?)
Samuel Meuron (A) (b. 04.10.1703-04.04.1777), conseiller d'État (26.05.1739-?)
Henry de Montmollin (1680-17.02.1747), conseiller d'État (15.09.1727-?)
Jean Henry de Montmollin (B) (b. 31.10.1703-e. 14.04.1750), conseiller d'État (19.01.1738-?)
Samuel Osterwald (b. 03.11.1692-24.12.1769), conseiller d'État (21.07.1727-?)
Abraham Pury (A) (1678-13.04.1769), conseiller d'État (03.02.1725-?)
David Pury (A) (b. 15.03.1663-e. 28.03.1748), conseiller d'État (17.07.1714-06.06.1747)
Samuel Pury (A) (08.12.1675-08.03.1752), conseiller d'État (14.05.1709-?)
François Antoine Rougemont (A) (b. 12.12.1675-e. 12.03.1761), conseiller d'État (24.04.1725-24.04.1758)
Henry Roy (?-e. 28.09.1743), conseiller d'État (06.05.1737-?)
Simon Roy (b. 15.10.1699-12.06.1758), conseiller d'État (02.08.1737-?)
François Sandoz (1692-07.03.1779), conseiller d'État (15.09.1727-30.10.1775)
Jean Henry Sandoz-Rollin (b. 20.01.1698-26.10.1753), conseiller d'État (17.06.1738-?)
David Tribolet (08.12.1683-19.05.1754), conseiller d'État (03.07.1724-?)

##### 1743
Jean Frédéric Brun (?-e. 04.10.1747), conseiller d'État (02.08.1737-?)
Jean Pierre Brun (17.08.1681-14.06.1757), conseiller d'État (15.09.1727-?)
Jean Frédéric Chaillet (b. 25.04.1686-31.01.1754), conseiller d'État (29.12.1722-?)
Daniel Chambrier (b. 18.09.1708-e. 13.12.1793), conseiller d'État (11.11.1738-?)
Frédéric Chambrier (b. 13.09.1663-05.08.1746), conseiller d'État (14.05.1709-?)
Jean Chambrier (b. 31.07.1686-16 ou 26.06.1751), conseiller d'État (11.08.1721-?)
Jonas Chambrier (b. 08.09.1661-e.09.06.1743), conseiller d'État (16.12.1705-?)
Josué Chambrier (21.11.1686-e. 09.09.1763), conseiller d'État (15.09.1727-?)
Pierre Chambrier (C) (b. 22.05.1695-23.03.1774), conseiller d'État (06.05.1737-?)
Frédéric Depierre (b. 07.09.1687-14.08.1746), conseiller d'État (31.07.1730-?)
David Gaudot (b. 15.01.1696-e. 09.01.1746), conseiller d'État (31.07.1730-?)
Josué Gaudot (1666-e. 24.07.1751), conseiller d'État (14.05.1709-?)
Charles François Guy (1673-e. 18.04.1757), conseiller d'État (24.04.1725-?)
Abraham d'Ivernois (05.08.1683-18.12.1753), conseiller d'État (27.03.1730-?)
Samuel Marval (B) (04.06.1707-29.01.1797), conseiller d'État (20.06.1740-?)
Guillaume Merveilleux (1691-07.01.1755), conseiller d'État (14.04-23.12.1727-?)
Estienne Meuron (1675-e.07.01.1750), conseiller d'État (14.05.1709-?)
Samuel Meuron (A) (b. 04.10.1703-04.04.1777), conseiller d'État (26.05.1739-?)
Henry de Montmollin (1680-17.02.1747), conseiller d'État (15.09.1727-?)
Jean Henry de Montmollin (B) (b. 31.10.1703-e. 14.04.1750), conseiller d'État (19.01.1738-?)
Samuel Osterwald (b. 03.11.1692-24.12.1769), conseiller d'État (21.07.1727-?)
Abraham Pury (A) (1678-13.04.1769), conseiller d'État (03.02.1725-?)
David Pury (A) (b. 15.03.1663-e. 28.03.1748), conseiller d'État (17.07.1714-06.06.1747)
Samuel Pury (A) (08.12.1675-08.03.1752), conseiller d'État (14.05.1709-?)
François Antoine Rougemont (A) (b. 12.12.1675-e. 12.03.1761), conseiller d'État (24.04.1725-24.04.1758)
Henry Roy (?-e. 28.09.1743), conseiller d'État (06.05.1737-?)
Simon Roy (b. 15.10.1699-12.06.1758), conseiller d'État (02.08.1737-?)
François Sandoz (1692-07.03.1779), conseiller d'État (15.09.1727-30.10.1775)
Jean Henry Sandoz-Rollin (b. 20.01.1698-26.10.1753), conseiller d'État (17.06.1738-?)
David Tribolet (08.12.1683-19.05.1754), conseiller d'État (03.07.1724-?)

##### 1744
Jean Frédéric Brun (?-e. 04.10.1747), conseiller d'État (02.08.1737-?)
Jean Pierre Brun (17.08.1681-14.06.1757), conseiller d'État (15.09.1727-?)
Jean Frédéric Chaillet (b. 25.04.1686-31.01.1754), conseiller d'État (29.12.1722-?)
Daniel Chambrier (b. 18.09.1708-e. 13.12.1793), conseiller d'État (11.11.1738-?)
Frédéric Chambrier (b. 13.09.1663-05.08.1746), conseiller d'État (14.05.1709-?)
Jean Chambrier (b. 31.07.1686-16 ou 26.06.1751), conseiller d'État (11.08.1721-?)
Josué Chambrier (21.11.1686-e. 09.09.1763), conseiller d'État (15.09.1727-?)
Pierre Chambrier (C) (b. 22.05.1695-23.03.1774), conseiller d'État (06.05.1737-?)
Frédéric Depierre (b. 07.09.1687-14.08.1746), conseiller d'État (31.07.1730-?)
David Gaudot (b. 15.01.1696-e. 09.01.1746), conseiller d'État (31.07.1730-?)
Josué Gaudot (1666-e. 24.07.1751), conseiller d'État (14.05.1709-?)
Charles François Guy (1673-e. 18.04.1757), conseiller d'État (24.04.1725-?)
Abraham d'Ivernois (05.08.1683-18.12.1753), conseiller d'État (27.03.1730-?)
Samuel Marval (B) (04.06.1707-29.01.1797), conseiller d'État (20.06.1740-?)
Guillaume Merveilleux (1691-07.01.1755), conseiller d'État (14.04-23.12.1727-?)
Estienne Meuron (1675-e.07.01.1750), conseiller d'État (14.05.1709-?)
Samuel Meuron (A) (b. 04.10.1703-04.04.1777), conseiller d'État (26.05.1739-?)
Henry de Montmollin (1680-17.02.1747), conseiller d'État (15.09.1727-?)
Jean Henry de Montmollin (B) (b. 31.10.1703-e. 14.04.1750), conseiller d'État (19.01.1738-?)
Samuel Osterwald (b. 03.11.1692-24.12.1769), conseiller d'État (21.07.1727-?)
Abraham Pury (A) (1678-13.04.1769), conseiller d'État (03.02.1725-?)
David Pury (A) (b. 15.03.1663-e. 28.03.1748), conseiller d'État (17.07.1714-06.06.1747)
Samuel Pury (A) (08.12.1675-08.03.1752), conseiller d'État (14.05.1709-?)
François Antoine Rougemont (A) (b. 12.12.1675-e. 12.03.1761), conseiller d'État (24.04.1725-24.04.1758)
Simon Roy (b. 15.10.1699-12.06.1758), conseiller d'État (02.08.1737-?)
François Sandoz (1692-07.03.1779), conseiller d'État (15.09.1727-30.10.1775)
Jean Henry Sandoz-Rollin (b. 20.01.1698-26.10.1753), conseiller d'État (17.06.1738-?)
David Tribolet (08.12.1683-19.05.1754), conseiller d'État (03.07.1724-?)

##### 1745
Jean Frédéric Brun (?-e. 04.10.1747), conseiller d'État (02.08.1737-?)
Jean Pierre Brun (17.08.1681-14.06.1757), conseiller d'État (15.09.1727-?)
Jean Frédéric Chaillet (b. 25.04.1686-31.01.1754), conseiller d'État (29.12.1722-?)
Daniel Chambrier (b. 18.09.1708-e. 13.12.1793), conseiller d'État (11.11.1738-?)
Frédéric Chambrier (b. 13.09.1663-05.08.1746), conseiller d'État (14.05.1709-?)
Jean Chambrier (b. 31.07.1686-16 ou 26.06.1751), conseiller d'État (11.08.1721-?)
Josué Chambrier (21.11.1686-e. 09.09.1763), conseiller d'État (15.09.1727-?)
Pierre Chambrier (C) (b. 22.05.1695-23.03.1774), conseiller d'État (06.05.1737-?)
Frédéric Depierre (b. 07.09.1687-14.08.1746), conseiller d'État (31.07.1730-?)
David Gaudot (b. 15.01.1696-e. 09.01.1746), conseiller d'État (31.07.1730-?)
Josué Gaudot (1666-e. 24.07.1751), conseiller d'État (14.05.1709-?)
Charles François Guy (1673-e. 18.04.1757), conseiller d'État (24.04.1725-?)
Abraham d'Ivernois (05.08.1683-18.12.1753), conseiller d'État (27.03.1730-?)
Samuel Marval (B) (04.06.1707-29.01.1797), conseiller d'État (20.06.1740-?)
Guillaume Merveilleux (1691-07.01.1755), conseiller d'État (14.04-23.12.1727-?)
Estienne Meuron (1675-e.07.01.1750), conseiller d'État (14.05.1709-?)
Samuel Meuron (A) (b. 04.10.1703-04.04.1777), conseiller d'État (26.05.1739-?)
Henry de Montmollin (1680-17.02.1747), conseiller d'État (15.09.1727-?)
Jean Henry de Montmollin (B) (b. 31.10.1703-e. 14.04.1750), conseiller d'État (19.01.1738-?)
Samuel Osterwald (b. 03.11.1692-24.12.1769), conseiller d'État (21.07.1727-?)
Abraham Pury (A) (1678-13.04.1769), conseiller d'État (03.02.1725-?)
David Pury (A) (b. 15.03.1663-e. 28.03.1748), conseiller d'État (17.07.1714-06.06.1747)
Samuel Pury (A) (08.12.1675-08.03.1752), conseiller d'État (14.05.1709-?)
François Antoine Rougemont (A) (b. 12.12.1675-e. 12.03.1761), conseiller d'État (24.04.1725-24.04.1758)
Simon Roy (b. 15.10.1699-12.06.1758), conseiller d'État (02.08.1737-?)
François Sandoz (1692-07.03.1779), conseiller d'État (15.09.1727-30.10.1775)
Jean Henry Sandoz-Rollin (b. 20.01.1698-26.10.1753), conseiller d'État (17.06.1738-?)
David Tribolet (08.12.1683-19.05.1754), conseiller d'État (03.07.1724-?)

##### 1746
Jean Frédéric Brun (?-e. 04.10.1747), conseiller d'État (02.08.1737-?)
Jean Pierre Brun (17.08.1681-14.06.1757), conseiller d'État (15.09.1727-?)
Jean Frédéric Chaillet (b. 25.04.1686-31.01.1754), conseiller d'État (29.12.1722-?)
Daniel Chambrier (b. 18.09.1708-e. 13.12.1793), conseiller d'État (11.11.1738-?)
Frédéric Chambrier (b. 13.09.1663-05.08.1746), conseiller d'État (14.05.1709-?)
Jean Chambrier (b. 31.07.1686-16 ou 26.06.1751), conseiller d'État (11.08.1721-?)
Josué Chambrier (21.11.1686-e. 09.09.1763), conseiller d'État (15.09.1727-?)
Pierre Chambrier (C) (b. 22.05.1695-23.03.1774), conseiller d'État (06.05.1737-?)
Frédéric Depierre (b. 07.09.1687-14.08.1746), conseiller d'État (31.07.1730-?)
David Gaudot (b. 15.01.1696-e. 09.01.1746), conseiller d'État (31.07.1730-?)
Josué Gaudot (1666-e. 24.07.1751), conseiller d'État (14.05.1709-?)
Charles François Guy (1673-e. 18.04.1757), conseiller d'État (24.04.1725-?)
Abraham d'Ivernois (05.08.1683-18.12.1753), conseiller d'État (27.03.1730-?)
Samuel Marval (B) (04.06.1707-29.01.1797), conseiller d'État (20.06.1740-?)
Guillaume Merveilleux (1691-07.01.1755), conseiller d'État (14.04-23.12.1727-?)
Estienne Meuron (1675-e.07.01.1750), conseiller d'État (14.05.1709-?)
Samuel Meuron (A) (b. 04.10.1703-04.04.1777), conseiller d'État (26.05.1739-?)
Henry de Montmollin (1680-17.02.1747), conseiller d'État (15.09.1727-?)
Jean Henry de Montmollin (B) (b. 31.10.1703-e. 14.04.1750), conseiller d'État (19.01.1738-?)
Samuel Osterwald (b. 03.11.1692-24.12.1769), conseiller d'État (21.07.1727-?)
Abraham Pury (A) (1678-13.04.1769), conseiller d'État (03.02.1725-?)
David Pury (A) (b. 15.03.1663-e. 28.03.1748), conseiller d'État (17.07.1714-06.06.1747)
Samuel Pury (A) (08.12.1675-08.03.1752), conseiller d'État (14.05.1709-?)
François Antoine Rougemont (A) (b. 12.12.1675-e. 12.03.1761), conseiller d'État (24.04.1725-24.04.1758)
Simon Roy (b. 15.10.1699-12.06.1758), conseiller d'État (02.08.1737-?)
François Sandoz (1692-07.03.1779), conseiller d'État (15.09.1727-30.10.1775)
Jean Henry Sandoz-Rollin (b. 20.01.1698-26.10.1753), conseiller d'État (17.06.1738-?)
David Tribolet (08.12.1683-19.05.1754), conseiller d'État (03.07.1724-?)

##### 1747
Jean Frédéric Brun (?-e. 04.10.1747), conseiller d'État (02.08.1737-?)
Jean Pierre Brun (17.08.1681-14.06.1757), conseiller d'État (15.09.1727-?)
Jean Frédéric Chaillet (b. 25.04.1686-31.01.1754), conseiller d'État (29.12.1722-?)
Daniel Chambrier (b. 18.09.1708-e. 13.12.1793), conseiller d'État (11.11.1738-?)
Jean Chambrier (b. 31.07.1686-16 ou 26.06.1751), conseiller d'État (11.08.1721-?)
Josué Chambrier (21.11.1686-e. 09.09.1763), conseiller d'État (15.09.1727-?)
Pierre Chambrier (C) (b. 22.05.1695-23.03.1774), conseiller d'État (06.05.1737-?)
Josué Gaudot (1666-e. 24.07.1751), conseiller d'État (14.05.1709-?)
Charles François Guy (1673-e. 18.04.1757), conseiller d'État (24.04.1725-?)
Abraham d'Ivernois (05.08.1683-18.12.1753), conseiller d'État (27.03.1730-?)
Samuel Marval (B) (04.06.1707-29.01.1797), conseiller d'État (20.06.1740-?)
Guillaume Merveilleux (1691-07.01.1755), conseiller d'État (14.04-23.12.1727-?)
Estienne Meuron (1675-e.07.01.1750), conseiller d'État (14.05.1709-?)
Samuel Meuron (A) (b. 04.10.1703-04.04.1777), conseiller d'État (26.05.1739-?)
Henry de Montmollin (1680-17.02.1747), conseiller d'État (15.09.1727-?)
Jean Henry de Montmollin (B) (b. 31.10.1703-e. 14.04.1750), conseiller d'État (19.01.1738-?)
Samuel Osterwald (b. 03.11.1692-24.12.1769), conseiller d'État (21.07.1727-?)
Abraham Pury (A) (1678-13.04.1769), conseiller d'État (03.02.1725-?)
David Pury (A) (b. 15.03.1663-e. 28.03.1748), conseiller d'État (17.07.1714-06.06.1747)
Samuel Pury (A) (08.12.1675-08.03.1752), conseiller d'État (14.05.1709-?)
François Antoine Rougemont (A) (b. 12.12.1675-e. 12.03.1761), conseiller d'État (24.04.1725-24.04.1758)
Simon Roy (b. 15.10.1699-12.06.1758), conseiller d'État (02.08.1737-?)
François Sandoz (1692-07.03.1779), conseiller d'État (15.09.1727-30.10.1775)
Jean Henry Sandoz-Rollin (b. 20.01.1698-26.10.1753), conseiller d'État (17.06.1738-?)
David Tribolet (08.12.1683-19.05.1754), conseiller d'État (03.07.1724-?)

##### 1748
Jean Pierre Brun (17.08.1681-14.06.1757), conseiller d'État (15.09.1727-?)
Henry Nicolas Chaillet (b 27.10.1702-e. 09.08.1765), conseiller d'État (28.10.1748-?)
Jean Frédéric Chaillet (b. 25.04.1686-31.01.1754), conseiller d'État (29.12.1722-?)
Daniel Chambrier (b. 18.09.1708-e. 13.12.1793), conseiller d'État (11.11.1738-?)
Jean Chambrier (b. 31.07.1686-16 ou 26.06.1751), conseiller d'État (11.08.1721-?)
Josué Chambrier (21.11.1686-e. 09.09.1763), conseiller d'État (15.09.1727-?)
Pierre Chambrier (C) (b. 22.05.1695-23.03.1774), conseiller d'État (06.05.1737-?)
Josué Gaudot (1666-e. 24.07.1751), conseiller d'État (14.05.1709-?)
Charles François Guy (1673-e. 18.04.1757), conseiller d'État (24.04.1725-?)
Abraham d'Ivernois (05.08.1683-18.12.1753), conseiller d'État (27.03.1730-?)
Guillaume Pierre d'Ivernois (03.02.1701-e. 25.05.1775), conseiller d'État (22.04.1748-?)
Samuel Marval (B) (04.06.1707-29.01.1797), conseiller d'État (20.06.1740-?)
Guillaume Merveilleux (1691-07.01.1755), conseiller d'État (14.04-23.12.1727-?)
Estienne Meuron (1675-e.07.01.1750), conseiller d'État (14.05.1709-?)
Samuel Meuron (A) (b. 04.10.1703-04.04.1777), conseiller d'État (26.05.1739-?)
Jean Henry de Montmollin (B) (b. 31.10.1703-e. 14.04.1750), conseiller d'État (19.01.1738-?)
Samuel Osterwald (b. 03.11.1692-24.12.1769), conseiller d'État (21.07.1727-?)
Abraham Pury (A) (1678-13.04.1769), conseiller d'État (03.02.1725-?)
Samuel Pury (A) (08.12.1675-08.03.1752), conseiller d'État (14.05.1709-?)
François Antoine Rougemont (A) (b. 12.12.1675-e. 12.03.1761), conseiller d'État (24.04.1725-24.04.1758)
Simon Roy (b. 15.10.1699-12.06.1758), conseiller d'État (02.08.1737-?)
François Sandoz (1692-07.03.1779), conseiller d'État (15.09.1727-30.10.1775)
Jean Henry Sandoz-Rollin (b. 20.01.1698-26.10.1753), conseiller d'État (17.06.1738-?)
David Tribolet (08.12.1683-19.05.1754), conseiller d'État (03.07.1724-?)

##### 1749
Jean Pierre Brun (17.08.1681-14.06.1757), conseiller d'État (15.09.1727-?)
Henry Nicolas Chaillet (b 27.10.1702-e. 09.08.1765), conseiller d'État (28.10.1748-?)
Jean Frédéric Chaillet (b. 25.04.1686-31.01.1754), conseiller d'État (29.12.1722-?)
Daniel Chambrier (b. 18.09.1708-e. 13.12.1793), conseiller d'État (11.11.1738-?)
Jean Chambrier (b. 31.07.1686-16 ou 26.06.1751), conseiller d'État (11.08.1721-?)
Josué Chambrier (21.11.1686-e. 09.09.1763), conseiller d'État (15.09.1727-?)
Pierre Chambrier (C) (b. 22.05.1695-23.03.1774), conseiller d'État (06.05.1737-?)
Josué Gaudot (1666-e. 24.07.1751), conseiller d'État (14.05.1709-?)
Charles François Guy (1673-e. 18.04.1757), conseiller d'État (24.04.1725-?)
Abraham d'Ivernois (05.08.1683-18.12.1753), conseiller d'État (27.03.1730-?)
Guillaume Pierre d'Ivernois (03.02.1701-e. 25.05.1775), conseiller d'État (22.04.1748-?)
Samuel Marval (B) (04.06.1707-29.01.1797), conseiller d'État (20.06.1740-?)
Guillaume Merveilleux (1691-07.01.1755), conseiller d'État (14.04-23.12.1727-?)
Estienne Meuron (1675-e.07.01.1750), conseiller d'État (14.05.1709-?)
Samuel Meuron (A) (b. 04.10.1703-04.04.1777), conseiller d'État (26.05.1739-?)
Jean Henry de Montmollin (B) (b. 31.10.1703-e. 14.04.1750), conseiller d'État (19.01.1738-?)
Samuel Osterwald (b. 03.11.1692-24.12.1769), conseiller d'État (21.07.1727-?)
Abraham Pury (A) (1678-13.04.1769), conseiller d'État (03.02.1725-?)
Samuel Pury (A) (08.12.1675-08.03.1752), conseiller d'État (14.05.1709-?)
François Antoine Rougemont (A) (b. 12.12.1675-e. 12.03.1761), conseiller d'État (24.04.1725-24.04.1758)
Simon Roy (b. 15.10.1699-12.06.1758), conseiller d'État (02.08.1737-?)
François Sandoz (1692-07.03.1779), conseiller d'État (15.09.1727-30.10.1775)
Jean Henry Sandoz-Rollin (b. 20.01.1698-26.10.1753), conseiller d'État (17.06.1738-?)
David Tribolet (08.12.1683-19.05.1754), conseiller d'État (03.07.1724-?)

#### 1750
Jean Pierre Brun (17.08.1681-14.06.1757), conseiller d'État (15.09.1727-?)
Henry Nicolas Chaillet (b 27.10.1702-e. 09.08.1765), conseiller d'État (28.10.1748-?)
Jean Frédéric Chaillet (b. 25.04.1686-31.01.1754), conseiller d'État (29.12.1722-?)
Daniel Chambrier (b. 18.09.1708-e. 13.12.1793), conseiller d'État (11.11.1738-?)
Jean Chambrier (b. 31.07.1686-16 ou 26.06.1751), conseiller d'État (11.08.1721-?)
Josué Chambrier (21.11.1686-e. 09.09.1763), conseiller d'État (15.09.1727-?)
Pierre Chambrier (C) (b. 22.05.1695-23.03.1774), conseiller d'État (06.05.1737-?)
Josué Gaudot (1666-e. 24.07.1751), conseiller d'État (14.05.1709-?)
Charles François Guy (1673-e. 18.04.1757), conseiller d'État (24.04.1725-?)
David Huguenin (b. 15.11.1696-e. 21.09.1766), conseiller d'État (22.06.1750-?)
Abraham d'Ivernois (05.08.1683-18.12.1753), conseiller d'État (27.03.1730-?)
Guillaume Pierre d'Ivernois (03.02.1701-e. 25.05.1775), conseiller d'État (22.04.1748-?)
Samuel Marval (B) (04.06.1707-29.01.1797), conseiller d'État (20.06.1740-?)
Guillaume Merveilleux (1691-07.01.1755), conseiller d'État (14.04-23.12.1727-?)
Estienne Meuron (1675-e.07.01.1750), conseiller d'État (14.05.1709-?)
Samuel Meuron (A) (b. 04.10.1703-04.04.1777), conseiller d'État (26.05.1739-?)
Emer de Montmollin (B) (27.11.1706-22.05.1774), conseiller d'État (28.07.1750-?)
Jean Henry de Montmollin (B) (b. 31.10.1703-e. 14.04.1750), conseiller d'État (19.01.1738-?)
Samuel Osterwald (b. 03.11.1692-24.12.1769), conseiller d'État (21.07.1727-?)
Abraham Pury (A) (1678-13.04.1769), conseiller d'État (03.02.1725-?)
Samuel Pury (A) (08.12.1675-08.03.1752), conseiller d'État (14.05.1709-?)
François Antoine Rougemont (A) (b. 12.12.1675-e. 12.03.1761), conseiller d'État (24.04.1725-24.04.1758)
Simon Roy (b. 15.10.1699-12.06.1758), conseiller d'État (02.08.1737-?)
François Sandoz (1692-07.03.1779), conseiller d'État (15.09.1727-30.10.1775)
Jean Henry Sandoz-Rollin (b. 20.01.1698-26.10.1753), conseiller d'État (17.06.1738-?)
David Tribolet (08.12.1683-19.05.1754), conseiller d'État (03.07.1724-?)

##### 1751
Jean Pierre Brun (17.08.1681-14.06.1757), conseiller d'État (15.09.1727-?)
Henry Nicolas Chaillet (b 27.10.1702-e. 09.08.1765), conseiller d'État (28.10.1748-?)
Jean Frédéric Chaillet (b. 25.04.1686-31.01.1754), conseiller d'État (29.12.1722-?)
Charles Henry Chambrier (b. 11.09.1728-e. 12.02.1769), conseiller d'État (08.11.1751-?)
Daniel Chambrier (b. 18.09.1708-e. 13.12.1793), conseiller d'État (11.11.1738-?)
Jean Chambrier (b. 31.07.1686-16 ou 26.06.1751), conseiller d'État (11.08.1721-?)
Josué Chambrier (21.11.1686-e. 09.09.1763), conseiller d'État (15.09.1727-?)
Pierre Chambrier (C) (b. 22.05.1695-23.03.1774), conseiller d'État (06.05.1737-?)
Josué Gaudot (1666-e. 24.07.1751), conseiller d'État (14.05.1709-?)
Charles François Guy (1673-e. 18.04.1757), conseiller d'État (24.04.1725-?)
David Huguenin (b. 15.11.1696-e. 21.09.1766), conseiller d'État (22.06.1750-?)
Abraham d'Ivernois (05.08.1683-18.12.1753), conseiller d'État (27.03.1730-?)
Guillaume Pierre d'Ivernois (03.02.1701-e. 25.05.1775), conseiller d'État (22.04.1748-?)
Samuel Marval (B) (04.06.1707-29.01.1797), conseiller d'État (20.06.1740-?)
Guillaume Merveilleux (1691-07.01.1755), conseiller d'État (14.04-23.12.1727-?)
Samuel Meuron (A) (b. 04.10.1703-04.04.1777), conseiller d'État (26.05.1739-?)
Emer de Montmollin (B) (27.11.1706-22.05.1774), conseiller d'État (28.07.1750-?)
Samuel Osterwald (b. 03.11.1692-24.12.1769), conseiller d'État (21.07.1727-?)
Abraham Pury (A) (1678-13.04.1769), conseiller d'État (03.02.1725-?)
Samuel Pury (A) (08.12.1675-08.03.1752), conseiller d'État (14.05.1709-?)
François Antoine Rougemont (A) (b. 12.12.1675-e. 12.03.1761), conseiller d'État (24.04.1725-24.04.1758)
Simon Roy (b. 15.10.1699-12.06.1758), conseiller d'État (02.08.1737-?)
François Sandoz (1692-07.03.1779), conseiller d'État (15.09.1727-30.10.1775)
Jean Henry Sandoz-Rollin (b. 20.01.1698-26.10.1753), conseiller d'État (17.06.1738-?)
David Tribolet (08.12.1683-19.05.1754), conseiller d'État (03.07.1724-?)
George de Montmollin (C) (b. 16.01.1710-e. 21.03.1786), conseiller d'État (22.11.1751-1767/1769-1778)

##### 1752
Jean Pierre Brun (17.08.1681-14.06.1757), conseiller d'État (15.09.1727-?)
Henry Nicolas Chaillet (b 27.10.1702-e. 09.08.1765), conseiller d'État (28.10.1748-?)
Jean Frédéric Chaillet (b. 25.04.1686-31.01.1754), conseiller d'État (29.12.1722-?)
Jean Frédéric Chaillet (B) (b. 25.10.1709-e. 11.04.1778), conseiller d'État (01.11.1752-1763)
Charles Henry Chambrier (b. 11.09.1728-e. 12.02.1769), conseiller d'État (08.11.1751-?)
Daniel Chambrier (b. 18.09.1708-e. 13.12.1793), conseiller d'État (11.11.1738-?)
Josué Chambrier (21.11.1686-e. 09.09.1763), conseiller d'État (15.09.1727-?)
Pierre Chambrier (C) (b. 22.05.1695-23.03.1774), conseiller d'État (06.05.1737-?)
Charles François Guy (1673-e. 18.04.1757), conseiller d'État (24.04.1725-?)
David Huguenin (b. 15.11.1696-e. 21.09.1766), conseiller d'État (22.06.1750-?)
Abraham d'Ivernois (05.08.1683-18.12.1753), conseiller d'État (27.03.1730-?)
Guillaume Pierre d'Ivernois (03.02.1701-e. 25.05.1775), conseiller d'État (22.04.1748-?)
Samuel Marval (B) (04.06.1707-29.01.1797), conseiller d'État (20.06.1740-?)
Guillaume Merveilleux (1691-07.01.1755), conseiller d'État (14.04-23.12.1727-?)
Samuel Meuron (A) (b. 04.10.1703-04.04.1777), conseiller d'État (26.05.1739-?)
Emer de Montmollin (B) (27.11.1706-22.05.1774), conseiller d'État (28.07.1750-?)
Samuel Osterwald (b. 03.11.1692-24.12.1769), conseiller d'État (21.07.1727-?)
Abraham Pury (A) (1678-13.04.1769), conseiller d'État (03.02.1725-?)
Samuel Pury (A) (08.12.1675-08.03.1752), conseiller d'État (14.05.1709-?)
François Antoine Rougemont (A) (b. 12.12.1675-e. 12.03.1761), conseiller d'État (24.04.1725-24.04.1758)
Simon Roy (b. 15.10.1699-12.06.1758), conseiller d'État (02.08.1737-?)
François Sandoz (1692-07.03.1779), conseiller d'État (15.09.1727-30.10.1775)
Jean Henry Sandoz-Rollin (b. 20.01.1698-26.10.1753), conseiller d'État (17.06.1738-?)
David Tribolet (08.12.1683-19.05.1754), conseiller d'État (03.07.1724-?)
George de Montmollin (C) (b. 16.01.1710-e. 21.03.1786), conseiller d'État (22.11.1751-1767/1769-1778)

##### 1753
Jean Pierre Brun (17.08.1681-14.06.1757), conseiller d'État (15.09.1727-?)
Elie Bugnot (b. 23.04.1709-e. 06.08.1770), conseiller d'État (09.10.1753-?)
Henry Nicolas Chaillet (b 27.10.1702-e. 09.08.1765), conseiller d'État (28.10.1748-?)
Jean Frédéric Chaillet (b. 25.04.1686-31.01.1754), conseiller d'État (29.12.1722-?)
Jean Frédéric Chaillet (B) (b. 25.10.1709-e. 11.04.1778), conseiller d'État (01.11.1752-1763)
Charles Henry Chambrier (b. 11.09.1728-e. 12.02.1769), conseiller d'État (08.11.1751-?)
Daniel Chambrier (b. 18.09.1708-e. 13.12.1793), conseiller d'État (11.11.1738-?)
Josué Chambrier (21.11.1686-e. 09.09.1763), conseiller d'État (15.09.1727-?)
Pierre Chambrier (C) (b. 22.05.1695-23.03.1774), conseiller d'État (06.05.1737-?)
Charles François Guy (1673-e. 18.04.1757), conseiller d'État (24.04.1725-?)
David Huguenin (b. 15.11.1696-e. 21.09.1766), conseiller d'État (22.06.1750-?)
Guillaume Pierre d'Ivernois (03.02.1701-e. 25.05.1775), conseiller d'État (22.04.1748-?)
Samuel Marval (B) (04.06.1707-29.01.1797), conseiller d'État (20.06.1740-?)
Guillaume Merveilleux (1691-07.01.1755), conseiller d'État (14.04-23.12.1727-?)
Samuel Meuron (A) (b. 04.10.1703-04.04.1777), conseiller d'État (26.05.1739-?)
Emer de Montmollin (B) (27.11.1706-22.05.1774), conseiller d'État (28.07.1750-?)
Samuel Osterwald (b. 03.11.1692-24.12.1769), conseiller d'État (21.07.1727-?)
Samuel Petitpierre (b. 15.07.1713-11.02.1781), conseiller d'État (12.02.1753-?)
Abraham Pury (A) (1678-13.04.1769), conseiller d'État (03.02.1725-?)
François Antoine Rougemont (A) (b. 12.12.1675-e. 12.03.1761), conseiller d'État (24.04.1725-24.04.1758)
Simon Roy (b. 15.10.1699-12.06.1758), conseiller d'État (02.08.1737-?)
François Sandoz (1692-07.03.1779), conseiller d'État (15.09.1727-30.10.1775)
Jean Henry Sandoz-Rollin (b. 20.01.1698-26.10.1753), conseiller d'État (17.06.1738-?)
David Tribolet (08.12.1683-19.05.1754), conseiller d'État (03.07.1724-?)
George de Montmollin (C) (b. 16.01.1710-e. 21.03.1786), conseiller d'État (22.11.1751-1767/1769-1778)

##### 1754
Jean Pierre Brun (17.08.1681-14.06.1757), conseiller d'État (15.09.1727-?)
Elie Bugnot (b. 23.04.1709-e. 06.08.1770), conseiller d'État (09.10.1753-?)
Henry Nicolas Chaillet (b 27.10.1702-e. 09.08.1765), conseiller d'État (28.10.1748-?)
Jean Frédéric Chaillet (b. 25.04.1686-31.01.1754), conseiller d'État (29.12.1722-?)
Jean Frédéric Chaillet (B) (b. 25.10.1709-e. 11.04.1778), conseiller d'État (01.11.1752-1763)
Charles Henry Chambrier (b. 11.09.1728-e. 12.02.1769), conseiller d'État (08.11.1751-?)
Daniel Chambrier (b. 18.09.1708-e. 13.12.1793), conseiller d'État (11.11.1738-?)
Josué Chambrier (21.11.1686-e. 09.09.1763), conseiller d'État (15.09.1727-?)
Pierre Chambrier (C) (b. 22.05.1695-23.03.1774), conseiller d'État (06.05.1737-?)
Charles François Guy (1673-e. 18.04.1757), conseiller d'État (24.04.1725-?)
David Huguenin (b. 15.11.1696-e. 21.09.1766), conseiller d'État (22.06.1750-?)
Guillaume Pierre d'Ivernois (03.02.1701-e. 25.05.1775), conseiller d'État (22.04.1748-?)
Samuel Marval (B) (04.06.1707-29.01.1797), conseiller d'État (20.06.1740-?)
Guillaume Merveilleux (1691-07.01.1755), conseiller d'État (14.04-23.12.1727-?)
Samuel Meuron (A) (b. 04.10.1703-04.04.1777), conseiller d'État (26.05.1739-?)
Emer de Montmollin (B) (27.11.1706-22.05.1774), conseiller d'État (28.07.1750-?)
Samuel Osterwald (b. 03.11.1692-24.12.1769), conseiller d'État (21.07.1727-?)
Samuel Petitpierre (b. 15.07.1713-11.02.1781), conseiller d'État (12.02.1753-?)
Abraham Pury (A) (1678-13.04.1769), conseiller d'État (03.02.1725-?)
François Antoine Rougemont (A) (b. 12.12.1675-e. 12.03.1761), conseiller d'État (24.04.1725-24.04.1758)
Simon Roy (b. 15.10.1699-12.06.1758), conseiller d'État (02.08.1737-?)
Abraham de Sandol-Roy (b. 22.02.1722-29.11.1802), conseiller d'État (28.10.1754-?)
Benoist Sandoz (b. 26.07.1708-e. 16.08.1781), conseiller d'État (29.04.1754-?)
François Sandoz (1692-07.03.1779), conseiller d'État (15.09.1727-30.10.1775)
David Tribolet (08.12.1683-19.05.1754), conseiller d'État (03.07.1724-?)
George de Montmollin (C) (b. 16.01.1710-e. 21.03.1786), conseiller d'État (22.11.1751-1767/1769-1778)

##### 1755
Jean Pierre Brun (17.08.1681-14.06.1757), conseiller d'État (15.09.1727-?)
Elie Bugnot (b. 23.04.1709-e. 06.08.1770), conseiller d'État (09.10.1753-?)
Henry Nicolas Chaillet (b 27.10.1702-e. 09.08.1765), conseiller d'État (28.10.1748-?)
Jean Frédéric Chaillet (B) (b. 25.10.1709-e. 11.04.1778), conseiller d'État (01.11.1752-1763)
Charles Henry Chambrier (b. 11.09.1728-e. 12.02.1769), conseiller d'État (08.11.1751-?)
Daniel Chambrier (b. 18.09.1708-e. 13.12.1793), conseiller d'État (11.11.1738-?)
Josué Chambrier (21.11.1686-e. 09.09.1763), conseiller d'État (15.09.1727-?)
Pierre Chambrier (C) (b. 22.05.1695-23.03.1774), conseiller d'État (06.05.1737-?)
Charles François Guy (1673-e. 18.04.1757), conseiller d'État (24.04.1725-?)
David Huguenin (b. 15.11.1696-e. 21.09.1766), conseiller d'État (22.06.1750-?)
Guillaume Pierre d'Ivernois (03.02.1701-e. 25.05.1775), conseiller d'État (22.04.1748-?)
Samuel Marval (B) (04.06.1707-29.01.1797), conseiller d'État (20.06.1740-?)
Guillaume Merveilleux (1691-07.01.1755), conseiller d'État (14.04-23.12.1727-?)
Samuel Meuron (A) (b. 04.10.1703-04.04.1777), conseiller d'État (26.05.1739-?)
Emer de Montmollin (B) (27.11.1706-22.05.1774), conseiller d'État (28.07.1750-?)
Samuel Osterwald (b. 03.11.1692-24.12.1769), conseiller d'État (21.07.1727-?)
Samuel Petitpierre (b. 15.07.1713-11.02.1781), conseiller d'État (12.02.1753-?)
Abraham Pury (A) (1678-13.04.1769), conseiller d'État (03.02.1725-?)
François Antoine Rougemont (A) (b. 12.12.1675-e. 12.03.1761), conseiller d'État (24.04.1725-24.04.1758)
Simon Roy (b. 15.10.1699-12.06.1758), conseiller d'État (02.08.1737-?)
Abraham de Sandol-Roy (b. 22.02.1722-29.11.1802), conseiller d'État (28.10.1754-?)
Benoist Sandoz (b. 26.07.1708-e. 16.08.1781), conseiller d'État (29.04.1754-?)
François Sandoz (1692-07.03.1779), conseiller d'État (15.09.1727-30.10.1775)
George de Montmollin (C) (b. 16.01.1710-e. 21.03.1786), conseiller d'État (22.11.1751-1767/1769-1778)

##### 1756
Jean Pierre Brun (17.08.1681-14.06.1757), conseiller d'État (15.09.1727-?)
Elie Bugnot (b. 23.04.1709-e. 06.08.1770), conseiller d'État (09.10.1753-?)
Henry Nicolas Chaillet (b 27.10.1702-e. 09.08.1765), conseiller d'État (28.10.1748-?)
Jean Frédéric Chaillet (B) (b. 25.10.1709-e. 11.04.1778), conseiller d'État (01.11.1752-1763)
Charles Henry Chambrier (b. 11.09.1728-e. 12.02.1769), conseiller d'État (08.11.1751-?)
Daniel Chambrier (b. 18.09.1708-e. 13.12.1793), conseiller d'État (11.11.1738-?)
Josué Chambrier (21.11.1686-e. 09.09.1763), conseiller d'État (15.09.1727-?)
Pierre Chambrier (C) (b. 22.05.1695-23.03.1774), conseiller d'État (06.05.1737-?)
Charles François Guy (1673-e. 18.04.1757), conseiller d'État (24.04.1725-?)
David Huguenin (b. 15.11.1696-e. 21.09.1766), conseiller d'État (22.06.1750-?)
Guillaume Pierre d'Ivernois (03.02.1701-e. 25.05.1775), conseiller d'État (22.04.1748-?)
Samuel Marval (B) (04.06.1707-29.01.1797), conseiller d'État (20.06.1740-?)
Samuel Meuron (A) (b. 04.10.1703-04.04.1777), conseiller d'État (26.05.1739-?)
Emer de Montmollin (B) (27.11.1706-22.05.1774), conseiller d'État (28.07.1750-?)
Samuel Osterwald (b. 03.11.1692-24.12.1769), conseiller d'État (21.07.1727-?)
Samuel Petitpierre (b. 15.07.1713-11.02.1781), conseiller d'État (12.02.1753-?)
Abraham Pury (A) (1678-13.04.1769), conseiller d'État (03.02.1725-?)
François Antoine Rougemont (A) (b. 12.12.1675-e. 12.03.1761), conseiller d'État (24.04.1725-24.04.1758)
Simon Roy (b. 15.10.1699-12.06.1758), conseiller d'État (02.08.1737-?)
Abraham de Sandol-Roy (b. 22.02.1722-29.11.1802), conseiller d'État (28.10.1754-?)
Benoist Sandoz (b. 26.07.1708-e. 16.08.1781), conseiller d'État (29.04.1754-?)
François Sandoz (1692-07.03.1779), conseiller d'État (15.09.1727-30.10.1775)
George de Montmollin (C) (b. 16.01.1710-e. 21.03.1786), conseiller d'État (22.11.1751-1767/1769-1778)

##### 1757
Jean Pierre Brun (17.08.1681-14.06.1757), conseiller d'État (15.09.1727-?)
Elie Bugnot (b. 23.04.1709-e. 06.08.1770), conseiller d'État (09.10.1753-?)
Henry Nicolas Chaillet (b 27.10.1702-e. 09.08.1765), conseiller d'État (28.10.1748-?)
Jean Frédéric Chaillet (B) (b. 25.10.1709-e. 11.04.1778), conseiller d'État (01.11.1752-1763)
Charles Henry Chambrier (b. 11.09.1728-e. 12.02.1769), conseiller d'État (08.11.1751-?)
Daniel Chambrier (b. 18.09.1708-e. 13.12.1793), conseiller d'État (11.11.1738-?)
Josué Chambrier (21.11.1686-e. 09.09.1763), conseiller d'État (15.09.1727-?)
Pierre Chambrier (C) (b. 22.05.1695-23.03.1774), conseiller d'État (06.05.1737-?)
Charles François Guy (1673-e. 18.04.1757), conseiller d'État (24.04.1725-?)
David Huguenin (b. 15.11.1696-e. 21.09.1766), conseiller d'État (22.06.1750-?)
Guillaume Pierre d'Ivernois (03.02.1701-e. 25.05.1775), conseiller d'État (22.04.1748-?)
Samuel Marval (B) (04.06.1707-29.01.1797), conseiller d'État (20.06.1740-?)
Samuel Meuron (A) (b. 04.10.1703-04.04.1777), conseiller d'État (26.05.1739-?)
Emer de Montmollin (B) (27.11.1706-22.05.1774), conseiller d'État (28.07.1750-?)
Samuel Osterwald (b. 03.11.1692-24.12.1769), conseiller d'État (21.07.1727-?)
Samuel Petitpierre (b. 15.07.1713-11.02.1781), conseiller d'État (12.02.1753-?)
Abraham Pury (A) (1678-13.04.1769), conseiller d'État (03.02.1725-?)
François Antoine Rougemont (A) (b. 12.12.1675-e. 12.03.1761), conseiller d'État (24.04.1725-24.04.1758)
Simon Roy (b. 15.10.1699-12.06.1758), conseiller d'État (02.08.1737-?)
Abraham de Sandol-Roy (b. 22.02.1722-29.11.1802), conseiller d'État (28.10.1754-?)
Benoist Sandoz (b. 26.07.1708-e. 16.08.1781), conseiller d'État (29.04.1754-?)
François Sandoz (1692-07.03.1779), conseiller d'État (15.09.1727-30.10.1775)
George de Montmollin (C) (b. 16.01.1710-e. 21.03.1786), conseiller d'État (22.11.1751-1767/1769-1778)

##### 1758
Elie Bugnot (b. 23.04.1709-e. 06.08.1770), conseiller d'État (09.10.1753-?)
Henry Nicolas Chaillet (b 27.10.1702-e. 09.08.1765), conseiller d'État (28.10.1748-?)
Jean Frédéric Chaillet (B) (b. 25.10.1709-e. 11.04.1778), conseiller d'État (01.11.1752-1763)
Charles Henry Chambrier (b. 11.09.1728-e. 12.02.1769), conseiller d'État (08.11.1751-?)
Daniel Chambrier (b. 18.09.1708-e. 13.12.1793), conseiller d'État (11.11.1738-?)
Josué Chambrier (21.11.1686-e. 09.09.1763), conseiller d'État (15.09.1727-?)
Pierre Chambrier (C) (b. 22.05.1695-23.03.1774), conseiller d'État (06.05.1737-?)
David Huguenin (b. 15.11.1696-e. 21.09.1766), conseiller d'État (22.06.1750-?)
Guillaume Pierre d'Ivernois (03.02.1701-e. 25.05.1775), conseiller d'État (22.04.1748-?)
Samuel Marval (B) (04.06.1707-29.01.1797), conseiller d'État (20.06.1740-?)
Samuel Meuron (A) (b. 04.10.1703-04.04.1777), conseiller d'État (26.05.1739-?)
Emer de Montmollin (B) (27.11.1706-22.05.1774), conseiller d'État (28.07.1750-?)
Samuel Osterwald (b. 03.11.1692-24.12.1769), conseiller d'État (21.07.1727-?)
Samuel Petitpierre (b. 15.07.1713-11.02.1781), conseiller d'État (12.02.1753-?)
Abraham Pury (A) (1678-13.04.1769), conseiller d'État (03.02.1725-?)
François Antoine Rougemont (A) (b. 12.12.1675-e. 12.03.1761), conseiller d'État (24.04.1725-24.04.1758)
François Antoine Rougemont (B) (b. 07.08.1713-09.06.1788), conseiller d'État (24.03-04.1758-?)
Georges de Rougemont (12.10.1758-22.12.1824), conseiller d'État (11.02.1788-?)
Simon Roy (b. 15.10.1699-12.06.1758), conseiller d'État (02.08.1737-?)
Abraham de Sandol-Roy (b. 22.02.1722-29.11.1802), conseiller d'État (28.10.1754-?)
Benoist Sandoz (b. 26.07.1708-e. 16.08.1781), conseiller d'État (29.04.1754-?)
François Sandoz (1692-07.03.1779), conseiller d'État (15.09.1727-30.10.1775)
George de Montmollin (C) (b. 16.01.1710-e. 21.03.1786), conseiller d'État (22.11.1751-1767/1769-1778)

##### 1759
Elie Bugnot (b. 23.04.1709-e. 06.08.1770), conseiller d'État (09.10.1753-?)
Henry Nicolas Chaillet (b 27.10.1702-e. 09.08.1765), conseiller d'État (28.10.1748-?)
Jean Frédéric Chaillet (B) (b. 25.10.1709-e. 11.04.1778), conseiller d'État (01.11.1752-1763)
Charles Henry Chambrier (b. 11.09.1728-e. 12.02.1769), conseiller d'État (08.11.1751-?)
Daniel Chambrier (b. 18.09.1708-e. 13.12.1793), conseiller d'État (11.11.1738-?)
Josué Chambrier (21.11.1686-e. 09.09.1763), conseiller d'État (15.09.1727-?)
Pierre Chambrier (C) (b. 22.05.1695-23.03.1774), conseiller d'État (06.05.1737-?)
David Huguenin (b. 15.11.1696-e. 21.09.1766), conseiller d'État (22.06.1750-?)
Guillaume Pierre d'Ivernois (03.02.1701-e. 25.05.1775), conseiller d'État (22.04.1748-?)
Samuel Marval (B) (04.06.1707-29.01.1797), conseiller d'État (20.06.1740-?)
Samuel Meuron (A) (b. 04.10.1703-04.04.1777), conseiller d'État (26.05.1739-?)
Emer de Montmollin (B) (27.11.1706-22.05.1774), conseiller d'État (28.07.1750-?)
Ferdinand Osterwald (b. 22.01.1724-e. 11.07.1781), conseiller d'État (21.05.1759-?)
Samuel Osterwald (b. 03.11.1692-24.12.1769), conseiller d'État (21.07.1727-?)
Samuel Petitpierre (b. 15.07.1713-11.02.1781), conseiller d'État (12.02.1753-?)
Abraham Pury (A) (1678-13.04.1769), conseiller d'État (03.02.1725-?)
François Antoine Rougemont (B) (b. 07.08.1713-09.06.1788), conseiller d'État (24.03-04.1758-?)
Georges de Rougemont (12.10.1758-22.12.1824), conseiller d'État (11.02.1788-?)
Abraham de Sandol-Roy (b. 22.02.1722-29.11.1802), conseiller d'État (28.10.1754-?)
Benoist Sandoz (b. 26.07.1708-e. 16.08.1781), conseiller d'État (29.04.1754-?)
François Sandoz (1692-07.03.1779), conseiller d'État (15.09.1727-30.10.1775)
George de Montmollin (C) (b. 16.01.1710-e. 21.03.1786), conseiller d'État (22.11.1751-1767/1769-1778)

#### 1760
Elie Bugnot (b. 23.04.1709-e. 06.08.1770), conseiller d'État (09.10.1753-?)
Henry Nicolas Chaillet (b 27.10.1702-e. 09.08.1765), conseiller d'État (28.10.1748-?)
Jean Frédéric Chaillet (B) (b. 25.10.1709-e. 11.04.1778), conseiller d'État (01.11.1752-1763)
Charles Henry Chambrier (b. 11.09.1728-e. 12.02.1769), conseiller d'État (08.11.1751-?)
Daniel Chambrier (b. 18.09.1708-e. 13.12.1793), conseiller d'État (11.11.1738-?)
Josué Chambrier (21.11.1686-e. 09.09.1763), conseiller d'État (15.09.1727-?)
Pierre Chambrier (C) (b. 22.05.1695-23.03.1774), conseiller d'État (06.05.1737-?)
David Huguenin (b. 15.11.1696-e. 21.09.1766), conseiller d'État (22.06.1750-?)
Guillaume Pierre d'Ivernois (03.02.1701-e. 25.05.1775), conseiller d'État (22.04.1748-?)
Samuel Marval (B) (04.06.1707-29.01.1797), conseiller d'État (20.06.1740-?)
Samuel Meuron (A) (b. 04.10.1703-04.04.1777), conseiller d'État (26.05.1739-?)
Emer de Montmollin (B) (27.11.1706-22.05.1774), conseiller d'État (28.07.1750-?)
Ferdinand Osterwald (b. 22.01.1724-e. 11.07.1781), conseiller d'État (21.05.1759-?)
Samuel Osterwald (b. 03.11.1692-24.12.1769), conseiller d'État (21.07.1727-?)
Samuel Petitpierre (b. 15.07.1713-11.02.1781), conseiller d'État (12.02.1753-?)
François Antoine Rougemont (B) (b. 07.08.1713-09.06.1788), conseiller d'État (24.03-04.1758-?)
Georges de Rougemont (12.10.1758-22.12.1824), conseiller d'État (11.02.1788-?)
Abraham de Sandol-Roy (b. 22.02.1722-29.11.1802), conseiller d'État (28.10.1754-?)
Benoist Sandoz (b. 26.07.1708-e. 16.08.1781), conseiller d'État (29.04.1754-?)
François Sandoz (1692-07.03.1779), conseiller d'État (15.09.1727-30.10.1775)
George de Montmollin (C) (b. 16.01.1710-e. 21.03.1786), conseiller d'État (22.11.1751-1767/1769-1778)

##### 1761
Elie Bugnot (b. 23.04.1709-e. 06.08.1770), conseiller d'État (09.10.1753-?)
Henry Nicolas Chaillet (b 27.10.1702-e. 09.08.1765), conseiller d'État (28.10.1748-?)
Jean Frédéric Chaillet (B) (b. 25.10.1709-e. 11.04.1778), conseiller d'État (01.11.1752-1763)
Charles Henry Chambrier (b. 11.09.1728-e. 12.02.1769), conseiller d'État (08.11.1751-?)
Daniel Chambrier (b. 18.09.1708-e. 13.12.1793), conseiller d'État (11.11.1738-?)
Josué Chambrier (21.11.1686-e. 09.09.1763), conseiller d'État (15.09.1727-?)
Pierre Chambrier (C) (b. 22.05.1695-23.03.1774), conseiller d'État (06.05.1737-?)
David Huguenin (b. 15.11.1696-e. 21.09.1766), conseiller d'État (22.06.1750-?)
Guillaume Pierre d'Ivernois (03.02.1701-e. 25.05.1775), conseiller d'État (22.04.1748-?)
Samuel Marval (B) (04.06.1707-29.01.1797), conseiller d'État (20.06.1740-?)
Samuel Meuron (A) (b. 04.10.1703-04.04.1777), conseiller d'État (26.05.1739-?)
Emer de Montmollin (B) (27.11.1706-22.05.1774), conseiller d'État (28.07.1750-?)
Ferdinand Osterwald (b. 22.01.1724-e. 11.07.1781), conseiller d'État (21.05.1759-?)
Samuel Osterwald (b. 03.11.1692-24.12.1769), conseiller d'État (21.07.1727-?)
Samuel Petitpierre (b. 15.07.1713-11.02.1781), conseiller d'État (12.02.1753-?)
François Antoine Rougemont (B) (b. 07.08.1713-09.06.1788), conseiller d'État (24.03-04.1758-?)
Georges de Rougemont (12.10.1758-22.12.1824), conseiller d'État (11.02.1788-?)
Abraham de Sandol-Roy (b. 22.02.1722-29.11.1802), conseiller d'État (28.10.1754-?)
Benoist Sandoz (b. 26.07.1708-e. 16.08.1781), conseiller d'État (29.04.1754-?)
François Sandoz (1692-07.03.1779), conseiller d'État (15.09.1727-30.10.1775)
George de Montmollin (C) (b. 16.01.1710-e. 21.03.1786), conseiller d'État (22.11.1751-1767/1769-1778)

##### 1762
Elie Bugnot (b. 23.04.1709-e. 06.08.1770), conseiller d'État (09.10.1753-?)
Henry Nicolas Chaillet (b 27.10.1702-e. 09.08.1765), conseiller d'État (28.10.1748-?)
Jean Frédéric Chaillet (B) (b. 25.10.1709-e. 11.04.1778), conseiller d'État (01.11.1752-1763)
Charles Henry Chambrier (b. 11.09.1728-e. 12.02.1769), conseiller d'État (08.11.1751-?)
Daniel Chambrier (b. 18.09.1708-e. 13.12.1793), conseiller d'État (11.11.1738-?)
Josué Chambrier (21.11.1686-e. 09.09.1763), conseiller d'État (15.09.1727-?)
Pierre Chambrier (C) (b. 22.05.1695-23.03.1774), conseiller d'État (06.05.1737-?)
David Huguenin (b. 15.11.1696-e. 21.09.1766), conseiller d'État (22.06.1750-?)
Guillaume Pierre d'Ivernois (03.02.1701-e. 25.05.1775), conseiller d'État (22.04.1748-?)
Samuel Marval (B) (04.06.1707-29.01.1797), conseiller d'État (20.06.1740-?)
Samuel Meuron (A) (b. 04.10.1703-04.04.1777), conseiller d'État (26.05.1739-?)
Emer de Montmollin (B) (27.11.1706-22.05.1774), conseiller d'État (28.07.1750-?)
Ferdinand Osterwald (b. 22.01.1724-e. 11.07.1781), conseiller d'État (21.05.1759-?)
Samuel Osterwald (b. 03.11.1692-24.12.1769), conseiller d'État (21.07.1727-?)
Samuel Petitpierre (b. 15.07.1713-11.02.1781), conseiller d'État (12.02.1753-?)
François Antoine Rougemont (B) (b. 07.08.1713-09.06.1788), conseiller d'État (24.03-04.1758-?)
Georges de Rougemont (12.10.1758-22.12.1824), conseiller d'État (11.02.1788-?)
Abraham de Sandol-Roy (b. 22.02.1722-29.11.1802), conseiller d'État (28.10.1754-?)
Benoist Sandoz (b. 26.07.1708-e. 16.08.1781), conseiller d'État (29.04.1754-?)
François Sandoz (1692-07.03.1779), conseiller d'État (15.09.1727-30.10.1775)
George de Montmollin (C) (b. 16.01.1710-e. 21.03.1786), conseiller d'État (22.11.1751-1767/1769-1778)

##### 1763
Elie Bugnot (b. 23.04.1709-e. 06.08.1770), conseiller d'État (09.10.1753-?)
Henry Nicolas Chaillet (b 27.10.1702-e. 09.08.1765), conseiller d'État (28.10.1748-?)
Jean Frédéric Chaillet (B) (b. 25.10.1709-e. 11.04.1778), conseiller d'État (01.11.1752-1763)
Charles Henry Chambrier (b. 11.09.1728-e. 12.02.1769), conseiller d'État (08.11.1751-?)
Daniel Chambrier (b. 18.09.1708-e. 13.12.1793), conseiller d'État (11.11.1738-?)
Josué Chambrier (21.11.1686-e. 09.09.1763), conseiller d'État (15.09.1727-?)
Pierre Chambrier (C) (b. 22.05.1695-23.03.1774), conseiller d'État (06.05.1737-?)
David Huguenin (b. 15.11.1696-e. 21.09.1766), conseiller d'État (22.06.1750-?)
Guillaume Pierre d'Ivernois (03.02.1701-e. 25.05.1775), conseiller d'État (22.04.1748-?)
Samuel Marval (B) (04.06.1707-29.01.1797), conseiller d'État (20.06.1740-?)
Samuel Meuron (A) (b. 04.10.1703-04.04.1777), conseiller d'État (26.05.1739-?)
Emer de Montmollin (B) (27.11.1706-22.05.1774), conseiller d'État (28.07.1750-?)
Ferdinand Osterwald (b. 22.01.1724-e. 11.07.1781), conseiller d'État (21.05.1759-?)
Samuel Osterwald (b. 03.11.1692-24.12.1769), conseiller d'État (21.07.1727-?)
Samuel Petitpierre (b. 15.07.1713-11.02.1781), conseiller d'État (12.02.1753-?)
David Pury (B) (07.02.1733-16.01.1820), conseiller d'État (15.08.1763-?)
François Antoine Rougemont (B) (b. 07.08.1713-09.06.1788), conseiller d'État (24.03-04.1758-?)
Georges de Rougemont (12.10.1758-22.12.1824), conseiller d'État (11.02.1788-?)
Abraham de Sandol-Roy (b. 22.02.1722-29.11.1802), conseiller d'État (28.10.1754-?)
Benoist Sandoz (b. 26.07.1708-e. 16.08.1781), conseiller d'État (29.04.1754-?)
François Sandoz (1692-07.03.1779), conseiller d'État (15.09.1727-30.10.1775)
George de Montmollin (C) (b. 16.01.1710-e. 21.03.1786), conseiller d'État (22.11.1751-1767/1769-1778)

##### 1764
Elie Bugnot (b. 23.04.1709-e. 06.08.1770), conseiller d'État (09.10.1753-?)
Henry Nicolas Chaillet (b 27.10.1702-e. 09.08.1765), conseiller d'État (28.10.1748-?)
Charles Henry Chambrier (b. 11.09.1728-e. 12.02.1769), conseiller d'État (08.11.1751-?)
Daniel Chambrier (b. 18.09.1708-e. 13.12.1793), conseiller d'État (11.11.1738-?)
Pierre Chambrier (C) (b. 22.05.1695-23.03.1774), conseiller d'État (06.05.1737-?)
David Huguenin (b. 15.11.1696-e. 21.09.1766), conseiller d'État (22.06.1750-?)
Charles Guillaume d'Ivernois (11.08.1732-28.02.1819), conseiller d'État (09.011764-1814)
Guillaume Pierre d'Ivernois (03.02.1701-e. 25.05.1775), conseiller d'État (22.04.1748-?)
Frédéric Martinet (b. 08.08.1713-29.05.1789), conseiller d'État (17.12.1764-?)
Samuel Marval (B) (04.06.1707-29.01.1797), conseiller d'État (20.06.1740-?)
Samuel Meuron (A) (b. 04.10.1703-04.04.1777), conseiller d'État (26.05.1739-?)
Emer de Montmollin (B) (27.11.1706-22.05.1774), conseiller d'État (28.07.1750-?)
Ferdinand Osterwald (b. 22.01.1724-e. 11.07.1781), conseiller d'État (21.05.1759-?)
Samuel Osterwald (b. 03.11.1692-24.12.1769), conseiller d'État (21.07.1727-?)
Samuel Petitpierre (b. 15.07.1713-11.02.1781), conseiller d'État (12.02.1753-?)
David Pury (B) (07.02.1733-16.01.1820), conseiller d'État (15.08.1763-?)
François Antoine Rougemont (B) (b. 07.08.1713-09.06.1788), conseiller d'État (24.03-04.1758-?)
Georges de Rougemont (12.10.1758-22.12.1824), conseiller d'État (11.02.1788-?)
Abraham de Sandol-Roy (b. 22.02.1722-29.11.1802), conseiller d'État (28.10.1754-?)
Benoist Sandoz (b. 26.07.1708-e. 16.08.1781), conseiller d'État (29.04.1754-?)
François Sandoz (1692-07.03.1779), conseiller d'État (15.09.1727-30.10.1775)
George de Montmollin (C) (b. 16.01.1710-e. 21.03.1786), conseiller d'État (22.11.1751-1767/1769-1778)

##### 1765
Jean-Henri Andrié (b 26.01.1729-15.03.1788), conseiller d'État (02.12.1765-?)
Elie Bugnot (b. 23.04.1709-e. 06.08.1770), conseiller d'État (09.10.1753-?)
Henry Nicolas Chaillet (b 27.10.1702-e. 09.08.1765), conseiller d'État (28.10.1748-?)
Charles Henry Chambrier (b. 11.09.1728-e. 12.02.1769), conseiller d'État (08.11.1751-?)
Daniel Chambrier (b. 18.09.1708-e. 13.12.1793), conseiller d'État (11.11.1738-?)
Pierre Chambrier (C) (b. 22.05.1695-23.03.1774), conseiller d'État (06.05.1737-?)
David Huguenin (b. 15.11.1696-e. 21.09.1766), conseiller d'État (22.06.1750-?)
Charles Guillaume d'Ivernois (11.08.1732-28.02.1819), conseiller d'État (09.011764-1814)
Guillaume Pierre d'Ivernois (03.02.1701-e. 25.05.1775), conseiller d'État (22.04.1748-?)
Frédéric Martinet (b. 08.08.1713-29.05.1789), conseiller d'État (17.12.1764-?)
Samuel Marval (B) (04.06.1707-29.01.1797), conseiller d'État (20.06.1740-?)
Samuel Meuron (A) (b. 04.10.1703-04.04.1777), conseiller d'État (26.05.1739-?)
Emer de Montmollin (B) (27.11.1706-22.05.1774), conseiller d'État (28.07.1750-?)
Ferdinand Osterwald (b. 22.01.1724-e. 11.07.1781), conseiller d'État (21.05.1759-?)
Samuel Osterwald (b. 03.11.1692-24.12.1769), conseiller d'État (21.07.1727-?)
Samuel Petitpierre (b. 15.07.1713-11.02.1781), conseiller d'État (12.02.1753-?)
Abraham Pury (B) (b. 03.07.1724-17.02.1807), conseiller d'État (15.07.1765-?)
David Pury (B) (07.02.1733-16.01.1820), conseiller d'État (15.08.1763-?)
François Antoine Rougemont (B) (b. 07.08.1713-09.06.1788), conseiller d'État (24.03-04.1758-?)
Georges de Rougemont (12.10.1758-22.12.1824), conseiller d'État (11.02.1788-?)
Abraham de Sandol-Roy (b. 22.02.1722-29.11.1802), conseiller d'État (28.10.1754-?)
Benoist Sandoz (b. 26.07.1708-e. 16.08.1781), conseiller d'État (29.04.1754-?)
François Sandoz (1692-07.03.1779), conseiller d'État (15.09.1727-30.10.1775)
George de Montmollin (C) (b. 16.01.1710-e. 21.03.1786), conseiller d'État (22.11.1751-1767/1769-1778)

##### 1766
Jean-Henri Andrié (b 26.01.1729-15.03.1788), conseiller d'État (02.12.1765-?)
Elie Bugnot (b. 23.04.1709-e. 06.08.1770), conseiller d'État (09.10.1753-?)
Charles Henry Chambrier (b. 11.09.1728-e. 12.02.1769), conseiller d'État (08.11.1751-?)
Daniel Chambrier (b. 18.09.1708-e. 13.12.1793), conseiller d'État (11.11.1738-?)
Pierre Chambrier (C) (b. 22.05.1695-23.03.1774), conseiller d'État (06.05.1737-?)
David Huguenin (b. 15.11.1696-e. 21.09.1766), conseiller d'État (22.06.1750-?)
Charles Guillaume d'Ivernois (11.08.1732-28.02.1819), conseiller d'État (09.011764-1814)
Guillaume Pierre d'Ivernois (03.02.1701-e. 25.05.1775), conseiller d'État (22.04.1748-?)
Frédéric Martinet (b. 08.08.1713-29.05.1789), conseiller d'État (17.12.1764-?)
Samuel Marval (B) (04.06.1707-29.01.1797), conseiller d'État (20.06.1740-?)
Samuel Meuron (A) (b. 04.10.1703-04.04.1777), conseiller d'État (26.05.1739-?)
Emer de Montmollin (B) (27.11.1706-22.05.1774), conseiller d'État (28.07.1750-?)
Ferdinand Osterwald (b. 22.01.1724-e. 11.07.1781), conseiller d'État (21.05.1759-?)
Samuel Osterwald (b. 03.11.1692-24.12.1769), conseiller d'État (21.07.1727-?)
Samuel Petitpierre (b. 15.07.1713-11.02.1781), conseiller d'État (12.02.1753-?)
Abraham Pury (B) (b. 03.07.1724-17.02.1807), conseiller d'État (15.07.1765-?)
David Pury (B) (07.02.1733-16.01.1820), conseiller d'État (15.08.1763-?)
François Antoine Rougemont (B) (b. 07.08.1713-09.06.1788), conseiller d'État (24.03-04.1758-?)
Georges de Rougemont (12.10.1758-22.12.1824), conseiller d'État (11.02.1788-?)
Abraham de Sandol-Roy (b. 22.02.1722-29.11.1802), conseiller d'État (28.10.1754-?)
Benoist Sandoz (b. 26.07.1708-e. 16.08.1781), conseiller d'État (29.04.1754-?)
François Sandoz (1692-07.03.1779), conseiller d'État (15.09.1727-30.10.1775)
George de Montmollin (C) (b. 16.01.1710-e. 21.03.1786), conseiller d'État (22.11.1751-1767/1769-1778)

##### 1767
Jean-Henri Andrié (b 26.01.1729-15.03.1788), conseiller d'État (02.12.1765-?)
Jérôme Boyve (1731-21.03.1810), conseiller d'État (10.02.1767-?)
Elie Bugnot (b. 23.04.1709-e. 06.08.1770), conseiller d'État (09.10.1753-?)
Charles Henry Chambrier (b. 11.09.1728-e. 12.02.1769), conseiller d'État (08.11.1751-?)
Daniel Chambrier (b. 18.09.1708-e. 13.12.1793), conseiller d'État (11.11.1738-?)
Pierre Chambrier (C) (b. 22.05.1695-23.03.1774), conseiller d'État (06.05.1737-?)
Charles Guillaume d'Ivernois (11.08.1732-28.02.1819), conseiller d'État (09.011764-1814)
Guillaume Pierre d'Ivernois (03.02.1701-e. 25.05.1775), conseiller d'État (22.04.1748-?)
Frédéric Martinet (b. 08.08.1713-29.05.1789), conseiller d'État (17.12.1764-?)
Samuel Marval (B) (04.06.1707-29.01.1797), conseiller d'État (20.06.1740-?)
Samuel Meuron (A) (b. 04.10.1703-04.04.1777), conseiller d'État (26.05.1739-?)
Emer de Montmollin (B) (27.11.1706-22.05.1774), conseiller d'État (28.07.1750-?)
Ferdinand Osterwald (b. 22.01.1724-e. 11.07.1781), conseiller d'État (21.05.1759-?)
Samuel Osterwald (b. 03.11.1692-24.12.1769), conseiller d'État (21.07.1727-?)
Samuel Petitpierre (b. 15.07.1713-11.02.1781), conseiller d'État (12.02.1753-?)
Abraham Pury (B) (b. 03.07.1724-17.02.1807), conseiller d'État (15.07.1765-?)
David Pury (B) (07.02.1733-16.01.1820), conseiller d'État (15.08.1763-?)
François Antoine Rougemont (B) (b. 07.08.1713-09.06.1788), conseiller d'État (24.03-04.1758-?)
Georges de Rougemont (12.10.1758-22.12.1824), conseiller d'État (11.02.1788-?)
Abraham de Sandol-Roy (b. 22.02.1722-29.11.1802), conseiller d'État (28.10.1754-?)
Benoist Sandoz (b. 26.07.1708-e. 16.08.1781), conseiller d'État (29.04.1754-?)
François Sandoz (1692-07.03.1779), conseiller d'État (15.09.1727-30.10.1775)
George de Montmollin (C) (b. 16.01.1710-e. 21.03.1786), conseiller d'État (22.11.1751-1767/1769-1778)

##### 1768
Jean-Henri Andrié (b 26.01.1729-15.03.1788), conseiller d'État (02.12.1765-?)
Jérôme Boyve (1731-21.03.1810), conseiller d'État (10.02.1767-?)
Elie Bugnot (b. 23.04.1709-e. 06.08.1770), conseiller d'État (09.10.1753-?)
Charles Henry Chambrier (b. 11.09.1728-e. 12.02.1769), conseiller d'État (08.11.1751-?)
Daniel Chambrier (b. 18.09.1708-e. 13.12.1793), conseiller d'État (11.11.1738-?)
Pierre Chambrier (C) (b. 22.05.1695-23.03.1774), conseiller d'État (06.05.1737-?)
Charles Guillaume d'Ivernois (11.08.1732-28.02.1819), conseiller d'État (09.011764-1814)
Guillaume Pierre d'Ivernois (03.02.1701-e. 25.05.1775), conseiller d'État (22.04.1748-?)
Frédéric Martinet (b. 08.08.1713-29.05.1789), conseiller d'État (17.12.1764-?)
Samuel Marval (B) (04.06.1707-29.01.1797), conseiller d'État (20.06.1740-?)
Samuel Meuron (A) (b. 04.10.1703-04.04.1777), conseiller d'État (26.05.1739-?)
Emer de Montmollin (B) (27.11.1706-22.05.1774), conseiller d'État (28.07.1750-?)
Ferdinand Osterwald (b. 22.01.1724-e. 11.07.1781), conseiller d'État (21.05.1759-?)
Samuel Osterwald (b. 03.11.1692-24.12.1769), conseiller d'État (21.07.1727-?)
Samuel Petitpierre (b. 15.07.1713-11.02.1781), conseiller d'État (12.02.1753-?)
Abraham Pury (B) (b. 03.07.1724-17.02.1807), conseiller d'État (15.07.1765-?)
David Pury (B) (07.02.1733-16.01.1820), conseiller d'État (15.08.1763-?)
François Antoine Rougemont (B) (b. 07.08.1713-09.06.1788), conseiller d'État (24.03-04.1758-?)
Georges de Rougemont (12.10.1758-22.12.1824), conseiller d'État (11.02.1788-?)
Abraham de Sandol-Roy (b. 22.02.1722-29.11.1802), conseiller d'État (28.10.1754-?)
Benoist Sandoz (b. 26.07.1708-e. 16.08.1781), conseiller d'État (29.04.1754-?)
François Sandoz (1692-07.03.1779), conseiller d'État (15.09.1727-30.10.1775)

##### 1769
Jean-Henri Andrié (b 26.01.1729-15.03.1788), conseiller d'État (02.12.1765-?)
Jérôme Boyve (1731-21.03.1810), conseiller d'État (10.02.1767-?)
Elie Bugnot (b. 23.04.1709-e. 06.08.1770), conseiller d'État (09.10.1753-?)
Charles Henry Chambrier (b. 11.09.1728-e. 12.02.1769), conseiller d'État (08.11.1751-?)
Daniel Chambrier (b. 18.09.1708-e. 13.12.1793), conseiller d'État (11.11.1738-?)
Pierre Chambrier (C) (b. 22.05.1695-23.03.1774), conseiller d'État (06.05.1737-?)
Charles Guillaume d'Ivernois (11.08.1732-28.02.1819), conseiller d'État (09.011764-1814)
Guillaume Pierre d'Ivernois (03.02.1701-e. 25.05.1775), conseiller d'État (22.04.1748-?)
Frédéric Martinet (b. 08.08.1713-29.05.1789), conseiller d'État (17.12.1764-?)
Samuel Marval (B) (04.06.1707-29.01.1797), conseiller d'État (20.06.1740-?)
Samuel Meuron (A) (b. 04.10.1703-04.04.1777), conseiller d'État (26.05.1739-?)
Emer de Montmollin (B) (27.11.1706-22.05.1774), conseiller d'État (28.07.1750-?)
Ferdinand Osterwald (b. 22.01.1724-e. 11.07.1781), conseiller d'État (21.05.1759-?)
Samuel Osterwald (b. 03.11.1692-24.12.1769), conseiller d'État (21.07.1727-?)
François Perrot (b. 10.08.1722-e.21.11.1791), conseiller d'État (13.06.1769-?)
Samuel Petitpierre (b. 15.07.1713-11.02.1781), conseiller d'État (12.02.1753-?)
Abraham Pury (B) (b. 03.07.1724-17.02.1807), conseiller d'État (15.07.1765-?)
David Pury (B) (07.02.1733-16.01.1820), conseiller d'État (15.08.1763-?)
François Antoine Rougemont (B) (b. 07.08.1713-09.06.1788), conseiller d'État (24.03-04.1758-?)
Georges de Rougemont (12.10.1758-22.12.1824), conseiller d'État (11.02.1788-?)
Abraham de Sandol-Roy (b. 22.02.1722-29.11.1802), conseiller d'État (28.10.1754-?)
Benoist Sandoz (b. 26.07.1708-e. 16.08.1781), conseiller d'État (29.04.1754-?)
François Sandoz (1692-07.03.1779), conseiller d'État (15.09.1727-30.10.1775)
George de Montmollin (C) (b. 16.01.1710-e. 21.03.1786), conseiller d'État (22.11.1751-1767/1769-1778)

#### 1770
Jean-Henri Andrié (b 26.01.1729-15.03.1788), conseiller d'État (02.12.1765-?)
Jérôme Boyve (1731-21.03.1810), conseiller d'État (10.02.1767-?)
Elie Bugnot (b. 23.04.1709-e. 06.08.1770), conseiller d'État (09.10.1753-?)
Daniel Chambrier (b. 18.09.1708-e. 13.12.1793), conseiller d'État (11.11.1738-?)
Pierre Chambrier (C) (b. 22.05.1695-23.03.1774), conseiller d'État (06.05.1737-?)
Charles Guillaume d'Ivernois (11.08.1732-28.02.1819), conseiller d'État (09.011764-1814)
Guillaume Pierre d'Ivernois (03.02.1701-e. 25.05.1775), conseiller d'État (22.04.1748-?)
Frédéric Martinet (b. 08.08.1713-29.05.1789), conseiller d'État (17.12.1764-?)
Samuel Marval (B) (04.06.1707-29.01.1797), conseiller d'État (20.06.1740-?)
Samuel Meuron (A) (b. 04.10.1703-04.04.1777), conseiller d'État (26.05.1739-?)
Emer de Montmollin (B) (27.11.1706-22.05.1774), conseiller d'État (28.07.1750-?)
Ferdinand Osterwald (b. 22.01.1724-e. 11.07.1781), conseiller d'État (21.05.1759-?)
François Perrot (b. 10.08.1722-e.21.11.1791), conseiller d'État (13.06.1769-?)
Samuel Petitpierre (b. 15.07.1713-11.02.1781), conseiller d'État (12.02.1753-?)
Abraham Pury (B) (b. 03.07.1724-17.02.1807), conseiller d'État (15.07.1765-?)
David Pury (B) (07.02.1733-16.01.1820), conseiller d'État (15.08.1763-?)
François Antoine Rougemont (B) (b. 07.08.1713-09.06.1788), conseiller d'État (24.03-04.1758-?)
Georges de Rougemont (12.10.1758-22.12.1824), conseiller d'État (11.02.1788-?)
Abraham de Sandol-Roy (b. 22.02.1722-29.11.1802), conseiller d'État (28.10.1754-?)
Benoist Sandoz (b. 26.07.1708-e. 16.08.1781), conseiller d'État (29.04.1754-?)
François Sandoz (1692-07.03.1779), conseiller d'État (15.09.1727-30.10.1775)
George de Montmollin (C) (b. 16.01.1710-e. 21.03.1786), conseiller d'État (22.11.1751-1767/1769-1778)

##### 1771
Jean-Henri Andrié (b 26.01.1729-15.03.1788), conseiller d'État (02.12.1765-?)
Jérôme Boyve (1731-21.03.1810), conseiller d'État (10.02.1767-?)
Daniel Chambrier (b. 18.09.1708-e. 13.12.1793), conseiller d'État (11.11.1738-?)
Pierre Chambrier (C) (b. 22.05.1695-23.03.1774), conseiller d'État (06.05.1737-?)
Charles Guillaume d'Ivernois (11.08.1732-28.02.1819), conseiller d'État (09.011764-1814)
Guillaume Pierre d'Ivernois (03.02.1701-e. 25.05.1775), conseiller d'État (22.04.1748-?)
Frédéric Martinet (b. 08.08.1713-29.05.1789), conseiller d'État (17.12.1764-?)
Samuel Marval (B) (04.06.1707-29.01.1797), conseiller d'État (20.06.1740-?)
Samuel Meuron (A) (b. 04.10.1703-04.04.1777), conseiller d'État (26.05.1739-?)
Emer de Montmollin (B) (27.11.1706-22.05.1774), conseiller d'État (28.07.1750-?)
Ferdinand Osterwald (b. 22.01.1724-e. 11.07.1781), conseiller d'État (21.05.1759-?)
François Perrot (b. 10.08.1722-e.21.11.1791), conseiller d'État (13.06.1769-?)
Samuel Petitpierre (b. 15.07.1713-11.02.1781), conseiller d'État (12.02.1753-?)
Abraham Pury (B) (b. 03.07.1724-17.02.1807), conseiller d'État (15.07.1765-?)
David Pury (B) (07.02.1733-16.01.1820), conseiller d'État (15.08.1763-?)
François Antoine Rougemont (B) (b. 07.08.1713-09.06.1788), conseiller d'État (24.03-04.1758-?)
Georges de Rougemont (12.10.1758-22.12.1824), conseiller d'État (11.02.1788-?)
Abraham de Sandol-Roy (b. 22.02.1722-29.11.1802), conseiller d'État (28.10.1754-?)
Benoist Sandoz (b. 26.07.1708-e. 16.08.1781), conseiller d'État (29.04.1754-?)
François Sandoz (1692-07.03.1779), conseiller d'État (15.09.1727-30.10.1775)
George de Montmollin (C) (b. 16.01.1710-e. 21.03.1786), conseiller d'État (22.11.1751-1767/1769-1778)

##### 1772
Jean-Henri Andrié (b 26.01.1729-15.03.1788), conseiller d'État (02.12.1765-?)
Jérôme Boyve (1731-21.03.1810), conseiller d'État (10.02.1767-?)
Daniel Chambrier (b. 18.09.1708-e. 13.12.1793), conseiller d'État (11.11.1738-?)
Pierre Chambrier (C) (b. 22.05.1695-23.03.1774), conseiller d'État (06.05.1737-?)
Charles Guillaume d'Ivernois (11.08.1732-28.02.1819), conseiller d'État (09.011764-1814)
Guillaume Pierre d'Ivernois (03.02.1701-e. 25.05.1775), conseiller d'État (22.04.1748-?)
Frédéric Martinet (b. 08.08.1713-29.05.1789), conseiller d'État (17.12.1764-?)
Samuel Marval (B) (04.06.1707-29.01.1797), conseiller d'État (20.06.1740-?)
Samuel Meuron (A) (b. 04.10.1703-04.04.1777), conseiller d'État (26.05.1739-?)
Emer de Montmollin (B) (27.11.1706-22.05.1774), conseiller d'État (28.07.1750-?)
Ferdinand Osterwald (b. 22.01.1724-e. 11.07.1781), conseiller d'État (21.05.1759-?)
François Perrot (b. 10.08.1722-e.21.11.1791), conseiller d'État (13.06.1769-?)
Samuel Petitpierre (b. 15.07.1713-11.02.1781), conseiller d'État (12.02.1753-?)
Abraham Pury (B) (b. 03.07.1724-17.02.1807), conseiller d'État (15.07.1765-?)
David Pury (B) (07.02.1733-16.01.1820), conseiller d'État (15.08.1763-?)
François Antoine Rougemont (B) (b. 07.08.1713-09.06.1788), conseiller d'État (24.03-04.1758-?)
Georges de Rougemont (12.10.1758-22.12.1824), conseiller d'État (11.02.1788-?)
Abraham de Sandol-Roy (b. 22.02.1722-29.11.1802), conseiller d'État (28.10.1754-?)
Benoist Sandoz (b. 26.07.1708-e. 16.08.1781), conseiller d'État (29.04.1754-?)
François Sandoz (1692-07.03.1779), conseiller d'État (15.09.1727-30.10.1775)George de Montmollin (C) (b. 16.01.1710-e. 21.03.1786), conseiller d'État (22.11.1751-1767/1769-1778)

##### 1773
Jean-Henri Andrié (b 26.01.1729-15.03.1788), conseiller d'État (02.12.1765-?)
Jérôme Boyve (1731-21.03.1810), conseiller d'État (10.02.1767-?)
Daniel Chambrier (b. 18.09.1708-e. 13.12.1793), conseiller d'État (11.11.1738-?)
Pierre Chambrier (C) (b. 22.05.1695-23.03.1774), conseiller d'État (06.05.1737-?)
Charles Guillaume d'Ivernois (11.08.1732-28.02.1819), conseiller d'État (09.011764-1814)
Guillaume Pierre d'Ivernois (03.02.1701-e. 25.05.1775), conseillers d'État (22.04.1748-?)
Frédéric Martinet (b. 08.08.1713-29.05.1789), conseiller d'État (17.12.1764-?)
Samuel Marval (B) (04.06.1707-29.01.1797), conseiller d'État (20.06.1740-?)
Samuel Meuron (A) (b. 04.10.1703-04.04.1777), conseiller d'État (26.05.1739-?)
Emer de Montmollin (B) (27.11.1706-22.05.1774), conseiller d'État (28.07.1750-?)
Ferdinand Osterwald (b. 22.01.1724-e. 11.07.1781), conseiller d'État (21.05.1759-?)
François Perrot (b. 10.08.1722-e.21.11.1791), conseiller d'État (13.06.1769-?)
Samuel Petitpierre (b. 15.07.1713-11.02.1781), conseiller d'État (12.02.1753-?)
Abraham Pury (B) (b. 03.07.1724-17.02.1807), conseiller d'État (15.07.1765-?)
David Pury (B) (07.02.1733-16.01.1820), conseiller d'État (15.08.1763-?)
François Antoine Rougemont (B) (b. 07.08.1713-09.06.1788), conseiller d'État (24.03-04.1758-?)
Georges de Rougemont (12.10.1758-22.12.1824), conseiller d'État (11.02.1788-?)
Abraham de Sandol-Roy (b. 22.02.1722-29.11.1802), conseiller d'État (28.10.1754-?)
Benoist Sandoz (b. 26.07.1708-e. 16.08.1781), conseiller d'État (29.04.1754-?)
François Sandoz (1692-07.03.1779), conseiller d'État (15.09.1727-30.10.1775)
George de Montmollin (C) (b. 16.01.1710-e. 21.03.1786), conseiller d'État (22.11.1751-1767/1769-1778)

##### 1774
Jean-Henri Andrié (b 26.01.1729-15.03.1788), conseiller d'État (02.12.1765-?)
Jérôme Boyve (1731-21.03.1810), conseiller d'État (10.02.1767-?)
Daniel Chambrier (b. 18.09.1708-e. 13.12.1793), conseiller d'État (11.11.1738-?)
Pierre Chambrier (C) (b. 22.05.1695-23.03.1774), conseiller d'État (06.05.1737-?)
Charles Guillaume d'Ivernois (11.08.1732-28.02.1819), conseiller d'État (09.011764-1814)
Guillaume Pierre d'Ivernois (03.02.1701-e. 25.05.1775), conseiller d'État (22.04.1748-?)
Frédéric Martinet (b. 08.08.1713-29.05.1789), conseiller d'État (17.12.1764-?)
Samuel Marval (B) (04.06.1707-29.01.1797), conseiller d'État (20.06.1740-?)
Samuel Meuron (A) (b. 04.10.1703-04.04.1777), conseiller d'État (26.05.1739-?)
Emer de Montmollin (B) (27.11.1706-22.05.1774), conseiller d'État (28.07.1750-?)
Louis de Montmollin (b. 22.09.1735-17.09.1805), conseiller d'État (20.05.1774-?)
Ferdinand Osterwald (b. 22.01.1724-e. 11.07.1781), conseiller d'État (21.05.1759-?)
François Perrot (b. 10.08.1722-e.21.11.1791), conseiller d'État (13.06.1769-?)
Samuel Petitpierre (b. 15.07.1713-11.02.1781), conseiller d'État (12.02.1753-?)
Abraham Pury (B) (b. 03.07.1724-17.02.1807), conseiller d'État (15.07.1765-?)
David Pury (B) (07.02.1733-16.01.1820), conseiller d'État (15.08.1763-?)
François Antoine Rougemont (B) (b. 07.08.1713-09.06.1788), conseiller d'État (24.03-04.1758-?)
Georges de Rougemont (12.10.1758-22.12.1824), conseiller d'État (11.02.1788-?)
Abraham de Sandol-Roy (b. 22.02.1722-29.11.1802), conseiller d'État (28.10.1754-?)
Benoist Sandoz (b. 26.07.1708-e. 16.08.1781), conseiller d'État (29.04.1754-?)
François Sandoz (1692-07.03.1779), conseiller d'État (15.09.1727-30.10.1775)
Jean Henri Sandoz-Rollin (1741-09.06.1784), conseiller d'État (21.07.1774-?)
George de Montmollin (C) (b. 16.01.1710-e. 21.03.1786), conseiller d'État (22.11.1751-1767/1769-1778)

##### 1775
Jean-Henri Andrié (b 26.01.1729-15.03.1788), conseiller d'État (02.12.1765-?)
Jérôme Boyve (1731-21.03.1810), conseiller d'État (10.02.1767-?)
Daniel Chambrier (b. 18.09.1708-e. 13.12.1793), conseiller d'État (11.11.1738-?)
Charles Guillaume d'Ivernois (11.08.1732-28.02.1819), conseiller d'État (09.011764-1814)
Guillaume Pierre d'Ivernois (03.02.1701-e. 25.05.1775), conseiller d'État (22.04.1748-?)
Frédéric Martinet (b. 08.08.1713-29.05.1789), conseiller d'État (17.12.1764-?)
Louis Marval (b. 10.03.1745-13.07.1803), conseiller d'État (27.07.1775-?)
Samuel Marval (B) (04.06.1707-29.01.1797), conseiller d'État (20.06.1740-?)
Samuel Meuron (A) (b. 04.10.1703-04.04.1777), conseiller d'État (26.05.1739-?)
Louis de Montmollin (b. 22.09.1735-17.09.1805), conseiller d'État (20.05.1774-?)
Ferdinand Osterwald (b. 22.01.1724-e. 11.07.1781), conseiller d'État (21.05.1759-?)
François Perrot (b. 10.08.1722-e.21.11.1791), conseiller d'État (13.06.1769-?)
Samuel Petitpierre (b. 15.07.1713-11.02.1781), conseiller d'État (12.02.1753-?)
Abraham Pury (B) (b. 03.07.1724-17.02.1807), conseiller d'État (15.07.1765-?)
David Pury (B) (07.02.1733-16.01.1820), conseiller d'État (15.08.1763-?)
François Antoine Rougemont (B) (b. 07.08.1713-09.06.1788), conseiller d'État (24.03-04.1758-?)
Georges de Rougemont (12.10.1758-22.12.1824), conseiller d'État (11.02.1788-?)
Abraham de Sandol-Roy (b. 22.02.1722-29.11.1802), conseiller d'État (28.10.1754-?)
Benoist Sandoz (b. 26.07.1708-e. 16.08.1781), conseiller d'État (29.04.1754-?)
François Sandoz (1692-07.03.1779), conseiller d'État (15.09.1727-30.10.1775)
Jean Henri Sandoz-Rollin (1741-09.06.1784), conseiller d'État (21.07.1774-?)
George de Montmollin (C) (b. 16.01.1710-e. 21.03.1786), conseiller d'État (22.11.1751-1767/1769-1778)

##### 1776
Jean-Henri Andrié (b 26.01.1729-15.03.1788), conseiller d'État (02.12.1765-?)
Jérôme Boyve (1731-21.03.1810), conseiller d'État (10.02.1767-?)
Daniel Chambrier (b. 18.09.1708-e. 13.12.1793), conseiller d'État (11.11.1738-?)
Charles Guillaume d'Ivernois (11.08.1732-28.02.1819), conseiller d'État (09.011764-1814)
Frédéric Martinet (b. 08.08.1713-29.05.1789), conseiller d'État (17.12.1764-?)
Louis Marval (b. 10.03.1745-13.07.1803), conseiller d'État (27.07.1775-?)
Samuel Marval (B) (04.06.1707-29.01.1797), conseiller d'État (20.06.1740-?)
Samuel Meuron (A) (b. 04.10.1703-04.04.1777), conseiller d'État (26.05.1739-?)
Louis de Montmollin (b. 22.09.1735-17.09.1805), conseiller d'État (20.05.1774-?)
Ferdinand Osterwald (b. 22.01.1724-e. 11.07.1781), conseiller d'État (21.05.1759-?)
François Perrot (b. 10.08.1722-e.21.11.1791), conseiller d'État (13.06.1769-?)
Samuel Petitpierre (b. 15.07.1713-11.02.1781), conseiller d'État (12.02.1753-?)
Abraham Pury (B) (b. 03.07.1724-17.02.1807), conseiller d'État (15.07.1765-?)
David Pury (B) (07.02.1733-16.01.1820), conseiller d'État (15.08.1763-?)
François Antoine Rougemont (B) (b. 07.08.1713-09.06.1788), conseiller d'État (24.03-04.1758-?)
Georges de Rougemont (12.10.1758-22.12.1824), conseiller d'État (11.02.1788-?)
Abraham de Sandol-Roy (b. 22.02.1722-29.11.1802), conseiller d'État (28.10.1754-?)
Benoist Sandoz (b. 26.07.1708-e. 16.08.1781), conseiller d'État (29.04.1754-?)
Jean Henri Sandoz-Rollin (1741-09.06.1784), conseiller d'État (21.07.1774-?)
George de Montmollin (C) (b. 16.01.1710-e. 21.03.1786), conseiller d'État (22.11.1751-1767/1769-1778)

##### 1777
Jean-Henri Andrié (b 26.01.1729-15.03.1788), conseiller d'État (02.12.1765-?)
Jérôme Boyve (1731-21.03.1810), conseiller d'État (10.02.1767-?)
Daniel Chambrier (b. 18.09.1708-e. 13.12.1793), conseiller d'État (11.11.1738-?)
Jean Frédéric Depierre (b. 05.11.1735-16.01.1800), conseiller d'État (14-24.07.1777-?)
Charles Guillaume d'Ivernois (11.08.1732-28.02.1819), conseiller d'État (09.011764-1814)
Frédéric Martinet (b. 08.08.1713-29.05.1789), conseiller d'État (17.12.1764-?)
Louis Marval (b. 10.03.1745-13.07.1803), conseiller d'État (27.07.1775-?)
Samuel Marval (B) (04.06.1707-29.01.1797), conseiller d'État (20.06.1740-?)
Samuel Meuron (A) (b. 04.10.1703-04.04.1777), conseiller d'État (26.05.1739-?)
Louis de Montmollin (b. 22.09.1735-17.09.1805), conseiller d'État (20.05.1774-?)
Ferdinand Osterwald (b. 22.01.1724-e. 11.07.1781), conseiller d'État (21.05.1759-?)
François Perrot (b. 10.08.1722-e.21.11.1791), conseiller d'État (13.06.1769-?)
Samuel Petitpierre (b. 15.07.1713-11.02.1781), conseiller d'État (12.02.1753-?)
Abraham Pury (B) (b. 03.07.1724-17.02.1807), conseiller d'État (15.07.1765-?)
David Pury (B) (07.02.1733-16.01.1820), conseiller d'État (15.08.1763-?)
François Antoine Rougemont (B) (b. 07.08.1713-09.06.1788), conseiller d'État (24.03-04.1758-?)
Georges de Rougemont (12.10.1758-22.12.1824), conseiller d'État (11.02.1788-?)
Abraham de Sandol-Roy (b. 22.02.1722-29.11.1802), conseiller d'État (28.10.1754-?)
Benoist Sandoz (b. 26.07.1708-e. 16.08.1781), conseiller d'État (29.04.1754-?)
Jean Henri Sandoz-Rollin (1741-09.06.1784), conseiller d'État (21.07.1774-?)
George de Montmollin (C) (b. 16.01.1710-e. 21.03.1786), conseiller d'État (22.11.1751-1767/1769-1778)

##### 1778
Jean-Henri Andrié (b 26.01.1729-15.03.1788), conseiller d'État (02.12.1765-?)
Jérôme Boyve (1731-21.03.1810), conseiller d'État (10.02.1767-?)
Daniel Chambrier (b. 18.09.1708-e. 13.12.1793), conseiller d'État (11.11.1738-?)
Jean Frédéric Depierre (b. 05.11.1735-16.01.1800), conseiller d'État (14-24.07.1777-?)
Charles Guillaume d'Ivernois (11.08.1732-28.02.1819), conseiller d'État (09.011764-1814)
Frédéric Martinet (b. 08.08.1713-29.05.1789), conseiller d'État (17.12.1764-?)
Louis Marval (b. 10.03.1745-13.07.1803), conseiller d'État (27.07.1775-?)
Samuel Marval (B) (04.06.1707-29.01.1797), conseiller d'État (20.06.1740-?)
Jean Frédéric de Montmollin (b. 08.07.1740-19.01.1812), conseiller d'État (26.01.1778-?)
Louis de Montmollin (b. 22.09.1735-17.09.1805), conseiller d'État (20.05.1774-?)
Ferdinand Osterwald (b. 22.01.1724-e. 11.07.1781), conseiller d'État (21.05.1759-?)
François Perrot (b. 10.08.1722-e.21.11.1791), conseiller d'État (13.06.1769-?)
Samuel Petitpierre (b. 15.07.1713-11.02.1781), conseiller d'État (12.02.1753-?)
Abraham Pury (B) (b. 03.07.1724-17.02.1807), conseiller d'État (15.07.1765-?)
David Pury (B) (07.02.1733-16.01.1820), conseiller d'État (15.08.1763-?)
François Antoine Rougemont (B) (b. 07.08.1713-09.06.1788), conseiller d'État (24.03-04.1758-?)
Georges de Rougemont (12.10.1758-22.12.1824), conseiller d'État (11.02.1788-?)
Abraham de Sandol-Roy (b. 22.02.1722-29.11.1802), conseiller d'État (28.10.1754-?)
Benoist Sandoz (b. 26.07.1708-e. 16.08.1781), conseiller d'État (29.04.1754-?)
Jean Henri Sandoz-Rollin (1741-09.06.1784), conseiller d'État (21.07.1774-?)
George de Montmollin (C) (b. 16.01.1710-e. 21.03.1786), conseiller d'État (22.11.1751-1767/1769-1778)

##### 1779
Jean-Henri Andrié (b 26.01.1729-15.03.1788), conseiller d'État (02.12.1765-?)
Jérôme Boyve (1731-21.03.1810), conseiller d'État (10.02.1767-?)
Daniel Chambrier (b. 18.09.1708-e. 13.12.1793), conseiller d'État (11.11.1738-?)
Jean Frédéric Depierre (b. 05.11.1735-16.01.1800), conseiller d'État (14-24.07.1777-?)
Charles Guillaume d'Ivernois (11.08.1732-28.02.1819), conseiller d'État (09.011764-1814)
Frédéric Martinet (b. 08.08.1713-29.05.1789), conseiller d'État (17.12.1764-?)
Louis Marval (b. 10.03.1745-13.07.1803), conseiller d'État (27.07.1775-?)
Samuel Marval (B) (04.06.1707-29.01.1797), conseiller d'État (20.06.1740-?)
Jean Frédéric de Montmollin (b. 08.07.1740-19.01.1812), conseiller d'État (26.01.1778-?)
Louis de Montmollin (b. 22.09.1735-17.09.1805), conseiller d'État (20.05.1774-?)
Ferdinand Osterwald (b. 22.01.1724-e. 11.07.1781), conseiller d'État (21.05.1759-?)
François Perrot (b. 10.08.1722-e.21.11.1791), conseiller d'État (13.06.1769-?)
Samuel Petitpierre (b. 15.07.1713-11.02.1781), conseiller d'État (12.02.1753-?)
Abraham Pury (B) (b. 03.07.1724-17.02.1807), conseiller d'État (15.07.1765-?)
David Pury (B) (07.02.1733-16.01.1820), conseiller d'État (15.08.1763-?)
François Antoine Rougemont (B) (b. 07.08.1713-09.06.1788), conseiller d'État (24.03-04.1758-?)
Georges de Rougemont (12.10.1758-22.12.1824), conseiller d'État (11.02.1788-?)
Abraham de Sandol-Roy (b. 22.02.1722-29.11.1802), conseiller d'État (28.10.1754-?)
Benoist Sandoz (b. 26.07.1708-e. 16.08.1781), conseiller d'État (29.04.1754-?)
Jean Henri Sandoz-Rollin (1741-09.06.1784), conseiller d'État (21.07.1774-?)

#### 1780
Jean-Henri Andrié (b 26.01.1729-15.03.1788), conseiller d'État (02.12.1765-?)
Abel Charles Bosset (b. 08.12.1732-24.02.1811), conseiller d'État (27.03.1780-?)
Jérôme Boyve (1731-21.03.1810), conseiller d'État (10.02.1767-?)
Daniel Chambrier (b. 18.09.1708-e. 13.12.1793), conseiller d'État (11.11.1738-?)
Jean Frédéric Depierre (b. 05.11.1735-16.01.1800), conseiller d'État (14-24.07.1777-?)
Charles Guillaume d'Ivernois (11.08.1732-28.02.1819), conseiller d'État (09.011764-1814)
Frédéric Martinet (b. 08.08.1713-29.05.1789), conseiller d'État (17.12.1764-?)
Louis Marval (b. 10.03.1745-13.07.1803), conseiller d'État (27.07.1775-?)
Samuel Marval (B) (04.06.1707-29.01.1797), conseiller d'État (20.06.1740-?)
Jean Frédéric de Montmollin (b. 08.07.1740-19.01.1812), conseiller d'État (26.01.1778-?)
Louis de Montmollin (b. 22.09.1735-17.09.1805), conseiller d'État (20.05.1774-?)
Ferdinand Osterwald (b. 22.01.1724-e. 11.07.1781), conseiller d'État (21.05.1759-?)
François Perrot (b. 10.08.1722-e.21.11.1791), conseiller d'État (13.06.1769-?)
Samuel Petitpierre (b. 15.07.1713-11.02.1781), conseiller d'État (12.02.1753-?)
Abraham Pury (B) (b. 03.07.1724-17.02.1807), conseiller d'État (15.07.1765-?)
David Pury (B) (07.02.1733-16.01.1820), conseiller d'État (15.08.1763-?)
François Antoine Rougemont (B) (b. 07.08.1713-09.06.1788), conseiller d'État (24.03-04.1758-?)
Georges de Rougemont (12.10.1758-22.12.1824), conseiller d'État (11.02.1788-?)
Abraham de Sandol-Roy (b. 22.02.1722-29.11.1802), conseiller d'État (28.10.1754-?)
Benoist Sandoz (b. 26.07.1708-e. 16.08.1781), conseiller d'État (29.04.1754-?)
Jean Henri Sandoz-Rollin (1741-09.06.1784), conseiller d'État (21.07.1774-?)

##### 1781
Jean-Henri Andrié (b 26.01.1729-15.03.1788), conseiller d'État (02.12.1765-?)
Abel Charles Bosset (b. 08.12.1732-24.02.1811), conseiller d'État (27.03.1780-?)
Jérôme Boyve (1731-21.03.1810), conseiller d'État (10.02.1767-?)
Alphonse Jean Henry Bullot (b. 04.03.1749-e. 02.09.1782), conseiller d'État (02.04-15.05.1781)
Daniel Chambrier (b. 18.09.1708-e. 13.12.1793), conseiller d'État (11.11.1738-?)
Jean Frédéric Depierre (b. 05.11.1735-16.01.1800), conseiller d'État (14-24.07.1777-?)
Charles Guillaume d'Ivernois (11.08.1732-28.02.1819), conseiller d'État (09.011764-1814)
Frédéric Martinet (b. 08.08.1713-29.05.1789), conseiller d'État (17.12.1764-?)
Louis Marval (b. 10.03.1745-13.07.1803), conseiller d'État (27.07.1775-?)
Samuel Marval (B) (04.06.1707-29.01.1797), conseiller d'État (20.06.1740-?)
Jean Frédéric de Montmollin (b. 08.07.1740-19.01.1812), conseiller d'État (26.01.1778-?)
Louis de Montmollin (b. 22.09.1735-17.09.1805), conseiller d'État (20.05.1774-?)
Ferdinand Osterwald (b. 22.01.1724-e. 11.07.1781), conseiller d'État (21.05.1759-?)
François Perrot (b. 10.08.1722-e.21.11.1791), conseiller d'État (13.06.1769-?)
Samuel Petitpierre (b. 15.07.1713-11.02.1781), conseiller d'État (12.02.1753-?)
Abraham Pury (B) (b. 03.07.1724-17.02.1807), conseiller d'État (15.07.1765-?)
David Pury (B) (07.02.1733-16.01.1820), conseiller d'État (15.08.1763-?)
François Antoine Rougemont (B) (b. 07.08.1713-09.06.1788), conseiller d'État (24.03-04.1758-?)
Louis Rougemont (27.01.1743-14.07.1794), conseiller d'État (10.09.1781-?)
Georges de Rougemont (12.10.1758-22.12.1824), conseiller d'État (11.02.1788-?)
Abraham de Sandol-Roy (b. 22.02.1722-29.11.1802), conseiller d'État (28.10.1754-?)
Benoist Sandoz (b. 26.07.1708-e. 16.08.1781), conseiller d'État (29.04.1754-?)
Jean Henri Sandoz-Rollin (1741-09.06.1784), conseiller d'État (21.07.1774-?)
Charles Godefroy Tribolet (01.05.1752-16.04.1843), conseiller d'État (24.12.1782-1812/1814-1831)

##### 1782
Jean-Henri Andrié (b 26.01.1729-15.03.1788), conseiller d'État (02.12.1765-?)
Abel Charles Bosset (b. 08.12.1732-24.02.1811), conseiller d'État (27.03.1780-?)
Jérôme Boyve (1731-21.03.1810), conseiller d'État (10.02.1767-?)
Daniel Chambrier (b. 18.09.1708-e. 13.12.1793), conseiller d'État (11.11.1738-?)
Jean Frédéric Depierre (b. 05.11.1735-16.01.1800), conseiller d'État (14-24.07.1777-?)
Charles Guillaume d'Ivernois (11.08.1732-28.02.1819), conseiller d'État (09.011764-1814)
Frédéric Martinet (b. 08.08.1713-29.05.1789), conseiller d'État (17.12.1764-?)
Louis Marval (b. 10.03.1745-13.07.1803), conseiller d'État (27.07.1775-?)
Samuel Marval (B) (04.06.1707-29.01.1797), conseiller d'État (20.06.1740-?)
Jean Frédéric de Montmollin (b. 08.07.1740-19.01.1812), conseiller d'État (26.01.1778-?)
Louis de Montmollin (b. 22.09.1735-17.09.1805), conseiller d'État (20.05.1774-?)
François Perrot (b. 10.08.1722-e.21.11.1791), conseiller d'État (13.06.1769-?)
Abraham Pury (B) (b. 03.07.1724-17.02.1807), conseiller d'État (15.07.1765-?)
David Pury (B) (07.02.1733-16.01.1820), conseiller d'État (15.08.1763-?)
Samuel Pury (B) (b. 21.11.1736-07.05.1792), conseiller d'État (30.12.1782-?)
François Antoine Rougemont (B) (b. 07.08.1713-09.06.1788), conseiller d'État (24.03-04.1758-?)
Louis Rougemont (27.01.1743-14.07.1794), conseiller d'État (10.09.1781-?)
Georges de Rougemont (12.10.1758-22.12.1824), conseiller d'État (11.02.1788-?)
Abraham de Sandol-Roy (b. 22.02.1722-29.11.1802), conseiller d'État (28.10.1754-?)
Jean Henri Sandoz-Rollin (1741-09.06.1784), conseiller d'État (21.07.1774-?)
Charles Godefroy Tribolet (01.05.1752-16.04.1843), conseiller d'État (24.12.1782-1812/1814-1831)

##### 1783
François Pierre d'Affry (1620-1690), conseiller d'État (29.07.1668-06.1679/1683-1686)
Jean-Henri Andrié (b 26.01.1729-15.03.1788), conseiller d'État (02.12.1765-?)
Abel Charles Bosset (b. 08.12.1732-24.02.1811), conseiller d'État (27.03.1780-?)
Jérôme Boyve (1731-21.03.1810), conseiller d'État (10.02.1767-?)
Daniel Chambrier (b. 18.09.1708-e. 13.12.1793), conseiller d'État (11.11.1738-?)
Jean Frédéric Depierre (b. 05.11.1735-16.01.1800), conseiller d'État (14-24.07.1777-?)
Charles Guillaume d'Ivernois (11.08.1732-28.02.1819), conseiller d'État (09.011764-1814)
Frédéric Martinet (b. 08.08.1713-29.05.1789), conseiller d'État (17.12.1764-?)
Louis Marval (b. 10.03.1745-13.07.1803), conseiller d'État (27.07.1775-?)
Samuel Marval (B) (04.06.1707-29.01.1797), conseiller d'État (20.06.1740-?)
Jean Frédéric de Montmollin (b. 08.07.1740-19.01.1812), conseiller d'État (26.01.1778-?)
Louis de Montmollin (b. 22.09.1735-17.09.1805), conseiller d'État (20.05.1774-?)
François Perrot (b. 10.08.1722-e.21.11.1791), conseiller d'État (13.06.1769-?)
Abraham Pury (B) (b. 03.07.1724-17.02.1807), conseiller d'État (15.07.1765-?)
David Pury (B) (07.02.1733-16.01.1820), conseiller d'État (15.08.1763-?)
Samuel Pury (B) (b. 21.11.1736-07.05.1792), conseiller d'État (30.12.1782-?)
François Antoine Rougemont (B) (b. 07.08.1713-09.06.1788), conseiller d'État (24.03-04.1758-?)
Louis Rougemont (27.01.1743-14.07.1794), conseiller d'État (10.09.1781-?)
Georges de Rougemont (12.10.1758-22.12.1824), conseiller d'État (11.02.1788-?)
Abraham de Sandol-Roy (b. 22.02.1722-29.11.1802), conseiller d'État (28.10.1754-?)
Jean Henri Sandoz-Rollin (1741-09.06.1784), conseiller d'État (21.07.1774-?)
Charles Godefroy Tribolet (01.05.1752-16.04.1843), conseiller d'État (24.12.1782-1812/1814-1831)

##### 1784
François Pierre d'Affry (1620-1690), conseiller d'État (29.07.1668-06.1679/1683-1686)
Jean-Henri Andrié (b 26.01.1729-15.03.1788), conseiller d'État (02.12.1765-?)
Abel Charles Bosset (b. 08.12.1732-24.02.1811), conseiller d'État (27.03.1780-?)
Jérôme Boyve (1731-21.03.1810), conseiller d'État (10.02.1767-?)
Daniel Chambrier (b. 18.09.1708-e. 13.12.1793), conseiller d'État (11.11.1738-?)
Jean Frédéric Depierre (b. 05.11.1735-16.01.1800), conseiller d'État (14-24.07.1777-?)
Charles Guillaume d'Ivernois (11.08.1732-28.02.1819), conseiller d'État (09.011764-1814)
Frédéric Martinet (b. 08.08.1713-29.05.1789), conseiller d'État (17.12.1764-?)
Louis Marval (b. 10.03.1745-13.07.1803), conseiller d'État (27.07.1775-?)
Samuel Marval (B) (04.06.1707-29.01.1797), conseiller d'État (20.06.1740-?)
Samuel Meuron (B) (b. 07.04.1740-28.03.1809), conseiller d'État (12.08.1784-?)
Jean Frédéric de Montmollin (b. 08.07.1740-19.01.1812), conseiller d'État (26.01.1778-?)
Louis de Montmollin (b. 22.09.1735-17.09.1805), conseiller d'État (20.05.1774-?)
François Perrot (b. 10.08.1722-e.21.11.1791), conseiller d'État (13.06.1769-?)
Abraham Pury (B) (b. 03.07.1724-17.02.1807), conseiller d'État (15.07.1765-?)
David Pury (B) (07.02.1733-16.01.1820), conseiller d'État (15.08.1763-?)
Samuel Pury (B) (b. 21.11.1736-07.05.1792), conseiller d'État (30.12.1782-?)
François Antoine Rougemont (B) (b. 07.08.1713-09.06.1788), conseiller d'État (24.03-04.1758-?)
Louis Rougemont (27.01.1743-14.07.1794), conseiller d'État (10.09.1781-?)
Georges de Rougemont (12.10.1758-22.12.1824), conseiller d'État (11.02.1788-?)
Abraham de Sandol-Roy (b. 22.02.1722-29.11.1802), conseiller d'État (28.10.1754-?)
Jean Henri Sandoz-Rollin (1741-09.06.1784), conseiller d'État (21.07.1774-?)
Charles Godefroy Tribolet (01.05.1752-16.04.1843), conseiller d'État (24.12.1782-1812/1814-1831)

##### 1785
François Pierre d'Affry (1620-1690), conseiller d'État (29.07.1668-06.1679/1683-1686)
Jean-Henri Andrié (b 26.01.1729-15.03.1788), conseiller d'État (02.12.1765-?)
Abel Charles Bosset (b. 08.12.1732-24.02.1811), conseiller d'État (27.03.1780-?)
Jérôme Boyve (1731-21.03.1810), conseiller d'État (10.02.1767-?)
Daniel Chambrier (b. 18.09.1708-e. 13.12.1793), conseiller d'État (11.11.1738-?)
Jean Frédéric Depierre (b. 05.11.1735-16.01.1800), conseiller d'État (14-24.07.1777-?)
Charles Guillaume d'Ivernois (11.08.1732-28.02.1819), conseiller d'État (09.011764-1814)
Frédéric Martinet (b. 08.08.1713-29.05.1789), conseiller d'État (17.12.1764-?)
Louis Marval (b. 10.03.1745-13.07.1803), conseiller d'État (27.07.1775-?)
Samuel Marval (B) (04.06.1707-29.01.1797), conseiller d'État (20.06.1740-?)
Samuel Meuron (B) (b. 07.04.1740-28.03.1809), conseiller d'État (12.08.1784-?)
Jean Frédéric de Montmollin (b. 08.07.1740-19.01.1812), conseiller d'État (26.01.1778-?)
Louis de Montmollin (b. 22.09.1735-17.09.1805), conseiller d'État (20.05.1774-?)
François Perrot (b. 10.08.1722-e.21.11.1791), conseiller d'État (13.06.1769-?)
Abraham Pury (B) (b. 03.07.1724-17.02.1807), conseiller d'État (15.07.1765-?)
David Pury (B) (07.02.1733-16.01.1820), conseiller d'État (15.08.1763-?)
Samuel Pury (B) (b. 21.11.1736-07.05.1792), conseiller d'État (30.12.1782-?)
François Antoine Rougemont (B) (b. 07.08.1713-09.06.1788), conseiller d'État (24.03-04.1758-?)
Louis Rougemont (27.01.1743-14.07.1794), conseiller d'État (10.09.1781-?)
Georges de Rougemont (12.10.1758-22.12.1824), conseiller d'État (11.02.1788-?)
Abraham de Sandol-Roy (b. 22.02.1722-29.11.1802), conseiller d'État (28.10.1754-?)
Charles Godefroy Tribolet (01.05.1752-16.04.1843), conseiller d'État (24.12.1782-1812/1814-1831)

##### 1786
François Pierre d'Affry (1620-1690), conseiller d'État (29.07.1668-06.1679/1683-1686)
Jean-Henri Andrié (b 26.01.1729-15.03.1788), conseiller d'État (02.12.1765-?)
Abel Charles Bosset (b. 08.12.1732-24.02.1811), conseiller d'État (27.03.1780-?)
Jérôme Boyve (1731-21.03.1810), conseiller d'État (10.02.1767-?)
Daniel Chambrier (b. 18.09.1708-e. 13.12.1793), conseiller d'État (11.11.1738-?)
Jean Frédéric Depierre (b. 05.11.1735-16.01.1800), conseiller d'État (14-24.07.1777-?)
Charles Guillaume d'Ivernois (11.08.1732-28.02.1819), conseiller d'État (09.011764-1814)
Frédéric Martinet (b. 08.08.1713-29.05.1789), conseiller d'État (17.12.1764-?)
Louis Marval (b. 10.03.1745-13.07.1803), conseiller d'État (27.07.1775-?)
Samuel Marval (B) (04.06.1707-29.01.1797), conseiller d'État (20.06.1740-?)
Samuel Meuron (B) (b. 07.04.1740-28.03.1809), conseiller d'État (12.08.1784-?)
Jean Frédéric de Montmollin (b. 08.07.1740-19.01.1812), conseiller d'État (26.01.1778-?)
Louis de Montmollin (b. 22.09.1735-17.09.1805), conseiller d'État (20.05.1774-?)
François Perrot (b. 10.08.1722-e.21.11.1791), conseiller d'État (13.06.1769-?)
Abraham Pury (B) (b. 03.07.1724-17.02.1807), conseiller d'État (15.07.1765-?)
David Pury (B) (07.02.1733-16.01.1820), conseiller d'État (15.08.1763-?)
Samuel Pury (B) (b. 21.11.1736-07.05.1792), conseiller d'État (30.12.1782-?)
François Antoine Rougemont (B) (b. 07.08.1713-09.06.1788), conseiller d'État (24.03-04.1758-?)
Louis Rougemont (27.01.1743-14.07.1794), conseiller d'État (10.09.1781-?)
Georges de Rougemont (12.10.1758-22.12.1824), conseiller d'État (11.02.1788-?)
Abraham de Sandol-Roy (b. 22.02.1722-29.11.1802), conseiller d'État (28.10.1754-?)
Charles Godefroy Tribolet (01.05.1752-16.04.1843), conseiller d'État (24.12.1782-1812/1814-1831)

##### 1787
Jean-Henri Andrié (b 26.01.1729-15.03.1788), conseiller d'État (02.12.1765-?)
Abel Charles Bosset (b. 08.12.1732-24.02.1811), conseiller d'État (27.03.1780-?)
Jérôme Boyve (1731-21.03.1810), conseiller d'État (10.02.1767-?)
Daniel Chambrier (b. 18.09.1708-e. 13.12.1793), conseiller d'État (11.11.1738-?)
Jean Frédéric Depierre (b. 05.11.1735-16.01.1800), conseiller d'État (14-24.07.1777-?)
Charles Guillaume d'Ivernois (11.08.1732-28.02.1819), conseiller d'État (09.011764-1814)
Frédéric Martinet (b. 08.08.1713-29.05.1789), conseiller d'État (17.12.1764-?)
Louis Marval (b. 10.03.1745-13.07.1803), conseiller d'État (27.07.1775-?)
Samuel Marval (B) (04.06.1707-29.01.1797), conseiller d'État (20.06.1740-?)
Samuel Meuron (B) (b. 07.04.1740-28.03.1809), conseiller d'État (12.08.1784-?)
Jean Frédéric de Montmollin (b. 08.07.1740-19.01.1812), conseiller d'État (26.01.1778-?)
Louis de Montmollin (b. 22.09.1735-17.09.1805), conseiller d'État (20.05.1774-?)
François Perrot (b. 10.08.1722-e.21.11.1791), conseiller d'État (13.06.1769-?)
Abraham Pury (B) (b. 03.07.1724-17.02.1807), conseiller d'État (15.07.1765-?)
David Pury (B) (07.02.1733-16.01.1820), conseiller d'État (15.08.1763-?)
Samuel Pury (B) (b. 21.11.1736-07.05.1792), conseiller d'État (30.12.1782-?)
François Antoine Rougemont (B) (b. 07.08.1713-09.06.1788), conseiller d'État (24.03-04.1758-?)
Louis Rougemont (27.01.1743-14.07.1794), conseiller d'État (10.09.1781-?)
Georges de Rougemont (12.10.1758-22.12.1824), conseiller d'État (11.02.1788-?)
Abraham de Sandol-Roy (b. 22.02.1722-29.11.1802), conseiller d'État (28.10.1754-?)
Charles Godefroy Tribolet (01.05.1752-16.04.1843), conseiller d'État (24.12.1782-1812/1814-1831)

##### 1788
Jean-Henri Andrié (b 26.01.1729-15.03.1788), conseiller d'État (02.12.1765-?)
Simon Pierre Andrié (b 22.07.1732-10.06.1792), conseiller d'État (23.06.1788-07.03.1791)
Abel Charles Bosset (b. 08.12.1732-24.02.1811), conseiller d'État (27.03.1780-?)
Jérôme Boyve (1731-21.03.1810), conseiller d'État (10.02.1767-?)
Daniel Chambrier (b. 18.09.1708-e. 13.12.1793), conseiller d'État (11.11.1738-?)
Jean Frédéric Depierre (b. 05.11.1735-16.01.1800), conseiller d'État (14-24.07.1777-?)
Charles Guillaume d'Ivernois (11.08.1732-28.02.1819), conseiller d'État (09.011764-1814)
Frédéric Martinet (b. 08.08.1713-29.05.1789), conseiller d'État (17.12.1764-?)
Louis Marval (b. 10.03.1745-13.07.1803), conseiller d'État (27.07.1775-?)
Samuel Marval (B) (04.06.1707-29.01.1797), conseiller d'État (20.06.1740-?)
Samuel Meuron (B) (b. 07.04.1740-28.03.1809), conseiller d'État (12.08.1784-?)
Jean Frédéric de Montmollin (b. 08.07.1740-19.01.1812), conseiller d'État (26.01.1778-?)
Louis de Montmollin (b. 22.09.1735-17.09.1805), conseiller d'État (20.05.1774-?)
François Perrot (b. 10.08.1722-e.21.11.1791), conseiller d'État (13.06.1769-?)
Abraham Pury (B) (b. 03.07.1724-17.02.1807), conseiller d'État (15.07.1765-?)
David Pury (B) (07.02.1733-16.01.1820), conseiller d'État (15.08.1763-?)
Samuel Pury (B) (b. 21.11.1736-07.05.1792), conseiller d'État (30.12.1782-?)
François Antoine Rougemont (B) (b. 07.08.1713-09.06.1788), conseiller d'État (24.03-04.1758-?)
Louis Rougemont (27.01.1743-14.07.1794), conseiller d'État (10.09.1781-?)
Georges de Rougemont (12.10.1758-22.12.1824), conseiller d'État (11.02.1788-?)
Abraham de Sandol-Roy (b. 22.02.1722-29.11.1802), conseiller d'État (28.10.1754-?)
Charles Godefroy Tribolet (01.05.1752-16.04.1843), conseiller d'État (24.12.1782-1812/1814-1831)

##### 1789
Simon Pierre Andrié (b 22.07.1732-10.06.1792), conseiller d'État (23.06.1788-07.03.1791)
Abel Charles Bosset (b. 08.12.1732-24.02.1811), conseiller d'État (27.03.1780-?)
Jérôme Boyve (1731-21.03.1810), conseiller d'État (10.02.1767-?)
Daniel Chambrier (b. 18.09.1708-e. 13.12.1793), conseiller d'État (11.11.1738-?)
Jean Frédéric Depierre (b. 05.11.1735-16.01.1800), conseiller d'État (14-24.07.1777-?)
Charles Guillaume d'Ivernois (11.08.1732-28.02.1819), conseiller d'État (09.011764-1814)
Frédéric Martinet (b. 08.08.1713-29.05.1789), conseiller d'État (17.12.1764-?)
Louis Marval (b. 10.03.1745-13.07.1803), conseiller d'État (27.07.1775-?)
Samuel Marval (B) (04.06.1707-29.01.1797), conseiller d'État (20.06.1740-?)
Samuel Meuron (B) (b. 07.04.1740-28.03.1809), conseiller d'État (12.08.1784-?)
Jean Frédéric de Montmollin (b. 08.07.1740-19.01.1812), conseiller d'État (26.01.1778-?)
Louis de Montmollin (b. 22.09.1735-17.09.1805), conseiller d'État (20.05.1774-?)
François Perrot (b. 10.08.1722-e.21.11.1791), conseiller d'État (13.06.1769-?)
François de Perrot (b. 29.04.1752-28.09.1799), conseiller d'État (23.07.1789-?)
Abraham Pury (B) (b. 03.07.1724-17.02.1807), conseiller d'État (15.07.1765-?)
David Pury (B) (07.02.1733-16.01.1820), conseiller d'État (15.08.1763-?)
Samuel Pury (B) (b. 21.11.1736-07.05.1792), conseiller d'État (30.12.1782-?)
Louis Rougemont (27.01.1743-14.07.1794), conseiller d'État (10.09.1781-?)
Georges de Rougemont (12.10.1758-22.12.1824), conseiller d'État (11.02.1788-?)
Abraham de Sandol-Roy (b. 22.02.1722-29.11.1802), conseiller d'État (28.10.1754-?)
Charles Godefroy Tribolet (01.05.1752-16.04.1843), conseiller d'État (24.12.1782-1812/1814-1831)

#### 1790
Simon Pierre Andrié (b 22.07.1732-10.06.1792), conseiller d'État (23.06.1788-07.03.1791)
Abel Charles Bosset (b. 08.12.1732-24.02.1811), conseiller d'État (27.03.1780-?)
Jérôme Boyve (1731-21.03.1810), conseiller d'État (10.02.1767-?)
Daniel Chambrier (b. 18.09.1708-e. 13.12.1793), conseiller d'État (11.11.1738-?)
Jean Frédéric Depierre (b. 05.11.1735-16.01.1800), conseiller d'État (14-24.07.1777-?)
Charles Guillaume d'Ivernois (11.08.1732-28.02.1819), conseiller d'État (09.011764-1814)
Louis Marval (b. 10.03.1745-13.07.1803), conseiller d'État (27.07.1775-?)
Samuel Marval (B) (04.06.1707-29.01.1797), conseiller d'État (20.06.1740-?)
Samuel Meuron (B) (b. 07.04.1740-28.03.1809), conseiller d'État (12.08.1784-?)
Jean Frédéric de Montmollin (b. 08.07.1740-19.01.1812), conseiller d'État (26.01.1778-?)
Louis de Montmollin (b. 22.09.1735-17.09.1805), conseiller d'État (20.05.1774-?)
François Perrot (b. 10.08.1722-e.21.11.1791), conseiller d'État (13.06.1769-?)
Charles Auguste de Perrot (1756-18.091824), conseiller d'État (05.08.1790-20.12.1808)
François de Perrot (b. 29.04.1752-28.09.1799), conseiller d'État (23.07.1789-?)
Abraham Pury (B) (b. 03.07.1724-17.02.1807), conseiller d'État (15.07.1765-?)
David Pury (B) (07.02.1733-16.01.1820), conseiller d'État (15.08.1763-?)
Samuel Pury (B) (b. 21.11.1736-07.05.1792), conseiller d'État (30.12.1782-?)
Louis Rougemont (27.01.1743-14.07.1794), conseiller d'État (10.09.1781-?)
Georges de Rougemont (12.10.1758-22.12.1824), conseiller d'État (11.02.1788-?)
Abraham de Sandol-Roy (b. 22.02.1722-29.11.1802), conseiller d'État (28.10.1754-?)
Charles Louis de Sandoz (26.04.1748-15.08.1834), conseiller d'État (04.10.1790-1831)
Charles Godefroy Tribolet (01.05.1752-16.04.1843), conseiller d'État (24.12.1782-1812/1814-1831)

##### 1791
Simon Pierre Andrié (b 22.07.1732-10.06.1792), conseiller d'État (23.06.1788-07.03.1791)
Abel Charles Bosset (b. 08.12.1732-24.02.1811), conseiller d'État (27.03.1780-?)
Jérôme Boyve (1731-21.03.1810), conseiller d'État (10.02.1767-?)
Daniel Chambrier (b. 18.09.1708-e. 13.12.1793), conseiller d'État (11.11.1738-?)
Jean Frédéric Depierre (b. 05.11.1735-16.01.1800), conseiller d'État (14-24.07.1777-?)
Charles Guillaume d'Ivernois (11.08.1732-28.02.1819), conseiller d'État (09.011764-1814)
Louis Marval (b. 10.03.1745-13.07.1803), conseiller d'État (27.07.1775-?)
Samuel Marval (B) (04.06.1707-29.01.1797), conseiller d'État (20.06.1740-?)
Samuel Meuron (B) (b. 07.04.1740-28.03.1809), conseiller d'État (12.08.1784-?)
Jean Frédéric de Montmollin (b. 08.07.1740-19.01.1812), conseiller d'État (26.01.1778-?)
Louis de Montmollin (b. 22.09.1735-17.09.1805), conseiller d'État (20.05.1774-?)
François Perrot (b. 10.08.1722-e.21.11.1791), conseiller d'État (13.06.1769-?)
Charles Auguste de Perrot (1756-18.091824), conseiller d'État (05.08.1790-20.12.1808)
François de Perrot (b. 29.04.1752-28.09.1799), conseiller d'État (23.07.1789-?)
Abraham Pury (B) (b. 03.07.1724-17.02.1807), conseiller d'État (15.07.1765-?)
David Pury (B) (07.02.1733-16.01.1820), conseiller d'État (15.08.1763-?)
Samuel Pury (B) (b. 21.11.1736-07.05.1792), conseiller d'État (30.12.1782-?)
Louis Rougemont (27.01.1743-14.07.1794), conseiller d'État (10.09.1781-?)
Georges de Rougemont (12.10.1758-22.12.1824), conseiller d'État (11.02.1788-?)
Abraham de Sandol-Roy (b. 22.02.1722-29.11.1802), conseiller d'État (28.10.1754-?)
Charles Louis de Sandoz (26.04.1748-15.08.1834), conseiller d'État (04.10.1790-1831)
Charles Godefroy Tribolet (01.05.1752-16.04.1843), conseiller d'État (24.12.1782-1812/1814-1831)

##### 1792
Abel Charles Bosset (b. 08.12.1732-24.02.1811), conseiller d'État (27.03.1780-?)
Jérôme Boyve (1731-21.03.1810), conseiller d'État (10.02.1767-?)
Daniel Chambrier (b. 18.09.1708-e. 13.12.1793), conseiller d'État (11.11.1738-?)
Frédéric de Chambrier (01.04.1753-28.06.1826), conseiller d'État (09.08.1792-?)
Charles Louis Depierre (31.08.1763-20.11.1824), conseiller d'État (25-26.06.1792-?)
Jean Frédéric Depierre (b. 05.11.1735-16.01.1800), conseiller d'État (14-24.07.1777-?)
Charles Guillaume d'Ivernois (11.08.1732-28.02.1819), conseiller d'État (09.011764-1814)
Louis Marval (b. 10.03.1745-13.07.1803), conseiller d'État (27.07.1775-?)
Samuel Marval (B) (04.06.1707-29.01.1797), conseiller d'État (20.06.1740-?)
Samuel Meuron (B) (b. 07.04.1740-28.03.1809), conseiller d'État (12.08.1784-?)
Jean Frédéric de Montmollin (b. 08.07.1740-19.01.1812), conseiller d'État (26.01.1778-?)
Louis de Montmollin (b. 22.09.1735-17.09.1805), conseiller d'État (20.05.1774-?)
Charles Auguste de Perrot (1756-18.091824), conseiller d'État (05.08.1790-20.12.1808)
François de Perrot (b. 29.04.1752-28.09.1799), conseiller d'État (23.07.1789-?)
Abraham Pury (B) (b. 03.07.1724-17.02.1807), conseiller d'État (15.07.1765-?)
David Pury (B) (07.02.1733-16.01.1820), conseiller d'État (15.08.1763-?)
Samuel Pury (B) (b. 21.11.1736-07.05.1792), conseiller d'État (30.12.1782-?)
Louis Rougemont (27.01.1743-14.07.1794), conseiller d'État (10.09.1781-?)
Georges de Rougemont (12.10.1758-22.12.1824), conseiller d'État (11.02.1788-?)
Abraham de Sandol-Roy (b. 22.02.1722-29.11.1802), conseiller d'État (28.10.1754-?)
Charles Louis de Sandoz (26.04.1748-15.08.1834), conseiller d'État (04.10.1790-1831)
Charles Godefroy Tribolet (01.05.1752-16.04.1843), conseiller d'État (24.12.1782-1812/1814-1831)

##### 1793
Abel Charles Bosset (b. 08.12.1732-24.02.1811), conseiller d'État (27.03.1780-?)
Jérôme Boyve (1731-21.03.1810), conseiller d'État (10.02.1767-?)
Daniel Chambrier (b. 18.09.1708-e. 13.12.1793), conseiller d'État (11.11.1738-?)
Frédéric de Chambrier (01.04.1753-28.06.1826), conseiller d'État (09.08.1792-?)
Charles Louis Depierre (31.08.1763-20.11.1824), conseiller d'État (25-26.06.1792-?)
Jean Frédéric Depierre (b. 05.11.1735-16.01.1800), conseiller d'État (14-24.07.1777-?)
Charles Guillaume d'Ivernois (11.08.1732-28.02.1819), conseiller d'État (09.011764-1814)
Louis Marval (b. 10.03.1745-13.07.1803), conseiller d'État (27.07.1775-?)
Samuel Marval (B) (04.06.1707-29.01.1797), conseiller d'État (20.06.1740-?)
Samuel Meuron (B) (b. 07.04.1740-28.03.1809), conseiller d'État (12.08.1784-?)
Jean Frédéric de Montmollin (b. 08.07.1740-19.01.1812), conseiller d'État (26.01.1778-?)
Louis de Montmollin (b. 22.09.1735-17.09.1805), conseiller d'État (20.05.1774-?)
Charles Auguste de Perrot (1756-18.091824), conseiller d'État (05.08.1790-20.12.1808)
François de Perrot (b. 29.04.1752-28.09.1799), conseiller d'État (23.07.1789-?)
Abraham Pury (B) (b. 03.07.1724-17.02.1807), conseiller d'État (15.07.1765-?)
David Pury (B) (07.02.1733-16.01.1820), conseiller d'État (15.08.1763-?)
Louis Rougemont (27.01.1743-14.07.1794), conseiller d'État (10.09.1781-?)
Georges de Rougemont (12.10.1758-22.12.1824), conseiller d'État (11.02.1788-?)
Abraham de Sandol-Roy (b. 22.02.1722-29.11.1802), conseiller d'État (28.10.1754-?)
Charles Louis de Sandoz (26.04.1748-15.08.1834), conseiller d'État (04.10.1790-1831)
Charles Godefroy Tribolet (01.05.1752-16.04.1843), conseiller d'État (24.12.1782-1812/1814-1831)

##### 1794
Abel Charles Bosset (b. 08.12.1732-24.02.1811), conseiller d'État (27.03.1780-?)
Jérôme Boyve (1731-21.03.1810), conseiller d'État (10.02.1767-?)
Frédéric de Chambrier (01.04.1753-28.06.1826), conseiller d'État (09.08.1792-?)
Charles Louis Depierre (31.08.1763-20.11.1824), conseiller d'État (25-26.06.1792-?)
Jean Frédéric Depierre (b. 05.11.1735-16.01.1800), conseiller d'État (14-24.07.1777-?)
Charles Guillaume d'Ivernois (11.08.1732-28.02.1819), conseiller d'État (09.011764-1814)
Louis Marval (b. 10.03.1745-13.07.1803), conseiller d'État (27.07.1775-?)
Samuel Marval (B) (04.06.1707-29.01.1797), conseiller d'État (20.06.1740-?)
Samuel Meuron (B) (b. 07.04.1740-28.03.1809), conseiller d'État (12.08.1784-?)
Jean Frédéric de Montmollin (b. 08.07.1740-19.01.1812), conseiller d'État (26.01.1778-?)
Louis de Montmollin (b. 22.09.1735-17.09.1805), conseiller d'État (20.05.1774-?)
Charles Auguste de Perrot (1756-18.091824), conseiller d'État (05.08.1790-20.12.1808)
François de Perrot (b. 29.04.1752-28.09.1799), conseiller d'État (23.07.1789-?)
Abraham Pury (B) (b. 03.07.1724-17.02.1807), conseiller d'État (15.07.1765-?)
David Pury (B) (07.02.1733-16.01.1820), conseiller d'État (15.08.1763-?)
Louis Rougemont (27.01.1743-14.07.1794), conseiller d'État (10.09.1781-?)
Georges de Rougemont (12.10.1758-22.12.1824), conseiller d'État (11.02.1788-?)
Abraham de Sandol-Roy (b. 22.02.1722-29.11.1802), conseiller d'État (28.10.1754-?)
Charles Louis de Sandoz (26.04.1748-15.08.1834), conseiller d'État (04.10.1790-1831)
Charles Godefroy Tribolet (01.05.1752-16.04.1843), conseiller d'État (24.12.1782-1812/1814-1831)
Charles Etienne de Tribolet-Hardy (02.05.1755-18.11.1843), conseiller d'État (03.03.1794-1831)
George de Montmollin (A) (08.10.1753-20.08.1818), conseiller d'État (06.10 ou 09.1794-?)

##### 1795
Abel Charles Bosset (b. 08.12.1732-24.02.1811), conseiller d'État (27.03.1780-?)
Jérôme Boyve (1731-21.03.1810), conseiller d'État (10.02.1767-?)
Frédéric de Chambrier (01.04.1753-28.06.1826), conseiller d'État (09.08.1792-?)
Charles Louis Depierre (31.08.1763-20.11.1824), conseiller d'État (25-26.06.1792-?)
Jean Frédéric Depierre (b. 05.11.1735-16.01.1800), conseiller d'État (14-24.07.1777-?)
Charles Guillaume d'Ivernois (11.08.1732-28.02.1819), conseiller d'État (09.011764-1814)
Louis Marval (b. 10.03.1745-13.07.1803), conseiller d'État (27.07.1775-?)
Samuel Marval (B) (04.06.1707-29.01.1797), conseiller d'État (20.06.1740-?)
Samuel Meuron (B) (b. 07.04.1740-28.03.1809), conseiller d'État (12.08.1784-?)
Jean Frédéric de Montmollin (b. 08.07.1740-19.01.1812), conseiller d'État (26.01.1778-?)
Louis de Montmollin (b. 22.09.1735-17.09.1805), conseiller d'État (20.05.1774-?)
Charles Auguste de Perrot (1756-18.091824), conseiller d'État (05.08.1790-20.12.1808)
François de Perrot (b. 29.04.1752-28.09.1799), conseiller d'État (23.07.1789-?)
Abraham Pury (B) (b. 03.07.1724-17.02.1807), conseiller d'État (15.07.1765-?)
David Pury (B) (07.02.1733-16.01.1820), conseiller d'État (15.08.1763-?)
Georges de Rougemont (12.10.1758-22.12.1824), conseiller d'État (11.02.1788-?)
Abraham de Sandol-Roy (b. 22.02.1722-29.11.1802), conseiller d'État (28.10.1754-?)
Charles Louis de Sandoz (26.04.1748-15.08.1834), conseiller d'État (04.10.1790-1831)
Charles Godefroy Tribolet (01.05.1752-16.04.1843), conseiller d'État (24.12.1782-1812/1814-1831)
Charles Etienne de Tribolet-Hardy (02.05.1755-18.11.1843), conseiller d'État (03.03.1794-1831)
George de Montmollin (A) (08.10.1753-20.08.1818), conseiller d'État (06.10 ou 09.1794-?)

##### 1796
Abel Charles Bosset (b. 08.12.1732-24.02.1811), conseiller d'État (27.03.1780-?)
Jérôme Boyve (1731-21.03.1810), conseiller d'État (10.02.1767-?)
Frédéric de Chambrier (01.04.1753-28.06.1826), conseiller d'État (09.08.1792-?)
Charles Louis Depierre (31.08.1763-20.11.1824), conseiller d'État (25-26.06.1792-?)
Jean Frédéric Depierre (b. 05.11.1735-16.01.1800), conseiller d'État (14-24.07.1777-?)
Charles Guillaume d'Ivernois (11.08.1732-28.02.1819), conseiller d'État (09.011764-1814)
Louis Marval (b. 10.03.1745-13.07.1803), conseiller d'État (27.07.1775-?)
Samuel Marval (B) (04.06.1707-29.01.1797), conseiller d'État (20.06.1740-?)
Samuel Meuron (B) (b. 07.04.1740-28.03.1809), conseiller d'État (12.08.1784-?)
Jean Frédéric de Montmollin (b. 08.07.1740-19.01.1812), conseiller d'État (26.01.1778-?)
Louis de Montmollin (b. 22.09.1735-17.09.1805), conseiller d'État (20.05.1774-?)
Charles Auguste de Perrot (1756-18.091824), conseiller d'État (05.08.1790-20.12.1808)
François de Perrot (b. 29.04.1752-28.09.1799), conseiller d'État (23.07.1789-?)
Abraham Pury (B) (b. 03.07.1724-17.02.1807), conseiller d'État (15.07.1765-?)
David Pury (B) (07.02.1733-16.01.1820), conseiller d'État (15.08.1763-?)
Georges de Rougemont (12.10.1758-22.12.1824), conseiller d'État (11.02.1788-?)
Abraham de Sandol-Roy (b. 22.02.1722-29.11.1802), conseiller d'État (28.10.1754-?)
Charles Louis de Sandoz (26.04.1748-15.08.1834), conseiller d'État (04.10.1790-1831)
Charles Godefroy Tribolet (01.05.1752-16.04.1843), conseiller d'État (24.12.1782-1812/1814-1831)
Charles Etienne de Tribolet-Hardy (02.05.1755-18.11.1843), conseiller d'État (03.03.1794-1831)
George de Montmollin (A) (08.10.1753-20.08.1818), conseiller d'État (06.10 ou 09.1794-?)

##### 1797
Abel Charles Bosset (b. 08.12.1732-24.02.1811), conseiller d'État (27.03.1780-?)
Jérôme Boyve (1731-21.03.1810), conseiller d'État (10.02.1767-?)
Frédéric de Chambrier (01.04.1753-28.06.1826), conseiller d'État (09.08.1792-?)
Charles Louis Depierre (31.08.1763-20.11.1824), conseiller d'État (25-26.06.1792-?)
Jean Frédéric Depierre (b. 05.11.1735-16.01.1800), conseiller d'État (14-24.07.1777-?)
Charles Guillaume d'Ivernois (11.08.1732-28.02.1819), conseiller d'État (09.011764-1814)
Louis Marval (b. 10.03.1745-13.07.1803), conseiller d'État (27.07.1775-?)
Samuel Marval (B) (04.06.1707-29.01.1797), conseiller d'État (20.06.1740-?)
Samuel de Marval (17.11.1768-15.07.1839), conseiller d'État (24.04.1797-31.10.1832)
Samuel Meuron (B) (b. 07.04.1740-28.03.1809), conseiller d'État (12.08.1784-?)
Jean Frédéric de Montmollin (b. 08.07.1740-19.01.1812), conseiller d'État (26.01.1778-?)
Louis de Montmollin (b. 22.09.1735-17.09.1805), conseiller d'État (20.05.1774-?)
Charles Auguste de Perrot (1756-18.091824), conseiller d'État (05.08.1790-20.12.1808)
François de Perrot (b. 29.04.1752-28.09.1799), conseiller d'État (23.07.1789-?)
Abraham Pury (B) (b. 03.07.1724-17.02.1807), conseiller d'État (15.07.1765-?)
David Pury (B) (07.02.1733-16.01.1820), conseiller d'État (15.08.1763-?)
Georges de Rougemont (12.10.1758-22.12.1824), conseiller d'État (11.02.1788-?)
Abraham de Sandol-Roy (b. 22.02.1722-29.11.1802), conseiller d'État (28.10.1754-?)
Charles Louis de Sandoz (26.04.1748-15.08.1834), conseiller d'État (04.10.1790-1831)
Charles Godefroy Tribolet (01.05.1752-16.04.1843), conseiller d'État (24.12.1782-1812/1814-1831)
Charles Etienne de Tribolet-Hardy (02.05.1755-18.11.1843), conseiller d'État (03.03.1794-1831)
George de Montmollin (A) (08.10.1753-20.08.1818), conseiller d'État (06.10 ou 09.1794-?)

##### 1798
Abel Charles Bosset (b. 08.12.1732-24.02.1811), conseiller d'État (27.03.1780-?)
Jérôme Boyve (1731-21.03.1810), conseiller d'État (10.02.1767-?)
Frédéric de Chambrier (01.04.1753-28.06.1826), conseiller d'État (09.08.1792-?)
Charles Louis Depierre (31.08.1763-20.11.1824), conseiller d'État (25-26.06.1792-?)
Jean Frédéric Depierre (b. 05.11.1735-16.01.1800), conseiller d'État (14-24.07.1777-?)
Charles Guillaume d'Ivernois (11.08.1732-28.02.1819), conseiller d'État (09.011764-1814)
Louis Marval (b. 10.03.1745-13.07.1803), conseiller d'État (27.07.1775-?)
Samuel de Marval (17.11.1768-15.07.1839), conseiller d'État (24.04.1797-31.10.1832)
Samuel Meuron (B) (b. 07.04.1740-28.03.1809), conseiller d'État (12.08.1784-?)
Jean Frédéric de Montmollin (b. 08.07.1740-19.01.1812), conseiller d'État (26.01.1778-?)
Louis de Montmollin (b. 22.09.1735-17.09.1805), conseiller d'État (20.05.1774-?)
Charles Auguste de Perrot (1756-18.091824), conseiller d'État (05.08.1790-20.12.1808)
François de Perrot (b. 29.04.1752-28.09.1799), conseiller d'État (23.07.1789-?)
Abraham Pury (B) (b. 03.07.1724-17.02.1807), conseiller d'État (15.07.1765-?)
David Pury (B) (07.02.1733-16.01.1820), conseiller d'État (15.08.1763-?)
Georges de Rougemont (12.10.1758-22.12.1824), conseiller d'État (11.02.1788-?)
Abraham de Sandol-Roy (b. 22.02.1722-29.11.1802), conseiller d'État (28.10.1754-?)
Charles Louis de Sandoz (26.04.1748-15.08.1834), conseiller d'État (04.10.1790-1831)
Charles Godefroy Tribolet (01.05.1752-16.04.1843), conseiller d'État (24.12.1782-1812/1814-1831)
Charles Etienne de Tribolet-Hardy (02.05.1755-18.11.1843), conseiller d'État (03.03.1794-1831)
George de Montmollin (A) (08.10.1753-20.08.1818), conseiller d'État (06.10 ou 09.1794-?)

##### 1799
Abel Charles Bosset (b. 08.12.1732-24.02.1811), conseiller d'État (27.03.1780-?)
Jérôme Boyve (1731-21.03.1810), conseiller d'État (10.02.1767-?)
Frédéric de Chambrier (01.04.1753-28.06.1826), conseiller d'État (09.08.1792-?)
Charles Louis Depierre (31.08.1763-20.11.1824), conseiller d'État (25-26.06.1792-?)
Jean Frédéric Depierre (b. 05.11.1735-16.01.1800), conseiller d'État (14-24.07.1777-?)
Charles Guillaume d'Ivernois (11.08.1732-28.02.1819), conseiller d'État (09.011764-1814)
Louis Marval (b. 10.03.1745-13.07.1803), conseiller d'État (27.07.1775-?)
Samuel de Marval (17.11.1768-15.07.1839), conseiller d'État (24.04.1797-31.10.1832)
Samuel Meuron (B) (b. 07.04.1740-28.03.1809), conseiller d'État (12.08.1784-?)
Jean Frédéric de Montmollin (b. 08.07.1740-19.01.1812), conseiller d'État (26.01.1778-?)
Louis de Montmollin (b. 22.09.1735-17.09.1805), conseiller d'État (20.05.1774-?)
Charles Auguste de Perrot (1756-18.091824), conseiller d'État (05.08.1790-20.12.1808)
François de Perrot (b. 29.04.1752-28.09.1799), conseiller d'État (23.07.1789-?)
Abraham Pury (B) (b. 03.07.1724-17.02.1807), conseiller d'État (15.07.1765-?)
David Pury (B) (07.02.1733-16.01.1820), conseiller d'État (15.08.1763-?)
Georges de Rougemont (12.10.1758-22.12.1824), conseiller d'État (11.02.1788-?)
Abraham de Sandol-Roy (b. 22.02.1722-29.11.1802), conseiller d'État (28.10.1754-?)
Charles Louis de Sandoz (26.04.1748-15.08.1834), conseiller d'État (04.10.1790-1831)
Charles Godefroy Tribolet (01.05.1752-16.04.1843), conseiller d'État (24.12.1782-1812/1814-1831)
Charles Etienne de Tribolet-Hardy (02.05.1755-18.11.1843), conseiller d'État (03.03.1794-1831)
George de Montmollin (A) (08.10.1753-20.08.1818), conseiller d'État (06.10 ou 09.1794-?)

### XIXesiècle

#### 1800
Abel Charles Bosset (b. 08.12.1732-24.02.1811), conseiller d'État (27.03.1780-?)
Jérôme Boyve (1731-21.03.1810), conseiller d'État (10.02.1767-?)
Frédéric de Chambrier (01.04.1753-28.06.1826), conseiller d'État (09.08.1792-?)
Jean François de Chambrier (b. 17.09.1740-1813), conseiller d'État (30.04.1800-?)
Charles Louis Depierre (31.08.1763-20.11.1824), conseiller d'État (25-26.06.1792-?)
Jean Frédéric Depierre (b. 05.11.1735-16.01.1800), conseiller d'État (14-24.07.1777-?)
Charles Guillaume d'Ivernois (11.08.1732-28.02.1819), conseiller d'État (09.011764-1814)
Louis Marval (b. 10.03.1745-13.07.1803), conseiller d'État (27.07.1775-?)
Samuel de Marval (17.11.1768-15.07.1839), conseiller d'État (24.04.1797-31.10.1832)
Samuel Meuron (B) (b. 07.04.1740-28.03.1809), conseiller d'État (12.08.1784-?)
Jean Frédéric de Montmollin (b. 08.07.1740-19.01.1812), conseiller d'État (26.01.1778-?)
Louis de Montmollin (b. 22.09.1735-17.09.1805), conseiller d'État (20.05.1774-?)
Charles Auguste de Perrot (1756-18.091824), conseiller d'État (05.08.1790-20.12.1808)
Philippe Auguste de Pierre (25.02.1768-10.10.1846), conseiller d'État (23/30.04.1800-?)
Abraham Pury (B) (b. 03.07.1724-17.02.1807), conseiller d'État (15.07.1765-?)
David Pury (B) (07.02.1733-16.01.1820), conseiller d'État (15.08.1763-?)
Georges de Rougemont (12.10.1758-22.12.1824), conseiller d'État (11.02.1788-?)
Abraham de Sandol-Roy (b. 22.02.1722-29.11.1802), conseiller d'État (28.10.1754-?)
Charles Louis de Sandoz (26.04.1748-15.08.1834), conseiller d'État (04.10.1790-1831)
Henry Alphonse de Sandoz-Rollin (10.10.1769-23.04.1862), conseiller d'État (20.01.1800-1807)
Charles Godefroy Tribolet (01.05.1752-16.04.1843), conseiller d'État (24.12.1782-1812/1814-1831)
Charles Etienne de Tribolet-Hardy (02.05.1755-18.11.1843), conseiller d'État (03.03.1794-1831)
George de Montmollin (A) (08.10.1753-20.08.1818), conseiller d'État (06.10 ou 09.1794-?)

##### 1801
Abel Charles Bosset (b. 08.12.1732-24.02.1811), conseiller d'État (27.03.1780-?)
Jérôme Boyve (1731-21.03.1810), conseiller d'État (10.02.1767-?)
Frédéric de Chambrier (01.04.1753-28.06.1826), conseiller d'État (09.08.1792-?)
Jean François de Chambrier (b. 17.09.1740-1813), conseiller d'État (30.04.1800-?)
Charles Louis Depierre (31.08.1763-20.11.1824), conseiller d'État (25-26.06.1792-?)
Charles Guillaume d'Ivernois (11.08.1732-28.02.1819), conseiller d'État (09.011764-1814)
Louis Marval (b. 10.03.1745-13.07.1803), conseiller d'État (27.07.1775-?)
Samuel de Marval (17.11.1768-15.07.1839), conseiller d'État (24.04.1797-31.10.1832)
Samuel Meuron (B) (b. 07.04.1740-28.03.1809), conseiller d'État (12.08.1784-?)
Jean Frédéric de Montmollin (b. 08.07.1740-19.01.1812), conseiller d'État (26.01.1778-?)
Louis de Montmollin (b. 22.09.1735-17.09.1805), conseiller d'État (20.05.1774-?)
Charles Auguste de Perrot (1756-18.091824), conseiller d'État (05.08.1790-20.12.1808)
Philippe Auguste de Pierre (25.02.1768-10.10.1846), conseiller d'État (23/30.04.1800-?)
Abraham Pury (B) (b. 03.07.1724-17.02.1807), conseiller d'État (15.07.1765-?)
David Pury (B) (07.02.1733-16.01.1820), conseiller d'État (15.08.1763-?)
Georges de Rougemont (12.10.1758-22.12.1824), conseiller d'État (11.02.1788-?)
Abraham de Sandol-Roy (b. 22.02.1722-29.11.1802), conseiller d'État (28.10.1754-?)
Charles Louis de Sandoz (26.04.1748-15.08.1834), conseiller d'État (04.10.1790-1831)
Henry Alphonse de Sandoz-Rollin (10.10.1769-23.04.1862), conseiller d'État (20.01.1800-1807)
Charles Godefroy Tribolet (01.05.1752-16.04.1843), conseiller d'État (24.12.1782-1812/1814-1831)
Charles Etienne de Tribolet-Hardy (02.05.1755-18.11.1843), conseiller d'État (03.03.1794-1831)
George de Montmollin (A) (08.10.1753-20.08.1818), conseiller d'État (06.10 ou 09.1794-?)

##### 1802
Abel Charles Bosset (b. 08.12.1732-24.02.1811), conseiller d'État (27.03.1780-?)
Jérôme Boyve (1731-21.03.1810), conseiller d'État (10.02.1767-?)
Frédéric de Chambrier (01.04.1753-28.06.1826), conseiller d'État (09.08.1792-?)
Jean François de Chambrier (b. 17.09.1740-1813), conseiller d'État (30.04.1800-?)
Charles Louis Depierre (31.08.1763-20.11.1824), conseiller d'État (25-26.06.1792-?)
Charles Guillaume d'Ivernois (11.08.1732-28.02.1819), conseiller d'État (09.011764-1814)
Louis Marval (b. 10.03.1745-13.07.1803), conseiller d'État (27.07.1775-?)
Samuel de Marval (17.11.1768-15.07.1839), conseiller d'État (24.04.1797-31.10.1832)
Samuel Meuron (B) (b. 07.04.1740-28.03.1809), conseiller d'État (12.08.1784-?)
Jean Frédéric de Montmollin (b. 08.07.1740-19.01.1812), conseiller d'État (26.01.1778-?)
Louis de Montmollin (b. 22.09.1735-17.09.1805), conseiller d'État (20.05.1774-?)
Charles Auguste de Perrot (1756-18.091824), conseiller d'État (05.08.1790-20.12.1808)
Philippe Auguste de Pierre (25.02.1768-10.10.1846), conseiller d'État (23/30.04.1800-?)
Abraham Pury (B) (b. 03.07.1724-17.02.1807), conseiller d'État (15.07.1765-?)
David Pury (B) (07.02.1733-16.01.1820), conseiller d'État (15.08.1763-?)
Georges de Rougemont (12.10.1758-22.12.1824), conseiller d'État (11.02.1788-?)
Abraham de Sandol-Roy (b. 22.02.1722-29.11.1802), conseiller d'État (28.10.1754-?)
Charles Louis de Sandoz (26.04.1748-15.08.1834), conseiller d'État (04.10.1790-1831)
Henry Alphonse de Sandoz-Rollin (10.10.1769-23.04.1862), conseiller d'État (20.01.1800-1807)
Charles Godefroy Tribolet (01.05.1752-16.04.1843), conseiller d'État (24.12.1782-1812/1814-1831)
Charles Etienne de Tribolet-Hardy (02.05.1755-18.11.1843), conseiller d'État (03.03.1794-1831)
George de Montmollin (A) (08.10.1753-20.08.1818), conseiller d'État (06.10 ou 09.1794-?)

##### 1803
Abel Charles Bosset (b. 08.12.1732-24.02.1811), conseiller d'État (27.03.1780-?)
Jérôme Boyve (1731-21.03.1810), conseiller d'État (10.02.1767-?)
Frédéric de Chambrier (01.04.1753-28.06.1826), conseiller d'État (09.08.1792-?)
Jean François de Chambrier (b. 17.09.1740-1813), conseiller d'État (30.04.1800-?)
Charles Louis Depierre (31.08.1763-20.11.1824), conseiller d'État (25-26.06.1792-?)
Charles Guillaume d'Ivernois (11.08.1732-28.02.1819), conseiller d'État (09.011764-1814)
Louis Marval (b. 10.03.1745-13.07.1803), conseiller d'État (27.07.1775-?)
Samuel de Marval (17.11.1768-15.07.1839), conseiller d'État (24.04.1797-31.10.1832)
Samuel Meuron (B) (b. 07.04.1740-28.03.1809), conseiller d'État (12.08.1784-?)
Frédéric Auguste de Montmollin (10.09.1776-18.04.1836), conseiller d'État (18.07-19.09.1803-?)
Jean Frédéric de Montmollin (b. 08.07.1740-19.01.1812), conseiller d'État (26.01.1778-?)
Louis de Montmollin (b. 22.09.1735-17.09.1805), conseiller d'État (20.05.1774-?)
Charles Auguste de Perrot (1756-18.091824), conseiller d'État (05.08.1790-20.12.1808)
Philippe Auguste de Pierre (25.02.1768-10.10.1846), conseiller d'État (23/30.04.1800-?)
Louis de Pourtalès (14.05.1773-08.05.1848), conseiller d'État (16/26.09.1803-?)
Abraham Pury (B) (b. 03.07.1724-17.02.1807), conseiller d'État (15.07.1765-?)
David Pury (B) (07.02.1733-16.01.1820), conseiller d'État (15.08.1763-?)
Georges de Rougemont (12.10.1758-22.12.1824), conseiller d'État (11.02.1788-?)
Charles Louis de Sandoz (26.04.1748-15.08.1834), conseiller d'État (04.10.1790-1831)
Henry Alphonse de Sandoz-Rollin (10.10.1769-23.04.1862), conseiller d'État (20.01.1800-1807)
François de Sandoz-Travers (20:01.1771-1835), conseiller d'État 30.11.1803-08.03.1803-?)
Charles Godefroy Tribolet (01.05.1752-16.04.1843), conseiller d'État (24.12.1782-1812/1814-1831)
Charles Etienne de Tribolet-Hardy (02.05.1755-18.11.1843), conseiller d'État (03.03.1794-1831)
George de Montmollin (A) (08.10.1753-20.08.1818), conseiller d'État (06.10 ou 09.1794-?)

##### 1804
Abel Charles Bosset (b. 08.12.1732-24.02.1811), conseiller d'État (27.03.1780-?)
Jérôme Boyve (1731-21.03.1810), conseiller d'État (10.02.1767-?)
Frédéric de Chambrier (01.04.1753-28.06.1826), conseiller d'État (09.08.1792-?)
Jean François de Chambrier (b. 17.09.1740-1813), conseiller d'État (30.04.1800-?)
Charles Louis Depierre (31.08.1763-20.11.1824), conseiller d'État (25-26.06.1792-?)
Charles Guillaume d'Ivernois (11.08.1732-28.02.1819), conseiller d'État (09.011764-1814)
Samuel de Marval (17.11.1768-15.07.1839), conseiller d'État (24.04.1797-31.10.1832)
Samuel Meuron (B) (b. 07.04.1740-28.03.1809), conseiller d'État (12.08.1784-?)
Frédéric Auguste de Montmollin (10.09.1776-18.04.1836), conseiller d'État (18.07-19.09.1803-?)
Jean Frédéric de Montmollin (b. 08.07.1740-19.01.1812), conseiller d'État (26.01.1778-?)
Louis de Montmollin (b. 22.09.1735-17.09.1805), conseiller d'État (20.05.1774-?)
Charles Auguste de Perrot (1756-18.091824), conseiller d'État (05.08.1790-20.12.1808)
Philippe Auguste de Pierre (25.02.1768-10.10.1846), conseiller d'État (23/30.04.1800-?)
Louis de Pourtalès (14.05.1773-08.05.1848), conseiller d'État (16/26.09.1803-?)
Abraham Pury (B) (b. 03.07.1724-17.02.1807), conseiller d'État (15.07.1765-?)
David Pury (B) (07.02.1733-16.01.1820), conseiller d'État (15.08.1763-?)
Georges de Rougemont (12.10.1758-22.12.1824), conseiller d'État (11.02.1788-?)
Charles Louis de Sandoz (26.04.1748-15.08.1834), conseiller d'État (04.10.1790-1831)
Henry Alphonse de Sandoz-Rollin (10.10.1769-23.04.1862), conseiller d'État (20.01.1800-1807)
François de Sandoz-Travers (20:01.1771-1835), conseiller d'État 30.11.1803-08.03.1803-?)
Charles Godefroy Tribolet (01.05.1752-16.04.1843), conseiller d'État (24.12.1782-1812/1814-1831)
Charles Etienne de Tribolet-Hardy (02.05.1755-18.11.1843), conseiller d'État (03.03.1794-1831)
George de Montmollin (A) (08.10.1753-20.08.1818), conseiller d'État (06.10 ou 09.1794-?)

##### 1805
Abel Charles Bosset (b. 08.12.1732-24.02.1811), conseiller d'État (27.03.1780-?)
Jérôme Boyve (1731-21.03.1810), conseiller d'État (10.02.1767-?)
Frédéric de Chambrier (01.04.1753-28.06.1826), conseiller d'État (09.08.1792-?)
Jean François de Chambrier (b. 17.09.1740-1813), conseiller d'État (30.04.1800-?)
Charles Louis Depierre (31.08.1763-20.11.1824), conseiller d'État (25-26.06.1792-?)
Charles Guillaume d'Ivernois (11.08.1732-28.02.1819), conseiller d'État (09.011764-1814)
Samuel de Marval (17.11.1768-15.07.1839), conseiller d'État (24.04.1797-31.10.1832)
Samuel Meuron (B) (b. 07.04.1740-28.03.1809), conseiller d'État (12.08.1784-?)
Frédéric Auguste de Montmollin (10.09.1776-18.04.1836), conseiller d'État (18.07-19.09.1803-?)
Jean Frédéric de Montmollin (b. 08.07.1740-19.01.1812), conseiller d'État (26.01.1778-?)
Louis de Montmollin (b. 22.09.1735-17.09.1805), conseiller d'État (20.05.1774-?)
Charles Auguste de Perrot (1756-18.091824), conseiller d'État (05.08.1790-20.12.1808)
Philippe Auguste de Pierre (25.02.1768-10.10.1846), conseiller d'État (23/30.04.1800-?)
Louis de Pourtalès (14.05.1773-08.05.1848), conseiller d'État (16/26.09.1803-?)
Abraham Pury (B) (b. 03.07.1724-17.02.1807), conseiller d'État (15.07.1765-?)
David Pury (B) (07.02.1733-16.01.1820), conseiller d'État (15.08.1763-?)
Georges de Rougemont (12.10.1758-22.12.1824), conseiller d'État (11.02.1788-?)
Charles Louis de Sandoz (26.04.1748-15.08.1834), conseiller d'État (04.10.1790-1831)
Henry Alphonse de Sandoz-Rollin (10.10.1769-23.04.1862), conseiller d'État (20.01.1800-1807)
François de Sandoz-Travers (20:01.1771-1835), conseiller d'État 30.11.1803-08.03.1803-?)
Charles Godefroy Tribolet (01.05.1752-16.04.1843), conseiller d'État (24.12.1782-1812/1814-1831)
Charles Etienne de Tribolet-Hardy (02.05.1755-18.11.1843), conseiller d'État (03.03.1794-1831)
George de Montmollin (A) (08.10.1753-20.08.1818), conseiller d'État (06.10 ou 09.1794-?)

##### 1806
Abel Charles Bosset (b. 08.12.1732-24.02.1811), conseiller d'État (27.03.1780-?)
Jérôme Boyve (1731-21.03.1810), conseiller d'État (10.02.1767-?)
Frédéric de Chambrier (01.04.1753-28.06.1826), conseiller d'État (09.08.1792-?)
Jean François de Chambrier (b. 17.09.1740-1813), conseiller d'État (30.04.1800-?)
Charles Louis Depierre (31.08.1763-20.11.1824), conseiller d'État (25-26.06.1792-?)
Charles Guillaume d'Ivernois (11.08.1732-28.02.1819), conseiller d'État (09.011764-1814)
Samuel de Marval (17.11.1768-15.07.1839), conseiller d'État (24.04.1797-31.10.1832)
Samuel Meuron (B) (b. 07.04.1740-28.03.1809), conseiller d'État (12.08.1784-?)
Frédéric Auguste de Montmollin (10.09.1776-18.04.1836), conseiller d'État (18.07-19.09.1803-?)
Jean Frédéric de Montmollin (b. 08.07.1740-19.01.1812), conseiller d'État (26.01.1778-?)
Charles Auguste de Perrot (1756-18.091824), conseiller d'État (05.08.1790-20.12.1808)
Philippe Auguste de Pierre (25.02.1768-10.10.1846), conseiller d'État (23/30.04.1800-?)
Louis de Pourtalès (14.05.1773-08.05.1848), conseiller d'État (16/26.09.1803-?)
Abraham Pury (B) (b. 03.07.1724-17.02.1807), conseiller d'État (15.07.1765-?)
David Pury (B) (07.02.1733-16.01.1820), conseiller d'État (15.08.1763-?)
Georges de Rougemont (12.10.1758-22.12.1824), conseiller d'État (11.02.1788-?)
Charles Louis de Sandoz (26.04.1748-15.08.1834), conseiller d'État (04.10.1790-1831)
Henry Alphonse de Sandoz-Rollin (10.10.1769-23.04.1862), conseiller d'État (20.01.1800-1807)
François de Sandoz-Travers (20:01.1771-1835), conseiller d'État 30.11.1803-08.03.1803-?)
Charles Godefroy Tribolet (01.05.1752-16.04.1843), conseiller d'État (24.12.1782-1812/1814-1831)
Charles Etienne de Tribolet-Hardy (02.05.1755-18.11.1843), conseiller d'État (03.03.1794-1831)
George de Montmollin (A) (08.10.1753-20.08.1818), conseiller d'État (06.10 ou 09.1794-?)

##### 1807
Abel Charles Bosset (b. 08.12.1732-24.02.1811), conseiller d'État (27.03.1780-?)
Jérôme Boyve (1731-21.03.1810), conseiller d'État (10.02.1767-?)
Frédéric de Chambrier (01.04.1753-28.06.1826), conseiller d'État (09.08.1792-?)
Jean François de Chambrier (b. 17.09.1740-1813), conseiller d'État (30.04.1800-?)
Charles Louis Depierre (31.08.1763-20.11.1824), conseiller d'État (25-26.06.1792-?)
Charles Guillaume d'Ivernois (11.08.1732-28.02.1819), conseiller d'État (09.011764-1814)
Samuel de Marval (17.11.1768-15.07.1839), conseiller d'État (24.04.1797-31.10.1832)
Samuel Meuron (B) (b. 07.04.1740-28.03.1809), conseiller d'État (12.08.1784-?)
Frédéric Auguste de Montmollin (10.09.1776-18.04.1836), conseiller d'État (18.07-19.09.1803-?)
Jean Frédéric de Montmollin (b. 08.07.1740-19.01.1812), conseiller d'État (26.01.1778-?)
Charles Albert Henri de Perregaux (08.04.1757-18.10.1831), conseiller d'État (11/19.04-01.05.1807-?)
Charles Auguste de Perrot (1756-18.091824), conseiller d'État (05.08.1790-20.12.1808)
Philippe Auguste de Pierre (25.02.1768-10.10.1846), conseiller d'État (23/30.04.1800-?)
Louis de Pourtalès (14.05.1773-08.05.1848), conseiller d'État (16/26.09.1803-?)
Abraham Pury (B) (b. 03.07.1724-17.02.1807), conseiller d'État (15.07.1765-?)
David Pury (B) (07.02.1733-16.01.1820), conseiller d'État (15.08.1763-?)
Georges de Rougemont (12.10.1758-22.12.1824), conseiller d'État (11.02.1788-?)
Charles Louis de Sandoz (26.04.1748-15.08.1834), conseiller d'État (04.10.1790-1831)
Henry Alphonse de Sandoz-Rollin (10.10.1769-23.04.1862), conseiller d'État (20.01.1800-1807)
François de Sandoz-Travers (20:01.1771-1835), conseiller d'État 30.11.1803-08.03.1803-?)
Charles Godefroy Tribolet (01.05.1752-16.04.1843), conseiller d'État (24.12.1782-1812/1814-1831)
Charles Etienne de Tribolet-Hardy (02.05.1755-18.11.1843), conseiller d'État (03.03.1794-1831)
George de Montmollin (A) (08.10.1753-20.08.1818), conseiller d'État (06.10 ou 09.1794-?)

##### 1808
Abel Charles Bosset (b. 08.12.1732-24.02.1811), conseiller d'État (27.03.1780-?)
Jérôme Boyve (1731-21.03.1810), conseiller d'État (10.02.1767-?)
Frédéric de Chambrier (01.04.1753-28.06.1826), conseiller d'État (09.08.1792-?)
Jean François de Chambrier (b. 17.09.1740-1813), conseiller d'État (30.04.1800-?)
Charles Louis Depierre (31.08.1763-20.11.1824), conseiller d'État (25-26.06.1792-?)
Charles Guillaume d'Ivernois (11.08.1732-28.02.1819), conseiller d'État (09.011764-1814)
Samuel de Marval (17.11.1768-15.07.1839), conseiller d'État (24.04.1797-31.10.1832)
Samuel Meuron (B) (b. 07.04.1740-28.03.1809), conseiller d'État (12.08.1784-?)
Frédéric Auguste de Montmollin (10.09.1776-18.04.1836), conseiller d'État (18.07-19.09.1803-?)
Jean Frédéric de Montmollin (b. 08.07.1740-19.01.1812), conseiller d'État (26.01.1778-?)
Charles Albert Henri de Perregaux (08.04.1757-18.10.1831), conseiller d'État (11/19.04-01.05.1807-?)
Charles Auguste de Perrot (1756-18.091824), conseiller d'État (05.08.1790-20.12.1808)
Philippe Auguste de Pierre (25.02.1768-10.10.1846), conseiller d'État (23/30.04.1800-?)
Louis de Pourtalès (14.05.1773-08.05.1848), conseiller d'État (16/26.09.1803-?)
David Pury (B) (07.02.1733-16.01.1820), conseiller d'État (15.08.1763-?)
Georges de Rougemont (12.10.1758-22.12.1824), conseiller d'État (11.02.1788-?)
Charles Louis de Sandoz (26.04.1748-15.08.1834), conseiller d'État (04.10.1790-1831)
François de Sandoz-Travers (20:01.1771-1835), conseiller d'État 30.11.1803-08.03.1803-?)
Charles Godefroy Tribolet (01.05.1752-16.04.1843), conseiller d'État (24.12.1782-1812/1814-1831)
Charles Etienne de Tribolet-Hardy (02.05.1755-18.11.1843), conseiller d'État (03.03.1794-1831)
George de Montmollin (A) (08.10.1753-20.08.1818), conseiller d'État (06.10 ou 09.1794-?)

##### 1809
Abel Charles Bosset (b. 08.12.1732-24.02.1811), conseiller d'État (27.03.1780-?)
Jérôme Boyve (1731-21.03.1810), conseiller d'État (10.02.1767-?)
Frédéric de Chambrier (01.04.1753-28.06.1826), conseiller d'État (09.08.1792-?)
Jean François de Chambrier (b. 17.09.1740-1813), conseiller d'État (30.04.1800-?)
Charles Louis Depierre (31.08.1763-20.11.1824), conseiller d'État (25-26.06.1792-?)
Charles Guillaume d'Ivernois (11.08.1732-28.02.1819), conseiller d'État (09.011764-1814)
Samuel de Marval (17.11.1768-15.07.1839), conseiller d'État (24.04.1797-31.10.1832)
Samuel Meuron (B) (b. 07.04.1740-28.03.1809), conseiller d'État (12.08.1784-?)
Frédéric Auguste de Montmollin (10.09.1776-18.04.1836), conseiller d'État (18.07-19.09.1803-?)
Jean Frédéric de Montmollin (b. 08.07.1740-19.01.1812), conseiller d'État (26.01.1778-?)
Charles Albert Henri de Perregaux (08.04.1757-18.10.1831), conseiller d'État (11/19.04-01.05.1807-?)
Philippe Auguste de Pierre (25.02.1768-10.10.1846), conseiller d'État (23/30.04.1800-?)
Louis de Pourtalès (14.05.1773-08.05.1848), conseiller d'État (16/26.09.1803-?)
David Pury (B) (07.02.1733-16.01.1820), conseiller d'État (15.08.1763-?)
Georges de Rougemont (12.10.1758-22.12.1824), conseiller d'État (11.02.1788-?)
Charles Louis de Sandoz (26.04.1748-15.08.1834), conseiller d'État (04.10.1790-1831)
François de Sandoz-Travers (20:01.1771-1835), conseiller d'État 30.11.1803-08.03.1803-?)
Charles Godefroy Tribolet (01.05.1752-16.04.1843), conseiller d'État (24.12.1782-1812/1814-1831)
Charles Etienne de Tribolet-Hardy (02.05.1755-18.11.1843), conseiller d'État (03.03.1794-1831)
George de Montmollin (A) (08.10.1753-20.08.1818), conseiller d'État (06.10 ou 09.1794-?)

#### 1810
Abel Charles Bosset (b. 08.12.1732-24.02.1811), conseiller d'État (27.03.1780-?)
Jérôme Boyve (1731-21.03.1810), conseiller d'État (10.02.1767-?)
Frédéric de Chambrier (01.04.1753-28.06.1826), conseiller d'État (09.08.1792-?)
Jean François de Chambrier (b. 17.09.1740-1813), conseiller d'État (30.04.1800-?)
Charles Louis Depierre (31.08.1763-20.11.1824), conseiller d'État (25-26.06.1792-?)
Charles Guillaume d'Ivernois (11.08.1732-28.02.1819), conseiller d'État (09.011764-1814)
Samuel de Marval (17.11.1768-15.07.1839), conseiller d'État (24.04.1797-31.10.1832)
Samuel Henry de Merveilleux (04.03.1777-1854), conseiller d'État (24.04.1810-?)
Frédéric Auguste de Montmollin (10.09.1776-18.04.1836), conseiller d'État (18.07-19.09.1803-?)
Jean Frédéric de Montmollin (b. 08.07.1740-19.01.1812), conseiller d'État (26.01.1778-?)
Charles Albert Henri de Perregaux (08.04.1757-18.10.1831), conseiller d'État (11/19.04-01.05.1807-?)
Philippe Auguste de Pierre (25.02.1768-10.10.1846), conseiller d'État (23/30.04.1800-?)
Louis de Pourtalès (14.05.1773-08.05.1848), conseiller d'État (16/26.09.1803-?)
David Pury (B) (07.02.1733-16.01.1820), conseiller d'État (15.08.1763-?)
Georges de Rougemont (12.10.1758-22.12.1824), conseiller d'État (11.02.1788-?)
Charles Louis de Sandoz (26.04.1748-15.08.1834), conseiller d'État (04.10.1790-1831)
François de Sandoz-Travers (20:01.1771-1835), conseiller d'État 30.11.1803-08.03.1803-?)
Charles Godefroy Tribolet (01.05.1752-16.04.1843), conseiller d'État (24.12.1782-1812/1814-1831)
Charles Etienne de Tribolet-Hardy (02.05.1755-18.11.1843), conseiller d'État (03.03.1794-1831)
George de Montmollin (A) (08.10.1753-20.08.1818), conseiller d'État (06.10 ou 09.1794-?)

##### 1811
Abel Charles Bosset (b. 08.12.1732-24.02.1811), conseiller d'État (27.03.1780-?)
Frédéric de Chambrier (01.04.1753-28.06.1826), conseiller d'État (09.08.1792-?)
Jean François de Chambrier (b. 17.09.1740-1813), conseiller d'État (30.04.1800-?)
Charles Louis Depierre (31.08.1763-20.11.1824), conseiller d'État (25-26.06.1792-?)
Charles Guillaume d'Ivernois (11.08.1732-28.02.1819), conseiller d'État (09.011764-1814)
Samuel de Marval (17.11.1768-15.07.1839), conseiller d'État (24.04.1797-31.10.1832)
Samuel Henry de Merveilleux (04.03.1777-1854), conseiller d'État (24.04.1810-?)
Jean Pierre Henri Sigismond de Meuron (1783-23.04.1857), conseiller d'État (22.04.1811-1848)
Frédéric Auguste de Montmollin (10.09.1776-18.04.1836), conseiller d'État (18.07-19.09.1803-?)
Jean Frédéric de Montmollin (b. 08.07.1740-19.01.1812), conseiller d'État (26.01.1778-?)
Charles Albert Henri de Perregaux (08.04.1757-18.10.1831), conseiller d'État (11/19.04-01.05.1807-?)
Philippe Auguste de Pierre (25.02.1768-10.10.1846), conseiller d'État (23/30.04.1800-?)
Louis de Pourtalès (14.05.1773-08.05.1848), conseiller d'État (16/26.09.1803-?)
David Pury (B) (07.02.1733-16.01.1820), conseiller d'État (15.08.1763-?)
Georges de Rougemont (12.10.1758-22.12.1824), conseiller d'État (11.02.1788-?)
Charles Louis de Sandoz (26.04.1748-15.08.1834), conseiller d'État (04.10.1790-1831)
François de Sandoz-Travers (20:01.1771-1835), conseiller d'État 30.11.1803-08.03.1803-?)
Charles Godefroy Tribolet (01.05.1752-16.04.1843), conseiller d'État (24.12.1782-1812/1814-1831)
Charles Etienne de Tribolet-Hardy (02.05.1755-18.11.1843), conseiller d'État (03.03.1794-1831)
George de Montmollin (A) (08.10.1753-20.08.1818), conseiller d'État (06.10 ou 09.1794-?)

##### 1812
Frédéric de Chambrier (01.04.1753-28.06.1826), conseiller d'État (09.08.1792-?)
Jean François de Chambrier (b. 17.09.1740-1813), conseiller d'État (30.04.1800-?)
Louis Courvoisier (12.09.1769-17.01.1847), conseiller d'État (17.02.1812-23.01.1832)
Charles Louis Depierre (31.08.1763-20.11.1824), conseiller d'État (25-26.06.1792-?)
Charles Guillaume d'Ivernois (11.08.1732-28.02.1819), conseiller d'État (09.011764-1814)
Samuel de Marval (17.11.1768-15.07.1839), conseiller d'État (24.04.1797-31.10.1832)
Samuel Henry de Merveilleux (04.03.1777-1854), conseiller d'État (24.04.1810-?)
Jean Pierre Henri Sigismond de Meuron (1783-23.04.1857), conseiller d'État (22.04.1811-1848)
Frédéric Auguste de Montmollin (10.09.1776-18.04.1836), conseiller d'État (18.07-19.09.1803-?)
Jean Frédéric de Montmollin (b. 08.07.1740-19.01.1812), conseiller d'État (26.01.1778-?)
Charles Albert Henri de Perregaux (08.04.1757-18.10.1831), conseiller d'État (11/19.04-01.05.1807-?)
Philippe Auguste de Pierre (25.02.1768-10.10.1846), conseiller d'État (23/30.04.1800-?)
Louis de Pourtalès (14.05.1773-08.05.1848), conseiller d'État (16/26.09.1803-?)
David Pury (B) (07.02.1733-16.01.1820), conseiller d'État (15.08.1763-?)
Charles Albert de Pury (b. 28.09.1752-30.09.1833), conseiller d'État (17.02.1812-?)
Georges de Rougemont (12.10.1758-22.12.1824), conseiller d'État (11.02.1788-?)
Charles Louis de Sandoz (26.04.1748-15.08.1834), conseiller d'État (04.10.1790-1831)
François de Sandoz-Travers (20:01.1771-1835), conseiller d'État 30.11.1803-08.03.1803-?)
Charles Godefroy Tribolet (01.05.1752-16.04.1843), conseiller d'État (24.12.1782-1812/1814-1831)
Charles Etienne de Tribolet-Hardy (02.05.1755-18.11.1843), conseiller d'État (03.03.1794-1831)
George de Montmollin (A) (08.10.1753-20.08.1818), conseiller d'État (06.10 ou 09.1794-?)

##### 1813
Frédéric de Chambrier (01.04.1753-28.06.1826), conseiller d'État (09.08.1792-?)
Frédéric Alexandre de Chambrier (05.10.1785-21.10.1856), conseiller d'État (05.04.1813-07.08.1815/1831-1848)
Jean François de Chambrier (b. 17.09.1740-1813), conseiller d'État (30.04.1800-?)
Louis Courvoisier (12.09.1769-17.01.1847), conseiller d'État (17.02.1812-23.01.1832)
Charles Louis Depierre (31.08.1763-20.11.1824), conseiller d'État (25-26.06.1792-?)
Charles Guillaume d'Ivernois (11.08.1732-28.02.1819), conseiller d'État (09.011764-1814)
Samuel de Marval (17.11.1768-15.07.1839), conseiller d'État (24.04.1797-31.10.1832)
Samuel Henry de Merveilleux (04.03.1777-1854), conseiller d'État (24.04.1810-?)
Jean Pierre Henri Sigismond de Meuron (1783-23.04.1857), conseiller d'État (22.04.1811-1848)
Frédéric Auguste de Montmollin (10.09.1776-18.04.1836), conseiller d'État (18.07-19.09.1803-?)
Charles Albert Henri de Perregaux (08.04.1757-18.10.1831), conseiller d'État (11/19.04-01.05.1807-?)
Philippe Auguste de Pierre (25.02.1768-10.10.1846), conseiller d'État (23/30.04.1800-?)
Louis de Pourtalès (14.05.1773-08.05.1848), conseiller d'État (16/26.09.1803-?)
David Pury (B) (07.02.1733-16.01.1820), conseiller d'État (15.08.1763-?)
Charles Albert de Pury (b. 28.09.1752-30.09.1833), conseiller d'État (17.02.1812-?)
Georges de Rougemont (12.10.1758-22.12.1824), conseiller d'État (11.02.1788-?)
Charles Louis de Sandoz (26.04.1748-15.08.1834), conseiller d'État (04.10.1790-1831)
François de Sandoz-Travers (20:01.1771-1835), conseiller d'État 30.11.1803-08.03.1803-?)
Charles Etienne de Tribolet-Hardy (02.05.1755-18.11.1843), conseiller d'État (03.03.1794-1831)
George de Montmollin (A) (08.10.1753-20.08.1818), conseiller d'État (06.10 ou 09.1794-?)

##### 1814
Frédéric de Chambrier (01.04.1753-28.06.1826), conseiller d'État (09.08.1792-?)
Frédéric Alexandre de Chambrier (05.10.1785-21.10.1856), conseiller d'État (05.04.1813-07.08.1815/1831-1848)
Louis Courvoisier (12.09.1769-17.01.1847), conseiller d'État (17.02.1812-23.01.1832)
Charles Louis Depierre (31.08.1763-20.11.1824), conseiller d'État (25-26.06.1792-?)
Charles Guillaume d'Ivernois (11.08.1732-28.02.1819), conseiller d'État (09.011764-1814)
Guillaume Auguste d'Ivernois (22.09.1779-06.02.1856), conseiller d'État (05.09.1814-11.11.1831)
Samuel de Marval (17.11.1768-15.07.1839), conseiller d'État (24.04.1797-31.10.1832)
Samuel Henry de Merveilleux (04.03.1777-1854), conseiller d'État (24.04.1810-?)
Jean Pierre Henri Sigismond de Meuron (1783-23.04.1857), conseiller d'État (22.04.1811-1848)
Frédéric Auguste de Montmollin (10.09.1776-18.04.1836), conseiller d'État (18.07-19.09.1803-?)
Charles Albert Henri de Perregaux (08.04.1757-18.10.1831), conseiller d'État (11/19.04-01.05.1807-?)
Philippe Auguste de Pierre (25.02.1768-10.10.1846), conseiller d'État (23/30.04.1800-?)
Louis de Pourtalès (14.05.1773-08.05.1848), conseiller d'État (16/26.09.1803-?)
David Pury (B) (07.02.1733-16.01.1820), conseiller d'État (15.08.1763-?)
Charles Albert de Pury (b. 28.09.1752-30.09.1833), conseiller d'État (17.02.1812-?)
Georges de Rougemont (12.10.1758-22.12.1824), conseiller d'État (11.02.1788-?)
Charles Louis de Sandoz (26.04.1748-15.08.1834), conseiller d'État (04.10.1790-1831)
François de Sandoz-Travers (20:01.1771-1835), conseiller d'État 30.11.1803-08.03.1803-?)
Charles Godefroy Tribolet (01.05.1752-16.04.1843), conseiller d'État (24.12.1782-1812/1814-1831)
Charles Etienne de Tribolet-Hardy (02.05.1755-18.11.1843), conseiller d'État (03.03.1794-1831)
George de Montmollin (A) (08.10.1753-20.08.1818), conseiller d'État (06.10 ou 09.1794-?)

##### 1815
Frédéric de Chambrier (01.04.1753-28.06.1826), conseiller d'État (09.08.1792-?)
Frédéric Alexandre de Chambrier (05.10.1785-21.10.1856), conseiller d'État (05.04.1813-07.08.1815/1831-1848)
Louis Courvoisier (12.09.1769-17.01.1847), conseiller d'État (17.02.1812-23.01.1832)
Charles Louis Depierre (31.08.1763-20.11.1824), conseiller d'État (25-26.06.1792-?)
Guillaume Auguste d'Ivernois (22.09.1779-06.02.1856), conseiller d'État (05.09.1814-11.11.1831)
Samuel de Marval (17.11.1768-15.07.1839), conseiller d'État (24.04.1797-31.10.1832)
Samuel Henry de Merveilleux (04.03.1777-1854), conseiller d'État (24.04.1810-?)
Jean Pierre Henri Sigismond de Meuron (1783-23.04.1857), conseiller d'État (22.04.1811-1848)
Frédéric Auguste de Montmollin (10.09.1776-18.04.1836), conseiller d'État (18.07-19.09.1803-?)
Charles Albert Henri de Perregaux (08.04.1757-18.10.1831), conseiller d'État (11/19.04-01.05.1807-?)
Philippe Auguste de Pierre (25.02.1768-10.10.1846), conseiller d'État (23/30.04.1800-?)
Louis de Pourtalès (14.05.1773-08.05.1848), conseiller d'État (16/26.09.1803-?)
David Pury (B) (07.02.1733-16.01.1820), conseiller d'État (15.08.1763-?)
Charles Albert de Pury (b. 28.09.1752-30.09.1833), conseiller d'État (17.02.1812-?)
Georges de Rougemont (12.10.1758-22.12.1824), conseiller d'État (11.02.1788-?)
Charles Louis de Sandoz (26.04.1748-15.08.1834), conseiller d'État (04.10.1790-1831)
François de Sandoz-Travers (20:01.1771-1835), conseiller d'État 30.11.1803-08.03.1803-?)
Charles Godefroy Tribolet (01.05.1752-16.04.1843), conseiller d'État (24.12.1782-1812/1814-1831)
Charles Etienne de Tribolet-Hardy (02.05.1755-18.11.1843), conseiller d'État (03.03.1794-1831)
George de Montmollin (A) (08.10.1753-20.08.1818), conseiller d'État (06.10 ou 09.1794-?)

##### 1816
Frédéric de Chambrier (01.04.1753-28.06.1826), conseiller d'État (09.08.1792-?)
Louis Courvoisier (12.09.1769-17.01.1847), conseiller d'État (17.02.1812-23.01.1832)
Charles Louis Depierre (31.08.1763-20.11.1824), conseiller d'État (25-26.06.1792-?)
Guillaume Auguste d'Ivernois (22.09.1779-06.02.1856), conseiller d'État (05.09.1814-11.11.1831)
Samuel de Marval (17.11.1768-15.07.1839), conseiller d'État (24.04.1797-31.10.1832)
Samuel Henry de Merveilleux (04.03.1777-1854), conseiller d'État (24.04.1810-?)
Jean Pierre Henri Sigismond de Meuron (1783-23.04.1857), conseiller d'État (22.04.1811-1848)
Frédéric Auguste de Montmollin (10.09.1776-18.04.1836), conseiller d'État (18.07-19.09.1803-?)
Charles Albert Henri de Perregaux (08.04.1757-18.10.1831), conseiller d'État (11/19.04-01.05.1807-?)
Philippe Auguste de Pierre (25.02.1768-10.10.1846), conseiller d'État (23/30.04.1800-?)
Louis de Pourtalès (14.05.1773-08.05.1848), conseiller d'État (16/26.09.1803-?)
David Pury (B) (07.02.1733-16.01.1820), conseiller d'État (15.08.1763-?)
Charles Albert de Pury (b. 28.09.1752-30.09.1833), conseiller d'État (17.02.1812-?)
Georges de Rougemont (12.10.1758-22.12.1824), conseiller d'État (11.02.1788-?)
Charles Louis de Sandoz (26.04.1748-15.08.1834), conseiller d'État (04.10.1790-1831)
François de Sandoz-Travers (20:01.1771-1835), conseiller d'État 30.11.1803-08.03.1803-?)
Charles Godefroy Tribolet (01.05.1752-16.04.1843), conseiller d'État (24.12.1782-1812/1814-1831)
Charles Etienne de Tribolet-Hardy (02.05.1755-18.11.1843), conseiller d'État (03.03.1794-1831)
Charles Adolphe Maurice de Vattel (31.01.1765-28.10.1827), conseiller d'État (12.03.1816-?)
George de Montmollin (A) (08.10.1753-20.08.1818), conseiller d'État (06.10 ou 09.1794-?)

##### 1817
Frédéric de Chambrier (01.04.1753-28.06.1826), conseiller d'État (09.08.1792-?)
Louis Courvoisier (12.09.1769-17.01.1847), conseiller d'État (17.02.1812-23.01.1832)
Charles Louis Depierre (31.08.1763-20.11.1824), conseiller d'État (25-26.06.1792-?)
Guillaume Auguste d'Ivernois (22.09.1779-06.02.1856), conseiller d'État (05.09.1814-11.11.1831)
Samuel de Marval (17.11.1768-15.07.1839), conseiller d'État (24.04.1797-31.10.1832)
Samuel Henry de Merveilleux (04.03.1777-1854), conseiller d'État (24.04.1810-?)
Jean Pierre Henri Sigismond de Meuron (1783-23.04.1857), conseiller d'État (22.04.1811-1848)
Frédéric Auguste de Montmollin (10.09.1776-18.04.1836), conseiller d'État (18.07-19.09.1803-?)
Charles Albert Henri de Perregaux (08.04.1757-18.10.1831), conseiller d'État (11/19.04-01.05.1807-?)
Philippe Auguste de Pierre (25.02.1768-10.10.1846), conseiller d'État (23/30.04.1800-?)
Louis de Pourtalès (14.05.1773-08.05.1848), conseiller d'État (16/26.09.1803-?)
David Pury (B) (07.02.1733-16.01.1820), conseiller d'État (15.08.1763-?)
Charles Albert de Pury (b. 28.09.1752-30.09.1833), conseiller d'État (17.02.1812-?)
Georges de Rougemont (12.10.1758-22.12.1824), conseiller d'État (11.02.1788-?)
Charles Louis de Sandoz (26.04.1748-15.08.1834), conseiller d'État (04.10.1790-1831)
François de Sandoz-Travers (20:01.1771-1835), conseiller d'État 30.11.1803-08.03.1803-?)
Charles Godefroy Tribolet (01.05.1752-16.04.1843), conseiller d'État (24.12.1782-1812/1814-1831)
Charles Etienne de Tribolet-Hardy (02.05.1755-18.11.1843), conseiller d'État (03.03.1794-1831)
Charles Adolphe Maurice de Vattel (31.01.1765-28.10.1827), conseiller d'État (12.03.1816-?)
George de Montmollin (A) (08.10.1753-20.08.1818), conseiller d'État (06.10 ou 09.1794-?)

##### 1818
Frédéric de Chambrier (01.04.1753-28.06.1826), conseiller d'État (09.08.1792-?)
Louis Courvoisier (12.09.1769-17.01.1847), conseiller d'État (17.02.1812-23.01.1832)
Charles Louis Depierre (31.08.1763-20.11.1824), conseiller d'État (25-26.06.1792-?)
Guillaume Auguste d'Ivernois (22.09.1779-06.02.1856), conseiller d'État (05.09.1814-11.11.1831)
Samuel de Marval (17.11.1768-15.07.1839), conseiller d'État (24.04.1797-31.10.1832)
Samuel Henry de Merveilleux (04.03.1777-1854), conseiller d'État (24.04.1810-?)
Jean Pierre Henri Sigismond de Meuron (1783-23.04.1857), conseiller d'État (22.04.1811-1848)
Frédéric Auguste de Montmollin (10.09.1776-18.04.1836), conseiller d'État (18.07-19.09.1803-?)
Charles Albert Henri de Perregaux (08.04.1757-18.10.1831), conseiller d'État (11/19.04-01.05.1807-?)
Philippe Auguste de Pierre (25.02.1768-10.10.1846), conseiller d'État (23/30.04.1800-?)
Louis de Pourtalès (14.05.1773-08.05.1848), conseiller d'État (16/26.09.1803-?)
David Pury (B) (07.02.1733-16.01.1820), conseiller d'État (15.08.1763-?)
Charles Albert de Pury (b. 28.09.1752-30.09.1833), conseiller d'État (17.02.1812-?)
Georges de Rougemont (12.10.1758-22.12.1824), conseiller d'État (11.02.1788-?)
Charles Louis de Sandoz (26.04.1748-15.08.1834), conseiller d'État (04.10.1790-1831)
François de Sandoz-Travers (20:01.1771-1835), conseiller d'État 30.11.1803-08.03.1803-?)
Charles Godefroy Tribolet (01.05.1752-16.04.1843), conseiller d'État (24.12.1782-1812/1814-1831)
Charles Etienne de Tribolet-Hardy (02.05.1755-18.11.1843), conseiller d'État (03.03.1794-1831)
Charles Adolphe Maurice de Vattel (31.01.1765-28.10.1827), conseiller d'État (12.03.1816-?)
George de Montmollin (A) (08.10.1753-20.08.1818), conseiller d'État (06.10 ou 09.1794-?)

##### 1819
Frédéric de Chambrier (01.04.1753-28.06.1826), conseiller d'État (09.08.1792-?)
Louis Courvoisier (12.09.1769-17.01.1847), conseiller d'État (17.02.1812-23.01.1832)
Charles Louis Depierre (31.08.1763-20.11.1824), conseiller d'État (25-26.06.1792-?)
Guillaume Auguste d'Ivernois (22.09.1779-06.02.1856), conseiller d'État (05.09.1814-11.11.1831)
Samuel de Marval (17.11.1768-15.07.1839), conseiller d'État (24.04.1797-31.10.1832)
Joël Matile (13.03.1774-01.10.1829), conseiller d'État (06.09.1819-?)
Samuel Henry de Merveilleux (04.03.1777-1854), conseiller d'État (24.04.1810-?)
Jean Pierre Henri Sigismond de Meuron (1783-23.04.1857), conseiller d'État (22.04.1811-1848)
Frédéric Auguste de Montmollin (10.09.1776-18.04.1836), conseiller d'État (18.07-19.09.1803-?)
Charles Albert Henri de Perregaux (08.04.1757-18.10.1831), conseiller d'État (11/19.04-01.05.1807-?)
Philippe Auguste de Pierre (25.02.1768-10.10.1846), conseiller d'État (23/30.04.1800-?)
Louis de Pourtalès (14.05.1773-08.05.1848), conseiller d'État (16/26.09.1803-?)
David Pury (B) (07.02.1733-16.01.1820), conseiller d'État (15.08.1763-?)
Charles Albert de Pury (b. 28.09.1752-30.09.1833), conseiller d'État (17.02.1812-?)
Georges de Rougemont (12.10.1758-22.12.1824), conseiller d'État (11.02.1788-?)
Charles Louis de Sandoz (26.04.1748-15.08.1834), conseiller d'État (04.10.1790-1831)
François de Sandoz-Travers (20:01.1771-1835), conseiller d'État 30.11.1803-08.03.1803-?)
Charles Godefroy Tribolet (01.05.1752-16.04.1843), conseiller d'État (24.12.1782-1812/1814-1831)
Charles Etienne de Tribolet-Hardy (02.05.1755-18.11.1843), conseiller d'État (03.03.1794-1831)
Charles Adolphe Maurice de Vattel (31.01.1765-28.10.1827), conseiller d'État (12.03.1816-?)

#### 1820
Frédéric de Chambrier (01.04.1753-28.06.1826), conseiller d'État (09.08.1792-?)
Louis Courvoisier (12.09.1769-17.01.1847), conseiller d'État (17.02.1812-23.01.1832)
Charles Cousandier (02.02.1773-28.05.1843), conseiller d'État (17.04.1820-1831)
Charles Louis Depierre (31.08.1763-20.11.1824), conseiller d'État (25-26.06.1792-?)
Guillaume Auguste d'Ivernois (22.09.1779-06.02.1856), conseiller d'État (05.09.1814-11.11.1831)
Samuel de Marval (17.11.1768-15.07.1839), conseiller d'État (24.04.1797-31.10.1832)
Joël Matile (13.03.1774-01.10.1829), conseiller d'État (06.09.1819-?)
Samuel Henry de Merveilleux (04.03.1777-1854), conseiller d'État (24.04.1810-?)
Jean Pierre Henri Sigismond de Meuron (1783-23.04.1857), conseiller d'État (22.04.1811-1848)
Frédéric Auguste de Montmollin (10.09.1776-18.04.1836), conseiller d'État (18.07-19.09.1803-?)
Charles Albert Henri de Perregaux (08.04.1757-18.10.1831), conseiller d'État (11/19.04-01.05.1807-?)
Philippe Auguste de Pierre (25.02.1768-10.10.1846), conseiller d'État (23/30.04.1800-?)
Louis de Pourtalès (14.05.1773-08.05.1848), conseiller d'État (16/26.09.1803-?)
David Pury (B) (07.02.1733-16.01.1820), conseiller d'État (15.08.1763-?)
Charles Albert de Pury (b. 28.09.1752-30.09.1833), conseiller d'État (17.02.1812-?)
Georges de Rougemont (12.10.1758-22.12.1824), conseiller d'État (11.02.1788-?)
Charles Louis de Sandoz (26.04.1748-15.08.1834), conseiller d'État (04.10.1790-1831)
François de Sandoz-Travers (20:01.1771-1835), conseiller d'État 30.11.1803-08.03.1803-?)
Charles Godefroy Tribolet (01.05.1752-16.04.1843), conseiller d'État (24.12.1782-1812/1814-1831)
Charles Etienne de Tribolet-Hardy (02.05.1755-18.11.1843), conseiller d'État (03.03.1794-1831)
Charles Adolphe Maurice de Vattel (31.01.1765-28.10.1827), conseiller d'État (12.03.1816-?)

##### 1821
Frédéric de Chambrier (01.04.1753-28.06.1826), conseiller d'État (09.08.1792-?)
Louis Courvoisier (12.09.1769-17.01.1847), conseiller d'État (17.02.1812-23.01.1832)
Charles Cousandier (02.02.1773-28.05.1843), conseiller d'État (17.04.1820-1831)
Charles Louis Depierre (31.08.1763-20.11.1824), conseiller d'État (25-26.06.1792-?)
Guillaume Auguste d'Ivernois (22.09.1779-06.02.1856), conseiller d'État (05.09.1814-11.11.1831)
Samuel de Marval (17.11.1768-15.07.1839), conseiller d'État (24.04.1797-31.10.1832)
Joël Matile (13.03.1774-01.10.1829), conseiller d'État (06.09.1819-?)
Samuel Henry de Merveilleux (04.03.1777-1854), conseiller d'État (24.04.1810-?)
Jean Pierre Henri Sigismond de Meuron (1783-23.04.1857), conseiller d'État (22.04.1811-1848)
Frédéric Auguste de Montmollin (10.09.1776-18.04.1836), conseiller d'État (18.07-19.09.1803-?)
Charles Albert Henri de Perregaux (08.04.1757-18.10.1831), conseiller d'État (11/19.04-01.05.1807-?)
Philippe Auguste de Pierre (25.02.1768-10.10.1846), conseiller d'État (23/30.04.1800-?)
Louis de Pourtalès (14.05.1773-08.05.1848), conseiller d'État (16/26.09.1803-?)
Charles Albert de Pury (b. 28.09.1752-30.09.1833), conseiller d'État (17.02.1812-?)
Georges de Rougemont (12.10.1758-22.12.1824), conseiller d'État (11.02.1788-?)
Charles Louis de Sandoz (26.04.1748-15.08.1834), conseiller d'État (04.10.1790-1831)
François de Sandoz-Travers (20:01.1771-1835), conseiller d'État 30.11.1803-08.03.1803-?)
Charles Godefroy Tribolet (01.05.1752-16.04.1843), conseiller d'État (24.12.1782-1812/1814-1831)
Charles Etienne de Tribolet-Hardy (02.05.1755-18.11.1843), conseiller d'État (03.03.1794-1831)
Charles Adolphe Maurice de Vattel (31.01.1765-28.10.1827), conseiller d'État (12.03.1816-?)

##### 1822
Frédéric de Chambrier (01.04.1753-28.06.1826), conseiller d'État (09.08.1792-?)
Louis Courvoisier (12.09.1769-17.01.1847), conseiller d'État (17.02.1812-23.01.1832)
Charles Cousandier (02.02.1773-28.05.1843), conseiller d'État (17.04.1820-1831)
Charles Louis Depierre (31.08.1763-20.11.1824), conseiller d'État (25-26.06.1792-?)
Guillaume Auguste d'Ivernois (22.09.1779-06.02.1856), conseiller d'État (05.09.1814-11.11.1831)
Samuel de Marval (17.11.1768-15.07.1839), conseiller d'État (24.04.1797-31.10.1832)
Joël Matile (13.03.1774-01.10.1829), conseiller d'État (06.09.1819-?)
Samuel Henry de Merveilleux (04.03.1777-1854), conseiller d'État (24.04.1810-?)
Jean Pierre Henri Sigismond de Meuron (1783-23.04.1857), conseiller d'État (22.04.1811-1848)
Frédéric Auguste de Montmollin (10.09.1776-18.04.1836), conseiller d'État (18.07-19.09.1803-?)
Charles Albert Henri de Perregaux (08.04.1757-18.10.1831), conseiller d'État (11/19.04-01.05.1807-?)
Philippe Auguste de Pierre (25.02.1768-10.10.1846), conseiller d'État (23/30.04.1800-?)
Louis de Pourtalès (14.05.1773-08.05.1848), conseiller d'État (16/26.09.1803-?)
Charles Albert de Pury (b. 28.09.1752-30.09.1833), conseiller d'État (17.02.1812-?)
Georges de Rougemont (12.10.1758-22.12.1824), conseiller d'État (11.02.1788-?)
Charles Louis de Sandoz (26.04.1748-15.08.1834), conseiller d'État (04.10.1790-1831)
François de Sandoz-Travers (20:01.1771-1835), conseiller d'État 30.11.1803-08.03.1803-?)
Charles Godefroy Tribolet (01.05.1752-16.04.1843), conseiller d'État (24.12.1782-1812/1814-1831)
Charles Etienne de Tribolet-Hardy (02.05.1755-18.11.1843), conseiller d'État (03.03.1794-1831)
Charles Adolphe Maurice de Vattel (31.01.1765-28.10.1827), conseiller d'État (12.03.1816-?)

##### 1823
Frédéric de Chambrier (01.04.1753-28.06.1826), conseiller d'État (09.08.1792-?)
Louis Courvoisier (12.09.1769-17.01.1847), conseiller d'État (17.02.1812-23.01.1832)
Charles Cousandier (02.02.1773-28.05.1843), conseiller d'État (17.04.1820-1831)
Charles Louis Depierre (31.08.1763-20.11.1824), conseiller d'État (25-26.06.1792-?)
Guillaume Auguste d'Ivernois (22.09.1779-06.02.1856), conseiller d'État (05.09.1814-11.11.1831)
Samuel de Marval (17.11.1768-15.07.1839), conseiller d'État (24.04.1797-31.10.1832)
Joël Matile (13.03.1774-01.10.1829), conseiller d'État (06.09.1819-?)
Samuel Henry de Merveilleux (04.03.1777-1854), conseiller d'État (24.04.1810-?)
Jean Pierre Henri Sigismond de Meuron (1783-23.04.1857), conseiller d'État (22.04.1811-1848)
Frédéric Auguste de Montmollin (10.09.1776-18.04.1836), conseiller d'État (18.07-19.09.1803-?)
Charles Albert Henri de Perregaux (08.04.1757-18.10.1831), conseiller d'État (11/19.04-01.05.1807-?)
Auguste Charles François de Perrot (04.06.1787-28.06.1863), conseiller d'État (24.03.1823-?)
Philippe Auguste de Pierre (25.02.1768-10.10.1846), conseiller d'État (23/30.04.1800-?)
Louis de Pourtalès (14.05.1773-08.05.1848), conseiller d'État (16/26.09.1803-?)
Charles Albert de Pury (b. 28.09.1752-30.09.1833), conseiller d'État (17.02.1812-?)
Georges de Rougemont (12.10.1758-22.12.1824), conseiller d'État (11.02.1788-?)
Charles Louis de Sandoz (26.04.1748-15.08.1834), conseiller d'État (04.10.1790-1831)
François de Sandoz-Travers (20:01.1771-1835), conseiller d'État 30.11.1803-08.03.1803-?)
Charles Godefroy Tribolet (01.05.1752-16.04.1843), conseiller d'État (24.12.1782-1812/1814-1831)
Charles Etienne de Tribolet-Hardy (02.05.1755-18.11.1843), conseiller d'État (03.03.1794-1831)
Charles Adolphe Maurice de Vattel (31.01.1765-28.10.1827), conseiller d'État (12.03.1816-?)

##### 1824
Frédéric de Chambrier (01.04.1753-28.06.1826), conseiller d'État (09.08.1792-?)
Louis Courvoisier (12.09.1769-17.01.1847), conseiller d'État (17.02.1812-23.01.1832)
Charles Cousandier (02.02.1773-28.05.1843), conseiller d'État (17.04.1820-1831)
Charles Louis Depierre (31.08.1763-20.11.1824), conseiller d'État (25-26.06.1792-?)
Guillaume Auguste d'Ivernois (22.09.1779-06.02.1856), conseiller d'État (05.09.1814-11.11.1831)
Samuel de Marval (17.11.1768-15.07.1839), conseiller d'État (24.04.1797-31.10.1832)
Joël Matile (13.03.1774-01.10.1829), conseiller d'État (06.09.1819-?)
Samuel Henry de Merveilleux (04.03.1777-1854), conseiller d'État (24.04.1810-?)
Jean Pierre Henri Sigismond de Meuron (1783-23.04.1857), conseiller d'État (22.04.1811-1848)
Frédéric Auguste de Montmollin (10.09.1776-18.04.1836), conseiller d'État (18.07-19.09.1803-?)
Charles Albert Henri de Perregaux (08.04.1757-18.10.1831), conseiller d'État (11/19.04-01.05.1807-?)
Auguste Charles François de Perrot (04.06.1787-28.06.1863), conseiller d'État (24.03.1823-?)
Philippe Auguste de Pierre (25.02.1768-10.10.1846), conseiller d'État (23/30.04.1800-?)
Louis de Pourtalès (14.05.1773-08.05.1848), conseiller d'État (16/26.09.1803-?)
Charles Albert de Pury (b. 28.09.1752-30.09.1833), conseiller d'État (17.02.1812-?)
Georges de Rougemont (12.10.1758-22.12.1824), conseiller d'État (11.02.1788-?)
Charles Louis de Sandoz (26.04.1748-15.08.1834), conseiller d'État (04.10.1790-1831)
François de Sandoz-Travers (20:01.1771-1835), conseiller d'État 30.11.1803-08.03.1803-?)
Charles Godefroy Tribolet (01.05.1752-16.04.1843), conseiller d'État (24.12.1782-1812/1814-1831)
Charles Etienne de Tribolet-Hardy (02.05.1755-18.11.1843), conseiller d'État (03.03.1794-1831)
Charles Adolphe Maurice de Vattel (31.01.1765-28.10.1827), conseiller d'État (12.03.1816-?)

##### 1825
Georges de Chaillet (b. 23.051757-27.08.1835), conseiller d'État (07.03.1825-12.12.1831)
Frédéric de Chambrier (01.04.1753-28.06.1826), conseiller d'État (09.08.1792-?)
Louis Courvoisier (12.09.1769-17.01.1847), conseiller d'État (17.02.1812-23.01.1832)
Charles Cousandier (02.02.1773-28.05.1843), conseiller d'État (17.04.1820-1831)
Guillaume Auguste d'Ivernois (22.09.1779-06.02.1856), conseiller d'État (05.09.1814-11.11.1831)
Samuel de Marval (17.11.1768-15.07.1839), conseiller d'État (24.04.1797-31.10.1832)
Joël Matile (13.03.1774-01.10.1829), conseiller d'État (06.09.1819-?)
Samuel Henry de Merveilleux (04.03.1777-1854), conseiller d'État (24.04.1810-?)
Jean Pierre Henri Sigismond de Meuron (1783-23.04.1857), conseiller d'État (22.04.1811-1848)
Frédéric Auguste de Montmollin (10.09.1776-18.04.1836), conseiller d'État (18.07-19.09.1803-?)
Charles Albert Henri de Perregaux (08.04.1757-18.10.1831), conseiller d'État (11/19.04-01.05.1807-?)
Auguste Charles François de Perrot (04.06.1787-28.06.1863), conseiller d'État (24.03.1823-?)
Philippe Auguste de Pierre (25.02.1768-10.10.1846), conseiller d'État (23/30.04.1800-?)
Louis de Pourtalès (14.05.1773-08.05.1848), conseiller d'État (16/26.09.1803-?)
Charles Albert de Pury (b. 28.09.1752-30.09.1833), conseiller d'État (17.02.1812-?)
Charles Louis de Sandoz (26.04.1748-15.08.1834), conseiller d'État (04.10.1790-1831)
François de Sandoz-Travers (20:01.1771-1835), conseiller d'État 30.11.1803-08.03.1803-?)
Charles Godefroy Tribolet (01.05.1752-16.04.1843), conseiller d'État (24.12.1782-1812/1814-1831)
Charles Etienne de Tribolet-Hardy (02.05.1755-18.11.1843), conseiller d'État (03.03.1794-1831)
Charles Adolphe Maurice de Vattel (31.01.1765-28.10.1827), conseiller d'État (12.03.1816-?)

##### 1826
Georges de Chaillet (b. 23.051757-27.08.1835), conseiller d'État (07.03.1825-12.12.1831)
Frédéric de Chambrier (01.04.1753-28.06.1826), conseiller d'État (09.08.1792-?)
Louis Courvoisier (12.09.1769-17.01.1847), conseiller d'État (17.02.1812-23.01.1832)
Charles Cousandier (02.02.1773-28.05.1843), conseiller d'État (17.04.1820-1831)
Guillaume Auguste d'Ivernois (22.09.1779-06.02.1856), conseiller d'État (05.09.1814-11.11.1831)
Samuel de Marval (17.11.1768-15.07.1839), conseiller d'État (24.04.1797-31.10.1832)
Joël Matile (13.03.1774-01.10.1829), conseiller d'État (06.09.1819-?)
Samuel Henry de Merveilleux (04.03.1777-1854), conseiller d'État (24.04.1810-?)
Jean Pierre Henri Sigismond de Meuron (1783-23.04.1857), conseiller d'État (22.04.1811-1848)
Frédéric Auguste de Montmollin (10.09.1776-18.04.1836), conseiller d'État (18.07-19.09.1803-?)
Charles Albert Henri de Perregaux (08.04.1757-18.10.1831), conseiller d'État (11/19.04-01.05.1807-?)
Auguste Charles François de Perrot (04.06.1787-28.06.1863), conseiller d'État (24.03.1823-?)
Philippe Auguste de Pierre (25.02.1768-10.10.1846), conseiller d'État (23/30.04.1800-?)
Louis de Pourtalès (14.05.1773-08.05.1848), conseiller d'État (16/26.09.1803-?)
Charles Albert de Pury (b. 28.09.1752-30.09.1833), conseiller d'État (17.02.1812-?)
Charles Louis de Sandoz (26.04.1748-15.08.1834), conseiller d'État (04.10.1790-1831)
François de Sandoz-Travers (20:01.1771-1835), conseiller d'État 30.11.1803-08.03.1803-?)
Charles Godefroy Tribolet (01.05.1752-16.04.1843), conseiller d'État (24.12.1782-1812/1814-1831)
Charles Etienne de Tribolet-Hardy (02.05.1755-18.11.1843), conseiller d'État (03.03.1794-1831)
Charles Adolphe Maurice de Vattel (31.01.1765-28.10.1827), conseiller d'État (12.03.1816-?)

##### 1827
Georges de Chaillet (b. 23.051757-27.08.1835), conseiller d'État (07.03.1825-12.12.1831)
Louis Courvoisier (12.09.1769-17.01.1847), conseiller d'État (17.02.1812-23.01.1832)
Charles Cousandier (02.02.1773-28.05.1843), conseiller d'État (17.04.1820-1831)
Guillaume Auguste d'Ivernois (22.09.1779-06.02.1856), conseiller d'État (05.09.1814-11.11.1831)
Samuel de Marval (17.11.1768-15.07.1839), conseiller d'État (24.04.1797-31.10.1832)
Joël Matile (13.03.1774-01.10.1829), conseiller d'État (06.09.1819-?)
Samuel Henry de Merveilleux (04.03.1777-1854), conseiller d'État (24.04.1810-?)
Jean Pierre Henri Sigismond de Meuron (1783-23.04.1857), conseiller d'État (22.04.1811-1848)
Frédéric Auguste de Montmollin (10.09.1776-18.04.1836), conseiller d'État (18.07-19.09.1803-?)
Charles Albert Henri de Perregaux (08.04.1757-18.10.1831), conseiller d'État (11/19.04-01.05.1807-?)
Auguste Charles François de Perrot (04.06.1787-28.06.1863), conseiller d'État (24.03.1823-?)
Philippe Auguste de Pierre (25.02.1768-10.10.1846), conseiller d'État (23/30.04.1800-?)
Louis de Pourtalès (14.05.1773-08.05.1848), conseiller d'État (16/26.09.1803-?)
Charles Albert de Pury (b. 28.09.1752-30.09.1833), conseiller d'État (17.02.1812-?)
Charles Louis de Sandoz (26.04.1748-15.08.1834), conseiller d'État (04.10.1790-1831)
François de Sandoz-Travers (20:01.1771-1835), conseiller d'État 30.11.1803-08.03.1803-?)
Charles Godefroy Tribolet (01.05.1752-16.04.1843), conseiller d'État (24.12.1782-1812/1814-1831)
Charles Etienne de Tribolet-Hardy (02.05.1755-18.11.1843), conseiller d'État (03.03.1794-1831)
Charles Adolphe Maurice de Vattel (31.01.1765-28.10.1827), conseiller d'État (12.03.1816-?)

##### 1828
Georges de Chaillet (b. 23.051757-27.08.1835), conseiller d'État (07.03.1825-12.12.1831)
Louis Courvoisier (12.09.1769-17.01.1847), conseiller d'État (17.02.1812-23.01.1832)
Charles Cousandier (02.02.1773-28.05.1843), conseiller d'État (17.04.1820-1831)
César d'Ivernois (1771-28.05.1842), conseiller d'État (22.01.1828-25.10.1831?)
Guillaume Auguste d'Ivernois (22.09.1779-06.02.1856), conseiller d'État (05.09.1814-11.11.1831)
Samuel de Marval (17.11.1768-15.07.1839), conseiller d'État (24.04.1797-31.10.1832)
Joël Matile (13.03.1774-01.10.1829), conseiller d'État (06.09.1819-?)
Samuel Henry de Merveilleux (04.03.1777-1854), conseiller d'État (24.04.1810-?)
Jean Pierre Henri Sigismond de Meuron (1783-23.04.1857), conseiller d'État (22.04.1811-1848)
Frédéric Auguste de Montmollin (10.09.1776-18.04.1836), conseiller d'État (18.07-19.09.1803-?)
Charles Albert Henri de Perregaux (08.04.1757-18.10.1831), conseiller d'État (11/19.04-01.05.1807-?)
Auguste Charles François de Perrot (04.06.1787-28.06.1863), conseiller d'État (24.03.1823-?)
Philippe Auguste de Pierre (25.02.1768-10.10.1846), conseiller d'État (23/30.04.1800-?)
Louis de Pourtalès (14.05.1773-08.05.1848), conseiller d'État (16/26.09.1803-?)
Charles Albert de Pury (b. 28.09.1752-30.09.1833), conseiller d'État (17.02.1812-?)
Charles Louis de Sandoz (26.04.1748-15.08.1834), conseiller d'État (04.10.1790-1831)
François de Sandoz-Travers (20:01.1771-1835), conseiller d'État 30.11.1803-08.03.1803-?)
Charles Godefroy Tribolet (01.05.1752-16.04.1843), conseiller d'État (24.12.1782-1812/1814-1831)
Charles Etienne de Tribolet-Hardy (02.05.1755-18.11.1843), conseiller d'État (03.03.1794-1831)

##### 1829
Georges de Chaillet (b. 23.051757-27.08.1835), conseiller d'État (07.03.1825-12.12.1831)
Louis Courvoisier (12.09.1769-17.01.1847), conseiller d'État (17.02.1812-23.01.1832)
Charles Cousandier (02.02.1773-28.05.1843), conseiller d'État (17.04.1820-1831)
César d'Ivernois (1771-28.05.1842), conseiller d'État (22.01.1828-25.10.1831?)
Guillaume Auguste d'Ivernois (22.09.1779-06.02.1856), conseiller d'État (05.09.1814-11.11.1831)
Samuel de Marval (17.11.1768-15.07.1839), conseiller d'État (24.04.1797-31.10.1832)
Joël Matile (13.03.1774-01.10.1829), conseiller d'État (06.09.1819-?)
Samuel Henry de Merveilleux (04.03.1777-1854), conseiller d'État (24.04.1810-?)
Jean Pierre Henri Sigismond de Meuron (1783-23.04.1857), conseiller d'État (22.04.1811-1848)
Frédéric Auguste de Montmollin (10.09.1776-18.04.1836), conseiller d'État (18.07-19.09.1803-?)
Charles Albert Henri de Perregaux (08.04.1757-18.10.1831), conseiller d'État (11/19.04-01.05.1807-?)
Auguste Charles François de Perrot (04.06.1787-28.06.1863), conseiller d'État (24.03.1823-?)
Philippe Auguste de Pierre (25.02.1768-10.10.1846), conseiller d'État (23/30.04.1800-?)
Louis de Pourtalès (14.05.1773-08.05.1848), conseiller d'État (16/26.09.1803-?)
Charles Albert de Pury (b. 28.09.1752-30.09.1833), conseiller d'État (17.02.1812-?)
Charles Louis de Sandoz (26.04.1748-15.08.1834), conseiller d'État (04.10.1790-1831)
François de Sandoz-Travers (20:01.1771-1835), conseiller d'État 30.11.1803-08.03.1803-?)
Charles Godefroy Tribolet (01.05.1752-16.04.1843), conseiller d'État (24.12.1782-1812/1814-1831)
Charles Etienne de Tribolet-Hardy (02.05.1755-18.11.1843), conseiller d'État (03.03.1794-1831)

#### 1830
Georges de Chaillet (b. 23.051757-27.08.1835), conseiller d'État (07.03.1825-12.12.1831)
Alexandre de Chambrier (09.04.1788-15.06.1861), conseiller d'État (13.04.1830+20.10.1841-1848)
Louis Courvoisier (12.09.1769-17.01.1847), conseiller d'État (17.02.1812-23.01.1832)
Charles Cousandier (02.02.1773-28.05.1843), conseiller d'État (17.04.1820-1831)
César d'Ivernois (1771-28.05.1842), conseiller d'État (22.01.1828-25.10.1831?)
Guillaume Auguste d'Ivernois (22.09.1779-06.02.1856), conseiller d'État (05.09.1814-11.11.1831)
Samuel de Marval (17.11.1768-15.07.1839), conseiller d'État (24.04.1797-31.10.1832)
Samuel Henry de Merveilleux (04.03.1777-1854), conseiller d'État (24.04.1810-?)
Jean Pierre Henri Sigismond de Meuron (1783-23.04.1857), conseiller d'État (22.04.1811-1848)
Frédéric Auguste de Montmollin (10.09.1776-18.04.1836), conseiller d'État (18.07-19.09.1803-?)
Charles Albert Henri de Perregaux (08.04.1757-18.10.1831), conseiller d'État (11/19.04-01.05.1807-?)
Auguste Charles François de Perrot (04.06.1787-28.06.1863), conseiller d'État (24.03.1823-?)
Philippe Auguste de Pierre (25.02.1768-10.10.1846), conseiller d'État (23/30.04.1800-?)
Louis de Pourtalès (14.05.1773-08.05.1848), conseiller d'État (16/26.09.1803-?)
Charles Albert de Pury (b. 28.09.1752-30.09.1833), conseiller d'État (17.02.1812-?)
Charles Louis de Sandoz (26.04.1748-15.08.1834), conseiller d'État (04.10.1790-1831)
François de Sandoz-Travers (20:01.1771-1835), conseiller d'État 30.11.1803-08.03.1803-?)
Charles Godefroy Tribolet (01.05.1752-16.04.1843), conseiller d'État (24.12.1782-1812/1814-1831)
Charles Etienne de Tribolet-Hardy (02.05.1755-18.11.1843), conseiller d'État (03.03.1794-1831)

##### 1831
Georges de Chaillet (b. 23.051757-27.08.1835), conseiller d'État (07.03.1825-12.12.1831)
Alexandre de Chambrier (09.04.1788-15.06.1861), conseiller d'État (13.04.1830+20.10.1841-1848)
Frédéric Alexandre de Chambrier (05.10.1785-21.10.1856), conseiller d'État (05.04.1813-07.08.1815/1831-1848)
Louis Courvoisier (12.09.1769-17.01.1847), conseiller d'État (17.02.1812-23.01.1832)
Charles Cousandier (02.02.1773-28.05.1843), conseiller d'État (17.04.1820-1831)
César d'Ivernois (1771-28.05.1842), conseiller d'État (22.01.1828-25.10.1831?)
Guillaume Auguste d'Ivernois (22.09.1779-06.02.1856), conseiller d'État (05.09.1814-11.11.1831)
Samuel de Marval (17.11.1768-15.07.1839), conseiller d'État (24.04.1797-31.10.1832)
Samuel Henry de Merveilleux (04.03.1777-1854), conseiller d'État (24.04.1810-?)
Jean Pierre Henri Sigismond de Meuron (1783-23.04.1857), conseiller d'État (22.04.1811-1848)
Frédéric Auguste de Montmollin (10.09.1776-18.04.1836), conseiller d'État (18.07-19.09.1803-?)
Charles Albert Henri de Perregaux (08.04.1757-18.10.1831), conseiller d'État (11/19.04-01.05.1807-?)
Auguste Charles François de Perrot (04.06.1787-28.06.1863), conseiller d'État (24.03.1823-?)
Philippe Auguste de Pierre (25.02.1768-10.10.1846), conseiller d'État (23/30.04.1800-?)
Louis de Pourtalès (14.05.1773-08.05.1848), conseiller d'État (16/26.09.1803-?)
Charles Albert de Pury (b. 28.09.1752-30.09.1833), conseiller d'État (17.02.1812-?)
Charles Louis de Sandoz (26.04.1748-15.08.1834), conseiller d'État (04.10.1790-1831)
François de Sandoz-Travers (20:01.1771-1835), conseiller d'État 30.11.1803-08.03.1803-?)
Charles Godefroy Tribolet (01.05.1752-16.04.1843), conseiller d'État (24.12.1782-1812/1814-1831)
Charles Etienne de Tribolet-Hardy (02.05.1755-18.11.1843), conseiller d'État (03.03.1794-1831)

##### 1832
Alexandre de Chambrier (09.04.1788-15.06.1861), conseiller d'État (13.04.1830+20.10.1841-1848)
Frédéric Alexandre de Chambrier (05.10.1785-21.10.1856), conseiller d'État (05.04.1813-07.08.1815/1831-1848)
Louis Courvoisier (12.09.1769-17.01.1847), conseiller d'État (17.02.1812-23.01.1832)
Samuel de Marval (17.11.1768-15.07.1839), conseiller d'État (24.04.1797-31.10.1832)
Samuel Henry de Merveilleux (04.03.1777-1854), conseiller d'État (24.04.1810-?)
Jean Pierre Henri Sigismond de Meuron (1783-23.04.1857), conseiller d'État (22.04.1811-1848)
Frédéric Auguste de Montmollin (10.09.1776-18.04.1836), conseiller d'État (18.07-19.09.1803-?)
Auguste Charles François de Perrot (04.06.1787-28.06.1863), conseiller d'État (24.03.1823-?)
Philippe Auguste de Pierre (25.02.1768-10.10.1846), conseiller d'État (23/30.04.1800-?)
Louis de Pourtalès (14.05.1773-08.05.1848), conseiller d'État (16/26.09.1803-?)
Charles Albert de Pury (b. 28.09.1752-30.09.1833), conseiller d'État (17.02.1812-?)
François de Sandoz-Travers (20:01.1771-1835), conseiller d'État 30.11.1803-08.03.1803-?)

##### 1833
Alexandre de Chambrier (09.04.1788-15.06.1861), conseiller d'État (13.04.1830+20.10.1841-1848)
Frédéric Alexandre de Chambrier (05.10.1785-21.10.1856), conseiller d'État (05.04.1813-07.08.1815/1831-1848)
Samuel Henry de Merveilleux (04.03.1777-1854), conseiller d'État (24.04.1810-?)
Jean Pierre Henri Sigismond de Meuron (1783-23.04.1857), conseiller d'État (22.04.1811-1848)
Frédéric Auguste de Montmollin (10.09.1776-18.04.1836), conseiller d'État (18.07-19.09.1803-?)
Auguste Charles François de Perrot (04.06.1787-28.06.1863), conseiller d'État (24.03.1823-?)
Philippe Auguste de Pierre (25.02.1768-10.10.1846), conseiller d'État (23/30.04.1800-?)
Louis de Pourtalès (14.05.1773-08.05.1848), conseiller d'État (16/26.09.1803-?)
Charles Albert de Pury (b. 28.09.1752-30.09.1833), conseiller d'État (17.02.1812-?)
François de Sandoz-Travers (20:01.1771-1835), conseiller d'État 30.11.1803-08.03.1803-?)

##### 1834
Alexandre de Chambrier (09.04.1788-15.06.1861), conseiller d'État (13.04.1830+20.10.1841-1848)
Frédéric Alexandre de Chambrier (05.10.1785-21.10.1856), conseiller d'État (05.04.1813-07.08.1815/1831-1848)
Samuel Henry de Merveilleux (04.03.1777-1854), conseiller d'État (24.04.1810-?)
Jean Pierre Henri Sigismond de Meuron (1783-23.04.1857), conseiller d'État (22.04.1811-1848)
Frédéric Auguste de Montmollin (10.09.1776-18.04.1836), conseiller d'État (18.07-19.09.1803-?)
Auguste Charles François de Perrot (04.06.1787-28.06.1863), conseiller d'État (24.03.1823-?)
Philippe Auguste de Pierre (25.02.1768-10.10.1846), conseiller d'État (23/30.04.1800-?)
Louis de Pourtalès (14.05.1773-08.05.1848), conseiller d'État (16/26.09.1803-?)
François de Sandoz-Travers (20:01.1771-1835), conseiller d'État 30.11.1803-08.03.1803-?)

##### 1835
Alexandre de Chambrier (09.04.1788-15.06.1861), conseiller d'État (13.04.1830+20.10.1841-1848)
Frédéric Alexandre de Chambrier (05.10.1785-21.10.1856), conseiller d'État (05.04.1813-07.08.1815/1831-1848)
Samuel Henry de Merveilleux (04.03.1777-1854), conseiller d'État (24.04.1810-?)
Jean Pierre Henri Sigismond de Meuron (1783-23.04.1857), conseiller d'État (22.04.1811-1848)
Frédéric Auguste de Montmollin (10.09.1776-18.04.1836), conseiller d'État (18.07-19.09.1803-?)
Auguste Charles François de Perrot (04.06.1787-28.06.1863), conseiller d'État (24.03.1823-?)
Philippe Auguste de Pierre (25.02.1768-10.10.1846), conseiller d'État (23/30.04.1800-?)
Louis de Pourtalès (14.05.1773-08.05.1848), conseiller d'État (16/26.09.1803-?)
François de Sandoz-Travers (20:01.1771-1835), conseiller d'État 30.11.1803-08.03.1803-?)

##### 1836
Alexandre de Chambrier (09.04.1788-15.06.1861), conseiller d'État (13.04.1830+20.10.1841-1848)
Frédéric Alexandre de Chambrier (05.10.1785-21.10.1856), conseiller d'État (05.04.1813-07.08.1815/1831-1848)
Samuel Henry de Merveilleux (04.03.1777-1854), conseiller d'État (24.04.1810-?)
Jean Pierre Henri Sigismond de Meuron (1783-23.04.1857), conseiller d'État (22.04.1811-1848)
Frédéric Auguste de Montmollin (10.09.1776-18.04.1836), conseiller d'État (18.07-19.09.1803-?)
Auguste Charles François de Perrot (04.06.1787-28.06.1863), conseiller d'État (24.03.1823-?)
Philippe Auguste de Pierre (25.02.1768-10.10.1846), conseiller d'État (23/30.04.1800-?)
Louis de Pourtalès (14.05.1773-08.05.1848), conseiller d'État (16/26.09.1803-?)

##### 1837
Alexandre de Chambrier (09.04.1788-15.06.1861), conseiller d'État (13.04.1830+20.10.1841-1848)
Frédéric Alexandre de Chambrier (05.10.1785-21.10.1856), conseiller d'État (05.04.1813-07.08.1815/1831-1848)
Samuel Henry de Merveilleux (04.03.1777-1854), conseiller d'État (24.04.1810-?)
Jean Pierre Henri Sigismond de Meuron (1783-23.04.1857), conseiller d'État (22.04.1811-1848)
Auguste Charles François de Perrot (04.06.1787-28.06.1863), conseiller d'État (24.03.1823-?)
Philippe Auguste de Pierre (25.02.1768-10.10.1846), conseiller d'État (23/30.04.1800-?)
Louis de Pourtalès (14.05.1773-08.05.1848), conseiller d'État (16/26.09.1803-?)

##### 1838
Alexandre de Chambrier (09.04.1788-15.06.1861), conseiller d'État (13.04.1830+20.10.1841-1848)
Frédéric Alexandre de Chambrier (05.10.1785-21.10.1856), conseiller d'État (05.04.1813-07.08.1815/1831-1848)
Samuel Henry de Merveilleux (04.03.1777-1854), conseiller d'État (24.04.1810-?)
Jean Pierre Henri Sigismond de Meuron (1783-23.04.1857), conseiller d'État (22.04.1811-1848)
Auguste Charles François de Perrot (04.06.1787-28.06.1863), conseiller d'État (24.03.1823-?)
Philippe Auguste de Pierre (25.02.1768-10.10.1846), conseiller d'État (23/30.04.1800-?)
Louis de Pourtalès (14.05.1773-08.05.1848), conseiller d'État (16/26.09.1803-?)

##### 1839
Alexandre de Chambrier (09.04.1788-15.06.1861), conseiller d'État (13.04.1830+20.10.1841-1848)
Frédéric Alexandre de Chambrier (05.10.1785-21.10.1856), conseiller d'État (05.04.1813-07.08.1815/1831-1848)
Samuel Henry de Merveilleux (04.03.1777-1854), conseiller d'État (24.04.1810-?)
Jean Pierre Henri Sigismond de Meuron (1783-23.04.1857), conseiller d'État (22.04.1811-1848)
Auguste Charles François de Perrot (04.06.1787-28.06.1863), conseiller d'État (24.03.1823-?)
Philippe Auguste de Pierre (25.02.1768-10.10.1846), conseiller d'État (23/30.04.1800-?)
Louis de Pourtalès (14.05.1773-08.05.1848), conseiller d'État (16/26.09.1803-?)

#### 1840
Alexandre de Chambrier (09.04.1788-15.06.1861), conseiller d'État (13.04.1830+20.10.1841-1848)
Frédéric Alexandre de Chambrier (05.10.1785-21.10.1856), conseiller d'État (05.04.1813-07.08.1815/1831-1848)
Samuel Henry de Merveilleux (04.03.1777-1854), conseiller d'État (24.04.1810-?)
Jean Pierre Henri Sigismond de Meuron (1783-23.04.1857), conseiller d'État (22.04.1811-1848)
Auguste Charles François de Perrot (04.06.1787-28.06.1863), conseiller d'État (24.03.1823-?)
Philippe Auguste de Pierre (25.02.1768-10.10.1846), conseiller d'État (23/30.04.1800-?)
Louis de Pourtalès (14.05.1773-08.05.1848), conseiller d'État (16/26.09.1803-?)

##### 1841
Alexandre de Chambrier (09.04.1788-15.06.1861), conseiller d'État (13.04.1830+20.10.1841-1848)
Frédéric Alexandre de Chambrier (05.10.1785-21.10.1856), conseiller d'État (05.04.1813-07.08.1815/1831-1848)
Samuel Henry de Merveilleux (04.03.1777-1854), conseiller d'État (24.04.1810-?)
Jean Pierre Henri Sigismond de Meuron (1783-23.04.1857), conseiller d'État (22.04.1811-1848)
Auguste Charles François de Perrot (04.06.1787-28.06.1863), conseiller d'État (24.03.1823-?)
Philippe Auguste de Pierre (25.02.1768-10.10.1846), conseiller d'État (23/30.04.1800-?)
Louis de Pourtalès (14.05.1773-08.05.1848), conseiller d'État (16/26.09.1803-?)

##### 1842
Alexandre de Chambrier (09.04.1788-15.06.1861), conseiller d'État (13.04.1830+20.10.1841-1848)
Frédéric Alexandre de Chambrier (05.10.1785-21.10.1856), conseiller d'État (05.04.1813-07.08.1815/1831-1848)
Samuel Henry de Merveilleux (04.03.1777-1854), conseiller d'État (24.04.1810-?)
Jean Pierre Henri Sigismond de Meuron (1783-23.04.1857), conseiller d'État (22.04.1811-1848)
Auguste Charles François de Perrot (04.06.1787-28.06.1863), conseiller d'État (24.03.1823-?)
Philippe Auguste de Pierre (25.02.1768-10.10.1846), conseiller d'État (23/30.04.1800-?)
Louis de Pourtalès (14.05.1773-08.05.1848), conseiller d'État (16/26.09.1803-?)

##### 1843
Alexandre de Chambrier (09.04.1788-15.06.1861), conseiller d'État (13.04.1830+20.10.1841-1848)
Frédéric Alexandre de Chambrier (05.10.1785-21.10.1856), conseiller d'État (05.04.1813-07.08.1815/1831-1848)
Samuel Henry de Merveilleux (04.03.1777-1854), conseiller d'État (24.04.1810-?)
Jean Pierre Henri Sigismond de Meuron (1783-23.04.1857), conseiller d'État (22.04.1811-1848)
Auguste Charles François de Perrot (04.06.1787-28.06.1863), conseiller d'État (24.03.1823-?)
Philippe Auguste de Pierre (25.02.1768-10.10.1846), conseiller d'État (23/30.04.1800-?)
Louis de Pourtalès (14.05.1773-08.05.1848), conseiller d'État (16/26.09.1803-?)

##### 1844
Alexandre de Chambrier (09.04.1788-15.06.1861), conseiller d'État (13.04.1830+20.10.1841-1848)
Frédéric Alexandre de Chambrier (05.10.1785-21.10.1856), conseiller d'État (05.04.1813-07.08.1815/1831-1848)
Samuel Henry de Merveilleux (04.03.1777-1854), conseiller d'État (24.04.1810-?)
Jean Pierre Henri Sigismond de Meuron (1783-23.04.1857), conseiller d'État (22.04.1811-1848)
Auguste Charles François de Perrot (04.06.1787-28.06.1863), conseiller d'État (24.03.1823-?)
Philippe Auguste de Pierre (25.02.1768-10.10.1846), conseiller d'État (23/30.04.1800-?)
Louis de Pourtalès (14.05.1773-08.05.1848), conseiller d'État (16/26.09.1803-?)

##### 1845
Alexandre de Chambrier (09.04.1788-15.06.1861), conseiller d'État (13.04.1830+20.10.1841-1848)
Frédéric Alexandre de Chambrier (05.10.1785-21.10.1856), conseiller d'État (05.04.1813-07.08.1815/1831-1848)
Samuel Henry de Merveilleux (04.03.1777-1854), conseiller d'État (24.04.1810-?)
Jean Pierre Henri Sigismond de Meuron (1783-23.04.1857), conseiller d'État (22.04.1811-1848)
Auguste Charles François de Perrot (04.06.1787-28.06.1863), conseiller d'État (24.03.1823-?)
Philippe Auguste de Pierre (25.02.1768-10.10.1846), conseiller d'État (23/30.04.1800-?)
Louis de Pourtalès (14.05.1773-08.05.1848), conseiller d'État (16/26.09.1803-?)

##### 1846
Alexandre de Chambrier (09.04.1788-15.06.1861), conseiller d'État (13.04.1830+20.10.1841-1848)
Frédéric Alexandre de Chambrier (05.10.1785-21.10.1856), conseiller d'État (05.04.1813-07.08.1815/1831-1848)
Samuel Henry de Merveilleux (04.03.1777-1854), conseiller d'État (24.04.1810-?)
Jean Pierre Henri Sigismond de Meuron (1783-23.04.1857), conseiller d'État (22.04.1811-1848)
Auguste Charles François de Perrot (04.06.1787-28.06.1863), conseiller d'État (24.03.1823-?)
Philippe Auguste de Pierre (25.02.1768-10.10.1846), conseiller d'État (23/30.04.1800-?)
Louis de Pourtalès (14.05.1773-08.05.1848), conseiller d'État (16/26.09.1803-?)

##### 1847
Alexandre de Chambrier (09.04.1788-15.06.1861), conseiller d'État (13.04.1830+20.10.1841-1848)
Frédéric Alexandre de Chambrier (05.10.1785-21.10.1856), conseiller d'État (05.04.1813-07.08.1815/1831-1848)
Samuel Henry de Merveilleux (04.03.1777-1854), conseiller d'État (24.04.1810-?)
Jean Pierre Henri Sigismond de Meuron (1783-23.04.1857), conseiller d'État (22.04.1811-1848)
Auguste Charles François de Perrot (04.06.1787-28.06.1863), conseiller d'État (24.03.1823-?)
Louis de Pourtalès (14.05.1773-08.05.1848), conseiller d'État (16/26.09.1803-?)

##### 1848
Alexandre de Chambrier (09.04.1788-15.06.1861), conseiller d'État (13.04.1830+20.10.1841-1848)
Frédéric Alexandre de Chambrier (05.10.1785-21.10.1856), conseiller d'État (05.04.1813-07.08.1815/1831-1848)
Samuel Henry de Merveilleux (04.03.1777-1854), conseiller d'État (24.04.1810-?)
Jean Pierre Henri Sigismond de Meuron (1783-23.04.1857), conseiller d'État (22.04.1811-1848)
Auguste Charles François de Perrot (04.06.1787-28.06.1863), conseiller d'État (24.03.1823-?)
Louis de Pourtalès (14.05.1773-08.05.1848), conseiller d'État (16/26.09.1803-?)

## Source
Notices Quellet-Soguel des Archives de l'État de Neuchâtel (cote HCE, [lire en ligne (page consultée le 13 février 2025)]